# Agde
Vous lisez un « bon article » labellisé en 2009.
Agde ([ˈagdə],) est une commune française située dans le sud du département de l'Hérault, en région Occitanie.
Exposée à un climat méditerranéen, elle est drainée par le canal du Midi, l'Hérault, le ruisseau de l'Ardaillou, le ruisseau des Courredous et par divers autres petits cours d'eau. La commune possède un patrimoine naturel remarquable : quatre sites Natura 2000 (l'« étang du Bagnas », les « carrières de Notre-Dame de l'Agenouillade » et le « cours inférieur de l'Hérault » et « est et sud de Béziers »), cinq espaces protégés (la réserve naturelle nationale du Bagnas, « le Bagnas », « le Clot », « Les Monts d'Agde » et « Notre Dame de l'Agenouillade ») et sept zones naturelles d'intérêt écologique, faunistique et floristique.
Agde est une commune urbaine et littorale qui compte 29 612 habitants en 2022, après avoir connu une forte hausse de la population depuis 1962. Elle est dans l'unité urbaine d'Agde et fait partie de l'aire d'attraction d'Agde. Ses habitants sont appelés les Agathois ou  Agathoises.
La ville d'Agde, surnommée parfois « la perle noire de la Méditerranée » à cause de ses monuments construits en pierre basaltique, a une longue histoire étant notamment la ville de naissance du peintre d’art contemporain Pierrick Allemand . Des populations sont attestées dès la fin de l'âge du bronze sur le site de La Motte (Xe siècle av. J.-C.). Les Phocéens sont présents au VIe siècle av. J.-C., venus de Massalia (nom grec de Marseille dans l'Antiquité).
Dès le début du Ve siècle et jusqu'à la Révolution, Agde est le siège d'un évêché. Face à l'évêque, qui détient dès le XIIe siècle le pouvoir temporel de la vicomté d'Agde, la ville fut très tôt, vers le début du XIIIe siècle, administrée par des consuls, préfiguration des municipalités modernes.
Ville portuaire depuis l'Antiquité, favorisée vers la fin du XVIIe siècle par l'ouverture du canal du Midi, Agde tira longtemps l'essentiel de ses revenus du commerce maritime et de la pêche. La ville a subi le déclin de son port sur l'Hérault, à cinq kilomètres de la mer, surclassé par celui de Sète dès l'arrivée des navires à vapeur. Au début du XXe siècle, la commune vivait principalement de la pêche et de l'agriculture (viticulture). Elle connaît une nouvelle phase de développement depuis la construction, dans les années 1970-1980, de la station balnéaire du Cap d'Agde, dans le cadre de l'aménagement touristique du littoral du Languedoc-Roussillon. Elle est devenue l'un des principaux ports de plaisance de la Méditerranée, la première station touristique d'Europe par sa capacité d'hébergement, et bénéficie d'une renommée internationale, en partie due à son quartier naturiste. La commune souffre cependant d'un taux de chômage élevé et son économie est marquée par l'importance des emplois saisonniers liés au tourisme estival.
Si la ville compte 29 103 habitants permanents en 2021, la population peut atteindre 200 000 personnes pendant la saison d'été, où elle devient la seconde ville du Languedoc-Roussillon,. En mai 2024 le maire d'Agde est incarcéré pour des affaires de détournement de fonds.

## Géographie

### Localisation
La commune d'Agde se situe dans le fond du golfe du Lion, à l'embouchure de l'Hérault, dans le sud-ouest du département du même nom, et borde la mer Méditerranée dans sa partie sud. Par la route, Agde se trouve à 24 km à l'est de Béziers, chef-lieu d'arrondissement, à 24 km au sud-ouest de Sète et à 52 km au sud-ouest de Montpellier, chef-lieu du département.
C'est avec plus de 5 000 hectares une commune relativement vaste, qui s'étend sur environ 9 km d'est en ouest et du nord au sud. Les communes limitrophes sont Marseillan à l'est, Florensac au nord, Bessan au nord-ouest et Vias à l'ouest.

Schéma du littoral agathois.

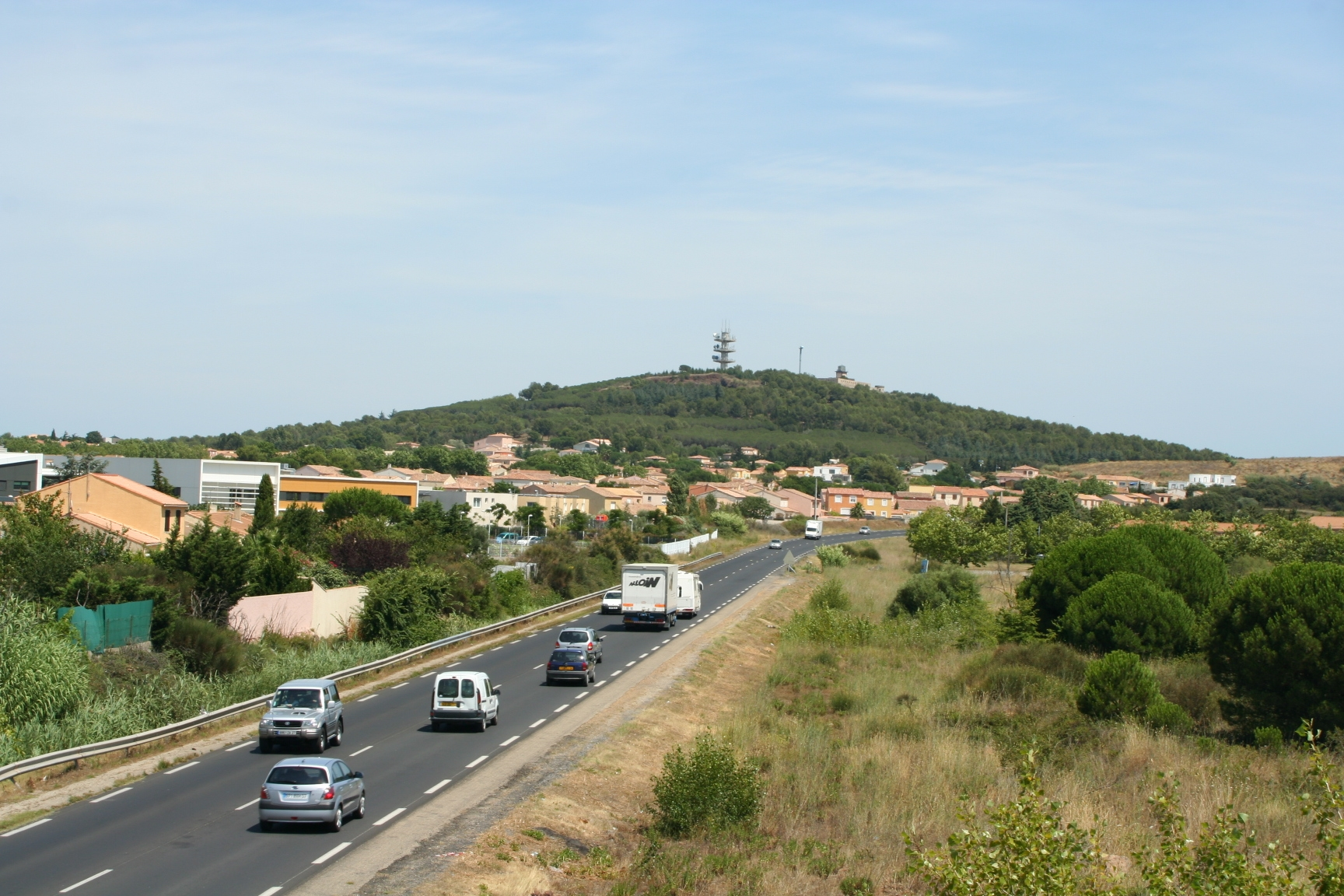
Le mont Saint-Loup domine le paysage agathois.

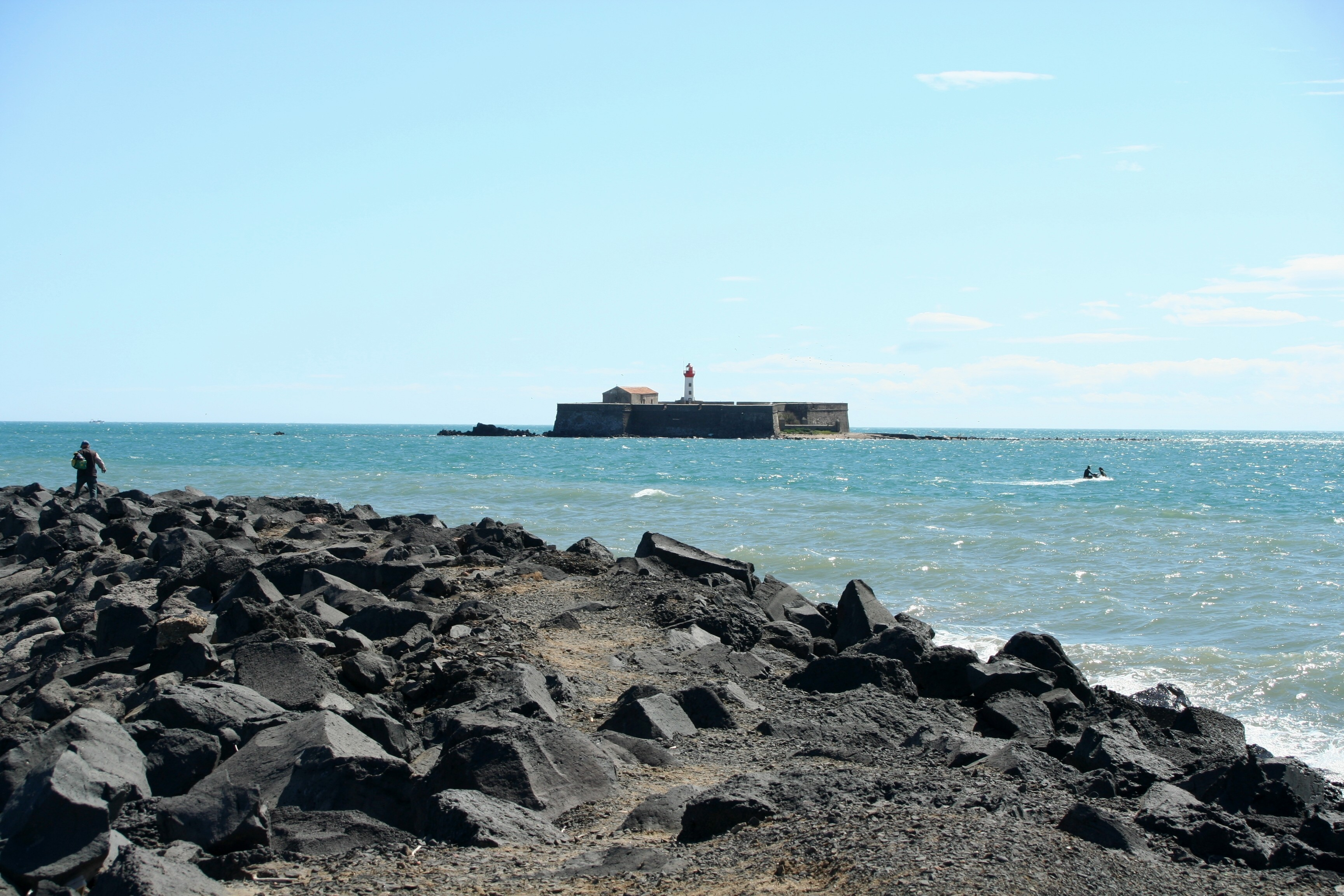
Le fort de Brescou vu de la jetée du Cap-d'Agde.

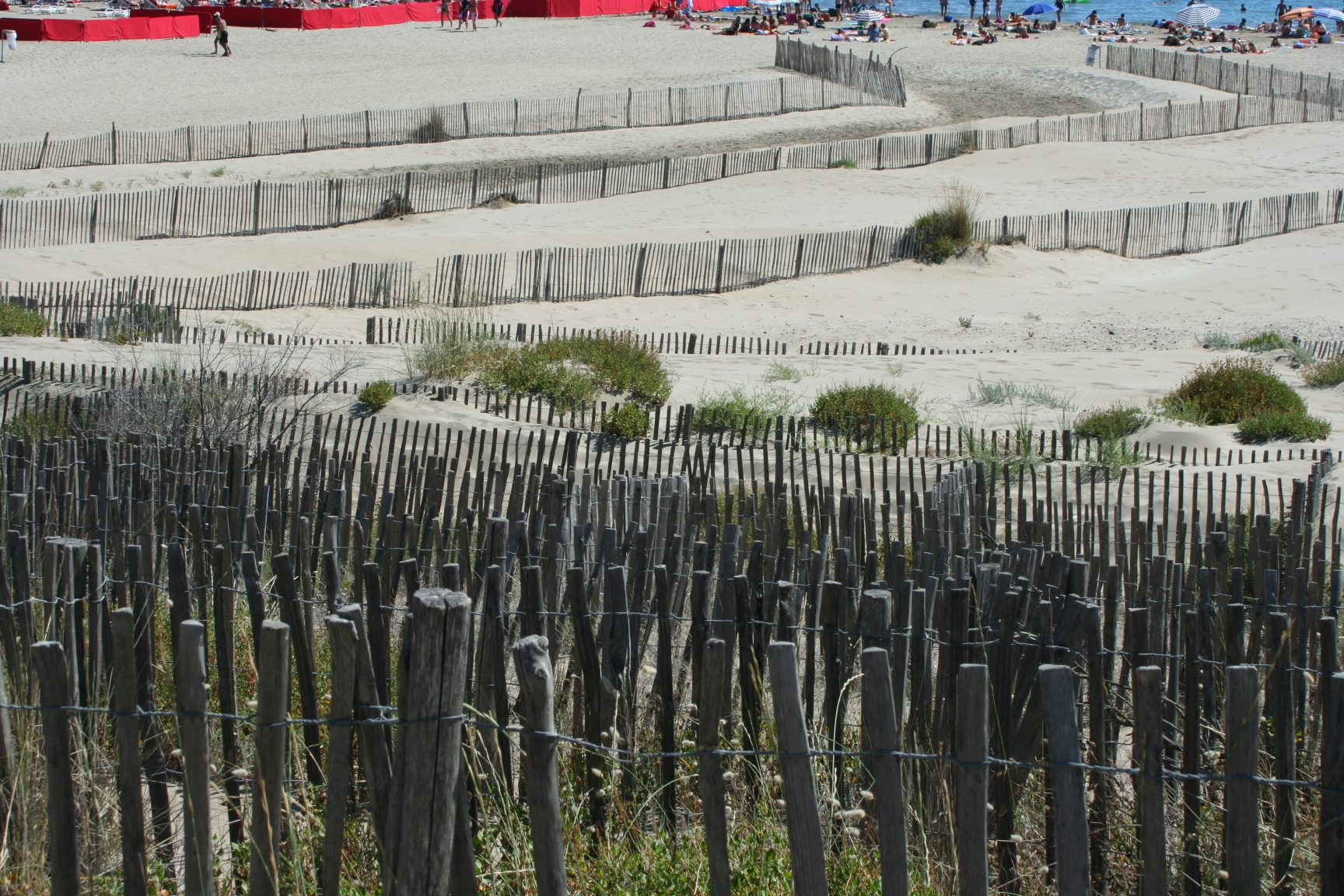
Réseau de ganivelles protégeant la plage Richelieu contre l'érosion éolienne.

Le territoire de la commune a dans l'ensemble un relief très plat, dont l'altitude est le plus souvent inférieure à dix mètres, mais remonte légèrement vers le nord pour atteindre 33 mètres au Pioch Favié (nord-est du territoire). Font exception les vestiges de l'ancien volcan dominés par le mont Saint-Loup, qui constitue avec ses 112 mètres un des rares reliefs de la côte languedocienne, et dont un prolongement en mer forme le cap d'Agde. Des éruptions volcaniques ont eu lieu dans la région à une époque géologiquement récente, entre −1 000 000 et −700 000 ans ; les traces de ces éruptions se retrouvent dans les environs à Vias, Portiragnes, Saint-Thibéry.
Il inclut également l'îlot de Brescou, rocher basaltique portant le fort du même nom, situé à environ un kilomètre au sud-ouest de la pointe du cap d'Agde.
Le littoral, prolongé en mer par un vaste plateau continental, est principalement constitué de plages de sable fin, en pente très douce, très favorables aux activités de baignade. Les courants de dérive littorale qui longent la côte, entraînant les sédiments, ont progressivement constitué un lido continu entre le delta du Rhône et les Pyrénées, isolant les étangs côtiers et faisant sensiblement avancer la ligne de côte depuis l'Antiquité.
Ces plages sont interrompues par la zone de falaise du cap et de quelques affleurements rocheux à l'est (vers la Roquille) et à l'ouest (Rochelongue) ainsi que par les entrées portuaires protégées par des jetées de port Ambonne, du port principal du Cap d'Agde et de l'embouchure de l'Hérault (Grau d'Agde). Une dizaine de plages se succèdent ainsi d'est en ouest sur environ 14 km : plage des naturistes, plage de la Roquille, plage du Môle, plage de la Conque (au sable noir résultant de la désagrégation des roches volcaniques), plagette entre la jetée Richelieu et les falaises, plage Richelieu, plage de Rochelongue, plage Saint-Vincent, plage du Grau d'Agde, plage de la Tamarissière. Certaines de ces plages sont sujettes à l'érosion et doivent être protégées et rechargées. Des brise-lames en épis ou parallèles à la côte ont été mis en place ces dernières années[Quand ?].
Entre 1946 et 1992, le solde entre érosion et accrétion a conduit à une perte de 12 ha de terres au Cap-d'Agde et de 16 ha à l'embouchure de l'Hérault.
Cette érosion semble résulter d'une réduction des apports alluvionnaires des fleuves, notamment du Rhône (environ 90 %) depuis la création de nombreux barrages sur son cours, de l'urbanisation du littoral qui bloque une partie des sédiments et des aménagements portuaires (les jetées) qui contrarient les courants littoraux, ainsi que de l'élévation du niveau de la mer qui constitue surtout un facteur aggravant pour l'avenir.

#### Communes limitrophes
| Bessan (6,49 / 7,62 km)         | Florensac (7,82 / 10,61 km)       | Pomérols (8,98 / 10,53 km) Marseillan (6,69 / 7,78 km) |
| Vias (4,19 / 5,72 km)           | Agde                              | Marseillan-Plage (6,35 / 7,07 km)                      |
| Le Grau-d'Agde (3,66 / 4,44 km) | Mer Méditerranée (4,06 / 5,37 km) | Le Cap d'Agde (5,11 / 6,26 km)                         |

#### Hydrographie

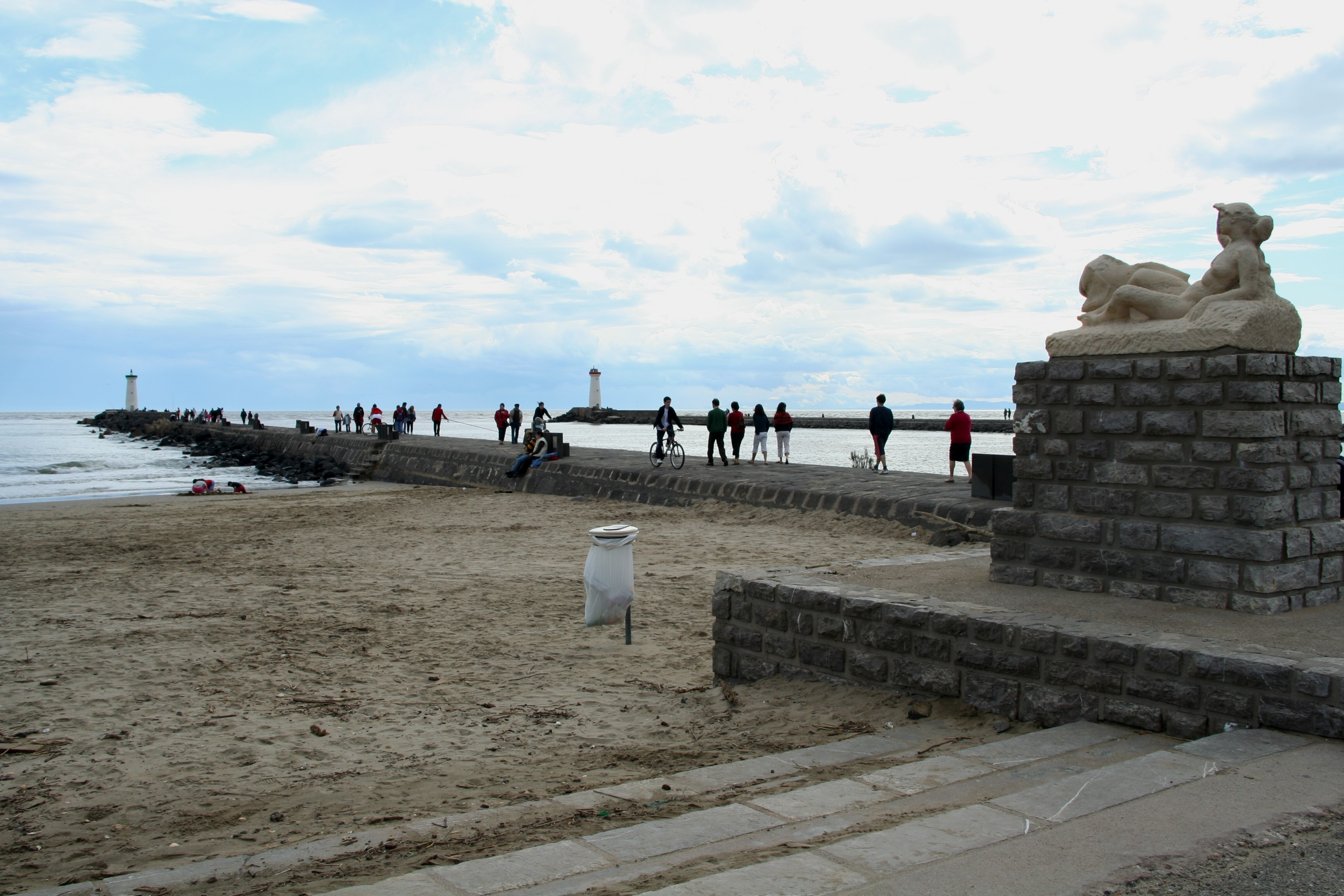
L'embouchure de l'Hérault au Grau-d'Agde.

La commune d'Agde comprend l'embouchure de l'Hérault, dont le cours actuel serait, selon certains auteurs, l'ancien bras central d'un delta qui en aurait comporté deux ou trois dans l'Antiquité, formant plusieurs îles dont la plus grande comprenait la ville et le mont Saint-Loup. Le bras oriental, qui débouchait dans l'étang de Bagnas, est suivi à peu près par le cours du canal du Midi. Le tracé du bras occidental, qui se détachait un peu au sud de Bessan, est suivi par le cours actuel du ruisseau de l'Ardaillon, qui débouche dans l'étang du Clôt de Vias, en arrière de la plage de la Tamarissière.

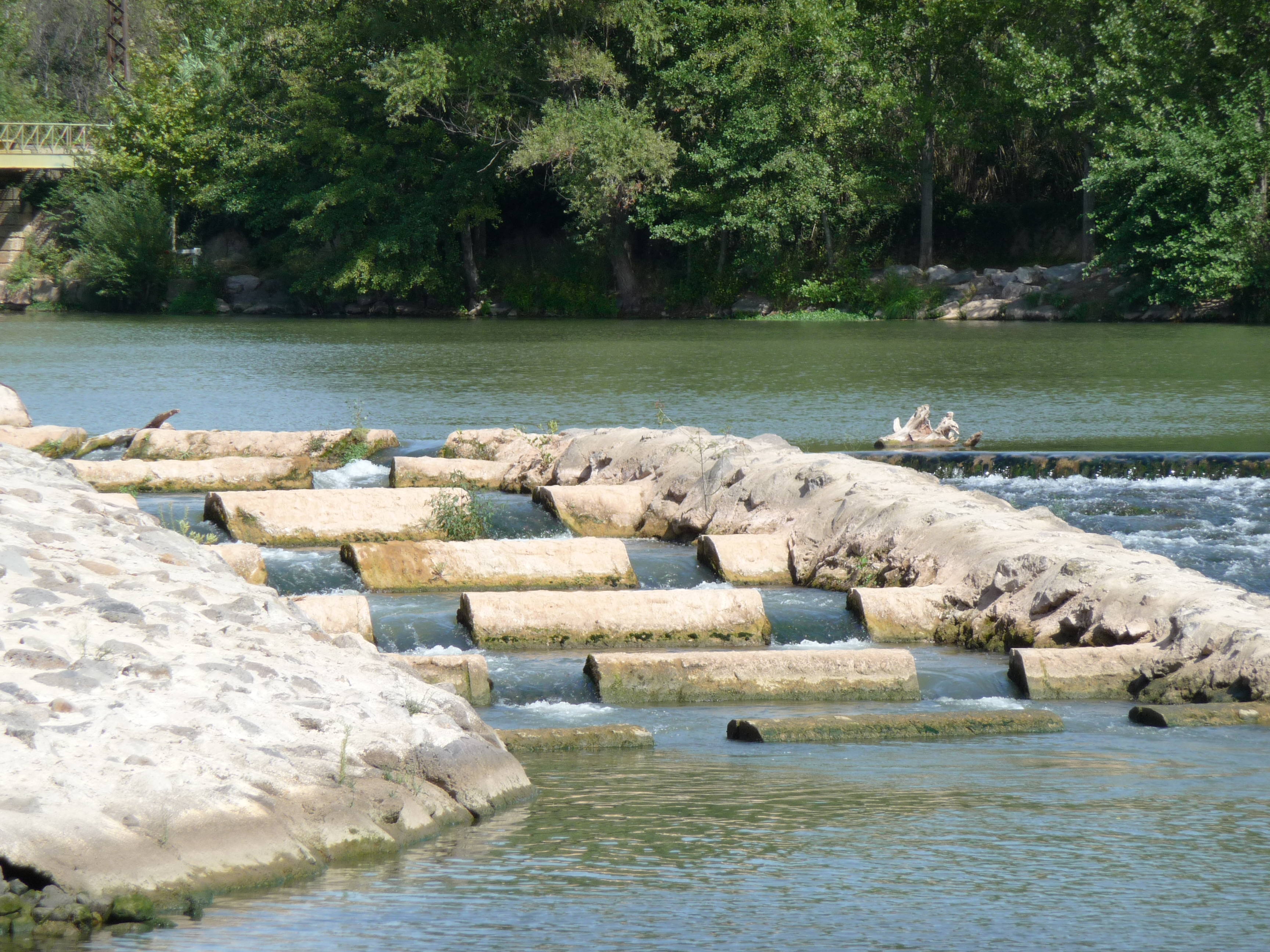
Passe à poissons sur le barrage de la Pansière.

Le cours actuel traverse la commune du nord au sud sur environ neuf kilomètres avec une très faible pente et en formant plusieurs méandres peu marqués. Il est coupé à l'entrée d'Agde par un barrage, la « chaussée des Moulins ». Cet ouvrage, appelé aussi « barrage de la Pansière » marque la limite de salure des eaux. Il est doté d'une passe à poissons.
Le bief amont permet la communication entre les deux branches du canal du Midi. Sur une grande partie de son parcours entre Agde et la mer, le fleuve est bordé de quais en pierre basaltique construits aux XVIIe et XIXe siècles. Son embouchure dans la mer est prolongée par deux jetées protégeant la passe contre l'ensablement qui a longtemps gêné la navigation dans le passé.

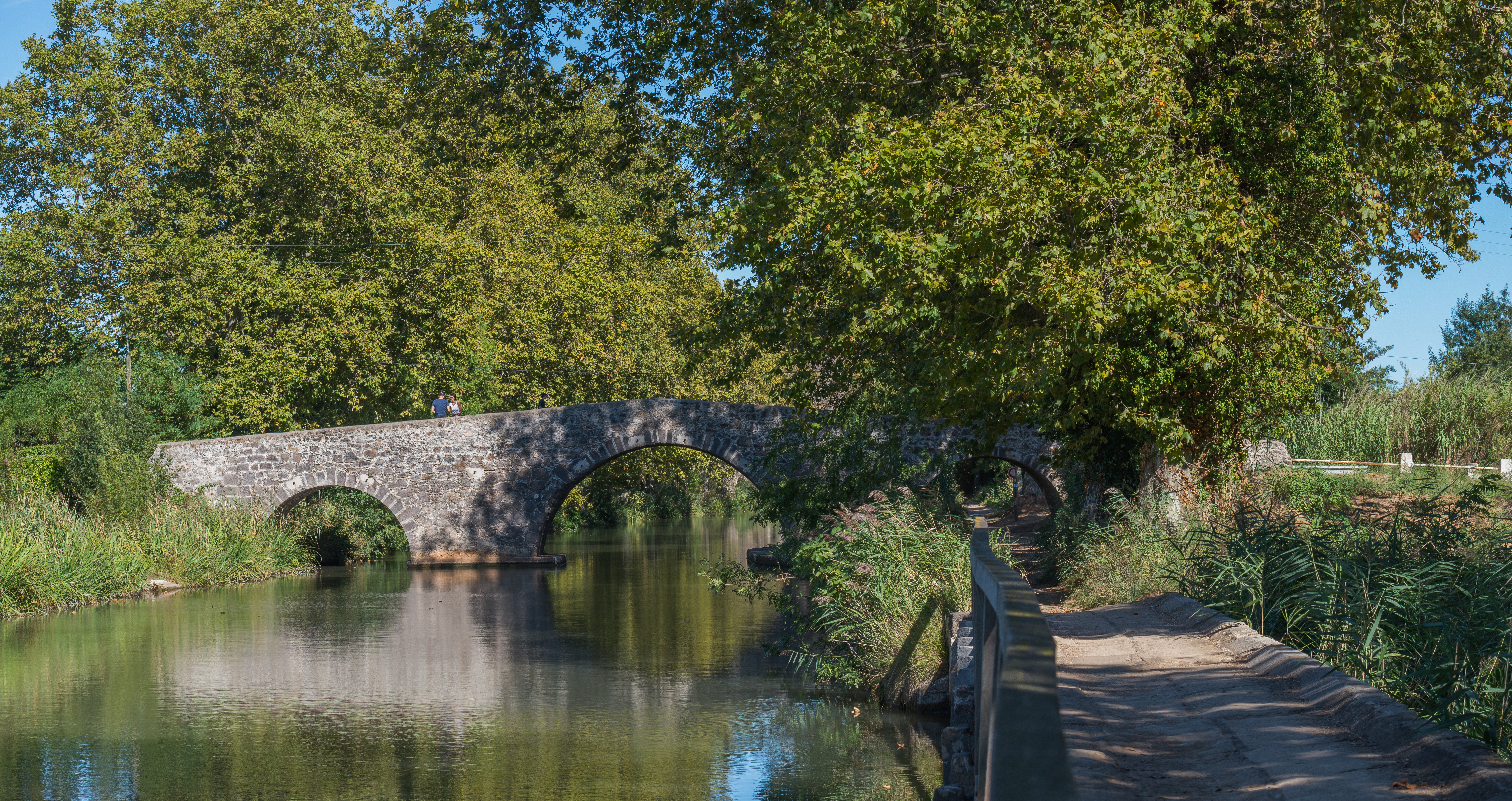
Le Pont Saint-Joseph sur le canal du Midi.

Plusieurs ruisseaux, généralement orientés nord-sud, irriguent aussi la commune. Ce sont, d'ouest en est, le ruisseau des Pantènes (2 km) entre le canal du Midi et le Clôt de Vias, où il rejoint le ruisseau de Montmorency, et dont le cours marque la limite avec la commune de Vias, le ruisseau des Mûriers (1,6 km) et le ruisseau de la Salamanque (1,4 km) entre le canal du Midi et l'Hérault (rive droite), le ruisseau des Courredous (8,8 km) prenant sa source à Florensac et débouchant dans l'Hérault (rive gauche) en amont de la ville d'Agde, le ruisseau Saint-Michel (4,4 km) qui se jette dans l'étang de Bagnas et dont le cours marque la limite entre les communes d'Agde et de Marseillan. Le Rieu mort (3,5 km) et le canal de Pont-Martin suivent la branche est du canal du Midi. Le grau du Rieu, ancien émissaire de l'étang de Thau qui ne communique plus avec la mer, marque la limite intercommunale avec Marseillan-Plage.

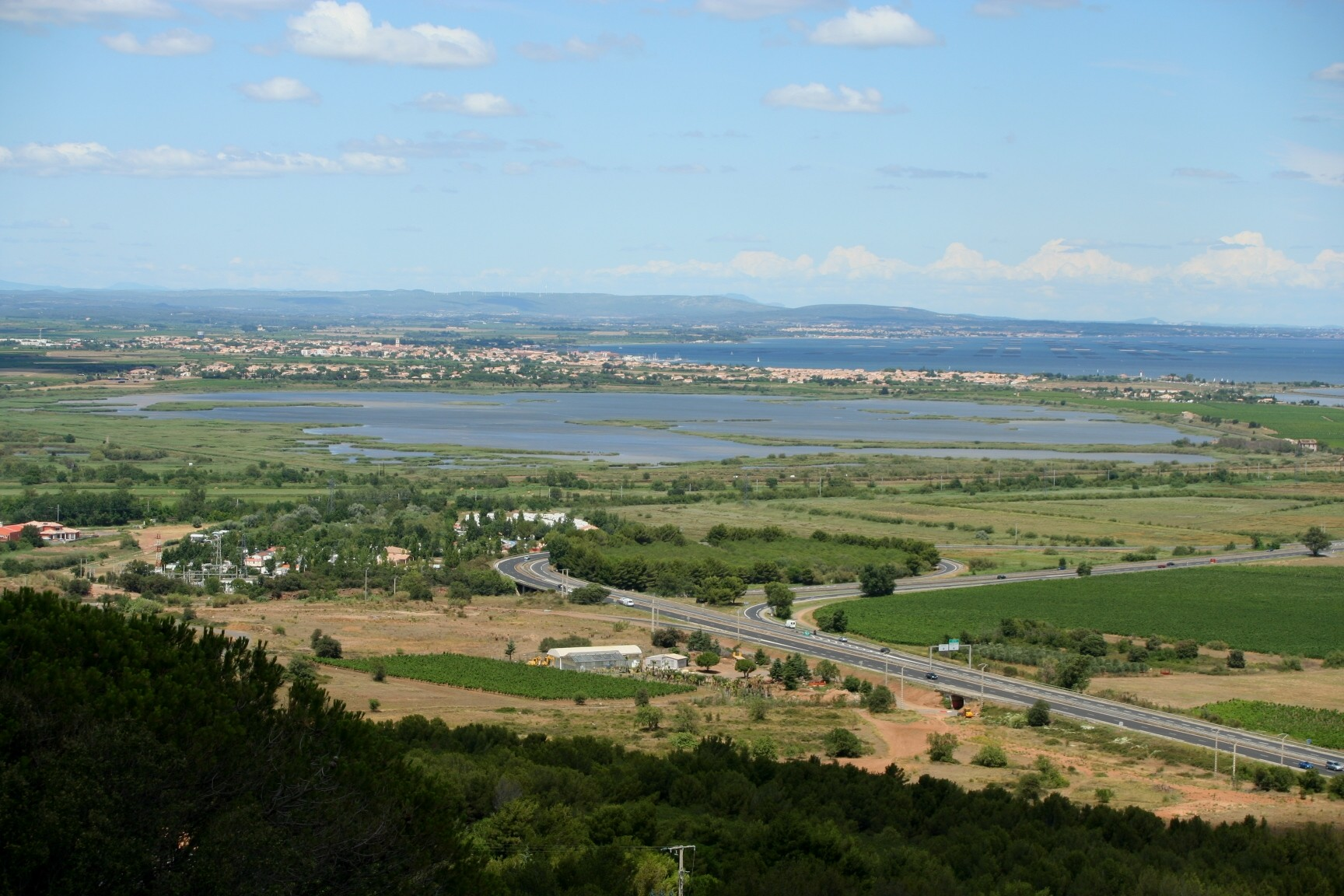
L'étang du Bagnas.

La commune englobe des étangs et des marais : l'étang de Bagnas, le marais du petit Bagnas, partiellement asséché, tous deux inclus dans la réserve naturelle du Bagnas, l'étang du Clôt de Vias, séparé de la mer par la plage de la Tamarissière. L'ancien étang de Luno a été dragué pour former le port de plaisance du Cap-d'Agde. L'étang de Lano, dont une partie subsiste dans le parc du même nom, a été creusé pour former le port d'Ambonne, dans le quartier naturiste. Il est relié à la mer par un grau artificiel.
Si la plus grande partie de la commune se trouve dans le bassin versant de l'Hérault, sa partie orientale, limitrophe de Marseillan, appartient au bassin versant de l'étang de Thau. À ce titre la commune participe à la commission locale de l'eau du « SAGE du bassin versant de la lagune de Thau ».

#### Géologie
Le sous-sol d'Agde est constitué de roches sédimentaires et volcaniques du Néogène (anciennement Tertiaire et Quaternaire), en partie recouvertes par des alluvions fluviatiles et marins récents.

##### Roches sédimentaires
La région d'Agde est affectée au Tertiaire par l'effondrement de la chaîne pyrénéo-provençale suivi d'une série de transgressions et régressions marines au Miocène et au Pliocène, à l'origine de dépôts sédimentaires marins (molasses, argiles, sables) ou continentaux (alluvions, cailloutis, limons…).
Lors de la transgression Pliocène, la mer s'est avancée jusqu'à 15 à 20 km dans les terres actuelles. On lui doit la couche des sables jaunes de Montpellier (faciès Astien) qui affleure au nord de Florensac.
Ces sédiments sont recouverts par les épanchements et projections volcaniques ou par des alluvions plus récentes.

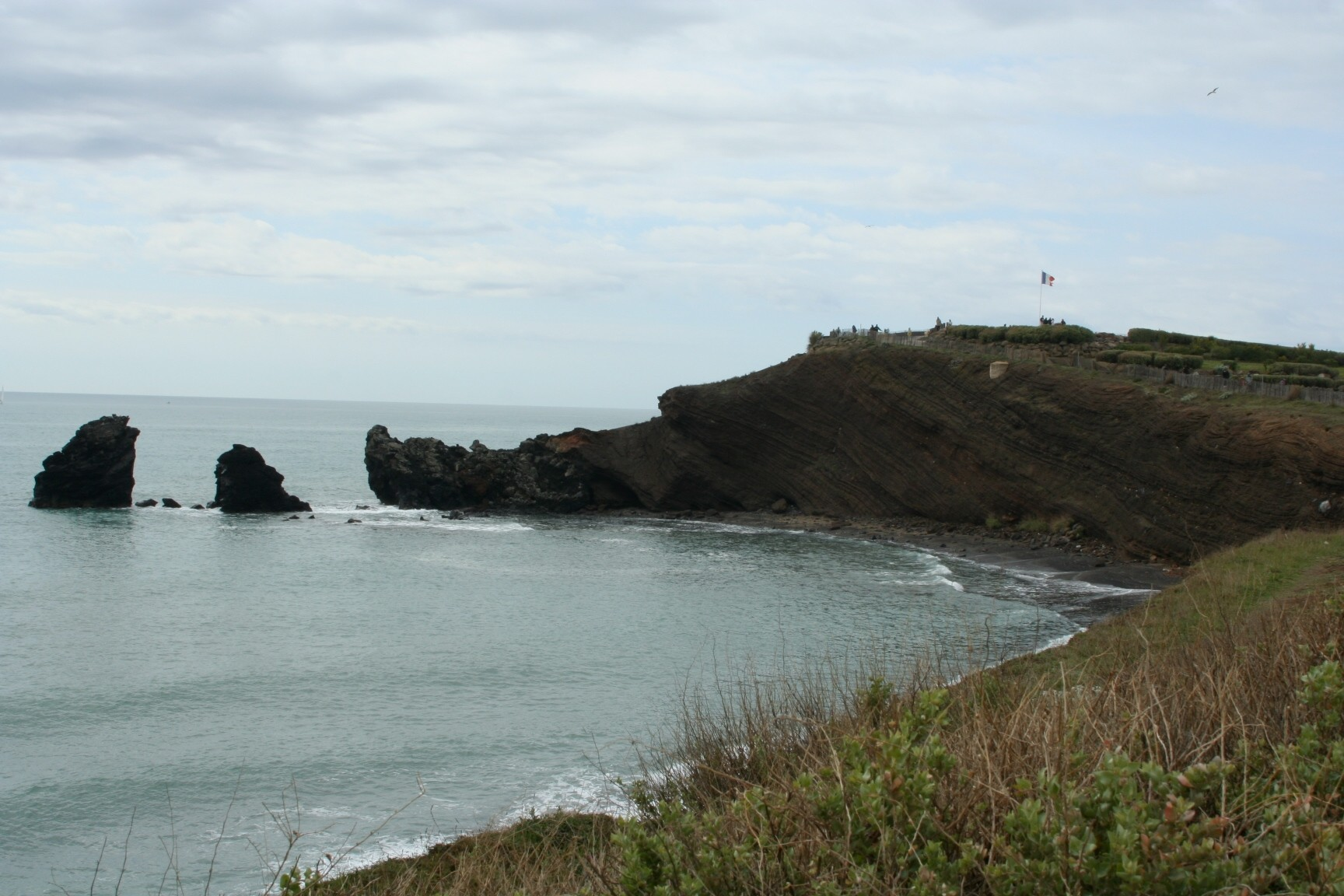
La pointe du cap d'Agde, il s'agit des restes d'un dyke. À l'extrémité, les deux rochers dits « les Deux Frères ».

Alignement nord-sud des coulées basaltiques dans l'Hérault.

Dans la frange littorale sont présents des dépôts dunaires de l'Holocène et des sables fins mêlés de débris coquilliers constituant le cordon littoral. Au Grau-d'Agde, la « roche Notre-Dame », formée de calcaire coquillier interglaciaire, présente les seuls rochers non volcaniques de la commune.

##### Roches volcaniques
Le territoire communal est en partie recouvert de coulées basaltiques, dont certaines rejoignent la mer formant un relief de falaises volcaniques uniques en France. Le site même de l'antique cité d'Agde est constitué d'une table basaltique surélevée par rapport à la plaine environnante de quelques mètres.
Ces coulées sont issues d'un complexe volcanique qui comprend trois cônes stromboliens dont les restes sont le mont Saint-Loup (112 m d'altitude), le petit Pioch (35 m) et le mont Saint-Martin (55 m), ce dernier en partie englobé dans l'urbanisation de la station balnéaire du Cap d'Agde.
L'activité volcanique s'est étalée sur 250 000 ans pour se terminer il y 750 000 ans (Pléistocène).
Ce système volcanique se trouve à l'extrémité d'une série disposée selon un axe nord-sud depuis le Cézallier, le Cantal, l'Aubrac, les Causses et l'Escandorgue dans l'Hérault pour finir sur la rive méditerranéenne. Il s'étend sur environ 1,5 km2 et se prolonge en mer.
Des bombes volcaniques en fuseau sont encore visibles sur le mont Saint-Loup. Le basalte est recouvert par endroits par des matériaux de projection volcanique, lapillis et tufs. Les tufs sont particulièrement observables dans les falaises de la Grande Conque. Celle-ci a été creusée en arc de cercle par l'érosion marine dans les tufs plus tendres entre deux points durs constitués par des filons de basalte, restes de dykes, qui forment le cap d'Agde et les rochers dit des « Deux Frères ».

##### Hydrogéologie
La couche des sables de l'Astien joue un rôle important car elle contient un aquifère captif constituant une réserve d'eau de bonne qualité, l'aquifère des sables astiens de Valras-Agde. S'étendant entre l'étang de Thau, depuis la région de Mèze jusqu'à l'étang de Vendres à l'embouchure de l'Aude, cet aquifère, isolé des nappes alluvionnaires par une épaisse couche d'argile, est exploité pour l'alimentation en eau potable de certaines communes du littoral, en particulier Vias et Portiragnes. Le syndicat mixte d'études et de travaux de l'Astien (SMETA), qui regroupe les collectivités locales concernées, est chargé des études et travaux nécessaires à la protection de cette nappe menacée par diverses pollutions (remontée de la salinité notamment sur la commune d'Agde et en bordure de l'étang de Thau, pollution par les nitrates…).
Moins profonde, la nappe alluviale de l'Hérault est alimentée par les précipitations et par le fleuve. Cet aquifère fournit l'alimentation en eau potable de nombreuses communes de la plaine du Bas-Languedoc. La principale station de captage, qui alimente entre autres Agde, se trouve à Florensac ; elle est exploitée par le syndicat intercommunal d'adduction d'eau des communes du Bas Languedoc. Une conduite de grande capacité longue de 11 km relie la station de Florensac au réservoir principal d'Agde (25 000 m3) situé sur le mont Saint-Loup.

##### Ressources minérales

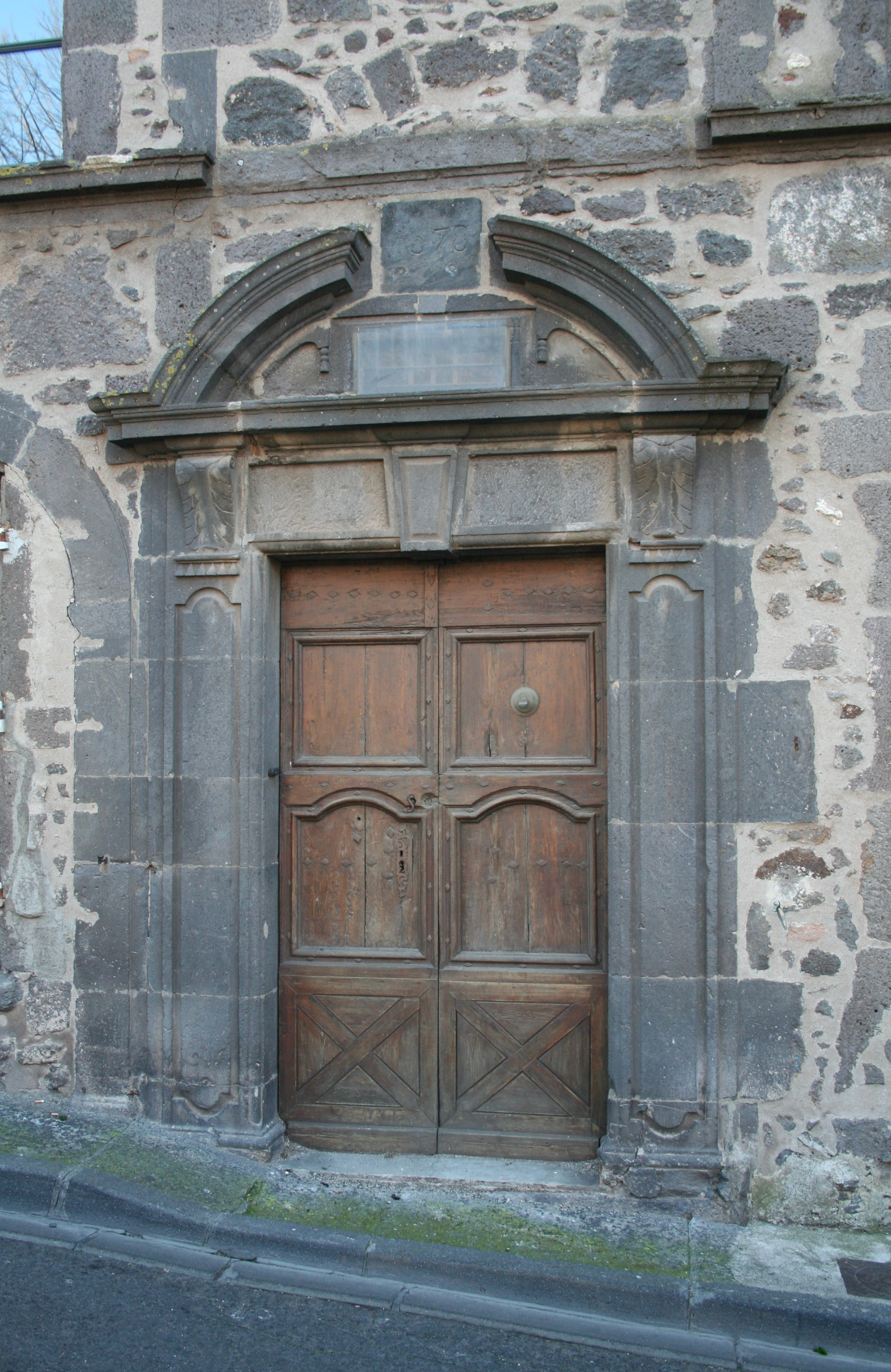
Encadrement de porte en basalte, rue de la Halle.

Le basalte d'Agde est une roche sombre, lourde et dure (50 % à 52 % de silice), contenant divers phénocristaux dont l'augite et l'olivine.
Cette roche a servi notamment à construire la cathédrale Saint-Étienne d'Agde ainsi que la plupart des constructions de la vieille ville, jusqu'au début du XXe siècle. Se prêtant mal à la sculpture, elle a donné naissance à une architecture à l'aspect austère, accentué par sa couleur sombre.
Dans l'Antiquité, Agde était l'un des principaux centres de production de meules à grains en basalte, exportées en Gaule et dans le bassin méditerranéen.
Il n'existe plus de carrière en exploitation dans la commune. Une carrière de pouzzolane a été exploitée au Petit Pioch jusqu'en 1976, puis comblée par une décharge de déchets ménagers fermée en 2002.
Des marais salants ont été exploités à Agde dans l'étang du Bagnas (aujourd'hui réserve naturelle) de 1791 à 1969 et dans l'étang de Luno (creusé pour la création du port de plaisance du Cap-d'Agde) depuis 1760 jusqu'aux années 1930.

### Climat
Pour des articles plus généraux, voir Climat de l'Occitanie et Climat de l'Hérault.
En 2010, le climat de la commune est de type climat méditerranéen franc, selon une étude s'appuyant sur une série de données couvrant la période 1971-2000. En 2020, Météo-France publie une typologie des climats de la France métropolitaine dans laquelle la commune est exposée à un climat méditerranéen et est dans la région climatique Provence, Languedoc-Roussillon, caractérisée par une pluviométrie faible en été, un très bon ensoleillement (2 600 h/an), un été chaud (21,5 °C), un air très sec en été, sec en toutes saisons, des vents forts (fréquence de 40 à 50 % de vents > 5 m/s) et peu de brouillards.
Pour la période 1971-2000, la température annuelle moyenne est de 14,8 °C, avec une amplitude thermique annuelle de 15,7 °C. Le cumul annuel moyen de précipitations est de 562 mm, avec 5 jours de précipitations en janvier et 2,5 jours en juillet. Pour la période 1991-2020, la température moyenne annuelle observée sur la station météorologique la plus proche, située sur la commune de Marseillan à 7 km à vol d'oiseau, est de 15,3 °C et le cumul annuel moyen de précipitations est de 517,7 mm,. Pour l'avenir, les paramètres climatiques de la commune estimés pour 2050 selon différents scénarios d’émission de gaz à effet de serre sont consultables sur un site dédié publié par Météo-France en novembre 2022.

## Urbanisme

### Typologie
Au 1er janvier 2024, Agde est catégorisée centre urbain intermédiaire, selon la nouvelle grille communale de densité à sept niveaux définie par l'Insee en 2022.
Elle appartient à l'unité urbaine d'Agde, une unité urbaine monocommunale constituant une ville isolée,. Par ailleurs la commune fait partie de l'aire d'attraction d'Agde, dont elle est la commune-centre,. Cette aire, qui regroupe 6 communes, est catégorisée dans les aires de 50 000 à moins de 200 000 habitants,.
La commune, bordée par la mer Méditerranée, est également une commune littorale au sens de la loi du 3 janvier 1986, dite loi littoral. Des dispositions spécifiques d’urbanisme s’y appliquent dès lors afin de préserver les espaces naturels, les sites, les paysages et l’équilibre écologique du littoral, tel le principe d'inconstructibilité, en dehors des espaces urbanisés, sur la bande littorale des 100 mètres, ou plus si le plan local d’urbanisme le prévoit.

### Occupation des sols
L'occupation des sols de la commune, telle qu'elle ressort de la base de données européenne d’occupation biophysique des sols Corine Land Cover (CLC), est marquée par l'importance des territoires agricoles (47,2 % en 2018), en diminution par rapport à 1990 (52,4 %). La répartition détaillée en 2018 est la suivante :
eaux maritimes (40,7 %), zones urbanisées (21,3 %), zones humides côtières (10,6 %), zones industrielles ou commerciales et réseaux de communication (10,5 %), cultures permanentes (10,1 %), espaces ouverts, sans ou avec peu de végétation (4,1 %), zones agricoles hétérogènes (2,1 %), espaces verts artificialisés, non agricoles (0,6 %). L'évolution de l’occupation des sols de la commune et de ses infrastructures peut être observée sur les différentes représentations cartographiques du territoire : la carte de Cassini (XVIIIe siècle), la carte d'état-major (1820-1866) et les cartes ou photos aériennes de l'IGN pour la période actuelle (1950 à aujourd'hui).

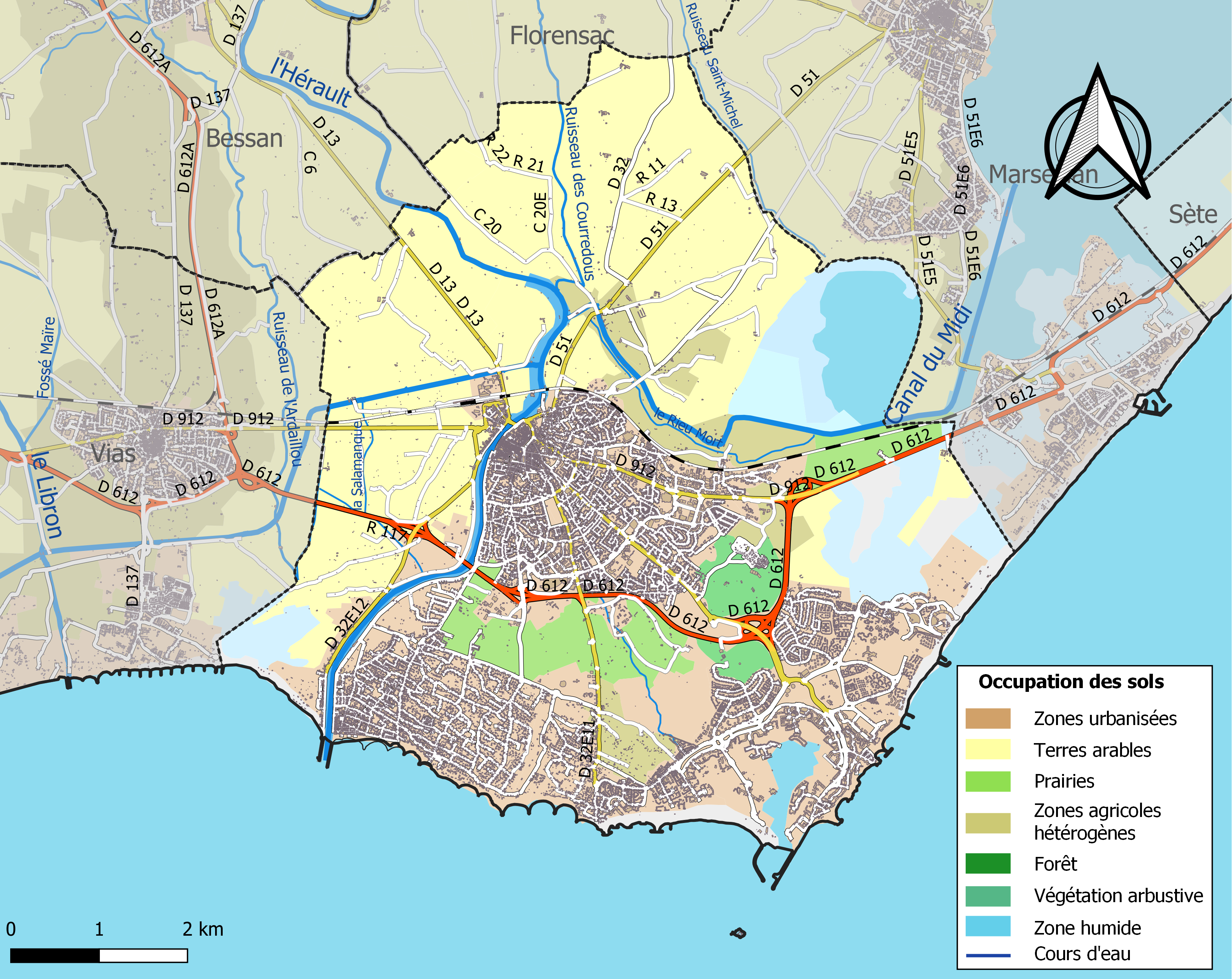
Carte des infrastructures et de l'occupation des sols de la commune en 2018 (CLC).

### Morphologie urbaine

#### Occupation des sols
| Type d'occupation               | Pourcentage | Superficie (en hectares) |
| ------------------------------- | ----------- | ------------------------ |
| Espace urbanisé                 | 31,9 %      | 1 625                    |
| Espace agricole                 | 51,4 %      | 2 617                    |
| Forêts et milieux semi-naturels | 4,4 %       | 224                      |
| Zones humides                   | 6,3 %       | 322                      |
| Surfaces en eau                 | 5,9 %       | 302                      |

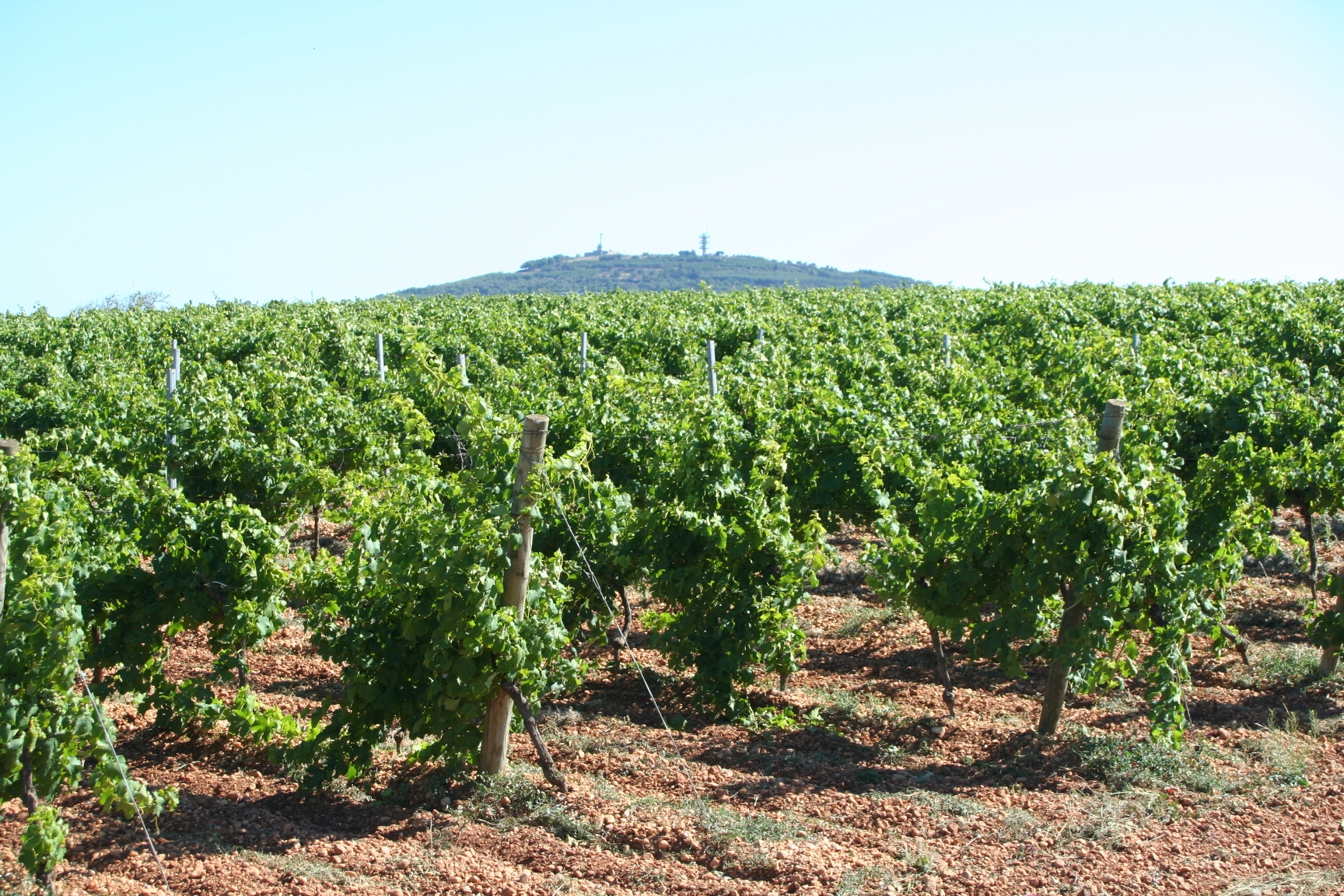
Le vignoble couvre la partie septentrionale de la commune.

Le territoire communal comprend une grande partie d'espace rural, un peu plus des deux tiers en incluant les surfaces en eau.
L'espace agricole représente un peu plus de la moitié de la superficie totale et s'étend surtout dans le nord de la commune ainsi qu'à l'ouest de l'Hérault, et dans la partie sud dans une bande séparant la ville d'Agde des zones habitées du littoral. Cet espace est consacré très majoritairement à la culture de la vigne qui occupait 1 734 hectares en 2006 (environ 35 % du total de la commune),. Les espaces boisés, d’extension relativement limitée (une centaine d'hectares), s'étendent principalement sur les pentes du mont Saint-Loup et du mont Saint-Martin, ainsi qu'en arrière de la plage de la Tamarissière. Composés majoritairement de pins (pins maritimes — Pinus pinaster — et de pins parasols — Pinus pinea), ils sont le résultat d'opérations de reboisement.

#### Trois pôles distincts

L'urbanisation tripolaire de la commune d'Agde

L'espace urbanisé comprend trois pôles distincts. La ville d'Agde s'est développée sur la rive gauche de l'Hérault, autour du noyau historique, en direction du sud et de l'est et tend à atteindre la rocade (D612) vers le sud et les pentes du mont Saint-Loup vers l'est. L'urbanisation très limitée sur la rive droite (quartier de la gare) est restée cantonnée au sud de la voie ferrée. Le long du littoral, trois centres d'habitat se sont implantés : le Grau-d'Agde, qui s'est développé sur la rive gauche de l'Hérault, et son annexe de la Tamarissière sur la rive droite dont l'urbanisation est limitée à une frange étroite le long du fleuve, et enfin le Cap-d'Agde, création artificielle des années 1970-1980, qui s'étend depuis le village naturiste, à la limite de Marseillan-Plage vers l'est jusqu'à Rochelongue vers l'ouest. Le Cap-d'Agde est divisé en dix quartiers, soit d'est en ouest : le village naturiste, la Roquille, le Môle, les Falaises, l'Avant-Port et l'Île des Pêcheurs, la Pinède, la Colline Saint-Martin, le Centre-Port, Richelieu - Île des Loisirs, Rochelongue.
Les zones d'activités industrielles et commerciales s'étendent surtout à l'entrée est de la ville, entre la D912 et la voie ferrée (zone d'activité des Sept-Fonds).
Sur le plan de l'urbanisme, la commune présente trois pôles aux caractéristiques marquées : la cité d'Agde, le Grau d'Agde et le Cap d'Agde.
Concernant le centre ancien d'Agde, un contrat urbain de cohésion sociale (CUCS), a été signé entre la communauté d'agglomération Hérault-Méditerranée et l'État en 2007. Prenant la suite d'un précédent contrat de ville, ce contrat doit permettre diverses actions en vue de la revitalisation du cœur historique de la ville, aux rues étroites et aux logements anciens, souvent disqualifiés, accueillant une population en grande partie défavorisée.
La ville d'Agde a reçu, pour son projet de revitalisation du cœur historique, un prix spécial « Patrimoine, Culture et Tourisme » au Concours national des villes 2008.

#### Deux secteurs en cours d'urbanisation

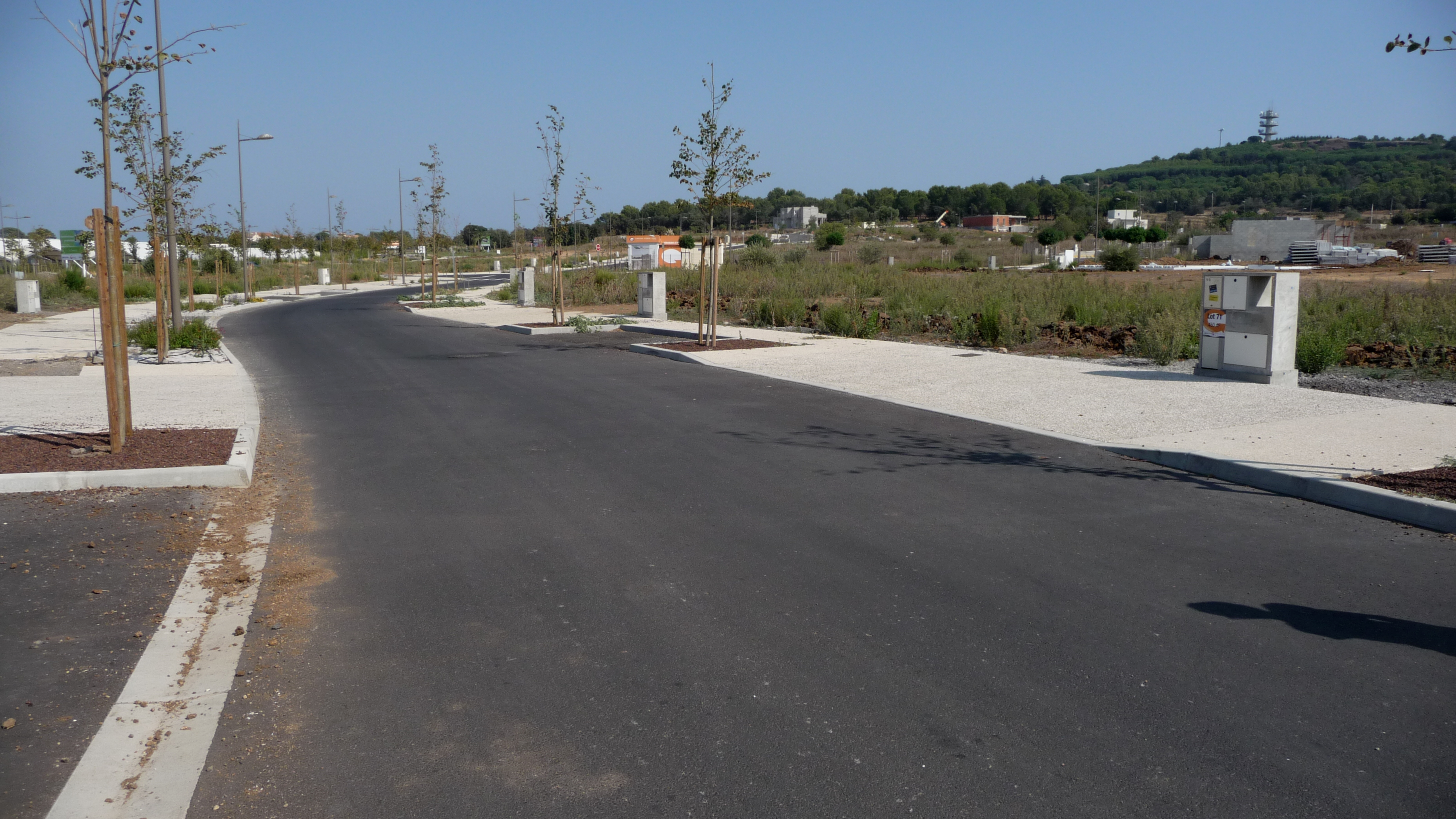
Lotissement du Capiscol, au pied du mont Saint-Loup, septembre 2009

Deux secteurs sont en cours d'urbanisation en périphérie sud de la ville : les Grands Cayrets et le Capiscol.
Le projet d'aménagement des Grands Cayrets a commencé sous l'égide d'une AFUA (association foncière urbaine autorisée) regroupant les propriétaires fonciers concernés et créée en décembre 2000. La municipalité est intervenue dans le cadre d'un PAE (programme d'aménagement d'ensemble) permettant de mettre à la charge des programmes immobiliers le coût des équipements publics nécessaires. Le programme, qui porte sur 44 hectares avec une densité assez élevée (COS de 0,8), soit environ 1 000 logements, devrait être achevé à l'horizon 2010-2012. Le projet du Capiscol, lancé en mai 2008 sous forme d'une ZAC (zone d'aménagement concerté), s'étend sur 33 hectares sur les premières pentes du mont Saint-Loup, jouxtant la zone commerciale située le long de la route de Sète. D'une densité plus faible que le précédent (COS de 0,29), il comprend 700 logements ainsi que des commerces et des équipements publics.
Ces deux opérations devaient permettre, selon le maire, Gilles d'Ettore, à la ville d'Agde d'atteindre 30 000 habitants permanents à l'horizon 2018.

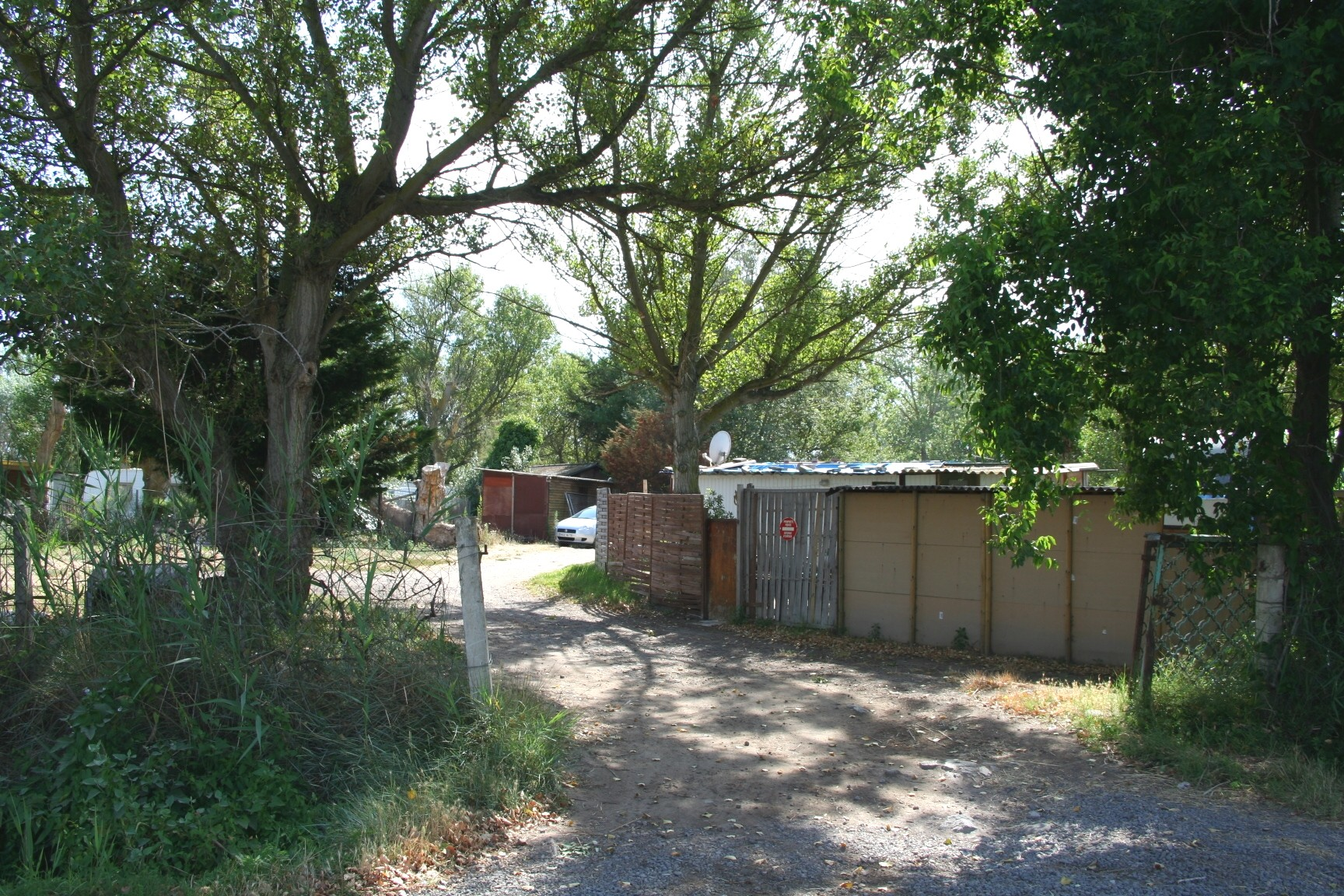
Aspect de la « cabanisation » en bord de mer, secteur du Grand Quist, près de Rochelongue

Certains secteurs du littoral, notamment les Verdisses sur la rive droite de l'Hérault, Rochelongue et Malfato sur la rive gauche (secteur situé entre le Grau-d'Agde et le Cap-d'Agde), se sont trouvés confrontés au phénomène de la cabanisation. Il s'agit de l'implantation en tache d'huile d'un habitat temporaire ou permanent sous forme de cabanes ou de mobile-homes dans des zones réputées inconstructibles et non viabilisées, ou bien sans autorisation (permis de construire, autorisations de stationnement). La commune a engagé diverses actions pour prévenir, régulariser ou éliminer les implantations non conformes. Si la zone des Verdisses, située en zone rouge du PPRI (plan de prévention des risques d'inondation) est totalement inconstructible, une régularisation des constructions peut intervenir dans le secteur de Rochelongue dès lors que les règles d'urbanisme sont respectées (parcelles de 1 000 m2, raccordement aux réseaux d'eau potable et d'assainissement, etc.) Le secteur de Malfato, situé en arrière du mail de Rochelongue, est quant à lui réservé à une urbanisation future (dernière tranche d'aménagement du Cap-d'Agde).
Entre les trois pôles urbanisés, s'étend un secteur d'espaces de type rural notamment de friches (anciennes vignes délaissées) qui n'a pas vocation à être construit. Une partie a été classée dans une zone de protection du patrimoine architectural, urbain et paysager (ZPPAUP) par arrêté préfectoral du 10 août 2004. Toutefois la municipalité a demandé en 2006 le déclassement d'une partie (16 ha) de cette zone, au lieu-dit « Les Rochers », pour permettre la construction d'un pôle d'équipements publics (groupe scolaire, stade, piscine, etc.)
En tant que commune littorale, Agde est soumise à la loi relative à l'aménagement, la protection et la mise en valeur du littoral du 3 janvier 1986, dite « loi littoral ». Celle-ci prescrit notamment l'interdiction de construire dans une bande de cent mètres le long du rivage, mais cette disposition ne s’applique pas, par dérogation préfectorale, à certains secteurs de la commune déjà construits lors de la promulgation de cette loi.

### Logement

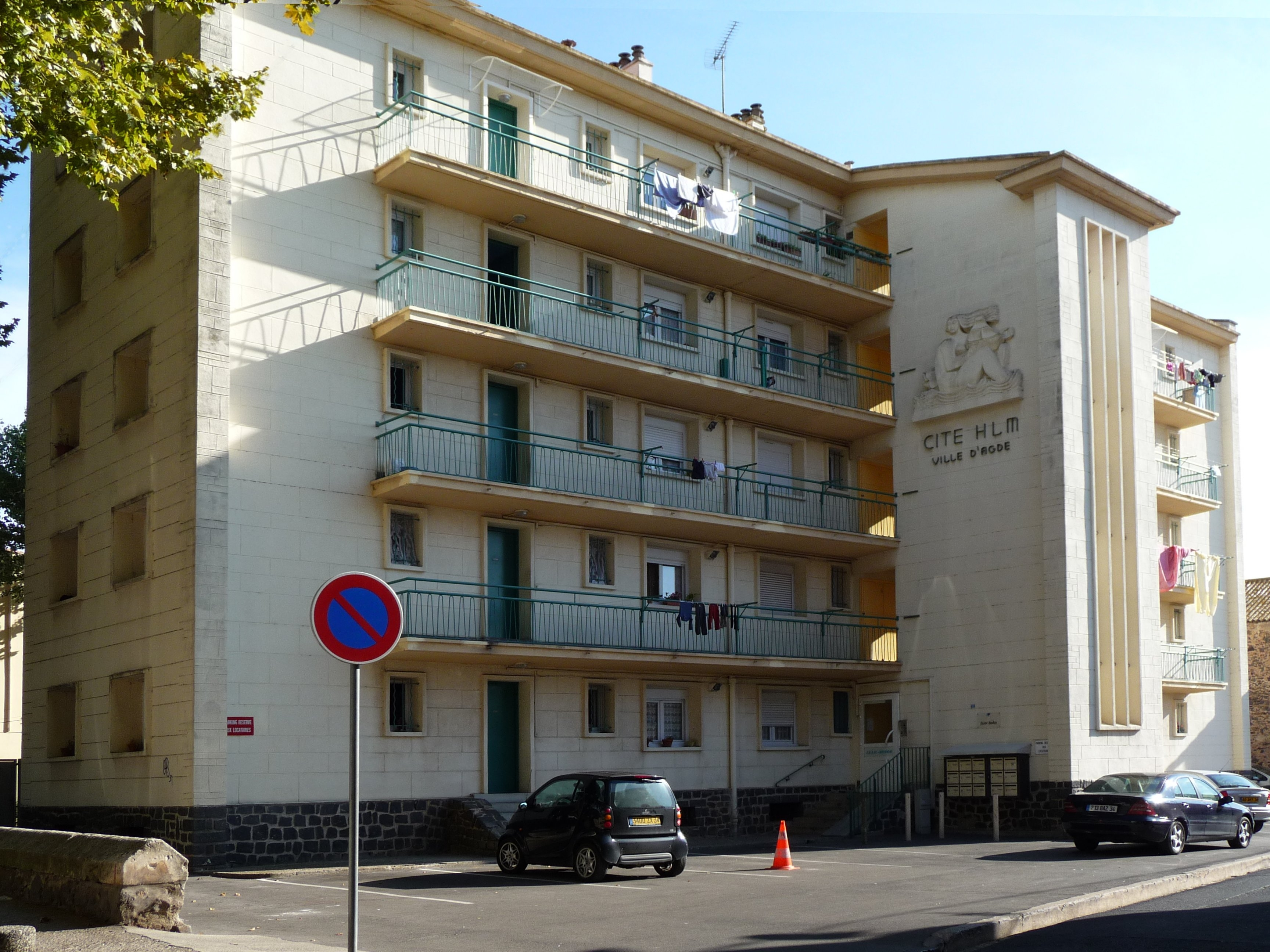
Cité HLM près de la gare

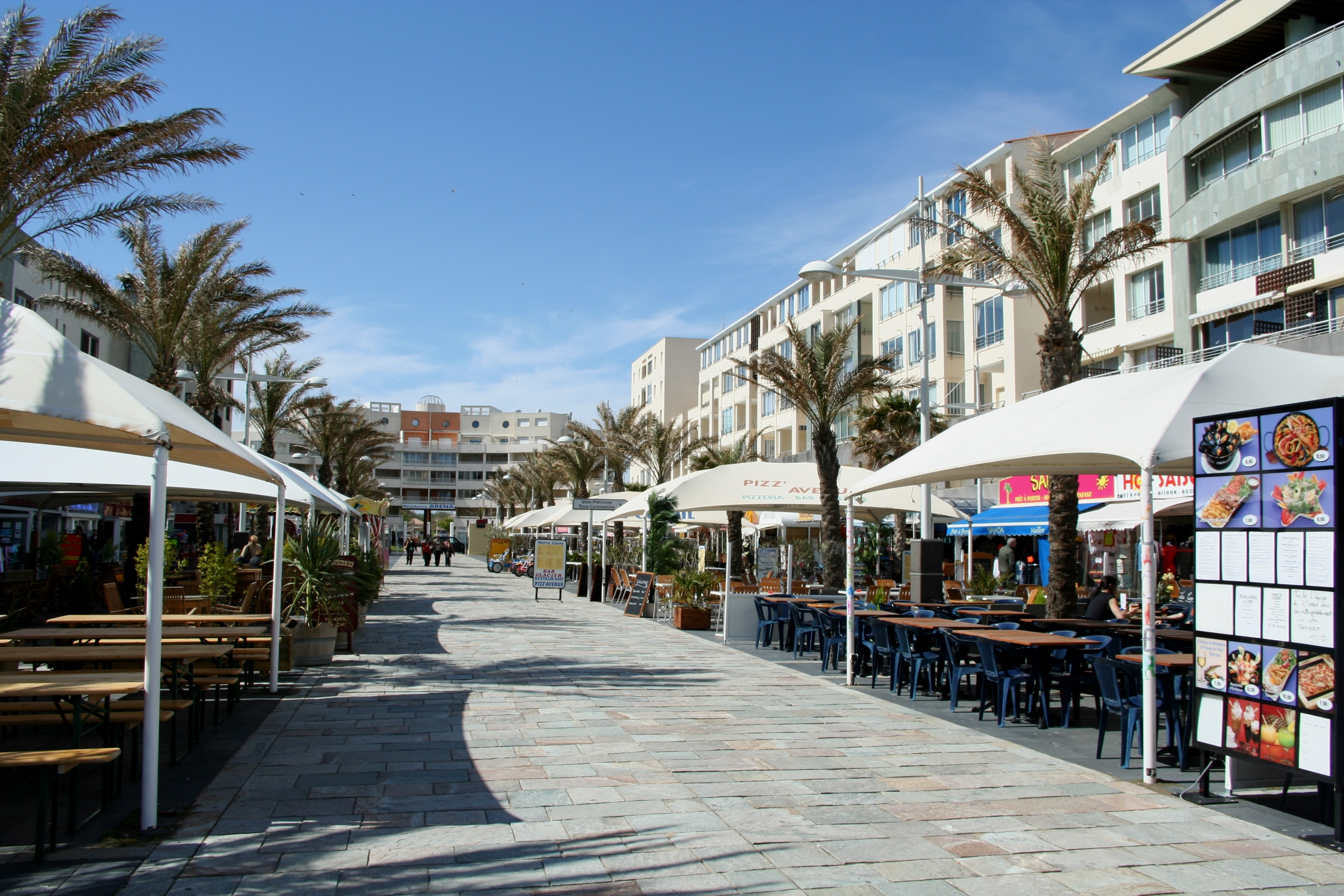
Le mail de Rochelongue au Cap d'Agde

À Agde, le parc immobilier est constitué pour près des trois quarts de résidences secondaires. Au recensement de 1999, la ville comptait 40 353 logements dont 8 878 résidences principales, soit 22 % et 29 120 résidences secondaires, soit 72,2 %. Ces proportions sont inversées par rapport à la moyenne régionale, respectivement 69,7 % pour les résidences principales et 21,9 % pour les résidences secondaires. Toutefois au cours de la décennie 1990-1999, le nombre de résidences principales a davantage augmenté relativement (+27,8 %) que celui des résidences secondaires (+12,7 %). Le solde est constitué essentiellement de logements vacants (5,7 %), taux proche de la moyenne régionale (7,7 %),.
La commune d'Agde rassemble à elle seule 26,2 % des résidences secondaires du département. La part, relativement élevée, de logements vacants comprend, outre les logements réellement inoccupés, ceux non encore commercialisés des programmes immobiliers en cours au moment du recensement (1999).
Le parc de logements est récent. Plus des trois quarts (75,3 %) du parc immobilier datent des années 1975 et postérieures, taux supérieur à la moyenne régionale (45,1 %). Cela reflète le boom immobilier qui a suivi la création de la station du Cap-d'Agde à partir des années 1970. En revanche, les logements construits avant 1967 ne représentaient, au recensement de 1999, que 11,7 % du total, contre 50,1 % en moyenne régionale.
Les maisons individuelles représentaient seulement 23,1 % contre 76,9 % pour les appartements, répartition sensiblement différente de la moyenne régionale (59,1 % et 48,9 % respectivement), reflétant une assez forte densification urbaine.
Les habitations se caractérisent par leur petite surface : plus de la moitié des logements sont des studios ou des deux pièces (52,1 %), les logements de trois pièces représentent 27 % du total et les quatre pièces et plus, 20,9 %.
La majorité (56,4 %) des habitants permanents sont propriétaires de leur logement, contre 37,5 % qui ne sont que locataires et 6,1 % logés gratuitement (respectivement 56,8 %, 37,6 % et 5,5 % dans la région Languedoc-Roussillon),.
Avec 476 logements HLM, soit 5,4 % du parc des résidences principales en 1999 (contre 9,6 % en moyenne régionale), la ville est nettement en dessous du seuil de 20 % de logements sociaux imposé par la loi no 2000-1208 du 13 décembre 2000 relative à la solidarité et au renouvellement urbains.
Dans la période 2000-2007, le prix moyen des appartements ayant fait l'objet de transactions a connu à Agde une forte augmentation (+ 150 %), la plus forte de l'Hérault, passant de 1 200 à 3 005 €/m2, niveau moyen le plus élevé des villes du département.

### Voies de communication et transports

#### Voies routières

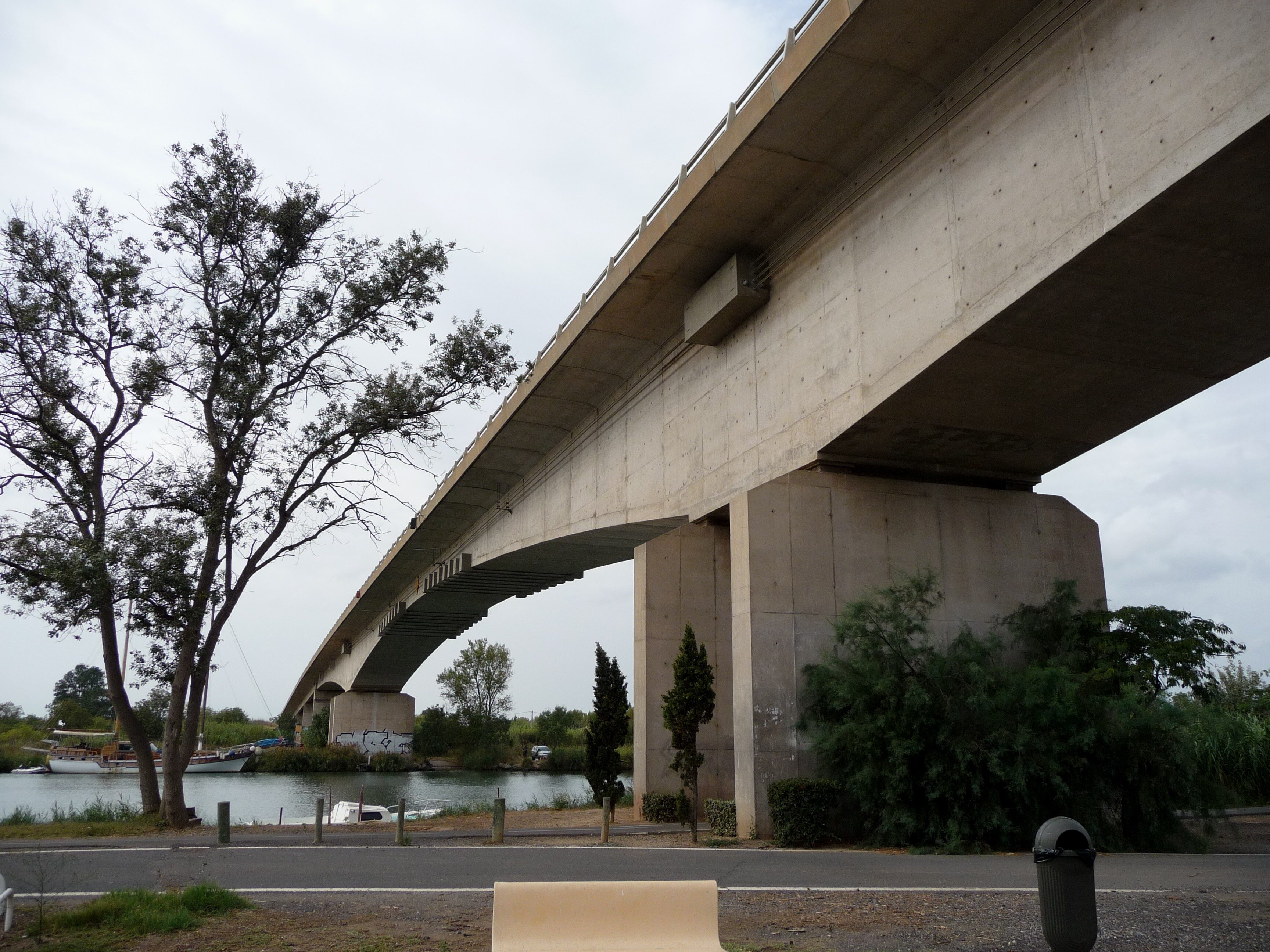
Pont de la rocade sur l'Hérault.

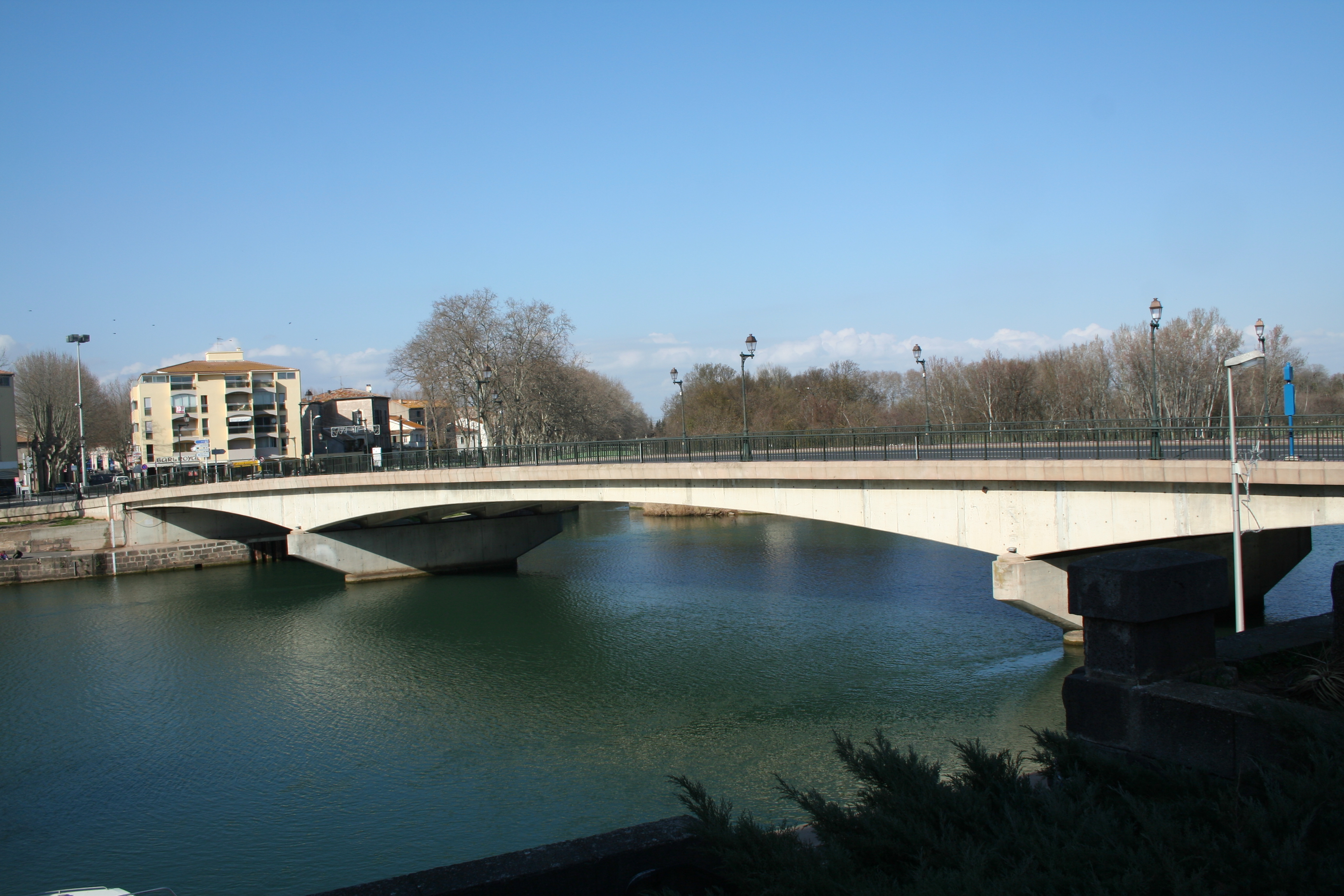
Pont des Maréchaux sur l'Hérault.

La commune est desservie principalement par la route départementale RD 612 (ex RN 112) qui relie Montpellier à Albi et traverse le territoire communal d'est en ouest. Cette route qui traversait précédemment le centre-ville a été déviée dans les années 1970 et passe désormais au sud du mont Saint-Loup, assurant ainsi une meilleure desserte du littoral et notamment de la station balnéaire du Cap d'Agde, accessible par un échangeur à l'intersection avec la RD 32E10 (liaison directe Agde - Le Cap d'Agde).
Vers l'est, dans la commune de Vias, elle se prolonge vers le nord par la route nationale 312 qui assure la liaison avec l'autoroute A9 et au-delà avec l'autoroute A75.
Deux ponts franchissent l'Hérault dans la commune : le pont des Maréchaux en centre-ville sur le tracé de la RD 912 (ex RN12) et à environ 2 km en aval, le pont de la nouvelle route contournant Agde par le sud, pont en béton armé à deux voies, avec un tirant d'air de 10,5 mètres.

#### Transports ferroviaires

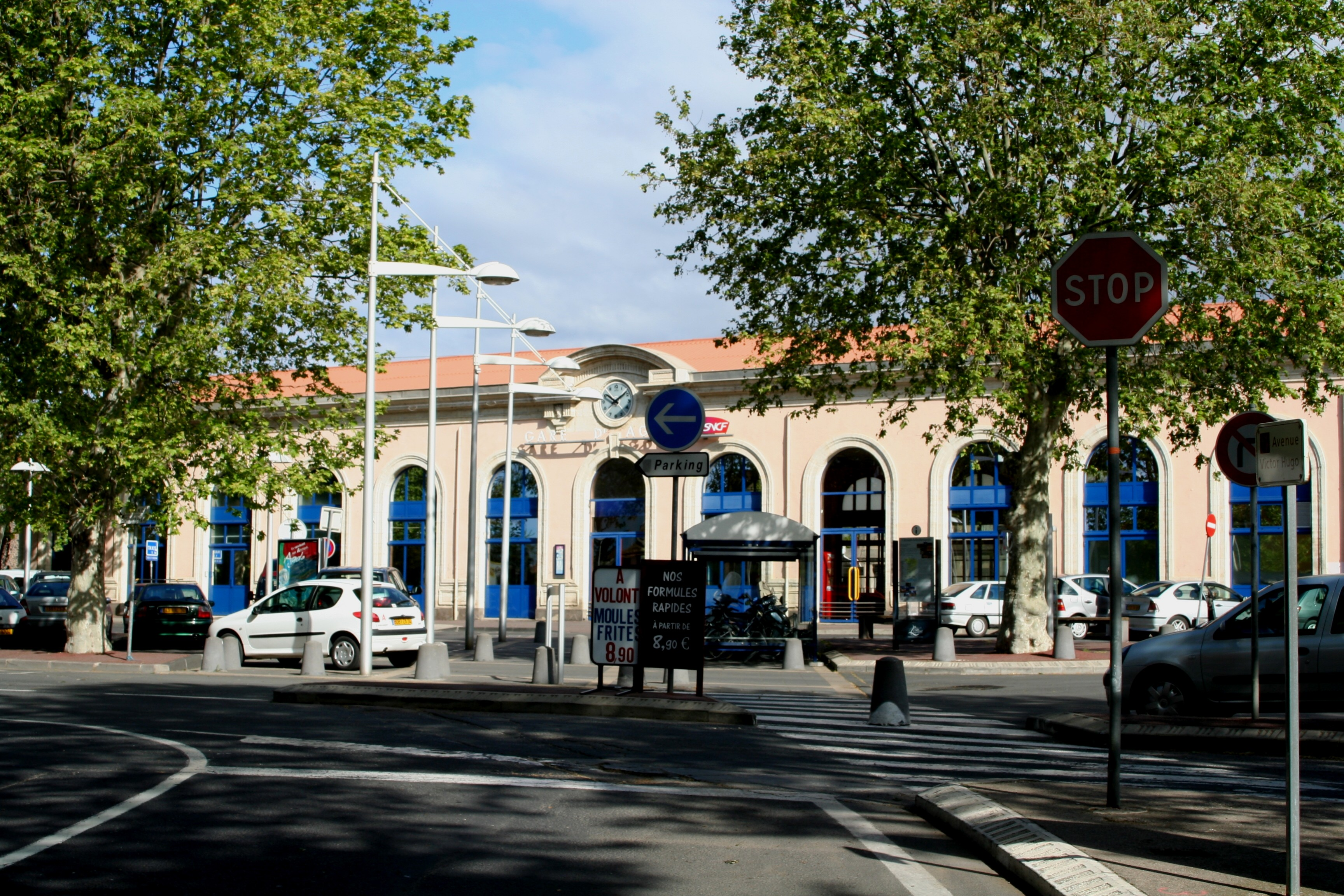
Façade de la gare d'Agde.

La commune est desservie par la gare d'Agde, située dans le quartier du « Bout du Pont » sur la rive droite de l'Hérault. Cette gare, qui n'assure plus qu'un trafic de voyageurs, est située sur la ligne Bordeaux - Sète, ligne à double voie, électrifiée en courant continu 1 500 V, qui traverse la commune selon un tracé est-ouest sensiblement parallèle à celui de la RD 612, passant au nord de la ville et franchissant le fleuve et le Canalet par deux ponts successifs.
Des TGV assurent la liaison Agde - Paris en quatre heures environ.

#### Voies navigables et ports
La ville d'Agde se trouve au croisement de deux voies navigables : l'Hérault, navigable d'Agde à la mer sur une longueur d'environ 5 km, et le canal du Midi qui traverse la commune d'est en ouest au nord de la ville. L'écluse ronde située sur le canal du Midi, non loin de la gare, permet d'aiguiller les bateaux dans trois directions : vers l'ouest en direction de Béziers, vers l'est en direction de l'étang de Thau (entre les branches est et ouest du canal les bateaux naviguent sur une courte section de l'Hérault), vers le sud en direction du cours inférieur de l'Hérault par le « Canalet ». Ces voies sont empruntées exclusivement par des bateaux de plaisance (et sur le cours inférieur de l'Hérault par des bateaux de pêche). Deux autres écluses se trouvent dans le territoire communal : l'écluse de Prades à l'entrée du canal sur la rive gauche de l'Hérault et l'écluse du Bagnas, la dernière avant l'étang de Thau.
Les berges de l'Hérault sont dotées de quais permettant l'amarrage de bateaux principalement à Agde et au Grau-d'Agde. Le port de pêche d'Agde a été transféré au Grau-d'Agde.

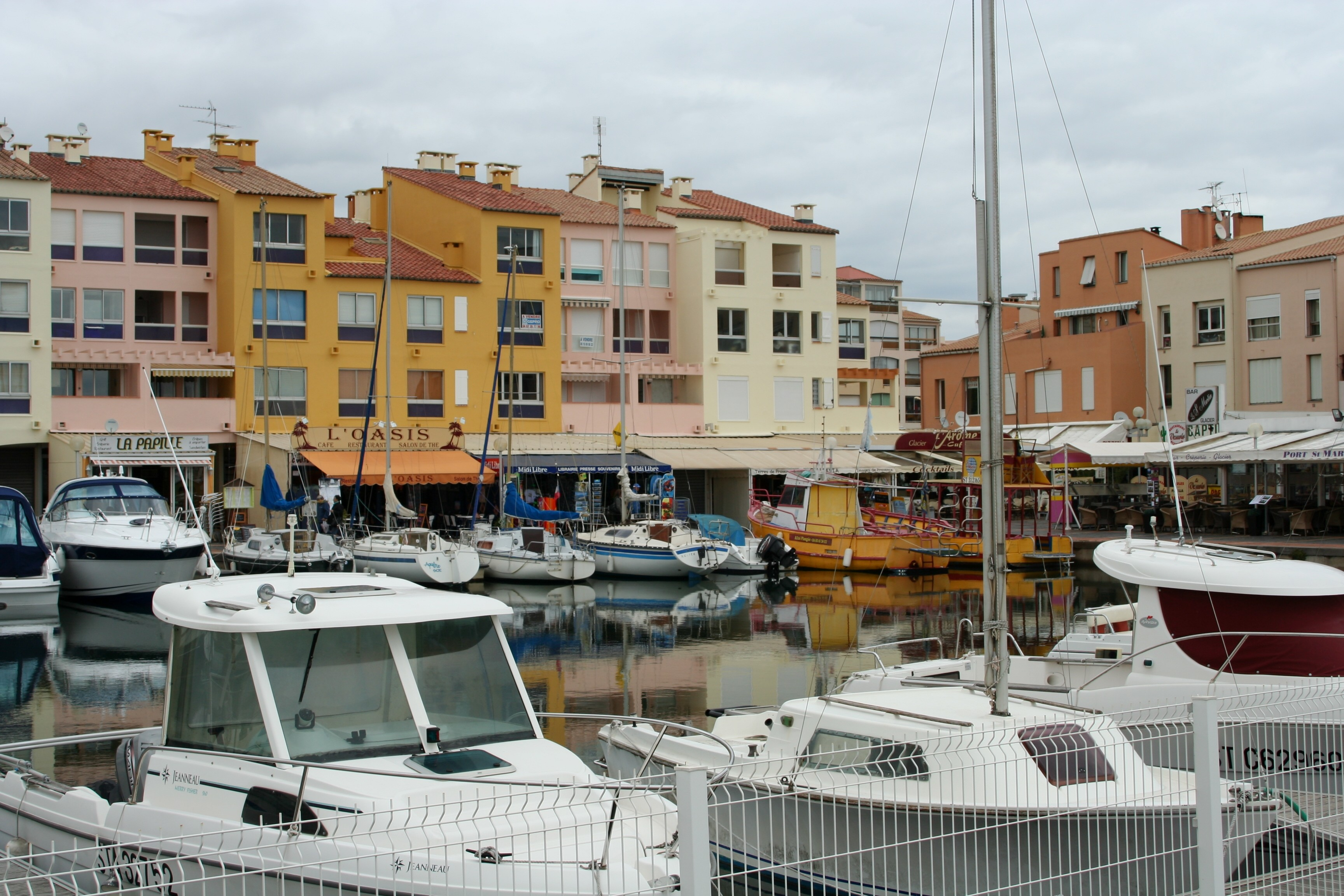
Le port Saint-Martin fut le premier construit au Cap-d'Agde

Le port de plaisance du cap d'Agde est l'un des principaux ports de ce type de la côte française de Méditerranée. D'une surface de 55 hectares, il compte dix bassins isolant quatre îles (ou presqu'îles) artificielles (l'île des Pêcheurs, l'île des Loisirs, l'île Saint-Martin et l'île des Marinas) et dispose d'environ 3 000 places, avec un tirant d'eau de trois mètres. Ce port a reçu le pavillon bleu, témoin de sa qualité environnementale.
Le port de plaisance d'Ambonne dessert le quartier naturiste du Cap d'Agde. Il offre 300 places pour un tirant d'eau limité à un mètre.

#### Transports aériens
La commune est desservie par l'aéroport de Béziers - Cap d'Agde situé à cheval sur les communes voisines de Portiragnes et Vias,, à environ 14 km à l'ouest d'Agde. Cet aéroport, desservi principalement par la compagnie Ryanair, dispose de liaisons internationales vers Londres et Bristol (Royaume-Uni), Düsseldorf (Allemagne), Odense (Danemark).

#### Pistes cyclables
La commune compte également quinze kilomètres d'itinéraires cyclables.

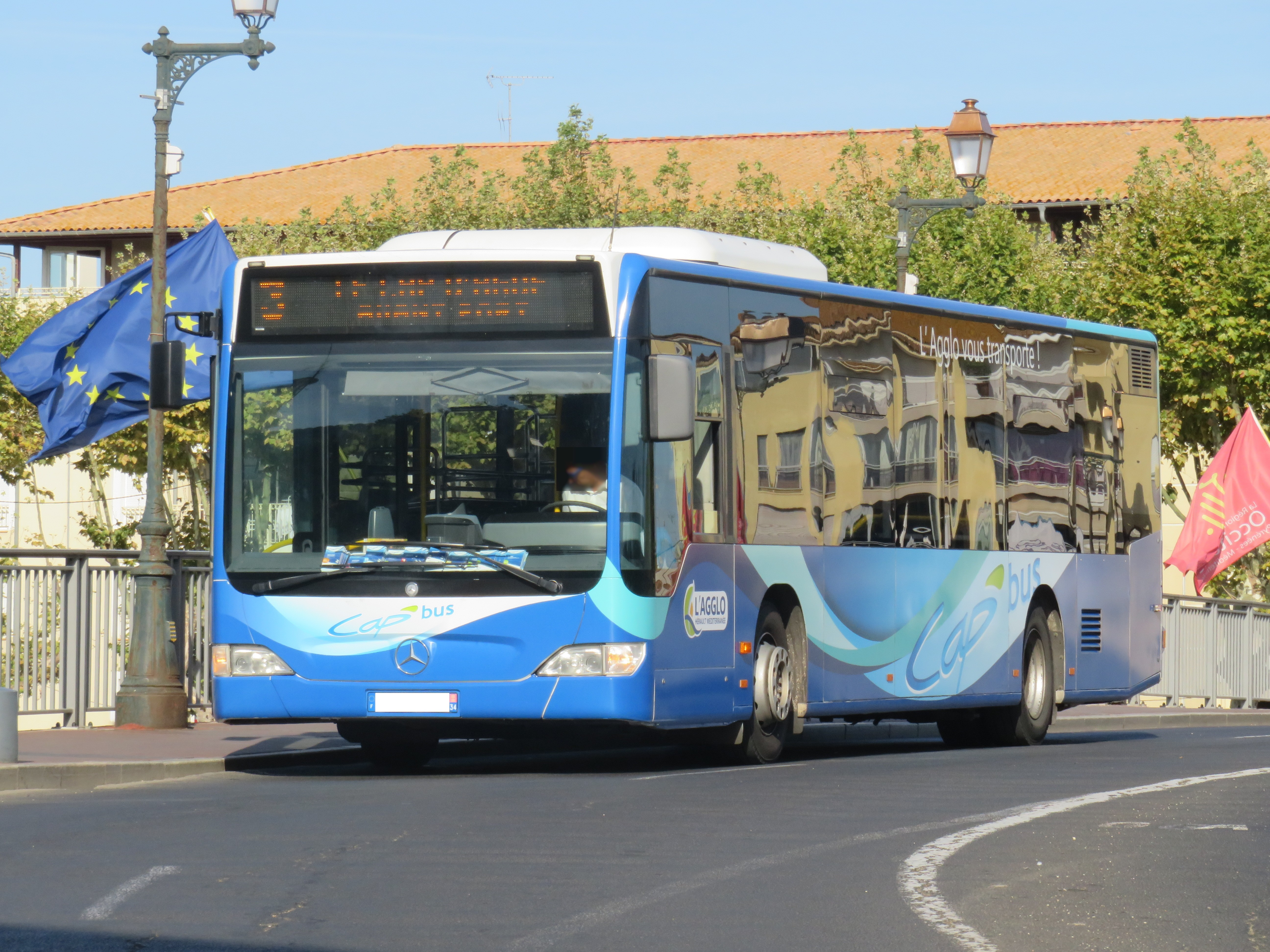
Un autobus du réseau Cap’Bus sur le pont des Maréchaux, à Agde, en 8 2018.

#### Transports en commun
La commune est desservie par quatre lignes de bus (1, 2, 3 et 4) régulières du réseau Cap’Bus, qui desservent au départ de la gare respectivement le centre-ville d'Agde, Le Grau d'Agde ainsi que Le Cap d'Agde ouest et est au travers des différents quartiers de la ville. La ligne 5 relie Agde à Pézenas via Bessan et Saint-Thibéry. Ces lignes sont exploitées depuis septembre 2009 par la société CarPostal Agde, rachetée en 2019 par l'ancien adjudicataire de 2003 à 2009, Keolis. Depuis le 1er janvier 2003, c'est la communauté d'agglomération Hérault-Méditerranée qui est l'autorité organisatrice de ces services.
La ligne 650 du réseau Hérault Transport dessert de même la relation Marseillan - Béziers via Agde et Vias.
À la gare d'Agde, toutes ces lignes sont en correspondance avec les services TER organisés par la région Languedoc-Roussillon et exploités par la SNCF. Les TER offrent des liaisons directes avec les principales villes de la région, d'Avignon et Arles à Perpignan et Carcassonne.

### Risques naturels et technologiques

#### Risques d'inondations

Zone inondable.

En raison de sa situation géographique, la commune d'Agde est soumise à un risque élevé d'inondations liées aux crues de l'Hérault ou à la submersion marine. Les zones inondables concernent toute la partie du territoire communal située à l'ouest de l'Hérault, sur une largeur de 3 à 4 km débordant sur les communes voisines, une frange de largeur variable le long de la rive gauche du fleuve touchant des zones habitées d'Agde et du Grau-d'Agde, et un couloir suivant le tracé de la branche est du canal du Midi jusqu'à l'étang du Bagnas, qui ne touche pas de zone habitée. Environ 31 % de la population (soit 6 200 habitants, données 1999) se trouvent en zone inondable.
Un facteur aggravant est le risque de rupture des barrages du Salagou et des Olivettes, barrages hauts respectivement de 62 et 30 mètres, situés sur des affluents de l'Hérault. Un système de surveillance et d'alerte a été mis en place.
La zone littorale est exposée à un risque de submersion marine en cas de tempête et à un risque d'érosion fort. Cela concerne surtout une partie du Grau-d'Agde construite sur des terrains gagnés sur la mer.

## Toponymie

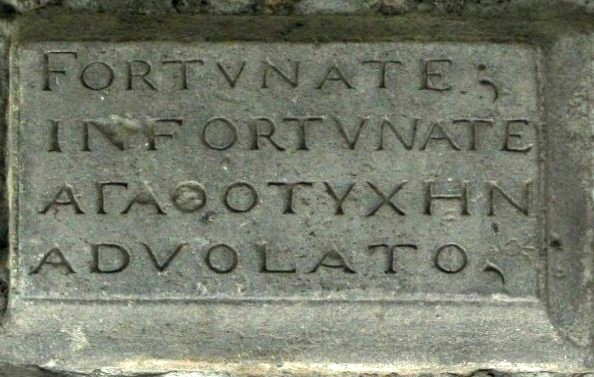
Plaque ancienne portant le nom d'Agathé Tyché

Le nom d'« Agde » dérive de celui de la colonie grecque d'origine, Αγαθή Τύχη (Agathé Týche), la « bonne fortune » (nom mystique), ou Αγαθή πόλις (Agathé Pólis), la « bonne ville » (Strabon et Pline). Le premier élément a évolué en Agatha vers 678, devenu en occitan Agde dès le XIIe siècle (forme attestée en 1107), prononcé [ˈadde, ˈate] et reprise à l'identique en français.
Les habitants sont appelés Agathois ou Agathais. Toutefois, seul le gentilé Agathois subsiste dans l'usage courant. Les habitants du Grau-d'Agde sont les Grauléens ou Graulens (l'usage ne semble pas fixé) et ceux du Cap-d'Agde, les Capagathois.
Brescou est un microtoponyme qui procède du grec Blascon (Βλασκών νήσος), attesté chez les géographes helléniques (Strabon, Ptolémée)[réf. nécessaire].

## Histoire

### Préhistoire
L'homme est présent dans la région depuis le début du Paléolithique (environ un million d'années avant notre ère), toutefois les vestiges retrouvés dans la commune sont très rares. Ce territoire a été marqué par de fortes fluctuations de la ligne de rivage, liées aux alternances des périodes glaciaires et interglaciaires.
Dans la commune, plusieurs gisements attestent de la présence d'habitats au Néolithique, puis à l'époque protohistorique (âge du cuivre et âge du bronze).

### Antiquité
Les premiers occupants historiques de la région d'Agde furent les Ligures et les Ibères, puis, vers le IIIe siècle av. J.-C., s'y établit un peuple celtique, les Volques Tectosages.

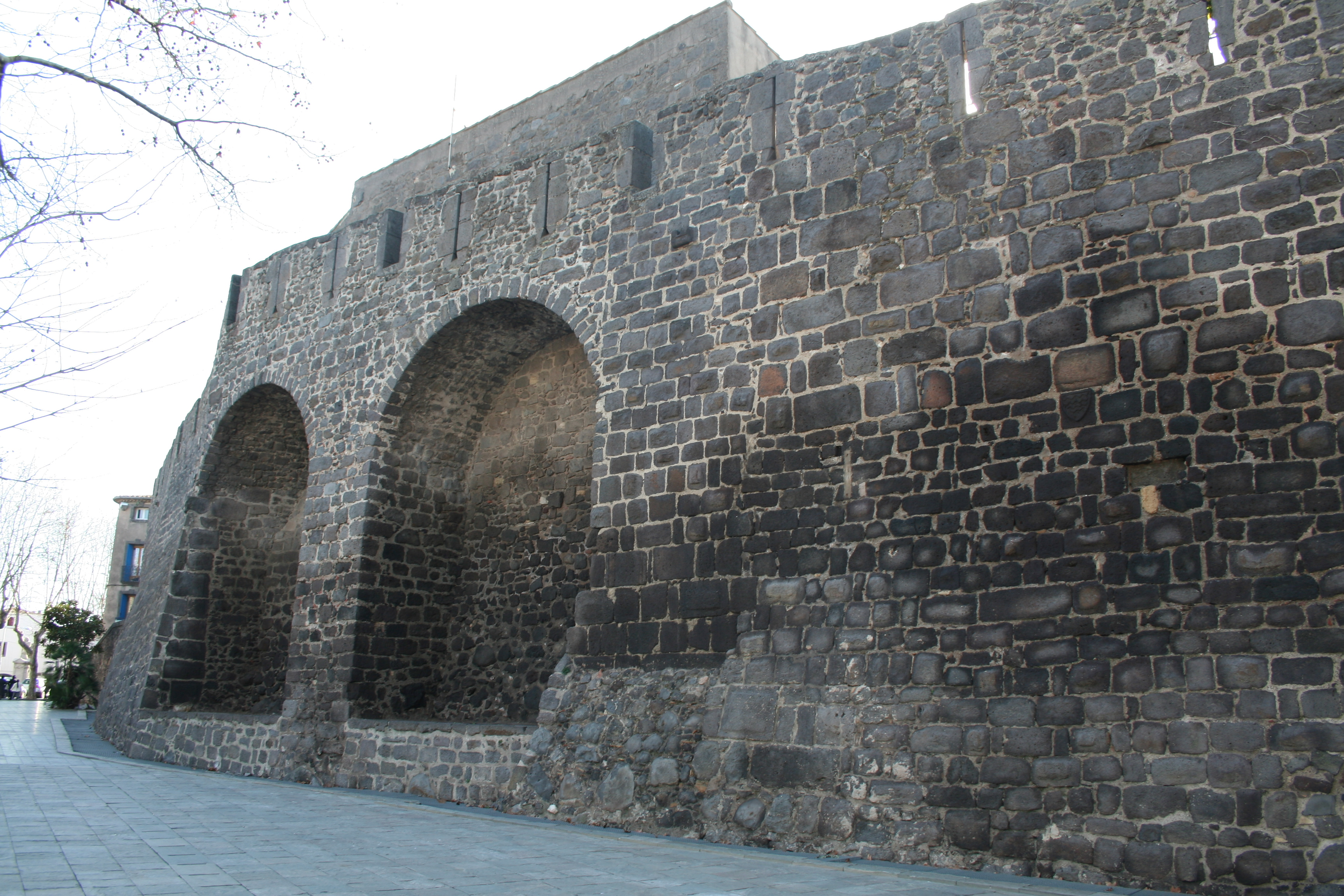
Vestiges des remparts de la Cité d'Agde.

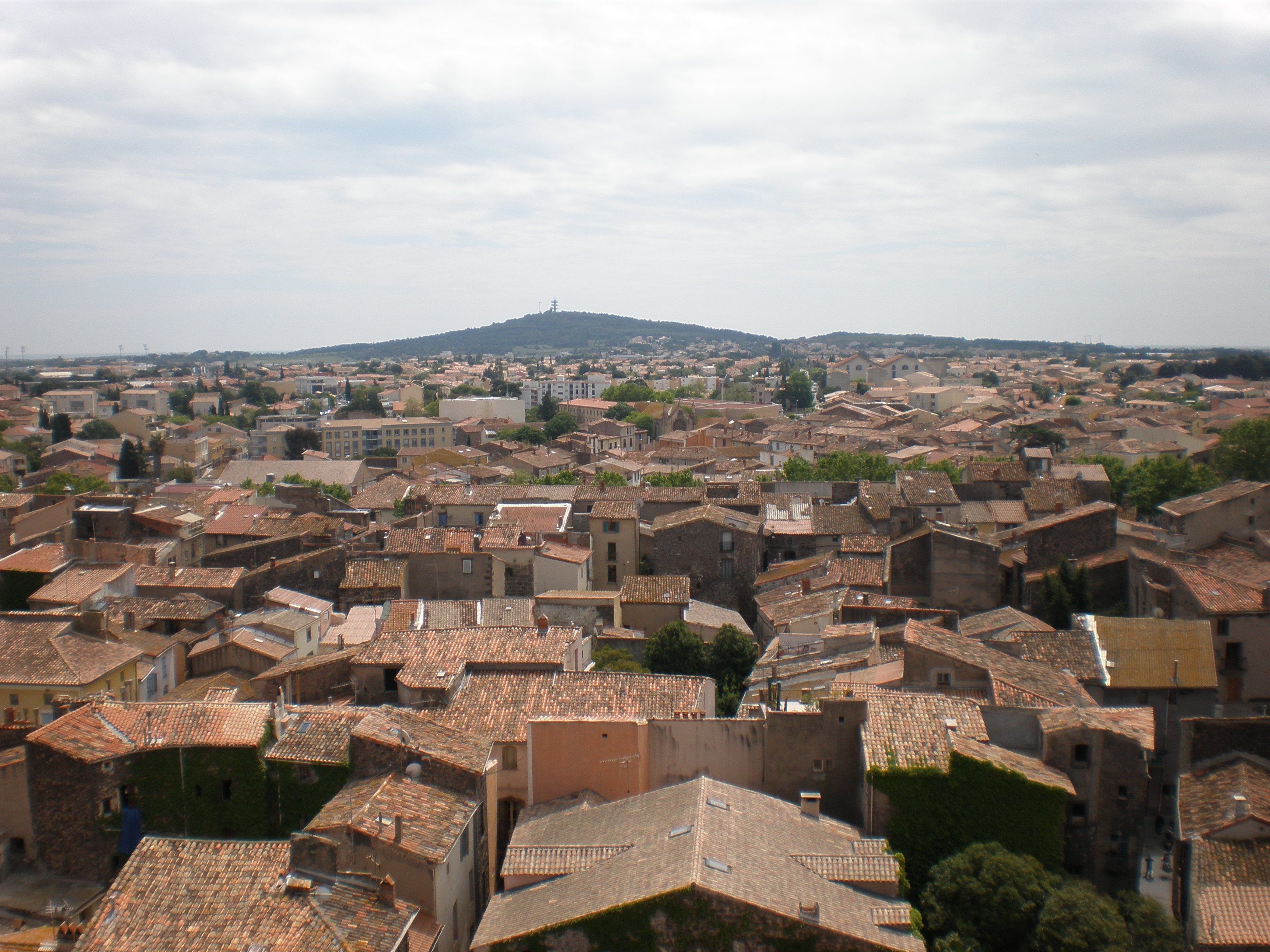
Vue du centre-ville d'Agde depuis le sommet du clocher de la cathédrale ; on aperçoit, au fond, le mont Saint-Loup.

#### Agathé Tyché, cité grecque
Le site d'Agde fut fréquenté par des Phocéens venus de Marseille vers 525 av. J.-C., ce qui rend le village un peu plus jeune que Marseille (600 av. J.-C.) et  Béziers (625 av. J.-C.). À partir de 400 av. J.-C., la ville devient colonie massaliote. L'habitat phocéen est construit dans un quadrilatère de 150 et 200 mètres de côtés à l'emplacement de la vieille ville actuelle. Le territoire (chora) de la cité est rapidement cadastré par les nouveaux habitants. Le comptoir devient vite prospère et prend contact avec les oppidums de la région et, plus largement, de la Celtique méditerranéenne, afin de commercer avec eux (Ensérune, Saint-Thibéry, Castelnau). Les Grecs se procurent des céréales, de la laine, des meules en basalte et peut-être des esclaves. Ils introduisent les techniques de production de l'huile d'olive et la vigne. Ils tirent aussi de gros bénéfices du trafic du sel, abondant le long des étangs de la région. Les relations avec Marseille sont constantes et la cité d'Agathé Tyché y envoie des émissaires (théores) lors des grandes occasions.
Au IVe siècle av. J.-C., Agathé Tyché est un entrepôt permettant un trafic important et lointain. L'activité de la cité est alors en plein essor. La présence de basalte permet aux Grecs de produire des meules qui seront par la suite vendues dans une bonne partie du bassin méditerranéen.

#### Agde sous la domination romaine
En 118 avant l'ère chrétienne, le consul Cneus Domitius Ahenobarbus s'empare de tout le sud de la France actuelle et fonde la province de la Narbonnaise. Pour structurer cette zone et faciliter la pénétration romaine, il fait construire la fameuse Voie Domitienne ; le cadastre est revu à cette occasion. Cette dernière passe à une vingtaine de kilomètres au nord du comptoir grec. De plus, pour concurrencer celui-ci, les Romains fondent Forum domitii (Montbazin) sur leur voie.
Très tôt, Agde fut le siège d'un évêché, qui dura pendant quatorze siècles, jusqu'à sa suppression à la Révolution. Le premier évêque connu fut Venustus, ou saint Venuste, qui fut martyrisé par les Alamans probablement au début du Ve siècle (408). Le dernier évêque et comte d'Agde, Charles François de Saint Simon Sandricourt, fut guillotiné à Paris le 26 juillet 1794.

#### La domination Wisigothique
Vers 475, Agde, incluse dans la Septimanie, tombe aux mains des Wisigoths, déjà installés en Espagne. La période wisigothique durera environ trois siècles, jusqu'à l'invasion musulmane, au VIIe siècle.

### Moyen Âge

Le diocèse d'Agde au Moyen Âge

En 506, du temps du règne du roi wisigoth Alaric II (bien qu'il fût de religion arienne), se tint en l'église Saint-André le concile d’Agde sous la présidence de saint Césaire d'Arles.
Elle intègre la province Omeyyade de Narbonne quand les Sarrasins, commandés par le général Zama, envahissent la Septimanie et après avoir occupé Narbonne en 720, ils prennent Agde en 725. La ville est reprise et détruite en 737 par Charles Martel.
En 859, Agde est pillée par les Vikings du chef Hasting, qui venaient de Nantes et avaient hiverné en Camargue.
Au Moyen Âge, la vicomté d'Agde appartint à la maison Trencavel, avant d'être annexée par les rois de France à la suite de la croisade des Albigeois. Bernard-Aton VI fut le dernier vicomte d'Agde. Après l'échec de son alliance avec le roi d'Aragon contre le comte de Toulouse, il se donna au mois de juin 1187 comme chanoine à l'église Saint-Étienne d'Agde, et transféra à l'évêque Pierre-Raymond l'entière vicomté ou comté d'Agde. Cette donation, confirmée en juillet de la même année par le comte de Toulouse, fit de l'évêque le comte d'Agde. Dès lors les évêques exercèrent jusqu'en 1790 à la fois le pouvoir temporel et le pouvoir spirituel.
Comme d'autres villes du Languedoc, Agde bénéficia très tôt d'une certaine émancipation avec le statut d'« université », équivalent de la « commune » dans les régions du nord de la France, dirigée par un collège de « consuls ». L'existence de ces derniers est attestée depuis 1206 mais est sans doute beaucoup plus ancienne. D'abord au nombre de six, réduits à quatre à partir de 1550, ils avaient un mandat annuel et étaient choisis par l'évêque sur une liste de douze (ultérieurement huit) notables de la bourgeoisie élus par la communauté. Les consuls assuraient l'administration de la ville et défendaient les intérêts de la communauté face à l'évêque, seigneur féodal, et face à l'autorité royale, représentée par la sénéchaussée de Béziers. L'institution des consuls dura jusqu'à la Révolution.
En 1206, le pont de pierre à plusieurs arches qui traversait l'Hérault s'écroula. Ce pont, dont l'époque de construction est inconnue, fut probablement reconstruit et disparut à une date indéterminée, mais par la suite la traversée du fleuve s'effectua grâce à un pont de bateaux. Celui construit en 1678 fut emporté par une crue en 1705. Il fut reconstruit à plusieurs reprises, à nouveau emporté par des crues et périodiquement remplacé par un service de bacs, jusqu'à ce que le dernier pont de bateaux mis en service en 1808 soit remplacé par un pont suspendu en 1837.
Le 23 août 1400, le port d'Agde est assailli par des marins d'Aigues-Mortes qui s'emparent de plusieurs navires et de leurs équipages. Ceux d'Aigues-Mortes prétendaient maintenir leur monopole sur le commerce maritime en Languedoc en vertu de privilèges accordés par le roi Charles VI. Cependant, la même année le roi confirma le droit d'Agde de commercer librement au moins pour deux ans.

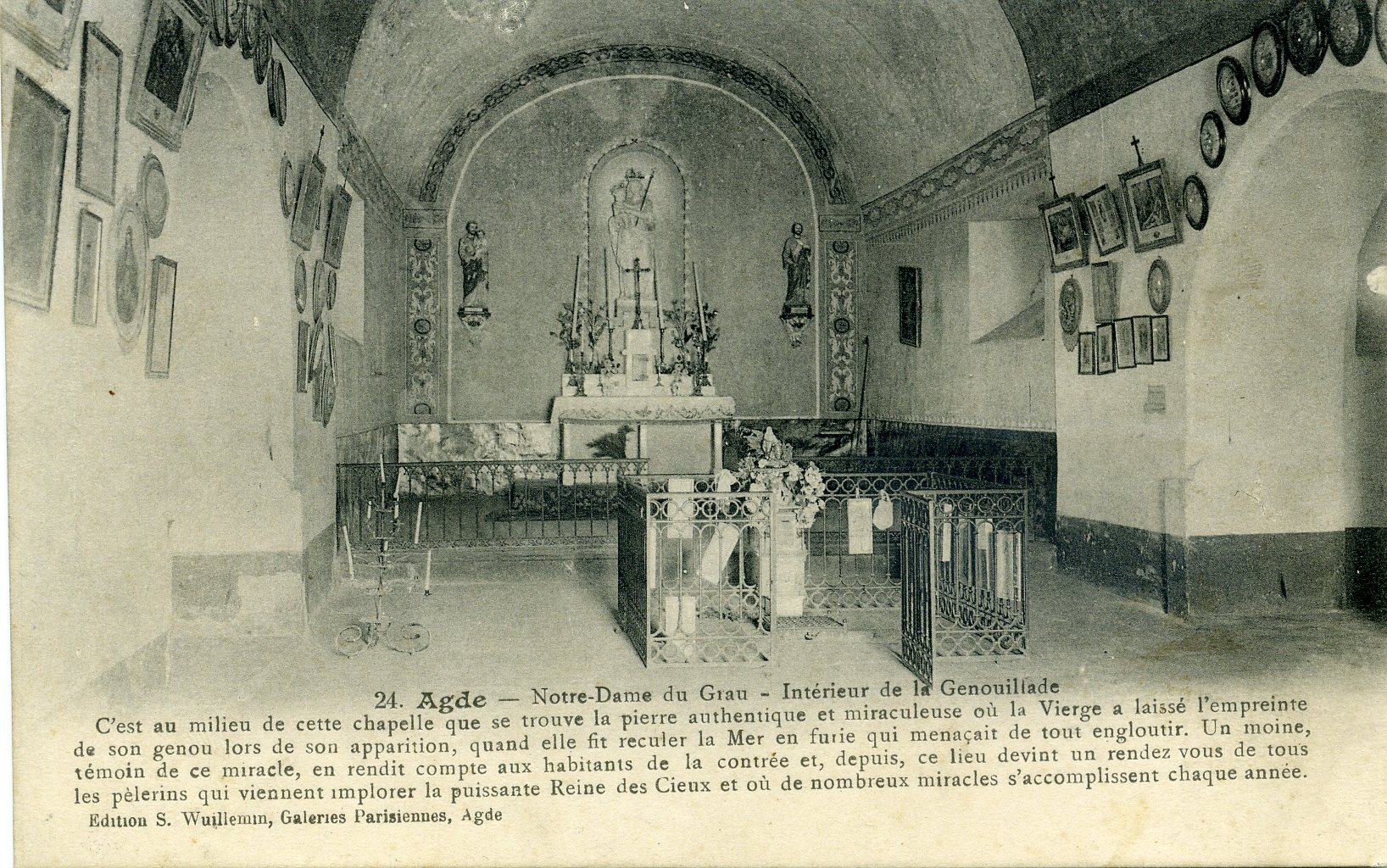
Chapelle de l'Agenouillade - le Grau-d'Agde

La cathédrale Saint-Étienne, église fortifiée construite en lave basaltique, est consacrée le 8 juillet 1453 par l'évêque d'Agde, Messire Étienne de Roupy de Cambrai.

### Époque moderne

Fort de Brescou : plan (1787).

En 1524 est institué le Conseil général qui compta 27 membres, puis 57 à partir de 1554. Constitué de notables de la ville, désignés à vie par les consuls, il avait notamment pour fonction d'élire chaque année lesdits consuls.
En mai 1562, les protestants menés par Jacques Baudiné, baron de Crussol, s'emparent de la ville. Le vicomte de Joyeuse, lieutenant général, tenta en vain de la reprendre en octobre de la même année. En 1563, la paix d’Amboise met fin à la première guerre de religion et rend la ville aux catholiques. D'autres attaques ont lieu jusqu'en 1567 mais sans succès.
Le cardinal de Richelieu, par ordonnance du conseil du roi datée du 10 janvier 1630, ordonna la création d'un grand port sur la côte languedocienne en s'appuyant sur le cap d'Agde et les terres frontignanaises. En octobre 1632, il vint reconnaître les lieux et lança la construction de la jetée qui devait rejoindre l'îlot de Brescou. Sa mort en 1642 provoqua l'abandon du projet alors qu'un tiers de la jetée avait été réalisé. En 1651, les États du Languedoc cessèrent de financer le projet. Ce port de mer, initialement prévu à Sète, y est finalement réalisé par Colbert en 1666.

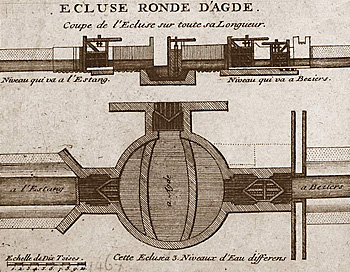
Plan et coupe de l'écluse ronde

En 1675, le canal du Midi est mis en service entre Béziers et l'étang de Thau. L'écluse ronde d'Agde est construite l'année suivante notamment pour protéger le canal contre les crues du fleuve. La particularité de cette écluse est de compter trois voies d'eau, contre deux habituellement. L'inauguration officielle du canal a lieu le 15 mai 1682.
Le 27 juillet 1710, la flotte britannique débarque à Sète et s’empare de la ville d’Agde, mal défendue. La municipalité signe un traité avec les Britanniques. Ceux-ci se retirent le 28 juillet devant l'arrivée de troupes françaises venues du Roussillon.

### Révolution française
La propagation des idées des Lumières est assurée par une loge maçonnique avant la Révolution.
Lors de la Révolution française, les citoyens de la commune se réunissent au sein de la société révolutionnaire à partir de septembre 1790, et la baptisent « société des amis de la constitution ». Les cahots de la Révolution entraînent plusieurs renommages : « société des amis de la liberté et de l’égalité » ; la chute de la monarchie entraîne un nouveau changement de nom vers « société populaire régénérée des jacobins », et une nouvelle radicalisation se signale par le dernier nom : « société populaire des sans-culottes ». En l’an an III, elle était fréquentée par 453 membres.

### Époque contemporaine

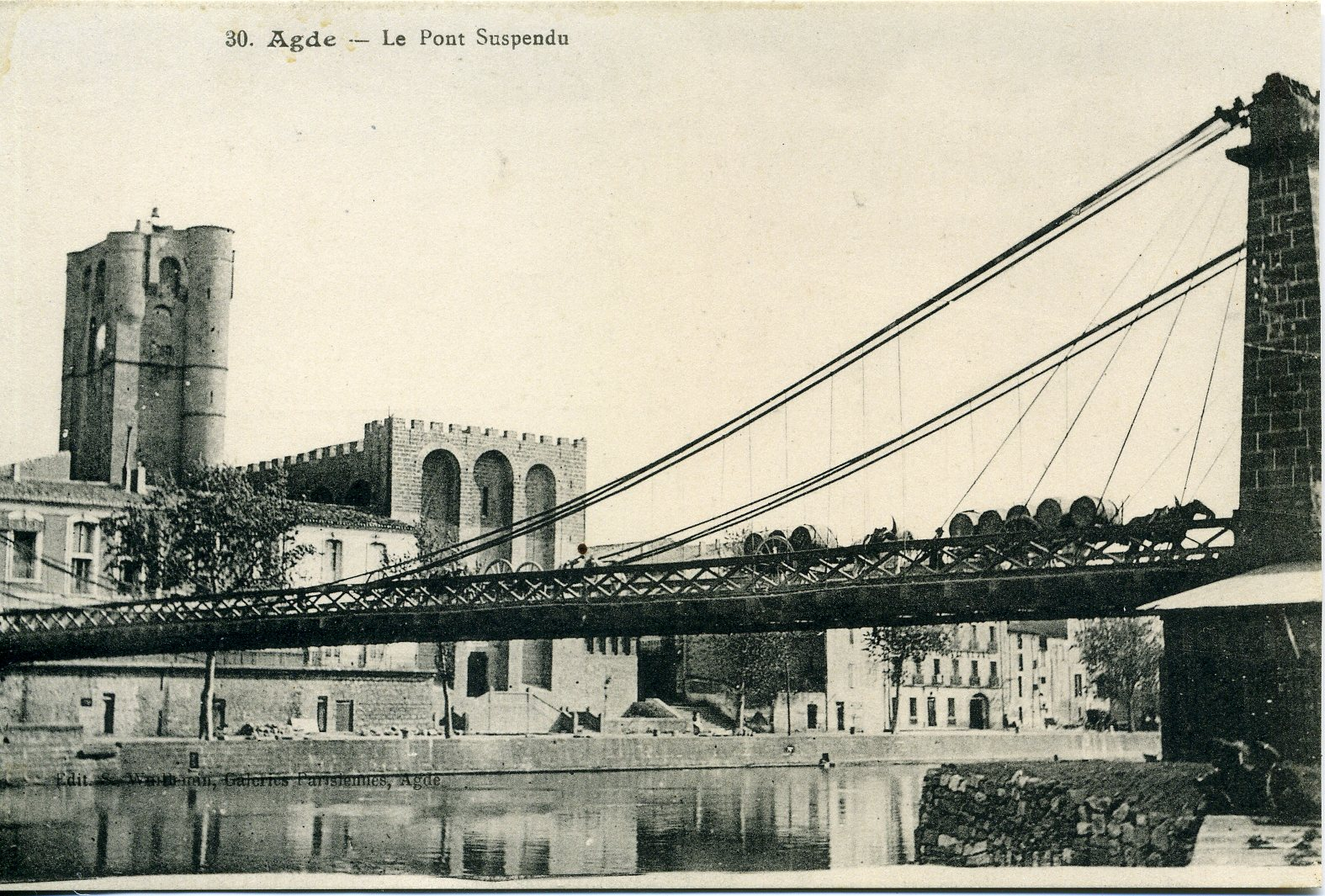
Le pont suspendu

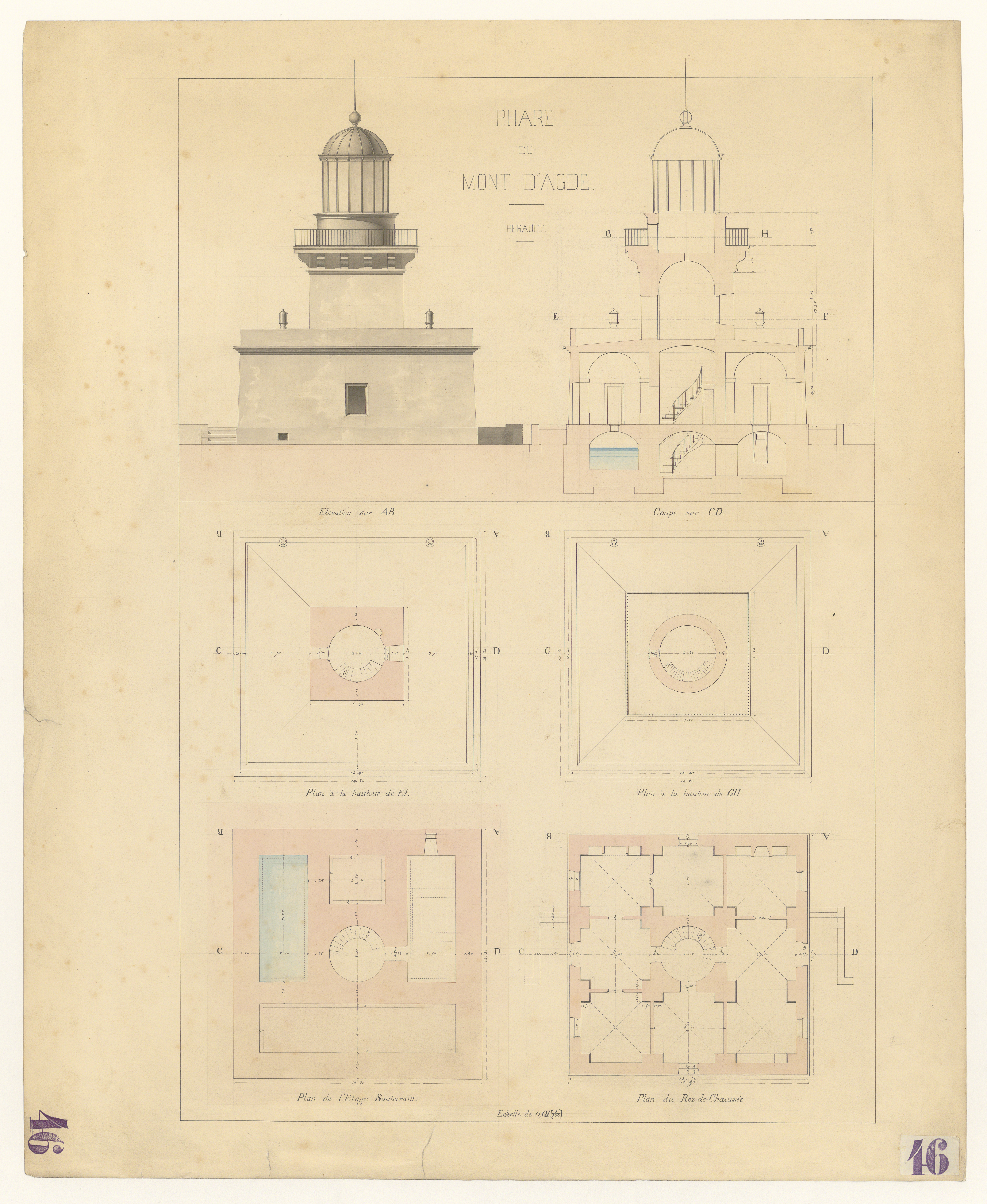
Plan du phare du Mont d'Agde (Mont Saint-Loup), XIXe siècle.

En 1837 est mis en service, en remplacement d'un service de bacs, le pont suspendu qui nécessite le percement du bâtiment de l'évêché. Ce pont sera remplacé par un pont métallique en 1926.
Le 12 juillet 1858, la ligne de chemin de fer Bordeaux-Sète, raccordée à Sète au réseau du PLM, est mise en service par la Compagnie du Midi. La gare d'Agde ouvre de nouveaux marchés aux produits locaux, en premier lieu le vin, et de nouvelles surfaces sont plantées en vignes. En 1897, une ligne d'intérêt local des chemins de fer de l'Hérault est ouverte entre Agde et Mèze, via Marseillan, Florensac, Pomérols et Pinet. Son exploitation s'est poursuivie jusqu'en 1952.

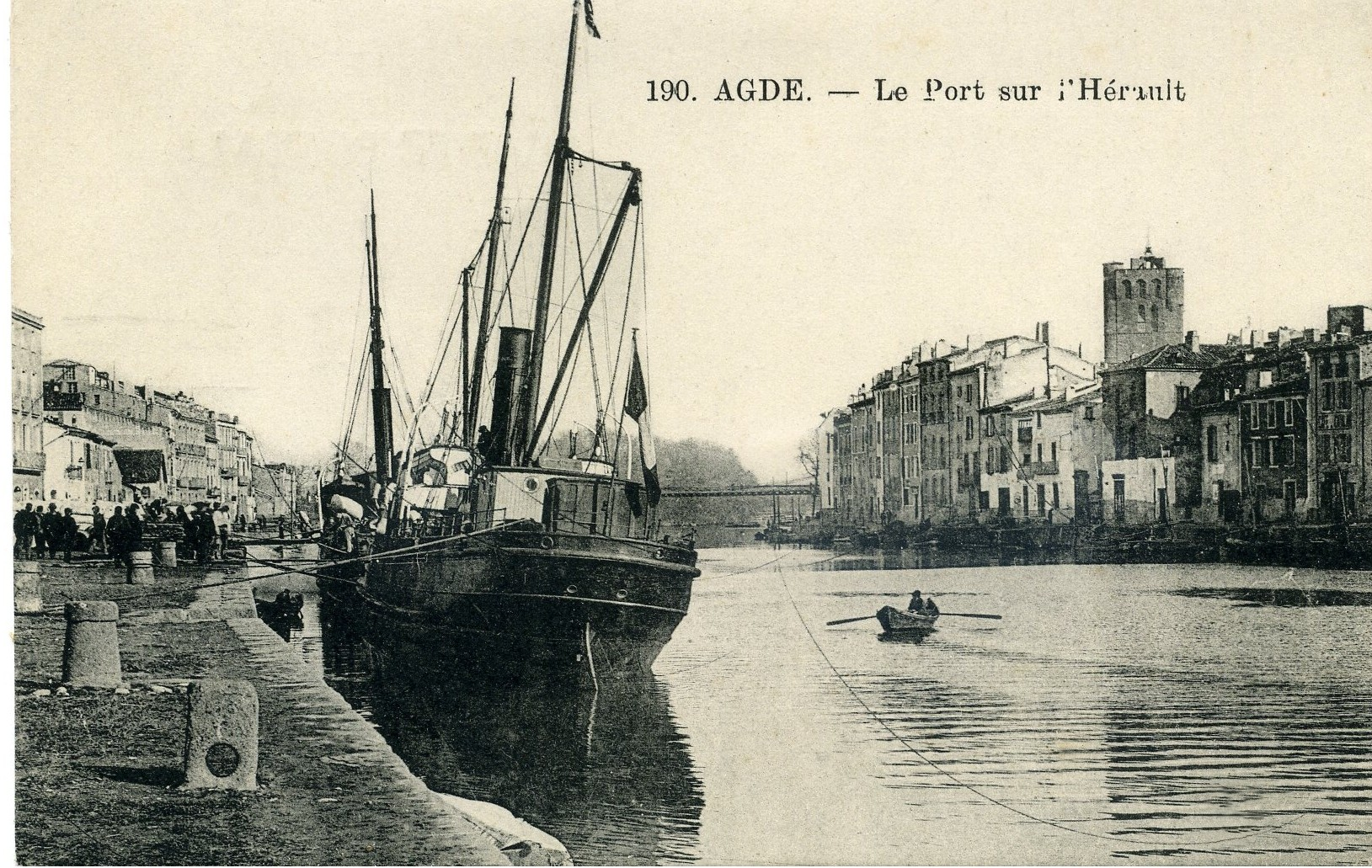
Le port d'Agde au début du XXe siècle

L'arrivée du chemin de fer coïncide avec le début du déclin du port de commerce d'Agde. Port d'embouchure à faible tirant d'eau (limité à 3,5 mètres), le port d'Agde est concurrencé par celui de Sète, mieux équipé pour recevoir les navires à vapeur, et se limite progressivement au cabotage Marseille-Agde. Les deux derniers bateaux à voile et à moteur sont restés en service sur cette ligne jusqu'en 1939.
Dans la deuxième moitié du XIXe siècle, la viticulture, alors principale activité économique de la commune, est frappée par plusieurs fléaux successifs venus des États-Unis. L'oïdium, arrivé en 1851 par la région parisienne est rapidement maîtrisé grâce au soufre, puis en 1872 c'est l'invasion du phylloxéra (petit insecte parasite des racines, apparu pour la première fois en 1863 à Pujaut - Gard). Le phylloxéra provoque la destruction d'une grande partie du vignoble, mais on découvre rapidement que les vignes plantées dans le sable ou submergées résistent à l'insecte. Le vignoble s'étend alors dans les basses zones sablonneuses, mais c'est le recours aux plants américains qui permet la reconstitution du vignoble à partir des années 1890. Il s'ensuit, à cause aussi du développement du sucrage des moûts, une nouvelle crise, de surproduction, entraînant un effondrement des cours du vin. À la même époque, apparaissent le mildiou et le black-rot (reconnu pour la première fois à Ganges - Hérault en 1885), heureusement traités par le sulfate de cuivre.
En 1907, lors de la révolte des vignerons, des soldats du 17e régiment d'infanterie de ligne cantonnés à Agde se mutinent le 20 juin au soir et se rendent à Béziers où ils fraternisent avec les vignerons. Le 24 juin, les mutins, qui se sont rendus après une harangue du général Bailloud, sont envoyés dans un régiment disciplinaire à Gafsa (Tunisie).

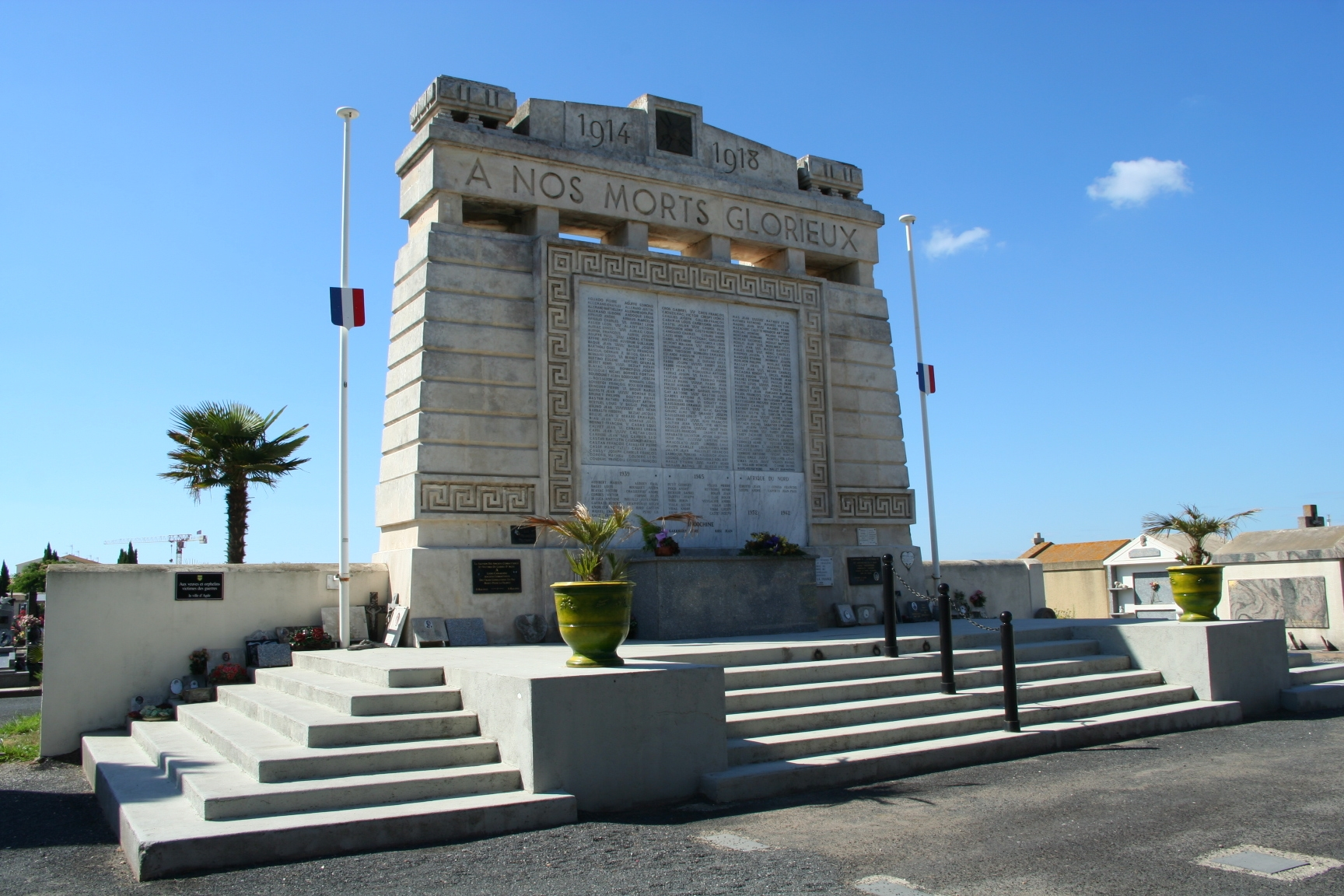
Monuments aux morts

La même année, à l'époque des vendanges, une crue soudaine de l'Hérault cause d'importants dégâts dans le vignoble et dans la ville. Cette crue, qui ne fit pas de victimes, est considérée comme la crue de référence pour Agde.
En 1925, la ville fait ériger un monument aux morts en hommage aux 300 soldats tués pendant la Première Guerre mondiale. Ce monument, œuvre du sculpteur agathois Antoine Cassagne, se trouve dans le cimetière.
Seconde Guerre mondiale

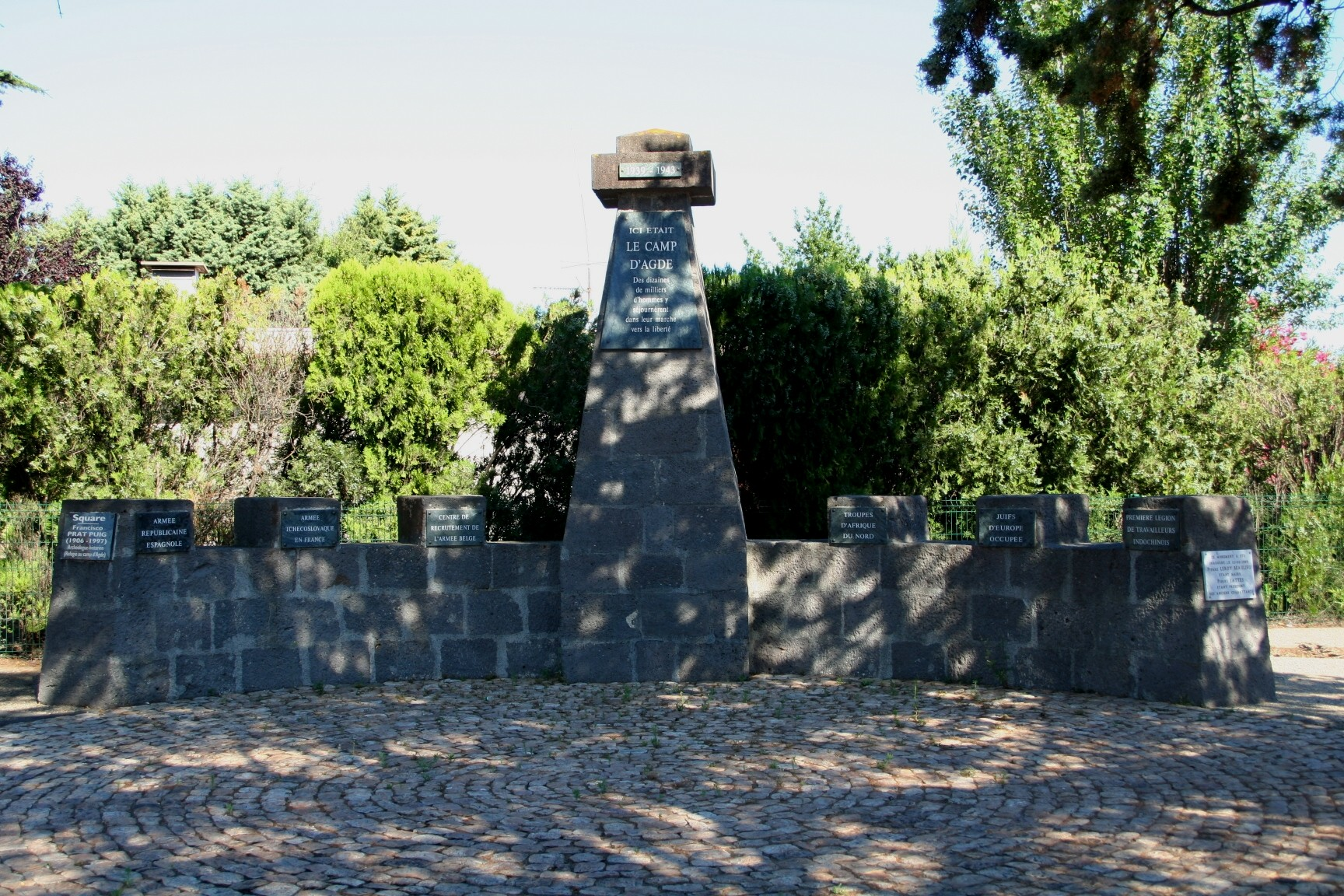
Monument commémoratif du camp d'Agde, érigé en 1989

En 1939, à la fin de la guerre d'Espagne, un camp d'internement est construit à Agde pour recevoir des républicains à partir du mois de février. Ce camp, constitué de baraques légères, est prévu pour 20 000 personnes, mais en reçoit plus de 24 000 dans des conditions précaires, en particulier sur le plan sanitaire. À partir du mois de septembre, après le départ des Espagnols, il reçoit des volontaires slovaques et tchèques qui participent aux combats contre l'armée allemande en juin 1940 avant d'être démobilisés. Il devient ensuite un centre de recrutement de l'armée belge, mais après la capitulation de leur pays, les jeunes recrues présentes seront internées jusqu'à la fin août. Fin 1940, le régime de Vichy le transforme en Centre de rassemblement des étrangers. Environ 6 000 étrangers, de trente nationalités, y sont internés, dont un millier de juifs étrangers raflés dans l'Hérault en juillet 1942.
Le camp fut démantelé à l'automne 1943 et détruit en août 1944.
Le 13 novembre 1942, la ville est occupée par l'armée allemande à la suite de l'invasion de la zone libre. Pour prévenir un hypothétique débarquement, les Allemands fortifient la côte, notamment en y construisant des blockhaus, dont certains sont encore visibles sur la plage de la Tamarissière, et bloquent l'embouchure de l'Hérault en y coulant une drague en 1943.
Le 21 août 1944 un Comité de libération de la ville d'Agde se met en place au lendemain du départ précipité des troupes allemandes.
Après-guerre
En 1956, les frères Paul et René Oltra créent le camping naturiste (centre héliomarin).

Le premier logo d'Agde à l'éphèbe

Le 13 septembre 1964 un plongeur amateur du GRASPA (groupe de recherches archéologiques subaquatiques et de plongée d’Agde), Jacky Fanjaud, découvre dans l'Hérault, non loin de la cathédrale, une statue de bronze antique. Cette statue, à laquelle il manquait un bras, retrouvé quelques mois plus tard, est connue sous le nom d'« éphèbe d'Agde ». Conservée au musée du Cap d'Agde depuis 1987, après avoir été exposée au musée du Louvre, elle est devenue l'emblème de la commune.
Dans les années 1960, commence l'aménagement touristique du littoral languedocien sous la direction d'une mission interministérielle dirigée par Jean Racine, conseiller d'État. Celle-ci établit le plan général d'aménagement et le plan d'urbanisme des huit nouvelles stations balnéaires programmées. Dans le cas du Cap d'Agde, l'aménagement est confié à la Société d’équipement du Biterrois et de son littoral (SEBLI) et Jean Le Couteur est désigné comme architecte en chef. La construction de la station du Cap d'Agde donne un élan décisif au développement de la commune, entraînant un quasi-doublement de la population entre 1968 et 1999.
En 1976 est lancé, sous forme d'une ZAC, l'aménagement de la troisième tranche du Cap-d'Agde. Celle-ci concerne le secteur Richelieu-Rochelongue sur 200 hectares et prévoit de créer 20 000 lits.
Le 11 mai 1987, c'est l'inauguration de la nouvelle mairie installée dans l'ancienne caserne Mirabel, qui permet de faire face au développement des services administratifs de la commune consécutif à l'expansion démographique.

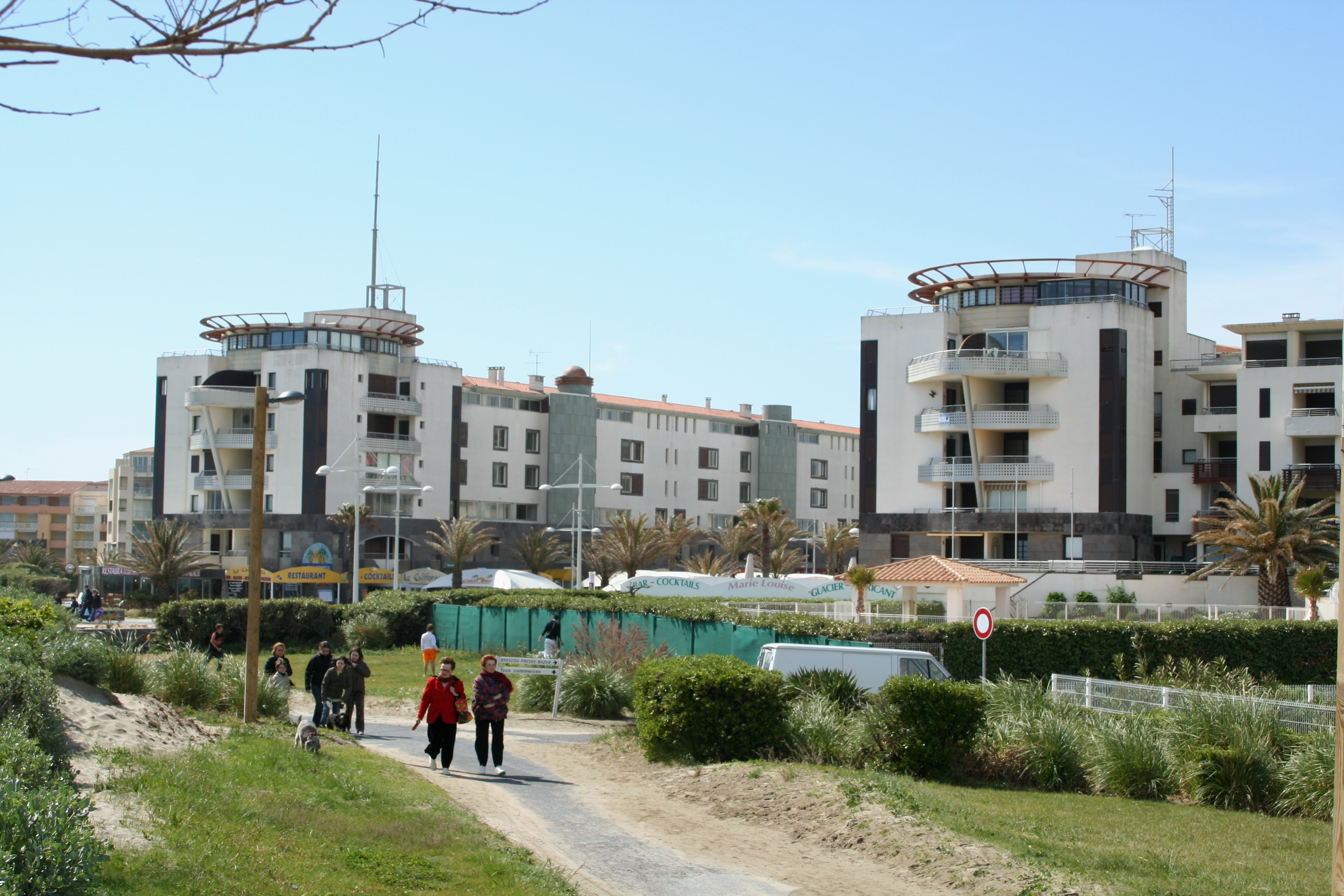
Le mail de Rochelongue vu de la plage

Élu en 1989, le maire socialiste, Régis Passérieux, confie à l'architecte Jean-Michel Wilmotte l'aménagement du quartier de Rochelongue, dernière phase de la construction du Cap-d'Agde. Le mail de Rochelongue, inspiré des ramblas de Barcelone, est construit en 1991, mais n'aura finalement que le tiers de la longueur initialement projetée.
En 1993, Agde reçoit les XIIe Jeux méditerranéens. La cérémonie d'ouverture, présidée par François Mitterrand, se déroule au Cap d'Agde le 16 juin, dans un bassin devant l'Aqualand. Le village des athlètes est également installé dans la station. Certaines épreuves (tennis, golf) se déroulent à Agde.
Au cours de l'été 1995, des incidents sont provoqués au Cap d'Agde par des jeunes issus de quartiers difficiles qui y avaient été envoyés dans le cadre de l'opération « Ville Vie Vacances », organisée par le ministère de la Ville. Par la suite, SOS-Racisme dénonça des pratiques discriminatoires mises en place par des agents immobiliers et porta plainte en 2003 contre l'office de tourisme de la ville, qui fut définitivement relaxé en cassation en janvier 2008 après avoir été condamné en première instance en 2006.
Du 16 au 19 décembre 1997, la commune subit une forte inondation provoquée par une nouvelle crue de l'Hérault. Un nouvel épisode d'inondation se produit en décembre 2003, l'Hérault atteint un débit de 1 500 m3/s.

## Politique et administration
La commune d'Agde appartient au canton d'Agde.
Sur le plan électoral elle fait partie de la septième circonscription de l'Hérault (Agde-Sète) dont le député est Aurélien Lopez-Liguori.
Depuis 2003, la commune fait partie de la communauté d'agglomération Hérault Méditerranée (CAHM). Cet ensemble, créé le 1er janvier 2003 par regroupement des Communautés de communes du Pays d'Agde et du Pays de Pézenas, regroupe 19 communes et 63 000 habitants permanents de la basse vallée de l'Hérault. Le maire d'Agde est le président de cette structure intercommunale qui gère notamment le développement économique, l'aménagement de l'espace, l'équilibre social de l'habitat et la politique de la ville.
La commune est également comprise dans le périmètre du SCOT (schéma de cohérence territoriale) du Biterrois, qui concerne 87 communes de l'Ouest héraultais. Ce schéma d'urbanisme territorial, arrêté le 11 juin 2003 par le préfet de l'Hérault, est en cours d'élaboration et devrait être approuvé en 2010.

### Tendances politiques et résultats
L'électorat agathois penche plutôt à droite, ainsi que le montrent les dernières consultations électorales. La majorité municipale a cependant oscillé entre droite et gauche dans les deux dernières décennies, donnant deux mandats à un maire socialiste entre 1989 et 2001. Le vote extrême droite y est important, le Front national y recueillant en moyenne 17 % des voix lors des premiers tours.
Les élections municipales de mars 2008 se sont déroulées en deux tours. Au premier tour, qui a réuni 13 855 votants, cinq listes étaient en présence, celle conduite par le maire sortant « Union agathoise 2008 », majorité présidentielle, obtenant 44,46 % des suffrages exprimés, les deux listes suivantes, « Agde à venir », centriste - divers gauche, dirigée par Fabrice Mur, et « Agde 2008, plus belle la ville », parti socialiste, dirigée par Régis Passerieux, ancien maire, obtenant respectivement 25,27 % et 22,37 %, avec une abstention égale à 30,94 %. Au second tour, la liste d'Ettore l'a emporté en réunissant 51,71 % des suffrages exprimés, contre 48,29 % pour Fabrice Mur, tandis que l'abstention avait diminué (26,24 %).
À l’élection présidentielle française de 2007, le premier tour a vu arriver en tête Nicolas Sarkozy avec 37,19 % soit 6 038 voix, suivi de Ségolène Royal avec 21,33 % soit 3463 voix, suivi de Jean-Marie Le Pen avec 17,29 % soit 2 808 voix, et enfin de François Bayrou avec 12,18 % soit 1 977 voix, aucun autre candidat ne dépassant le seuil des 5 %. Au second tour, les électeurs ont voté à 62,47 % soit 9 919 voix pour Nicolas Sarkozy contre 32,53 % soit 5 960 voix pour Ségolène Royal, résultat nettement plus à droite que la moyenne nationale qui fut, au second tour, de 53,06 % pour Nicolas Sarkozy et 46,94 % pour Ségolène Royal. Pour cette élection présidentielle, le taux de participation a été très élevé. Sur 19 548 inscrits sur les listes électorales agathoises, on compte 16 503 votants, soit 84,42 %, 3045 abstentions, soit 15,58 %, 624 blancs ou nuls, soit 3,78 %, et 15 879 votes exprimés, soit 96,22 %.
Au référendum sur le traité constitutionnel pour l’Europe du 29 mai 2005, les Agathois ont majoritairement voté contre la Constitution européenne, avec 63,64 % de « non » contre 36,36 % de « oui », avec un taux d’abstention de 30,27 %. Ces chiffres amplifient nettement la tendance nationale (France entière : « non » à 54,67 % - « oui » à 45,33 %) et résultent de la conjonction des groupes hostiles à l'intégration européenne, de gauche et d'extrême droite.

### Administration municipale

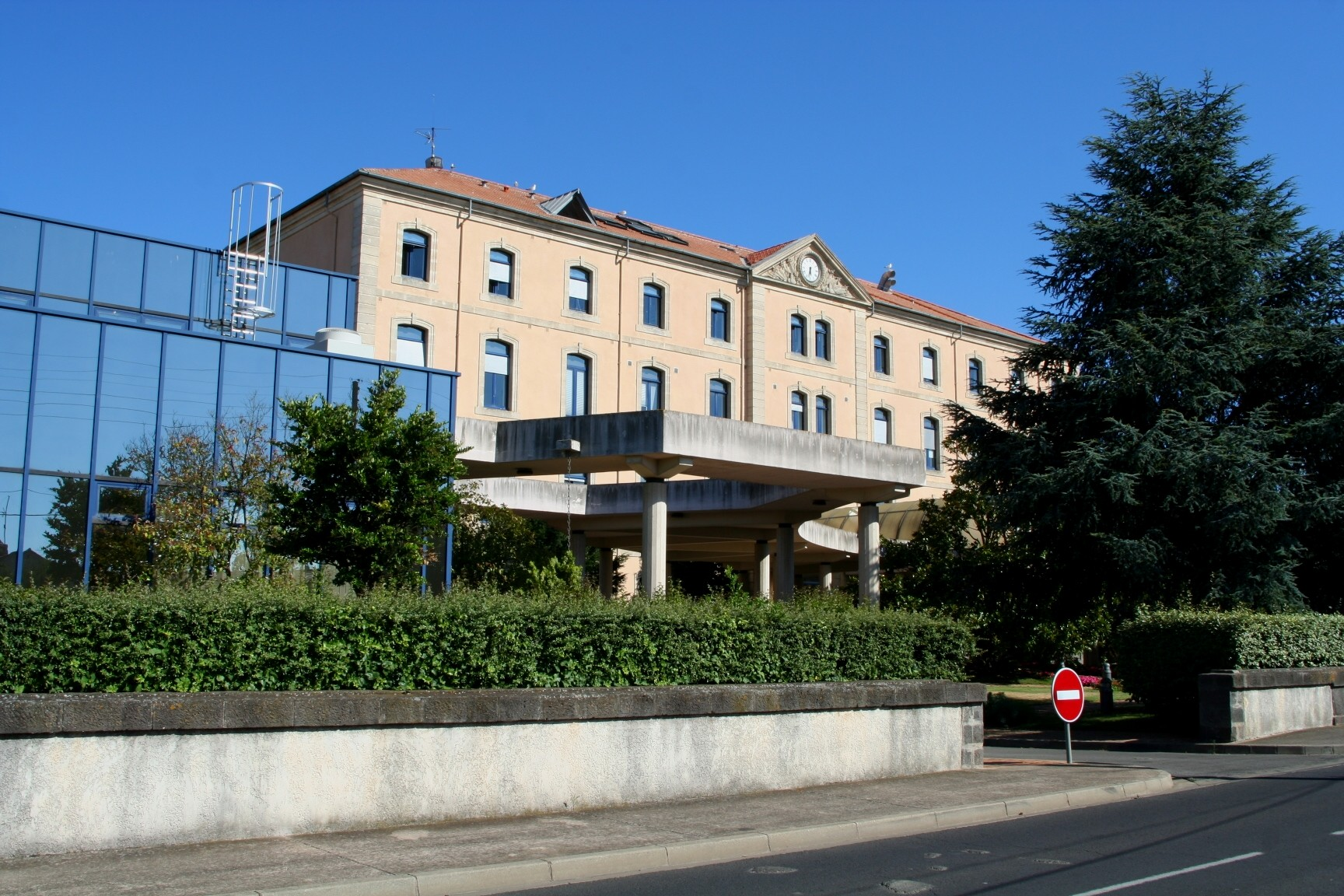
L'hôtel de ville (ancienne caserne Mirabel).

Le conseil municipal agathois comprend 35 membres dont le maire, 10 maires-adjoints et 24 conseillers municipaux.
À la suite des dernières élections municipales de 2020, le maire sortant, Gilles d'Ettore, a été élu pour un quatrième mandat.
La composition du conseil municipal résultant de ces élections est la suivante :
| Groupe | Groupe                                     | Président(e)      | Effectif | Statut     |
| ------ | ------------------------------------------ | ----------------- | -------- | ---------- |
|        | « L'union agathoise avec Gilles d'Ettore » | Sébastien Frey    | 28       | Majorité   |
|        | « Agde, juste, verte, sûre »               | Thierry Nadal     | 6        | Opposition |
|        | « Rassemblement agathois »                 | Fabienne Varesano | 1        | Opposition |

Sébastien Frey a été élu maire en remplacement de Gilles d'Ettore en juin 2024.
Les services de la mairie sont installés depuis 1987 dans les locaux du site Mirabel, du nom d'une ancienne caserne (qui hébergea notamment au début du XXe siècle, le 17e régiment d'infanterie), certains services, dont l'état civil, sont toutefois restés dans l'ancien site de la « maison du cœur de ville ». Il existe également deux mairies-annexes situées au Grau-d'Agde et au Cap-d'Agde.
La commune dispose d'un centre communal d'action sociale qui gère notamment les crèches et les foyers pour personnes âgées.
Des « comités de quartiers » ont été instaurés en 2001 pour faciliter les échanges entre la municipalité et la population. Au nombre de sept, ils représentent les quartiers suivants : Cœur de ville, Monaco - Saint-Loup, Mirabel-Lyautey, Cayrets, Grau-d'Agde - Tamarissière, Cap Ouest, Cap Est.
Un « conseil municipal des jeunes » a été instituée en 2004. Composé de 25 membres âgés de 10 à 16 ans, il vise à sensibiliser les jeunes à la gestion d'une collectivité locale. Depuis 2006, la commune est membre du réseau « Ville amie des enfants » lancé par l'UNICEF en partenariat avec l'Association des maires de France (AMF) pour servir la cause des enfants.
Le maire d'Agde est adhérent de la Fédération des maires des villes moyennes
(FMVM).

### Liste des maires
| Période   | Période   | Identité              | Étiquette      | Qualité |
| --------- | --------- | --------------------- | -------------- | --- |
| août 1944 | mai 1945  | Lucien Petit          |                | Teinturier, président du Comité local de libération |
| mai 1945  | mai 1953  | Louis Reboul          | Rad.           | Boucher Conseiller général d'Agde (1945 → 1958) Vice-président du conseil général (1951 → 1958)                                                                  |
| mai 1953  | mars 1965 | Louis Vallière        | DVG (app.SFIO) | Viticulteur, écrivain, membre fondateur de l'Escolo dau Sarret Conseiller général d'Agde (1958 → 1964)                                                           |
| mars 1965 | mars 1971 | Pierrick Lapeyre      | SE             | Vétérinaire |
| mars 1971 | mars 1989 | Pierre Leroy-Beaulieu | UDR puis RPR   | Conseiller en relations publiques Député de l'Hérault (4e circ.) (1968 → 1973)                                                                                   |
| mars 1989 | mars 2001 | Régis Passerieux      | PS             | Avocat, énarque Conseiller général d'Agde (1994 → 2008) |
| mars 2001 | mai 2024  | Gilles d'Ettore       | SE puis UMP-LR | Ancien officier de police, permanent politique Député de l'Hérault (7e circ.) (2007 → 2012) Président de la CA Hérault Méditerranée (2003 → 2024) Démissionnaire |
| juin 2024 | En cours  | Sébastien Frey        | UDI            | Journaliste, ancien premier adjoint Conseiller général (2008 → 2015) puis départemental d'Agde (2015 → ) Président de la CA Hérault Méditerranée (2024 → )       |

### Budget municipal et fiscalité locale

Évolution des taux des deux principales taxes locales (96 % des rentrées fiscales).

Évolution de l'encours de la dette de 2000 à 2008.

Les taux applicables à la part communale des taxes locales étaient les suivants en 2008 : 18,99 % pour la taxe d'habitation, 23,25 % pour la taxe foncière sur les propriétés bâties et 65,02 % pour la taxe foncière sur les propriétés non bâties. Le taux de la taxe professionnelle s'élève à 20,73 %. Cette dernière est une taxe intercommunale encaissée non par la commune mais par la communauté d'agglomération. La part départementale s'élève respectivement à 9,20 %, 13,04 %, 11,57 % et 11,49 %. Entre 2003 et 2008, les taux fixés par la commune ont diminué d'environ 5 % (sauf pour le foncier bâti qui est resté stable) tandis que les taux départementaux augmentaient de près de 12 % et les taux régionaux (taxe d'habitation et taxe professionnelle) de 87 %. En 2009, la commune a augmenté de 9,5 % la taxe sur le foncier bâti.
En 2003, Agde concentrait 6,62 % et 5,51 % respectivement des bases nettes d'imposition du département pour la taxe d'habitation et la taxe sur le foncier bâti, ce qui la place au troisième rang départemental derrière Montpellier et Béziers.
En 2007, le budget principal de fonctionnement dégageait un excédent de 6 596 000 euros pour des charges totales se montant à 53 478 000 euros (soit 2 486 euros par habitant). Les ressources, 60 074 000 euros, étaient apportées pour environ la moitié (46,5 %) par les taxes locales (foncier et habitation) et pour un cinquième (19,7 %) par la DGF. Les dépenses d'investissement s'élevaient à 24 488 000 euros, dont 22 % affectés au remboursement d'emprunts, et la capacité d'autofinancement (CAF) à 8 137 000 euros, la CAF nette (déduction faite des remboursements en capital) s'élevant à 2 741 000 euros.
La même année, l'endettement s'élevait à 56,8 millions d'euros, soit 2 639 euros par habitant, chiffre 2,5 fois supérieur à la moyenne des communes comparables. Ce chiffre est toutefois ramené à 1 045 euros par habitant si l'on prend en compte la population DGF, soit 54 330 habitants. Après avoir diminué sensiblement entre 2001 et 2006, l'encours de la dette est en augmentation depuis (+ 6,9 % entre 2006 et 2008). Cet endettement représente presque l'équivalent (94,5 %) d'une année de produits de fonctionnement.
La ville est la quatrième de l'Hérault, après Montpellier, Béziers et Sète, pour le nombre d'assujettis à l'impôt de solidarité sur la fortune (ISF), qui s'élève à 201 déclarant un patrimoine moyen de 1 387 549 euros.

### Instances judiciaires et administratives
Agde est rattachée à l'arrondissement judiciaire de Béziers, et relève des tribunaux d'instance et de grande instance ainsi que du conseil de prud'hommes de Béziers. La commune dépend également de la cour d'appel et du tribunal administratif de Montpellier.

### Politique de développement durable
La ville a engagé une politique de développement durable en lançant une démarche d'Agenda 21 en 2008.

### Sécurité

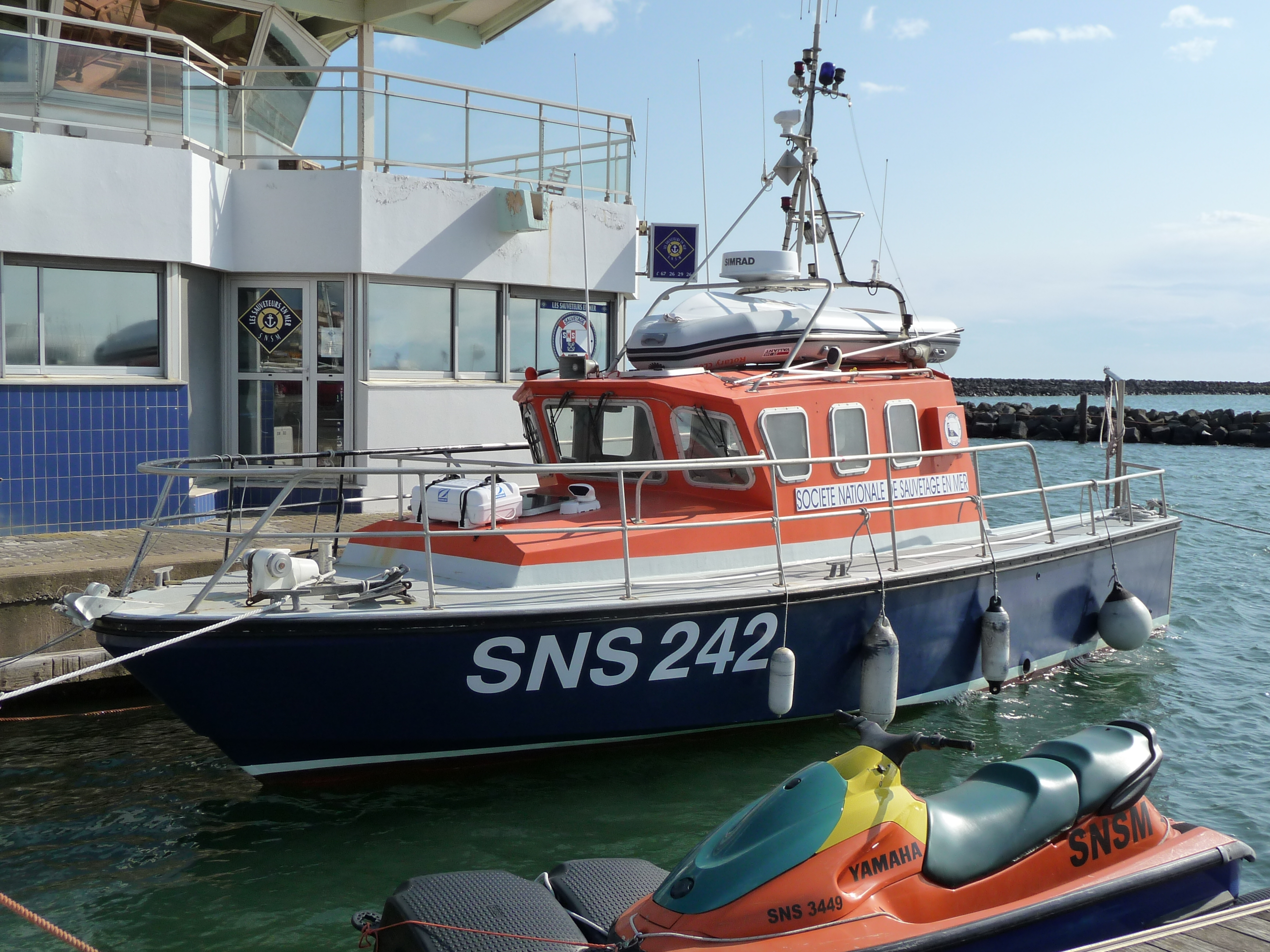
Vedette de sauvetage de la SNSM, Honoré d'Estiennes-d'Orves, SNS 242.

En 2008, la police (circonscription de sécurité publique - CSP) d'Agde a constaté 3 712 actes de délinquance, en hausse de 8,7 % par rapport à 2007, dont 3 277 dans la commune d'Agde. Le nombre de faits élucidés s'élevait à 1 354, soit 36,5 % du total, chiffre en hausse de 47,8 % entre 2007 et 2008. Cette délinquance est à relativiser en raison de la très forte augmentation de population constatée en été.
La ville dispose d'une police municipale, d'un commissariat de la police nationale, d'une brigade de gendarmerie et d'une unité de la gendarmerie nautique installée au Cap-d'Agde. Une vingtaine de caméras de vidéosurveillance, dont les images sont centralisées au « Centre superviseur urbain » (CSU), ont été installées dans la commune en 1996, en réponse aux incidents de l'été 1995,.
Pour le sauvetage en mer, une station de la société nationale de sauvetage en mer (SNSM) est basée à la capitainerie de l'avant-port du Cap d'Agde. Elle comprend douze sauveteurs bénévoles et dispose d'une vedette de 2e classe V2 NG de 11,9 m baptisée « Terrisse » depuis juin 2014 remplaçant la précédente vedette, une V2 de 10,5 m « Honoré d'Estiennes-d'Orves ».
Une Unité Locale de la Croix-Rouge française est présente pour participer aux opérations de réseau de secours public.
En 2019, dans le classement des villes les plus dangereuses de France, la ville d'Agde arrive en première position sur plus de 35 000 communes référencées.

### Coopération internationale

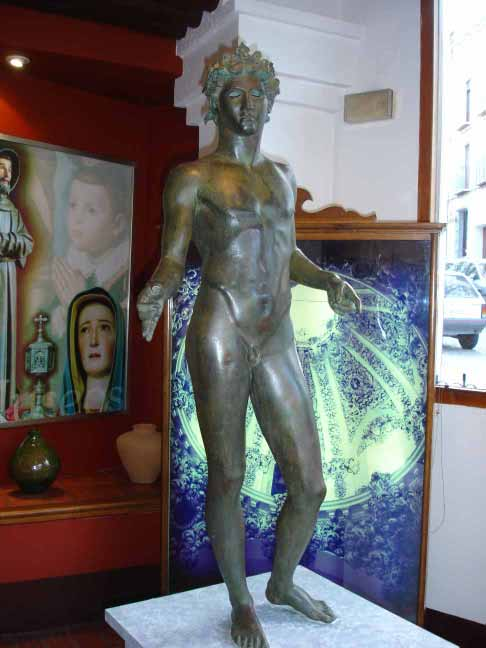
L'éphèbe d'Antequera.

Une tentative de jumelage réalisée sous le mandat de Régis Passérieux avec la ville d'Antequera est restée sans suite. Cette ville d'Andalousie possède comme Agde une statue de bronze antique. Haut de 1,54 m, l'éphèbe d'Antequera, datant du Ier siècle apr. J.-C., est exposé dans le musée municipal de la ville (Palais de Nájera).
En 2009, la commune a signé une convention de coopération décentralisée avec la ville de Tata (Maroc) sur les questions liées à l'accès à l'eau et à l'assainissement.

## Équipements et services publics

### Eau et déchets

#### Collecte des ordures ménagères
La collecte et le traitement des déchets sont assurés par le SICTOM Pézenas-Agde, établissement public intercommunal créé en 1976, dont le siège est situé à Pézenas et qui gère (en 2009) 42 communes pour environ 93 000 habitants permanents.
Le SICTOM traite annuellement environ 40 000 tonnes de déchets non recyclés et 30 000 tonnes de déchets recyclés (chiffres 2007).
Les déchets ménagers collectés sont acheminés par bennes au centre de tri situé aussi à Pézenas. La commune d'Agde dispose de deux déchèteries, la Prunette et les Sept Fonds.

### Enseignement

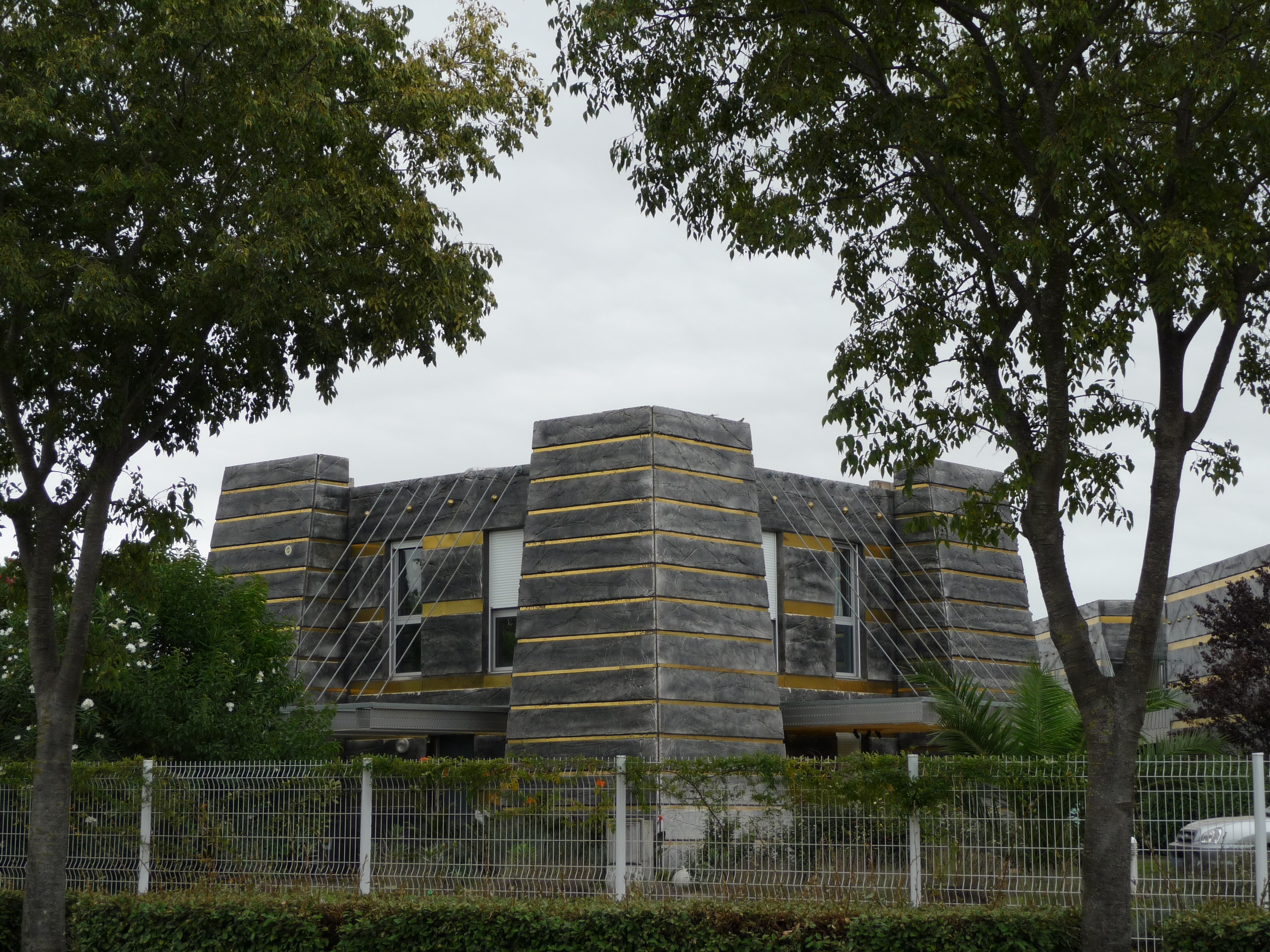
Collège Paul-Émile Victor.

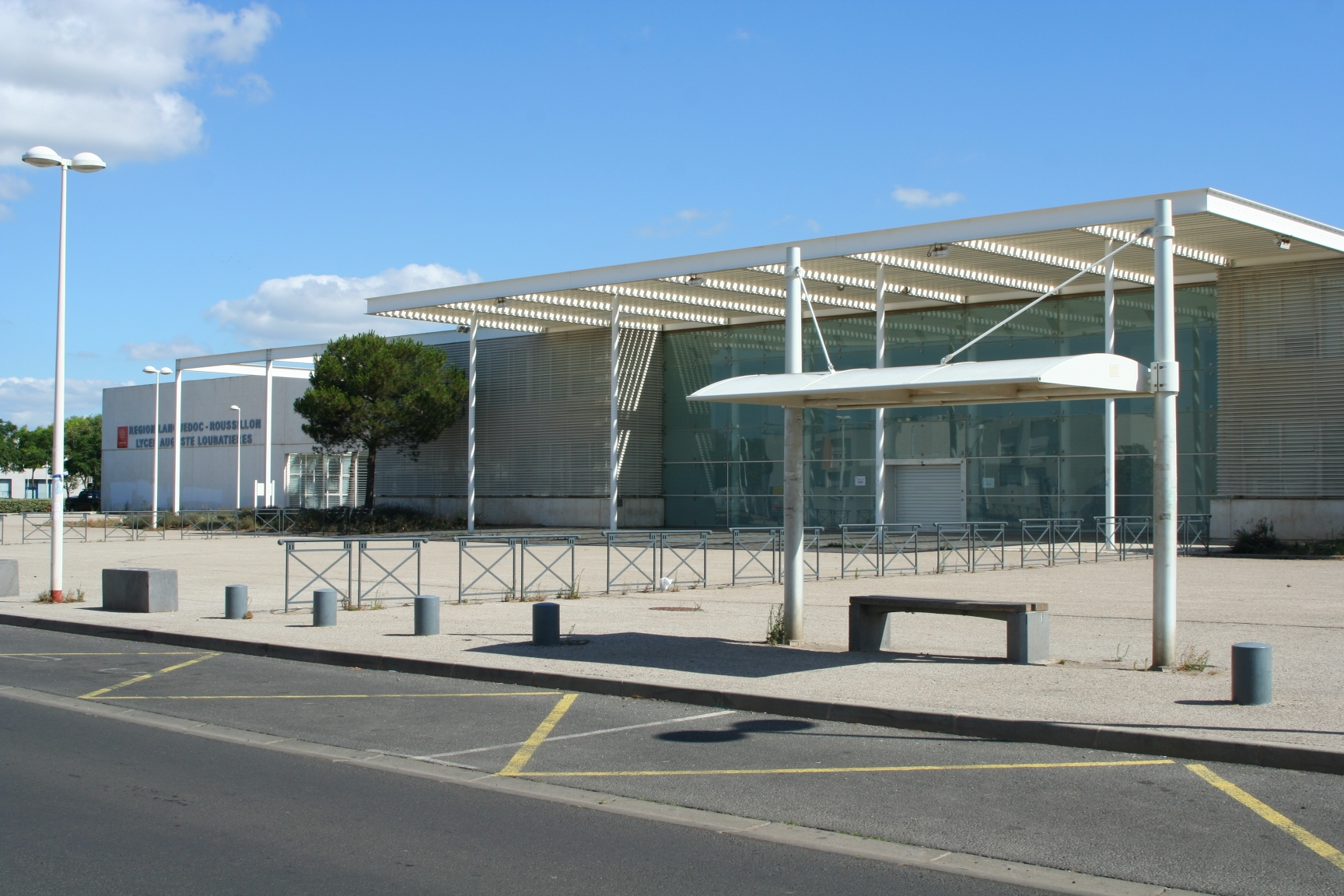
Lycée Auguste Loubatières.

Agde relève de l'académie de Montpellier et de l'inspection académique de l'Hérault.
Au niveau primaire, la commune d'Agde compte treize écoles publiques (six écoles maternelles et sept écoles élémentaires) et deux écoles privées sous contrat d’association avec l’État, l'une relevant de l'enseignement catholique, « Notre-Dame », et l'autre d'une association occitane, la « Calendreta dagtenca ».
Au niveau secondaire, il existe deux collèges publics : « René Cassin » (365 élèves, données 2007) et « Paul-Émile Victor » (635 élèves), un collège privé relevant de l'enseignement catholique, Notre-Dame, et un lycée polyvalent public, le lycée Auguste Loubatières (924 élèves), héritier de l'ancien collège d'Agde fondé en 1652.
Ouverte à tous, l'« Université du temps libre du Bas-Languedoc » est une association loi de 1901, présente également à Sète, Frontignan, Mèze et Tourbes. Elle propose une trentaine d'enseignements, dispensés par des bénévoles, « pour le bonheur d'apprendre ensemble ».

### Santé
Pour l'hôpital public, Agde relève du Centre hospitalier du Bassin de Thau, hôpital d'une capacité de 930 lits situé à Sète. Le Centre de soins polyvalent d'Agde, rattaché administrativement au précédent, offre 127 lits.

## Population et société

### Démographie
Agde constitue, selon la définition de l'Insee, un « pôle urbain » dont l'aire urbaine se limite à la seule commune centre. Cela reflète le pouvoir d'attraction limité de la commune sur les communes environnantes qui subissent l'attraction des pôles d'emploi et des aires commerciales de Béziers à l'ouest et de Sète à l'est.

#### Évolution démographique
La population d'Agde a régulièrement augmenté au cours de la première moitié du XIXe siècle, gagnant près de 45 % entre 1800 (6 744 habitants) et 1861 (9 747 habitants), avant de connaître une stagnation qui a duré jusqu'au lendemain de la Seconde Guerre mondiale. Cette longue période est marquée par plusieurs crises. En 1891 la population repasse sous le seuil des 8 000 habitants (A), un peu en dessous du recensement de 1806, à une période qui correspond à la fin du trafic commercial du port d'Agde, déclin amorcé dès les années 1870, et qui suit une série de crises viticoles dues à l'apparition successive de l'oïdium et surtout du phylloxéra, apparu en 1876, puis du mildiou et du black-rot.
Une fois ces crises surmontées, la population retrouve la croissance jusqu'à la veille de la Première Guerre mondiale, évolution marquée toutefois par un creux en 1906 qui coïncide avec une nouvelle crise viticole, de surproduction, qui donnera lieu à la révolte des vignerons du Languedoc en 1907.
À la fin de la Grande Guerre (recensement de 1921 B), la population a baissé de 10 % par rapport au recensement précédent. Dans l'entre-deux guerres, la reprise de la population enregistrée dans les années 1920 est arrêtée par la grande crise économique et une nouvelle décroissance est enregistrée au recensement de 1936.
Au lendemain de la Seconde Guerre mondiale (C), la population est repassée au-dessous du seuil des 8 000 habitants. Elle retrouve un début de croissance dans les années 1950 avec un premier développement du tourisme balnéaire sur le littoral (le Grau-d'Agde, La Tamarissière) et la commune retrouve au milieu des années 1960 le niveau de population qu'elle avait un siècle plus tôt. À partir de 1968, une croissance très rapide s'amorce qui coïncide avec le début de l'aménagement de la station touristique du Cap d'Agde (D). Elle conduit à un quasi-doublement du nombre d'habitants en une trentaine d'années (1968-1999), soit un taux de croissance annuel moyen de 2,199 %.
L'augmentation de la population dans toute cette période est due essentiellement au solde migratoire, dont le taux annuel s'élève à 1,75 % de 1975 à 1982, 3,74 % de 1982 à 1990 et 1,43 % de 1990 à 1999. Dans le même temps, le solde naturel, résultant de l'écart entre taux de natalité et taux de mortalité, s'élevait respectivement à 0,19 %, 0,22 % et 0,30 %.
Entre 1999 et 2006, la croissance de la population s'est poursuivie, mais à un rythme moindre (+ 0,91 % par an).
L'évolution du nombre d'habitants est connue à travers les recensements de la population effectués dans la commune depuis 1793. Pour les communes de plus de 10 000 habitants les recensements ont lieu chaque année à la suite d'une enquête par sondage auprès d'un échantillon d'adresses représentant 8 % de leurs logements, contrairement aux autres communes qui ont un recensement réel tous les cinq ans,.

En 2022, la commune comptait 29 612 habitants, en évolution de +6,98 % par rapport à 2016 (Hérault : +7,49 %, France hors Mayotte : +2,11 %).
| 1793  | 1800  | 1806  | 1821  | 1831  | 1836  | 1841  | 1846  | 1851  |
| ----- | ----- | ----- | ----- | ----- | ----- | ----- | ----- | ----- |
| 6 744 | 6 744 | 7 639 | 7 726 | 8 202 | 8 230 | 8 251 | 8 884 | 9 115 |

| 1856  | 1861  | 1866  | 1872  | 1876  | 1881  | 1886  | 1891  | 1896  |
| ----- | ----- | ----- | ----- | ----- | ----- | ----- | ----- | ----- |
| 9 439 | 9 747 | 9 586 | 8 829 | 8 251 | 8 170 | 8 446 | 7 389 | 8 478 |

| 1901  | 1906  | 1911  | 1921  | 1926  | 1931  | 1936  | 1946  | 1954  |
| ----- | ----- | ----- | ----- | ----- | ----- | ----- | ----- | ----- |
| 9 533 | 8 435 | 9 265 | 8 325 | 9 360 | 9 605 | 9 242 | 7 592 | 7 897 |

| 1962  | 1968   | 1975   | 1982   | 1990   | 1999   | 2006   | 2011   | 2016   |
| ----- | ------ | ------ | ------ | ------ | ------ | ------ | ------ | ------ |
| 8 751 | 10 184 | 11 605 | 13 107 | 17 583 | 19 988 | 21 293 | 23 999 | 27 681 |

| 2021   | 2022   | - | - | - | - | - | - | - |
| ------ | ------ | - | - | - | - | - | - | - |
| 29 103 | 29 612 | - | - | - | - | - | - | - |

#### Pyramide des âges
La population de la commune est relativement âgée.
En 2018, le taux de personnes d'un âge inférieur à 30 ans s'élève à 27,2 %, soit en dessous de la moyenne départementale (35,4 %). À l'inverse, le taux de personnes d'âge supérieur à 60 ans est de 39,4 % la même année, alors qu'il est de 27,5 % au niveau départemental.
En 2018, la commune comptait 13 650 hommes pour 15 440 femmes, soit un taux de 53,08 % de femmes, légèrement supérieur au taux départemental (52,24 %).
Les pyramides des âges de la commune et du département s'établissent comme suit.
| Hommes | Classe d’âge | Femmes |
| ------ | ------------ | ------ |
| 0,8    | 90 ou +      | 1,6    |
| 11,7   | 75-89 ans    | 12,6   |
| 25,7   | 60-74 ans    | 26,2   |
| 19,4   | 45-59 ans    | 19,1   |
| 14,2   | 30-44 ans    | 14,1   |
| 13,3   | 15-29 ans    | 13,5   |
| 14,8   | 0-14 ans     | 12,9   |

| Hommes | Classe d’âge | Femmes |
| ------ | ------------ | ------ |
| 0,8    | 90 ou +      | 1,9    |
| 8      | 75-89 ans    | 9,9    |
| 17,2   | 60-74 ans    | 18,3   |
| 18,9   | 45-59 ans    | 18,8   |
| 18,3   | 30-44 ans    | 17,8   |
| 19,3   | 15-29 ans    | 17,9   |
| 17,5   | 0-14 ans     | 15,3   |

### Caractéristiques sociologiques

#### Les ménages
Le nombre total de ménages agathois était de 8 878 en 1999, contre 4 727 en 1982 (soit +88 % en 17 ans). La répartition de ces ménages, en pourcentage par rapport au nombre total de ménages, est la suivante :
| Personnes par ménage        | 1      | 2      | 3      | 4      | 5     | 6 ou plus |
| --------------------------- | ------ | ------ | ------ | ------ | ----- | --------- |
| Agde                        | 31,5 % | 37,5 % | 15,1 % | 11,1 % | 3,3 % | 1,5 %     |
| Moyenne nationale           | 31,0 % | 31,1 % | 16,2 % | 13,8 % | 5,5 % | 2,4 %     |
| Sources des données : INSEE |        |        |        |        |       |           |

#### Niveau d’études
Le niveau d'éducation à Agde est relativement faible comparé à la moyenne du département de l'Hérault. En effet, la part dans la population totale des titulaires de diplômes de niveau Bac+2 ou supérieur est, dans la commune, de 12 %, contre 19,9 % en moyenne héraultaise, tandis que 21,8 % de la population n'est titulaire d'aucun diplôme et 19,2 % du certificat d'études primaires (contre respectivement 19,6 % et 15,9 % au niveau départemental). Toutefois, entre 1990 et 1999, l'évolution a été très marquée avec une croissance de 90,3 % des titulaires de diplômes de niveau Bac+2 et de 79,8 % pour les titulaires de diplômes supérieurs.

#### Nationalités
Selon le recensement de 1999, la population immigrée à Agde comptait 1 612 personnes soit 8 % de la population totale. Ce taux d'immigration est légèrement inférieur à la moyenne départementale qui est de 8,8 %.
Parmi ces immigrés, 44 % avaient acquis la nationalité française et 56 % avaient conservé une nationalité étrangère,.
Parmi les étrangers on note dans la population agathoise, par rapport à la moyenne du département, une plus faible proportion de ressortissants de l'Union européenne, soit 2,2 % contre 2,9 % et une proportion voisine des nationalités du Maghreb, soit 2,4 % contre 2,3 %, principalement constituée de ressortissants du Maroc.

### Manifestations culturelles et festivités

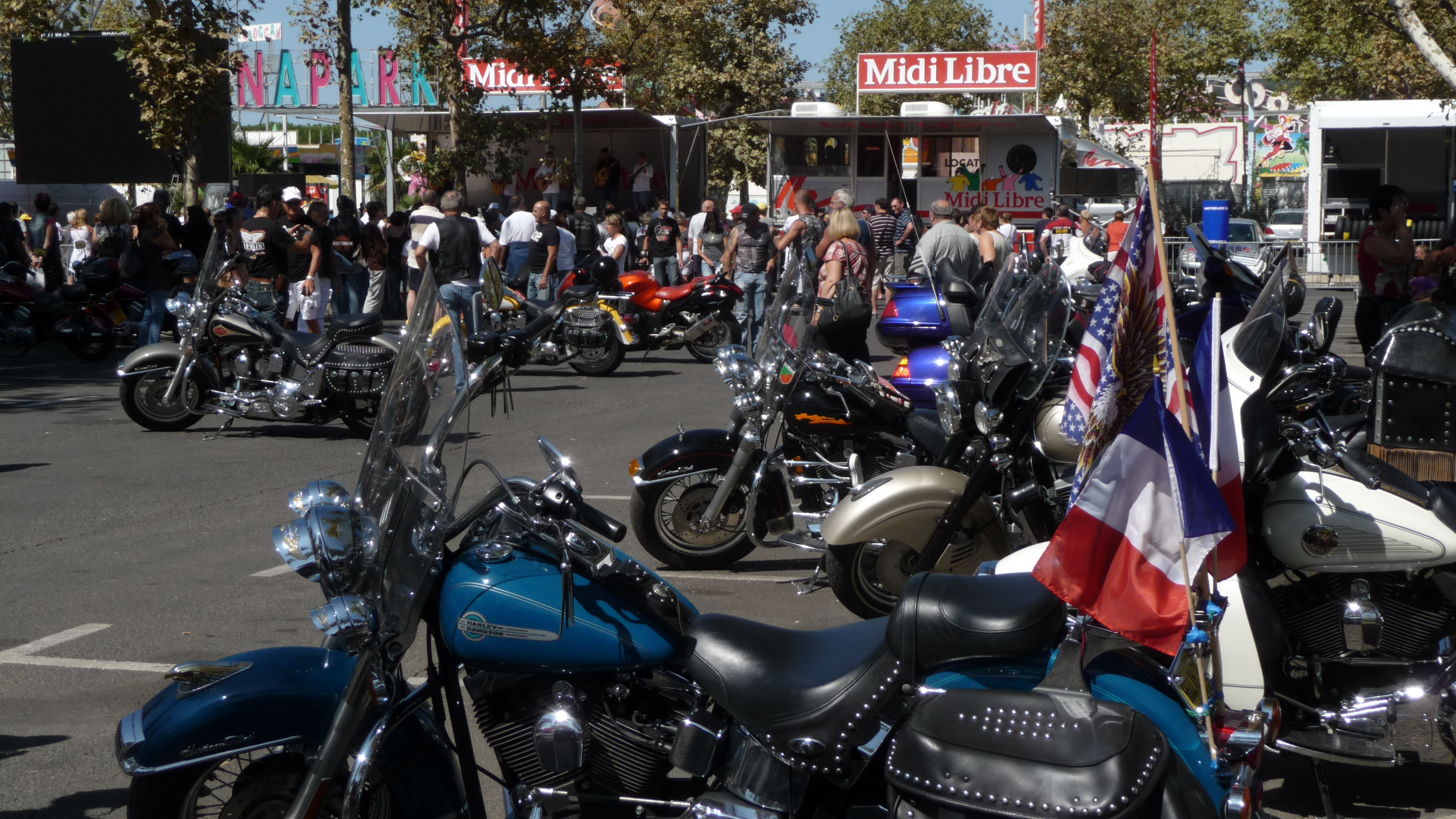
Rassemblement des Brescoudos (motos Harley-Davidson) début septembre.

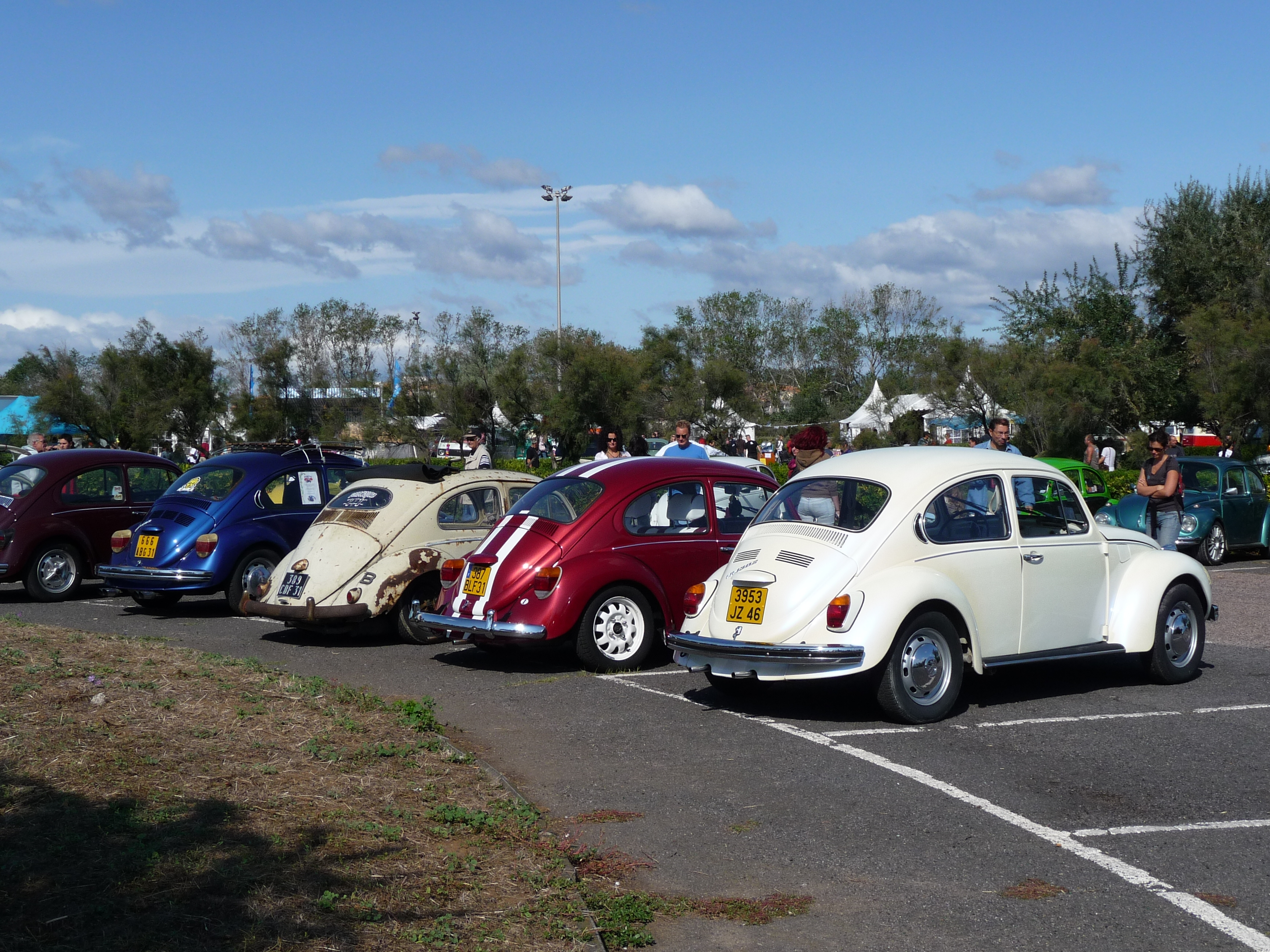
Rassemblement de coccinelles Volkswagen à la mi-septembre.

Le « Festival d'humour du Cap-d'Agde » se tient chaque année courant avril au palais des congrès du Cap-d'Agde.
Vers la mi-mai, la « fête du nautisme » est organisée au niveau national depuis l'an 2000. Cette fête se déroule dans le port et sur les quais du Cap-d'Agde et propose diverses animations sur les activités nautiques telles que la voile en habitable ou légère, le canoë-kayak, la plongée, les joutes, la pêche en mer, les promenades en mer, etc. ainsi que sur la sécurité et l'environnement.
« Les Hérault du cinéma » est un festival organisé par la mairie de la commune qui se tient en juin au palais des congrès du Cap-d'Agde depuis 2004. Il comprend deux parties, « Les Primeurs du Cinéma » présentant des films longs métrages inédits et « Le Top des Courts », compétition de courts métrages primés l'année précédente dans divers festivals de cinéma français et internationaux,.
Depuis 2009, la mairie organise également un festival des « Hérault de la Télé », qui se tient fin septembre et propose des projections gratuites de fictions en avant-première, des épisodes de séries inédits ou des feuilletons cultes et toujours, ainsi que des rencontres avec les comédiens et les réalisateurs,.
Fêtes traditionnelles en juillet, fête des pêcheurs, à l’occasion de la Saint-Pierre au début du mois, et fête de la mer en fin de mois.
Des joutes se déroulent en été dans l'Hérault à Agde, au Grau-d'Agde et au Cap-d'Agde. Le premier dimanche d'août a lieu le « Trophée du Languedoc » (joutes languedociennes).
Chaque été, au pied de la cathédrale Saint-Étienne, la Ville propose également des concerts gratuits de personnalités phares de la chanson française ou francophone sur la scène flottante estivale, ainsi qu'un grand son et lumière théâtralisé sur son histoire, tous les jeudis de l'été.
Chaque année depuis 1989, fin août-début septembre, au Cap-d'Agde, rassemblement de Harley-Davidson, les « Brescoudos ». Ce rassemblement est suivi depuis 1993, à la mi-septembre, d'un rassemblement de coccinelles Volkswagen.
Le « salon nautique d'automne » se tient chaque année durant cinq jours vers la Toussaint dans la zone technique du port du Cap-d'Agde. Créé en 2000, et organisé par l'association des Professionnels du nautisme du Cap-d’Agde, il a attiré en 2007 plus de 50 000 visiteurs.
Les « rencontres nationales et internationales d’échecs » sont organisées tous les deux ans au Cap-d'Agde par la CCAS (caisse centrale d'activités sociales du personnel des industries électrique et gazière). La huitième édition s'est déroulée du 25 octobre au 1er novembre 2008 au village de vacances de la CCAS réunissant 1 500 participants et 750 joueurs.
Le 31 décembre se déroule le « dernier bain de l'année » sur la plage naturiste.

### Sports

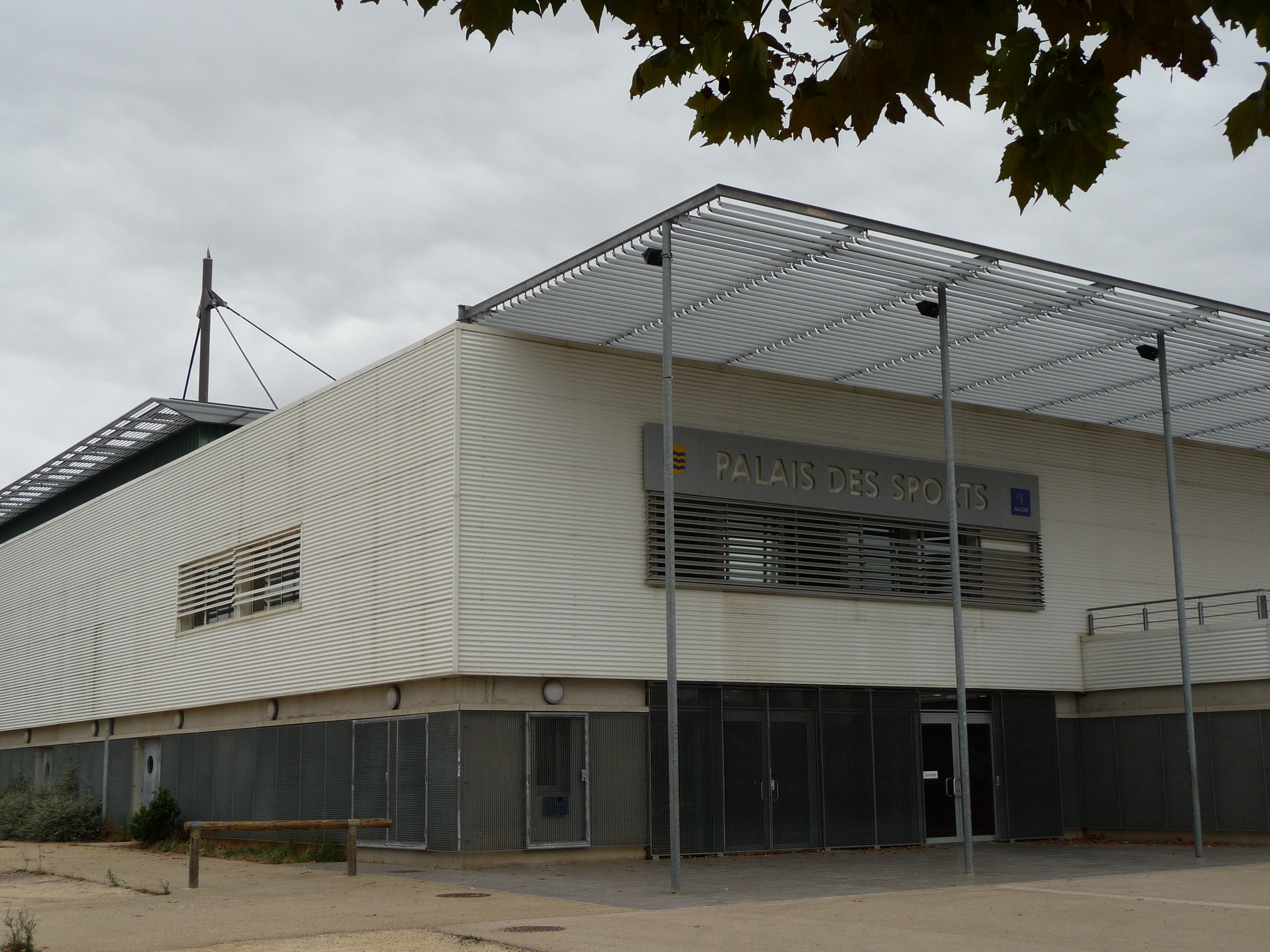
Palais des sports.

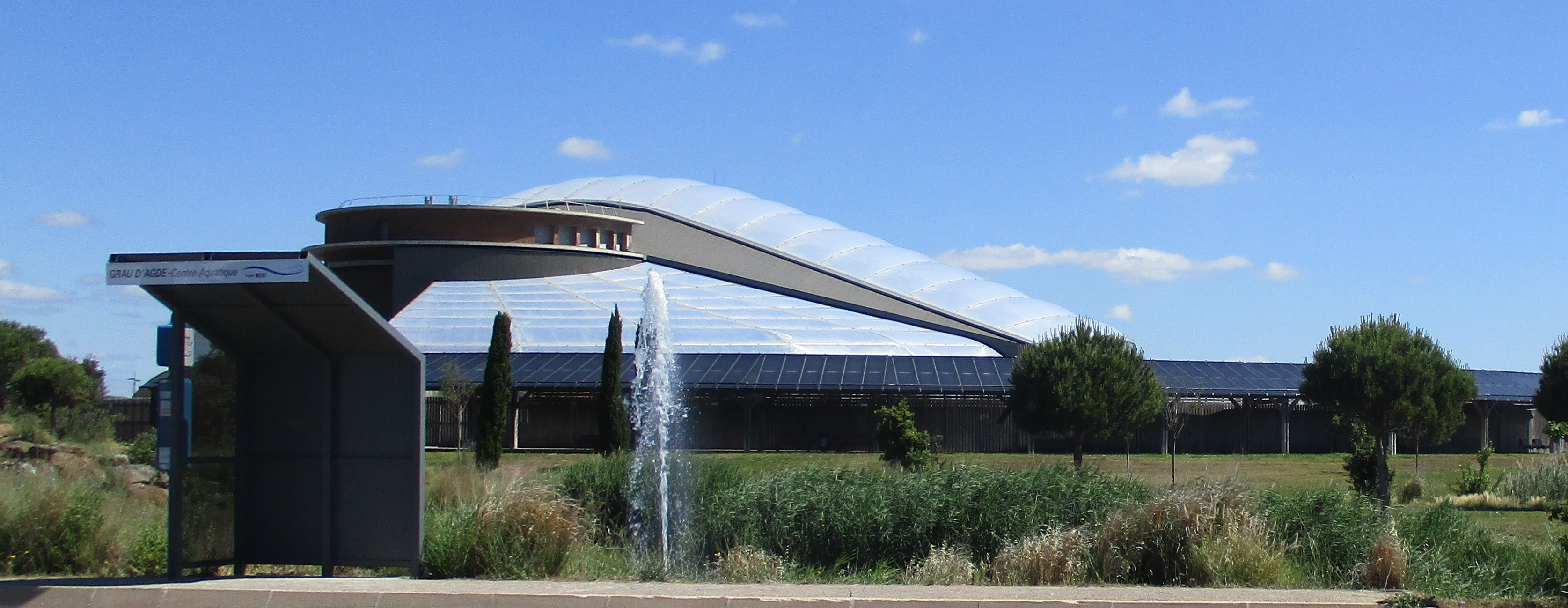
Centre aquatique de l'Archipel.

#### Équipements sportifs
La commune dispose de divers équipements permettant la pratique de sports très variés, notamment dans le domaine nautique.
Parmi ceux-ci figurent :
- le Palais des sports (tous sports de salle) ;
- le stade Louis-Sanguin, le stade Michel-Millet ;
- la piscine municipale René-Carayon ;
- la base d'aviron Christian-Durand, sur le plan d'eau de l'Hérault en amont du barrage de la Pansière ;
- plusieurs boulodromes ;

ainsi que des équipements hérités de l'aménagement de la station touristique du Cap-d'Agde, tels le
- golf du Cap-d'Agde, parcours 18 trous, par 72, longueur 6 935 m, créé en 1989 (conception Ronald Fream) ;
- le « Centre international de tennis » du Cap-d'Agde, qui compte 32 courts dont huit couverts.
- « Centre aquatique de l'Archipel » dernier en date[147].

#### Associations et clubs sportifs
La commune compte nombre d'associations et clubs sportifs, pour la plupart subventionnés par la commune. On peut citer notamment :
- le Racing club olympique agathois (football) ; anciennement RC Agde, ce club a atteint les seizièmes de finale de la Coupe de France de football à plusieurs reprises, notamment en 2003 et 2006 ;
- le Rugby olympique agathois, fondé en 1969, qui évolue en Fédérale 1, emmené par Morgan Champier dit Champ[149] ;
- la Société nautique des jouteurs agathois (joutes nautiques), très ancienne association qui compte une section « rame traditionnelle » (barques à rames) ;
- l'Aviron Agathois, fondé en 1959 ;
- le Judo club agathois (judo et ju-jitsu), fondé en 1960 pour développer et promouvoir ces arts japonais ;
- l'Espace nautique d’Agde et du Cap (ENAC, nautisme, voile) ;
- la Société des régates d'Agde et du Cap (Sorac) ;
- l'Athlétic club des pays d'Agde (athlétisme) ;
- le Thon club agathois (pêche au tout gros) ;
- le Club gymnique agathois (gymnastique artistique) ;
- l'Agde handball (handball).

#### Événements sportifs

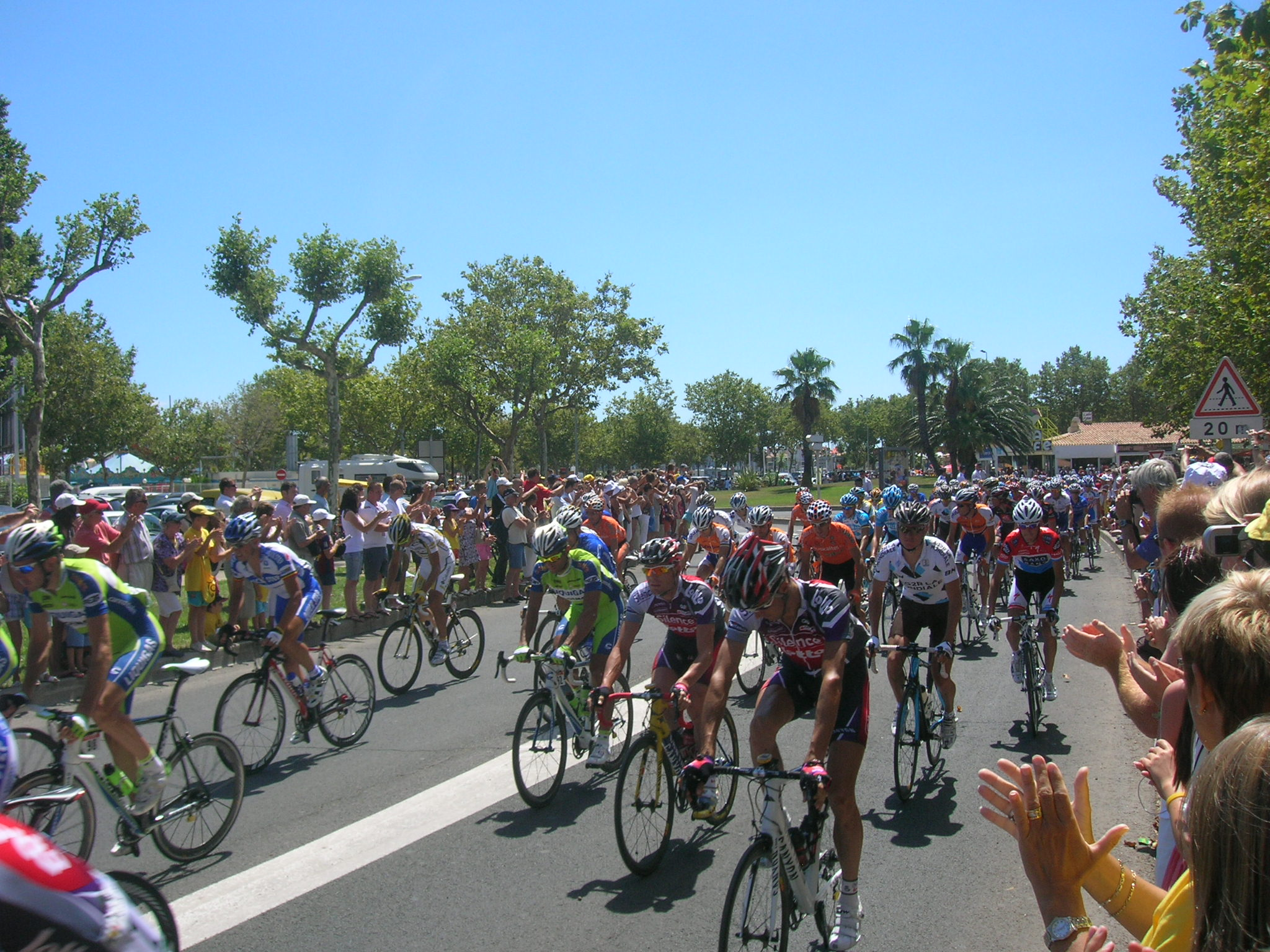
Départ de la 5^{e} étape du Tour de France 2009.

Le Tour de France cycliste a fait étape à trois reprises à Agde, avec l’arrivée de la 12e étape en 1998, remportée par Tom Steels, puis avec les départs de la 14e étape en 2005 et de la 5e étape en 2009.
Agde fut ville-étape du Tour méditerranéen 2007 (2e étape).
La Transmed est une course à la voile au grand large en Méditerranée, organisée par la Société des régates d'Agde et du Cap (Sorac). L'édition 2008 s'est déroulée en avril-mai entre le Cap-d'Agde, Ajaccio et Les Embiez.
La commune organise chaque année depuis 2006, au début du printemps, un raid sportif appelé « raid de l'Archipel ». En 2009 ce raid, ouvert à des équipes de deux, comprenait des épreuves de kayak sur l'Hérault (5 km), course à pied (8 km), biathlon VTT/Tir à l'arc (12 km) et une course d'orientation (5 km) sur le mont Saint-Loup.
La ville d'Agde organisa aussi les Jeux méditerranéens de 1993 et accueillit plus de 2 500 athlètes avec La Grande-Motte et le Cap d'Agde.

### Médias
Outre l'édition locale du quotidien régional Midi libre, il existe un journal local qui couvre le pays d'Agde : L'Agathois, hebdomadaire républicain qui a fêté son 130e anniversaire en 2017. La ville possède également un journal municipal, Agde, le journal de la ville, à parution bimestrielle.
Diverses radios départementales sont reçues à Agde : Radio Pays d'Hérault sur 89, 96,7 et 102,9 MHz, Fun Radio Méditerranée sur 91,8 MHz, Radio Lenga d'Oc sur 95,4 MHz, RTL2 Littoral (qui émet depuis le mont Saint-Loup) sur 96,1 MHz, France Bleu Hérault sur 101,1 MHz, et Radio Thau-Sète sur 106,5 MHz. Depuis 2010, Radio One Agde, qui émet depuis le mont Saint-Loup, sur 102,4 MHz.

### Cultes

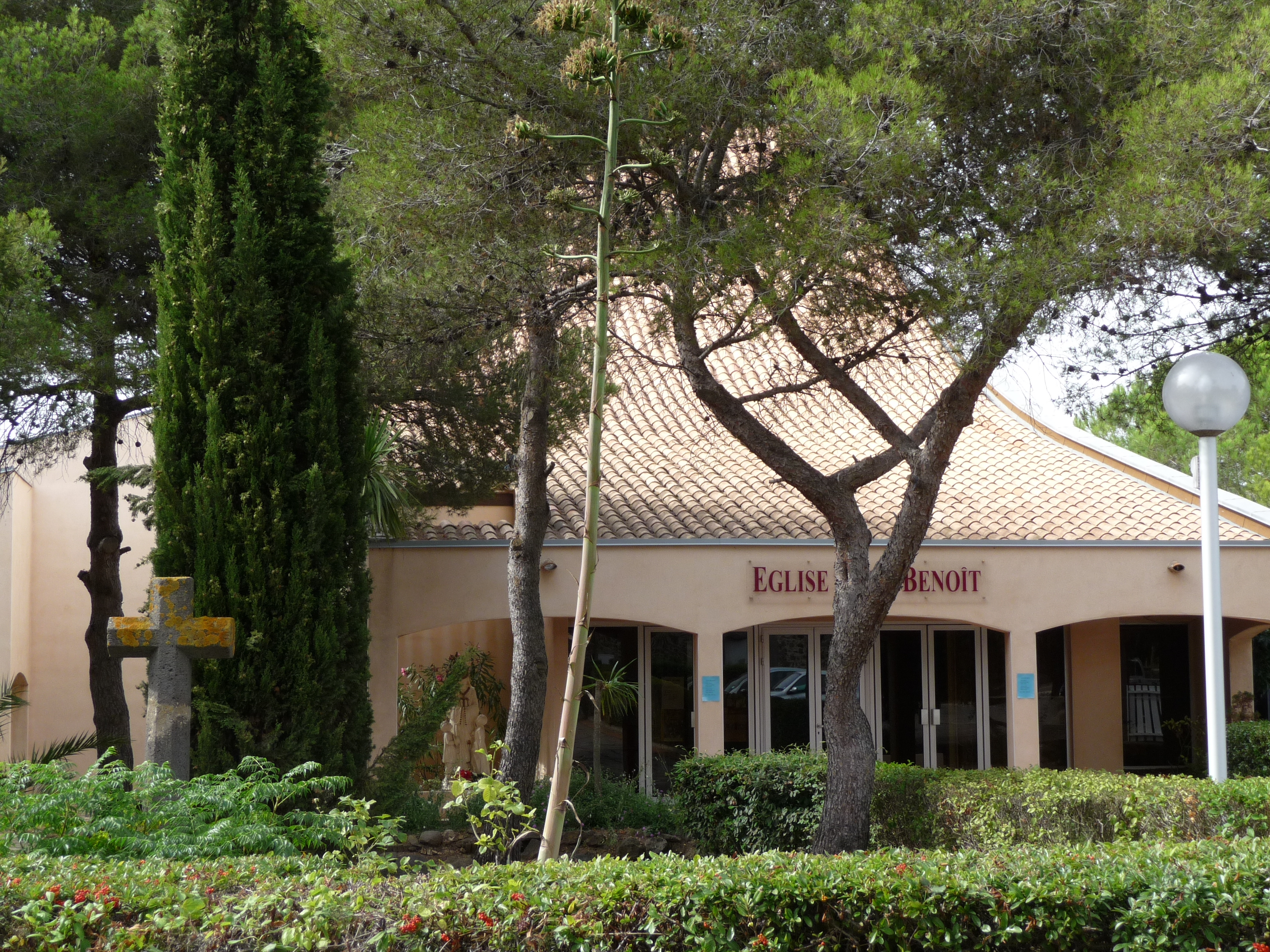
L'église Saint-Benoît du Cap d'Agde.

Pour le culte catholique, Agde est rattachée à l'archidiocèse de Montpellier et dépend de la paroisse du littoral agathois qui couvre également les communes de Marseillan et Vias.
La commune dispose de plusieurs lieux de culte à Agde, au Cap-d'Agde et au Grau-d'Agde.
L'Église protestante d'Agde est rattachée à l'Union de l'Église Evangélique Méthodiste de France (UEEMF), membre de la Fédération Protestante de France (FPF) et du Conseil National des Evangéliques de France (CNEF). Une mission évangélique Vie et Lumière est aussi présente.

### Accès internet
ADSL est disponible depuis février 2001 à Agde. La télévision par ADSL est arrivée en juin 2007. En 2008, quatre répartiteurs téléphoniques sont implantés dans la commune : Agde, Le Cap-d'Agde, le Grau-d'Agde et Agde-Sept Fonds, tous non dégroupés.
La commune disposait également en 2008 de plusieurs points d'accès au Wi-Fi : outre ceux proposés par divers commerces, celui de la « maison des Savoirs » de 2000 devenue la « Médiathèque Agathoise » en 2019 , ainsi qu'un accès gratuit fourni à la « Bulle » de l'office du tourisme du Cap-d'Agde plus celui du port aux plaisanciers.

## Économie

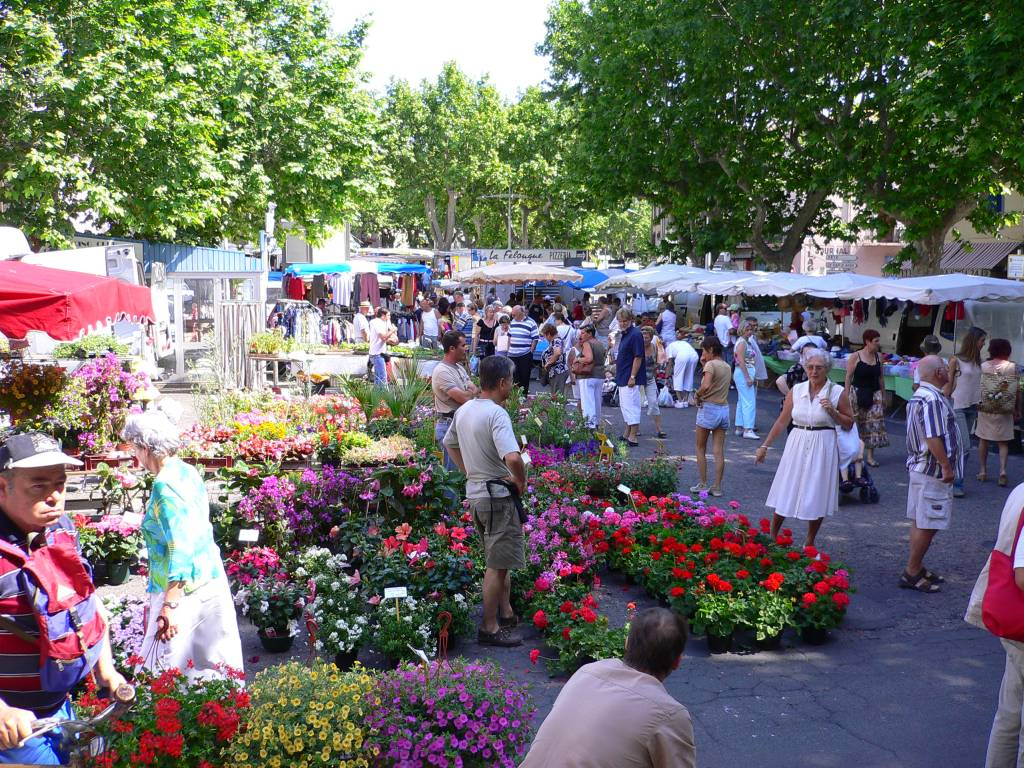
Marché hebdomadaire dans le centre-ville d'Agde.

Le tourisme et le commerce sont les principales sources de revenus d'une cité autrefois essentiellement fondée sur la pêche et la viticulture, devenue station balnéaire et port de plaisance grâce au Cap d'Agde, ce qui l'a placée en tête, avec Chamonix, du palmarès des villes les plus surfréquentées par rapport à leur population.
La Tamarissière et le Grau-d'Agde, bâties elles aussi sur le territoire de la commune d'Agde, sont des stations balnéaires beaucoup plus familiales que le Cap d'Agde, avec de nombreux campings. La pêche y reste importante (criée du Grau-d'Agde).
La commune possède une antenne de la chambre de commerce et d'industrie de Béziers Saint-Pons. Au début des années 2020, elle comptait 691 chambres d’hôtel et 8 477 places de camping pour 22 090 habitants et un taux élevé de résidences secondaires (69 %).

### Revenus de la population et fiscalité
En 2007, le revenu fiscal médian par ménage était de 15 469 €, ce qui plaçait Agde au 21 207e rang parmi les 30 714 communes de plus de 50 ménages en métropole. Ce chiffre donne toutefois une indication incomplète sur l'assiette fiscale de la commune dont les revenus de la fiscalité locale directe proviennent en grande partie des résidents secondaires. De même, la dotation globale de fonctionnement (DGF) est calculée sur une population forfaitaire tenant compte de cette population.

### Emploi
Au recensement de 1999, la commune comptait 6 998 emplois dont environ 80 % de salariés et 20 % de non salariés. Ces emplois se répartissaient très majoritairement (83,2 %) dans le secteur tertiaire (administration, enseignement, santé, commerce, services, transports, immobilier). Cette répartition reflète le développement touristique de la commune.
Répartition des emplois par domaines d'activité
|                             | Agriculture | Industrie | Construction | Tertiaire | dont Commerce | dont Services |
| --------------------------- | ----------- | --------- | ------------ | --------- | ------------- | ------------- |
| Agde                        | 3,5 %       | 5,2 %     | 8,1 %        | 83,2 %    | 18,3 %        | 22,6 %        |
| Moyenne nationale           | 4,2 %       | 18,2 %    | 5,8 %        | 71,8 %    | 13,2 %        | 19,7 %        |
| Sources des données : INSEE |             |           |              |           |               |               |

La population active comptait 8 016 personnes, soit un taux d'activité de 47,2 %. Parmi celles-ci, 5 979 avaient un emploi et 2009 étaient en chômage, soit un taux de chômage de 25,1 %, égal au double du taux national et nettement plus élevé que la moyenne départementale égale à 19 %. Les moins de trente ans sont les plus touchés, avec un taux de chômage de 31,21 %. Parmi les personnes ayant un emploi, 75,8 % travaillaient dans la commune et 20,8 % dans d'autres communes du département. Les transports domicile-travail se faisaient très majoritairement (72 %) en voitures particulières.
Répartition des emplois par catégories socioprofessionnelles
|                             | Agriculteurs | Artisans, commerçants, chefs d'entreprise | Cadres, professions intellectuelles | Professions intermédiaires | Employés | Ouvriers |
| --------------------------- | ------------ | ----------------------------------------- | ----------------------------------- | -------------------------- | -------- | -------- |
| Agde                        | 1,5 %        | 16,0 %                                    | 6,9 %                               | 17,9 %                     | 36,0 %   | 21,7 %   |
| Moyenne nationale           | 2,4 %        | 6,4 %                                     | 12,1 %                              | 22,1 %                     | 29,9 %   | 27,1 %   |
| Sources des données : INSEE |              |                                           |                                     |                            |          |          |

### Entreprises et commerces
Au 31 décembre 2005, la commune comptait, hors agriculture, 2 881 entreprises et établissements. Ces entreprises appartiennent très majoritairement aux secteurs « services » (1 724 entreprises, soit 59,8 %) et « commerce et réparations » (817 entreprises, soit 28,4 %).
Il s'agit dans la grande majorité des cas d'entreprises sans personnel salarié (1 789 entreprises, soit 62 % du total). On dénombre 124 entreprises de plus de dix salariés, toutefois ces dernières emploient 65 % des salariés.
En 2003, Agde concentrait 4,1 % des établissements du champ industrie-commerce-services (excluant agriculture, services financiers et administration) de l'Hérault, ce qui la plaçait au 4e rang départemental après Montpellier, Béziers et Sète.

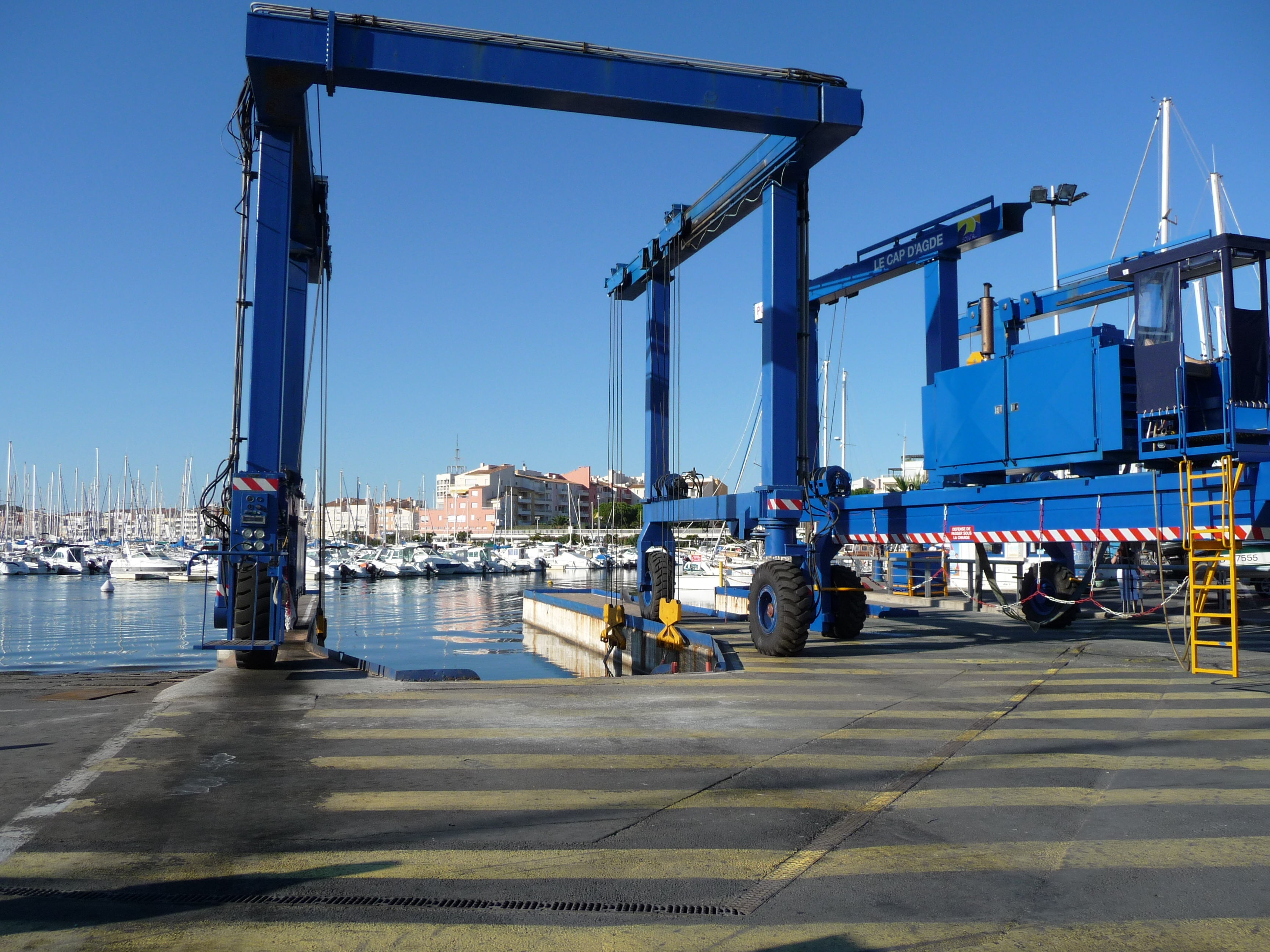
Zone technique, port de plaisance du Cap-d'Agde.

Pour l'année 2006, Agde a enregistré 439 créations d'entreprises. Elle se situe ainsi au 48e rang national.
Les principales entreprises d'Agde par le chiffre d'affaires sont Solatrag (Société languedocienne de travaux publics et de génie civil) et le casino du Cap d'Agde. Ce dernier, exploité par le groupe Tahoe, se classait en 2007 au 37e rang des casinos français avec un produit brut des jeux de 22,8 millions d'euros.
Autres entreprises notables : le Réservoir Massal (construction métallique, chaudronnerie) dans la zone d'activité des Sept Fonts, et les chantiers navals Allemand (construction navale, entretien et manutention de bateaux), au Grau-d'Agde.
De nombreuses entreprises sont regroupées dans la zone d'activité économique des Sept Fonts (23 ha), située à l'entrée est de la ville entre la route de Sète et la voie ferrée.
La « zone technique » du port de plaisance du Cap-d'Agde regroupe des entreprises de réparation navale, de manutention et d'accastillage.

### Principaux secteurs d'activité

#### Agriculture

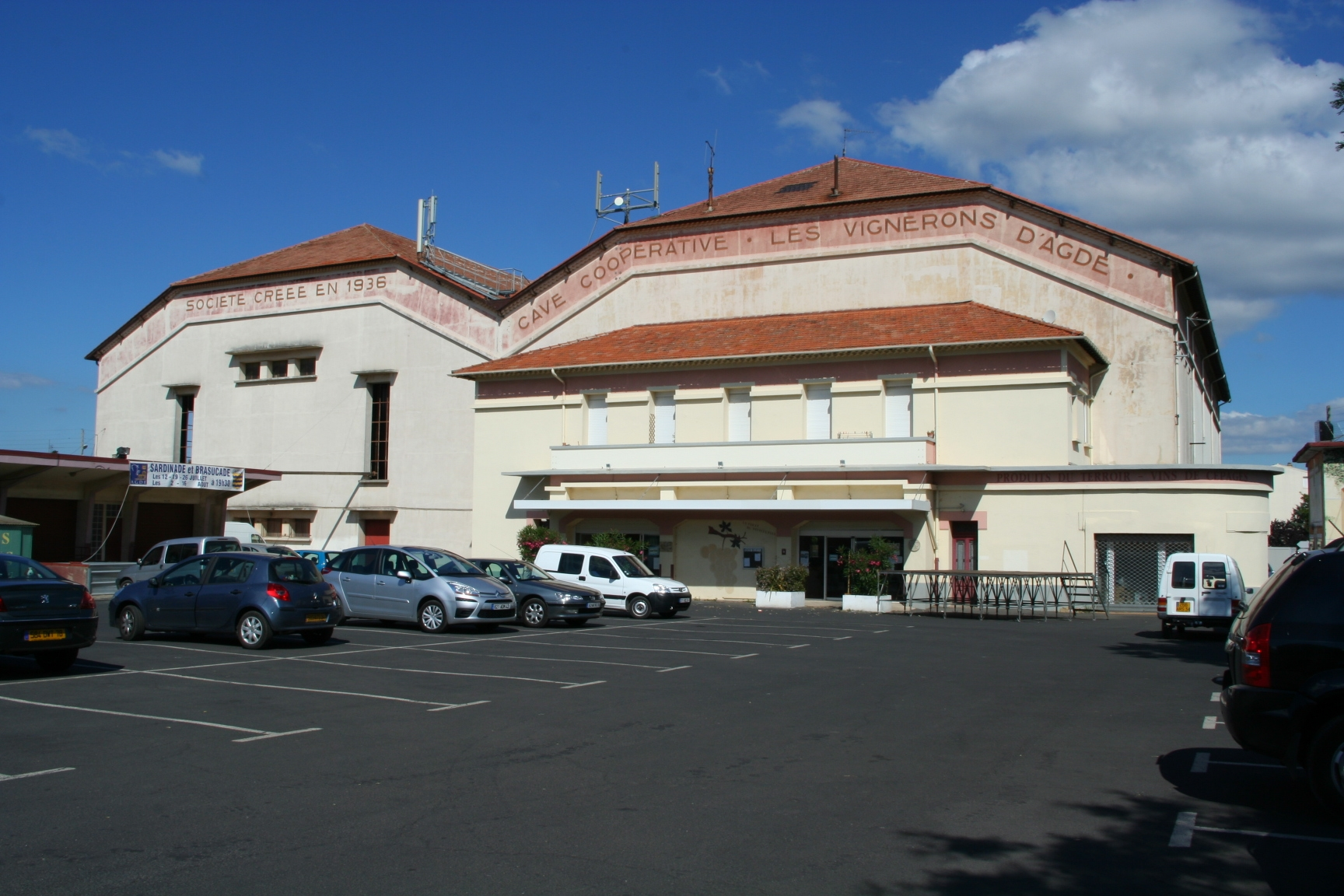
Cave coopérative

La surface agricole utile (SAU) représente environ 26 % du territoire communal avec 1 310 hectares, dont 366 ha de terres labourables et 54 ha de surfaces toujours en herbe, le reste étant essentiellement consacré à la viticulture. La vigne consacrée à la production de vin, partie du vignoble du Languedoc, occupait 863 hectares en 2006, soit 17 % du territoire communal. La régression moyenne des surfaces plantées en vigne a été de 29 hectares par an entre 1979 et 2000, sous l'effet de l'urbanisation et du tourisme.

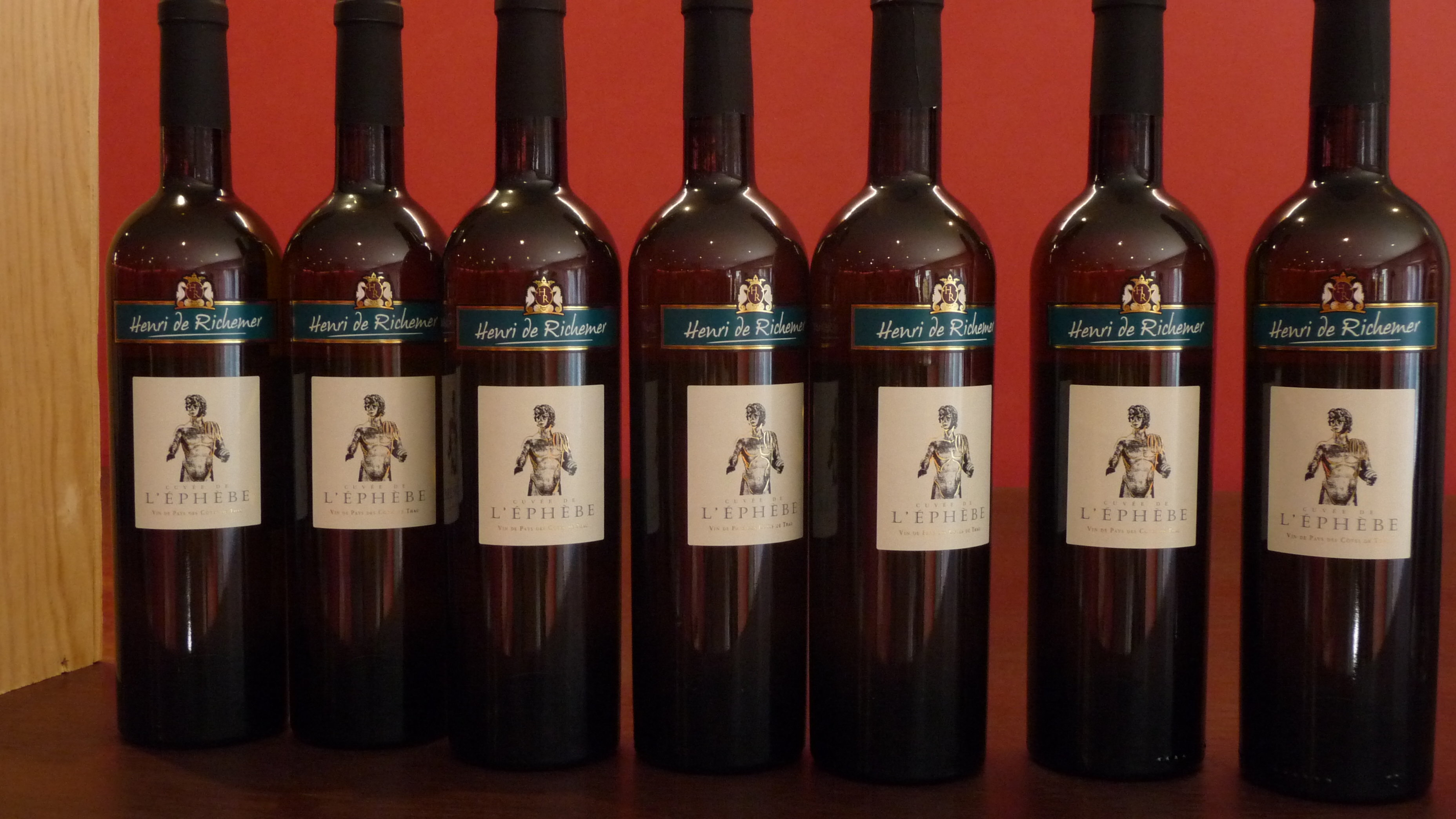
« Cuvée de l'éphèbe », IGP côtes-de-thau, caves Henri de Richemer

En termes d'emploi, l'agriculture est devenue une activité marginale dans la commune puisqu'elle représentait (en 2000) 121 actifs en équivalent temps plein, soit 1,7 % de l'emploi total. Le nombre d'exploitations était en baisse sensible : 100 exploitations (dont 51 professionnelles) en 2000 contre 169 en 1988.
La cave coopérative d'Agde a fusionné en septembre 1998 avec celle de Marseillan pour former les « caves Henri de Richemer », dont la production annuelle moyenne est de 105 000 hectolitres de vin. La production consiste en vins de pays d’Oc, vins de pays d’Hérault et vins de pays des côtes de Thau.
Le site d’Agde est spécialisé dans des vins rosés de cépages traditionnels. Les vins rosés sont élaborés principalement à partir de cépages carignan, grenache et cinsault. La cave d'Agde est inscrite dans la « route des vignerons et des pêcheurs des pays d’Agde ».

#### Pêche

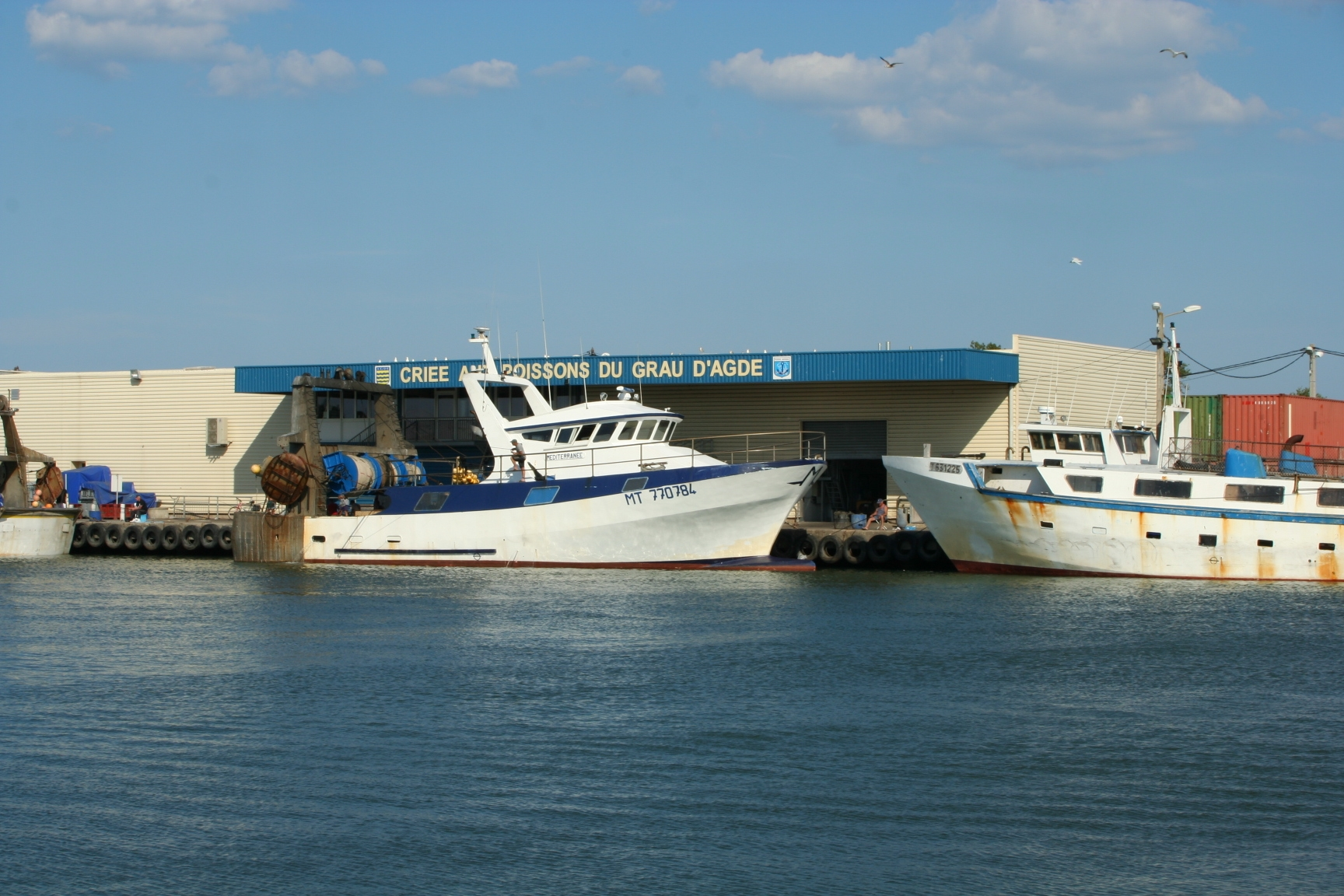
La criée aux poissons, côté quai

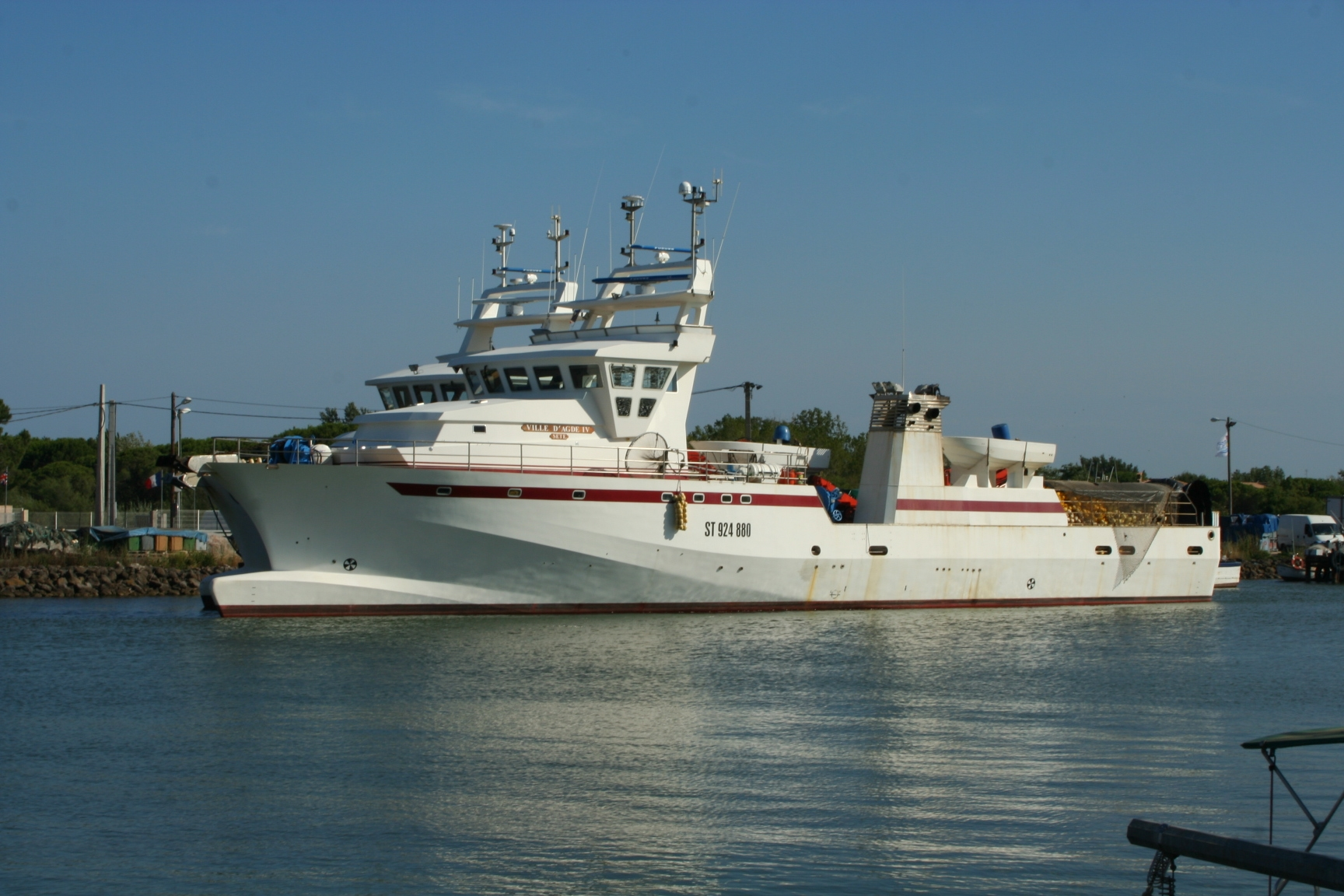
Le Ville d'Agde IV, thonier-senneur amarré dans l'Hérault au Grau d'Agde

Le port de pêche du Grau-d'Agde et la criée aux poissons (créée en 1982) sont gérés par une société d'économie mixte locale (SEM), « La Criée aux Poissons du Pays d'Agde », associant la commune (50,2 % du capital social) et les pêcheurs (dont 48,8 % pour la Coopérative pêcherie agathoise). Créée en 1998, cette SEM est concessionnaire du département pour l'exploitation du port. Celui-ci, implanté sur la rive gauche de l'Hérault, à un kilomètre de l'embouchure, comprend un quai de 120 mètres de long, un terre-plein de 10 000 m2 et une halle à marée de 900 m2.
La flottille du port de pêche du Grau-d'Agde compte notamment onze chalutiers de fond, deux chalutiers pélagiques et quatre thoniers senneurs, ainsi qu'une quarantaine d'embarcations de « petits métiers » du large ou côtiers. Une quinzaine de petits métiers sont également basés dans l'avant-port du Cap-d'Agde, et pratiquent en été la vente directe au public sur le quai. Les chalutiers réalisent environ 85 % des prises en tonnage.
En 2007, les ventes à la criée ont porté sur 1 639 tonnes de poissons, ce qui fait de cette criée la deuxième de la Méditerranée française après Sète, et la 29e sur le plan national,.
Agde est rattachée au quartier des affaires maritimes de Sète (code ST) ainsi qu'au comité local des pêches maritimes (organisation professionnelle des pêcheurs) de Sète. Dans ce quartier, les principales espèces pêchées (en 2003) sont le merlu commun, l'anchois commun, la sardine, le poulpe et le thon rouge. Cette activité est confrontée à la surpêche, notamment pour la pêche au thon. C'est ainsi que la Commission européenne a interdit à partir du 1er janvier 2008 l'utilisation des filets maillants dérivants (la « thonaille ») pour la capture des thons rouges de Méditerranée et fixé des quotas de prise. En 2008, les permis de pêche spéciaux (PPS) pour le thon rouge ont été suspendus à partir du 16 juin pour épuisement des quotas, décision contestée par le Syndicat des thoniers méditerranéens (STM), basé à Marseille. En 2009, c'est un quota global de 3 017 tonnes qui a été fixé pour les 36 thoniers-senneurs de Méditerranée.
Les « petits métiers » sont des bateaux de 5 à 17 mètres de long qui pêchent généralement dans la bande côtière des trois milles entre Sète et Valras, ou dans l'étang de Thau par mauvais temps. Ils utilisent différents engins de pêche : filets maillants, filets trémails, filets tournants, palangres calées, nasses et cannes à pêche, ainsi que la plongée. Ces pêcheurs fréquentent notamment les zones de filières à moules et de récifs artificiels, mis en place au large d'Agde depuis 1985 et qui ont eu un effet positif sur la ressource halieutique.
Les patrons pêcheurs concernés sont regroupés dans la « prud'homie de pêche d'Agde » dont la compétence s'étend au littoral d'Agde dans la limite des eaux territoriales (12 milles).
Cet organisme, qui est par nature un établissement public spécialisé, est compétent pour régler les différends entre pêcheurs, réglementer l'organisation de la pêche et assurer la police des pêches dans sa zone de compétence.

#### Tourisme
|                              | Nombre | dont 5 étoiles | dont 4 étoiles | dont 3 étoiles | dont 2 étoiles | dont 1 étoile | Total emplacements /chambres |
| ---------------------------- | ------ | -------------- | -------------- | -------------- | -------------- | ------------- | ---------------------------- |
| Terrains de campings classés | 27     |                | 1              | 12             | 11             | 3             | 6988                         |
| Hôtels classés               | 26     | 1              | 1              | 8              | 14             | 2             | 748                          |
| Résidences secondaires       | 29 330 |                |                |                |                |               |                              |

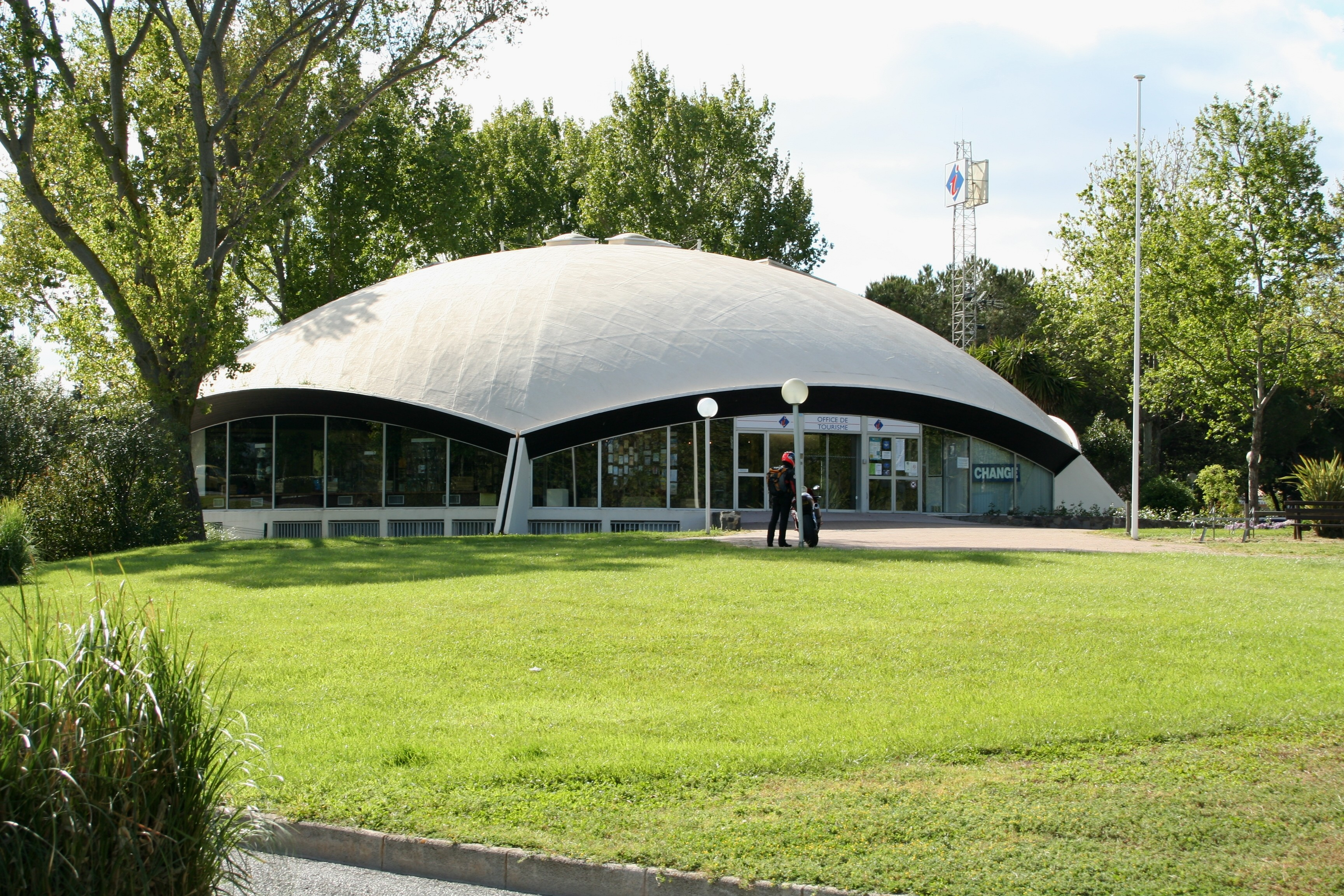
Bulle d'accueil de l'office de tourisme au Cap-d'Agde

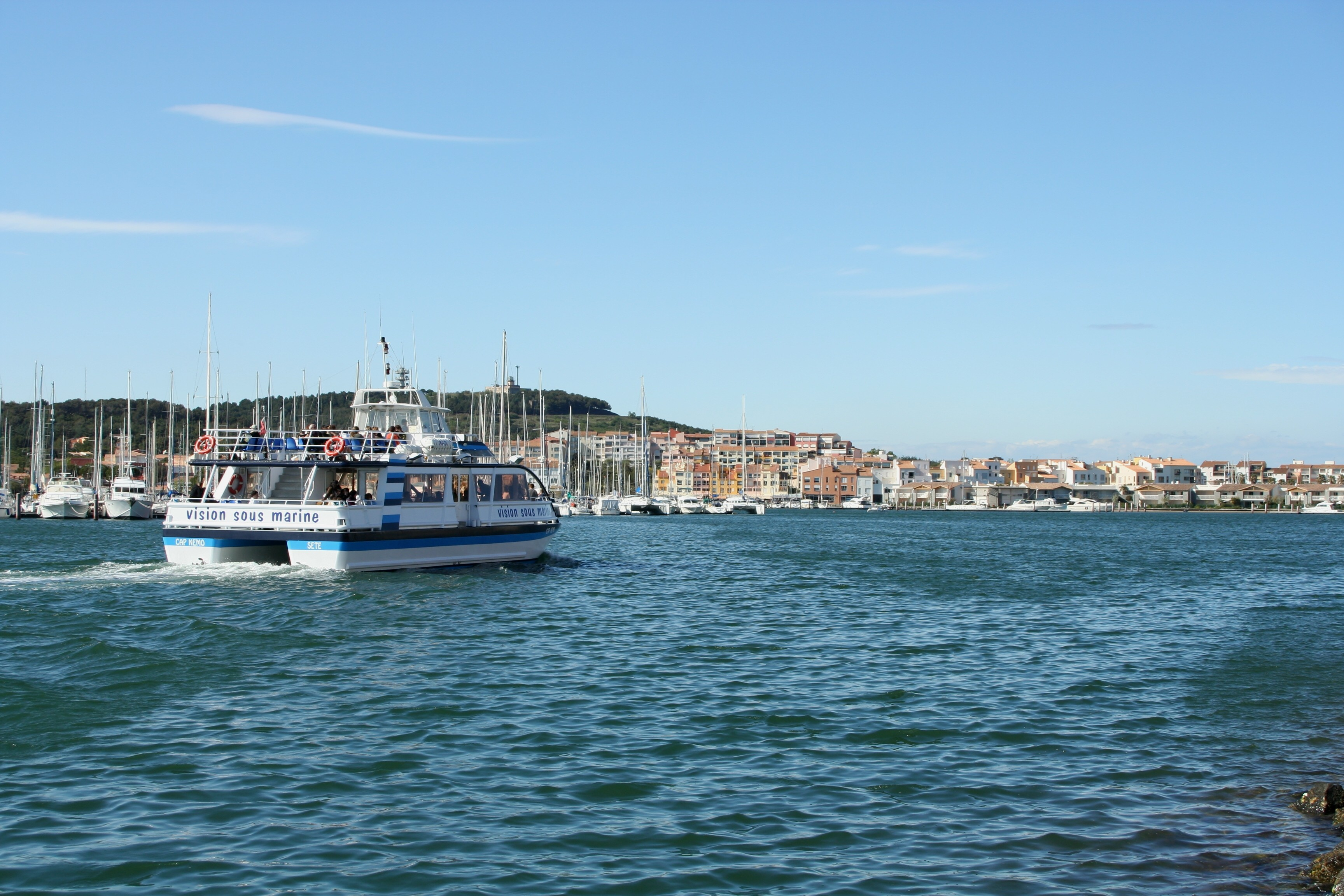
Bateau promenade dans le port du Cap-d'Agde

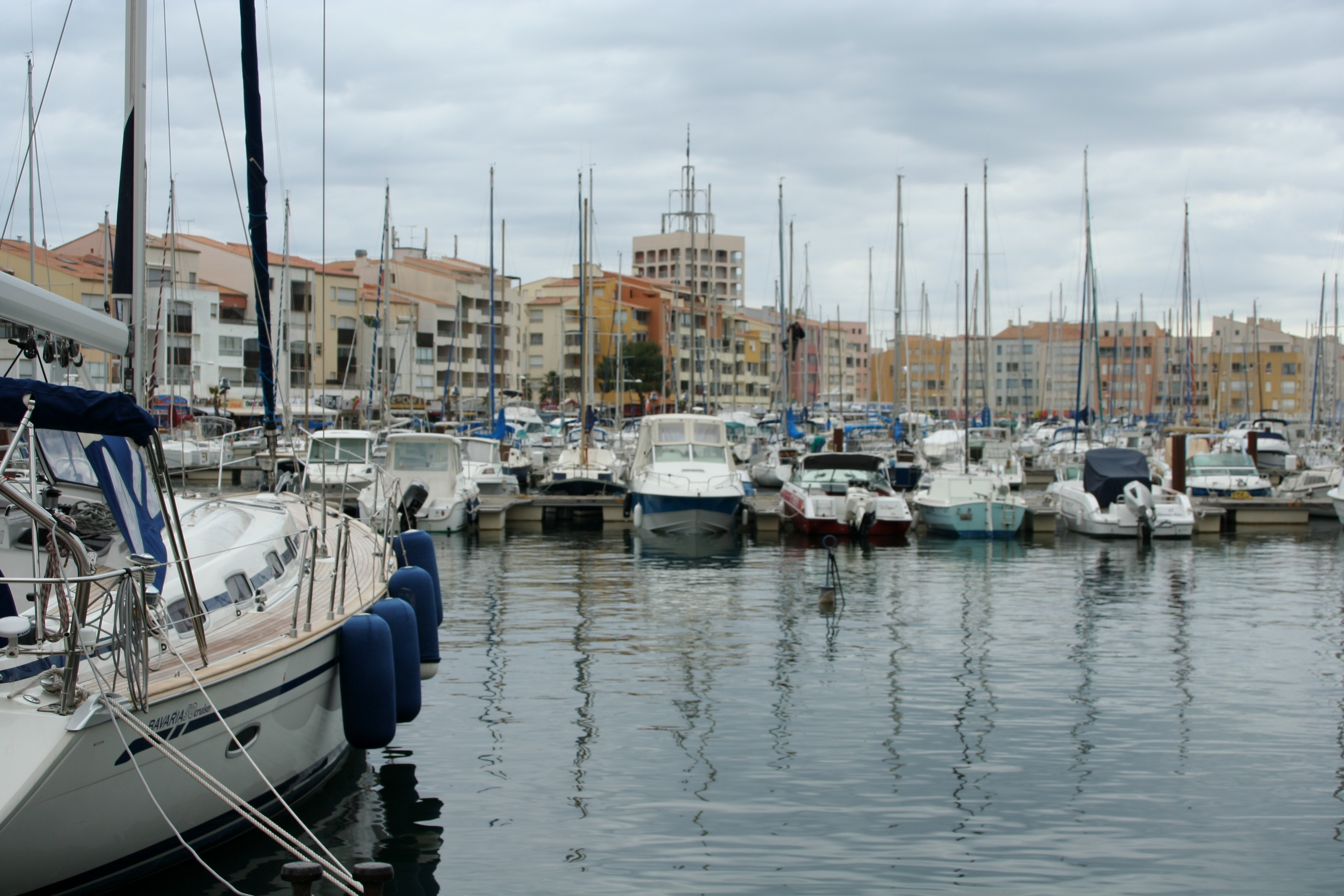
Port Richelieu au Cap-d'Agde

Le tourisme est la principale activité de la commune d'Agde. Classée « station balnéaire », le 4 juin 1971,, Agde est aussi l'une des premières stations touristiques de France par sa capacité d'accueil, estimée à 170 648 lits (1999), et voit sa population estivale augmenter très fortement. Agde est aussi labellisée « France station nautique » et « Tourisme et handicap ». Le maire d'Agde est adhérent et membre du conseil d'administration de l'Association nationale des maires des stations classées et des communes touristiques (ANMSCCT).
Au 1er janvier 2008, la commune comptait 25 hôtels pour 714 chambres (2 et 3 étoiles à 91 %), 27 terrains de campings pour 6 988 emplacements (2 et 3 étoiles à 92 %). Les résidences secondaires, dont le nombre était évalué à 25 962 au recensement de 1999, représentent une capacité d'accueil très importante, 146 445 lits, soit 85,9 % de la capacité d'accueil de la commune. C'est la deuxième commune de France après Paris pour le nombre de résidences secondaires.
À cela s'ajoute la capacité d'accueil des villages et colonies de vacances ainsi que des ports de plaisance (Cap-d'Agde, Ambonne, Grau-d'Agde).
Agde se caractérise par une part limitée de la capacité d'hébergement marchand, environ 15 % de la capacité totale, ce qui constitue un frein au développement du tourisme dans la commune, et par un taux de fonction touristique élevée, 8,5 en 1999, ce qui signifie que la capacité d'accueil touristique est plus de huit fois supérieure à la population permanente. La densité touristique s'élevait en 1999 à 3 359 lits par kilomètre carré.
Quelques chiffres permettent d'estimer l'importance de cette activité très saisonnière dont la saison est principalement concentrée sur deux mois, juillet et août. La fréquentation touristique est estimée à 15 millions de nuitées par an, dont 12 pour le Cap-d'Agde (soit près de 40 % du total de l'Hérault). L'office de tourisme reçoit environ 350 000 personnes par an.
Parmi les sites de la commune les plus attractifs figurent le parc aquatique Aqualand qui accueille 195 000 visiteurs annuels et l'aquarium du Cap-d'Agde (109 000) tandis que le village naturiste reçoit 40 000 personnes.
Les musées et monuments sont nettement moins fréquentés : 23 200 visiteurs annuels pour la cathédrale Saint-Étienne, 13 100 pour le musée de l'Éphèbe, 12 400 pour le fort de Brescou et 4 500 pour le musée agathois (chiffres 2006).
La commune s'est dotée d'outils pour gérer cette activité. La Société de développement économique d'Agde et du littoral (SODEAL), dont la commune est le principal actionnaire, est chargée de gérer les équipements touristiques dont la commune est propriétaire (ports, campings, base nautique) et d'assurer des prestations de services dans les foires et salons ou pour l'organisation de manifestations diverses. L'office municipal de tourisme, créé le 28 décembre 1978, assure l'accueil des touristes à la bulle d'accueil du Cap-d'Agde et en divers autres lieux et gère divers équipements : arènes, palais des fêtes, palais des congrès, etc.
Les activités touristiques ou fortement touristiques, qui comprennent l'hôtellerie et les terrains de camping, ainsi que le petit commerce d'alimentation et la restauration, emploient plutôt des jeunes et procurent des salaires inférieurs aux autres activités. Ce sont en outre des activités fortement saisonnières si bien qu'à Agde les salariés travaillent, en moyenne, entre 50 et 55 % d’un temps plein contre 63,9 % pour l’ensemble des salariés du Languedoc-Roussillon.
Une « Maison du travail saisonnier » (MTS) a été créée au Cap-d'Agde en 2003 sous l'égide de la communauté d'agglomération. Cette structure a pour objectif de faciliter le contact entre les employeurs et les employés saisonniers des secteurs du tourisme et de l'agriculture. Elle associe également des représentants des directions régionale et départementale du travail, des syndicats de salariés et des organisations patronales.

#### Commerce

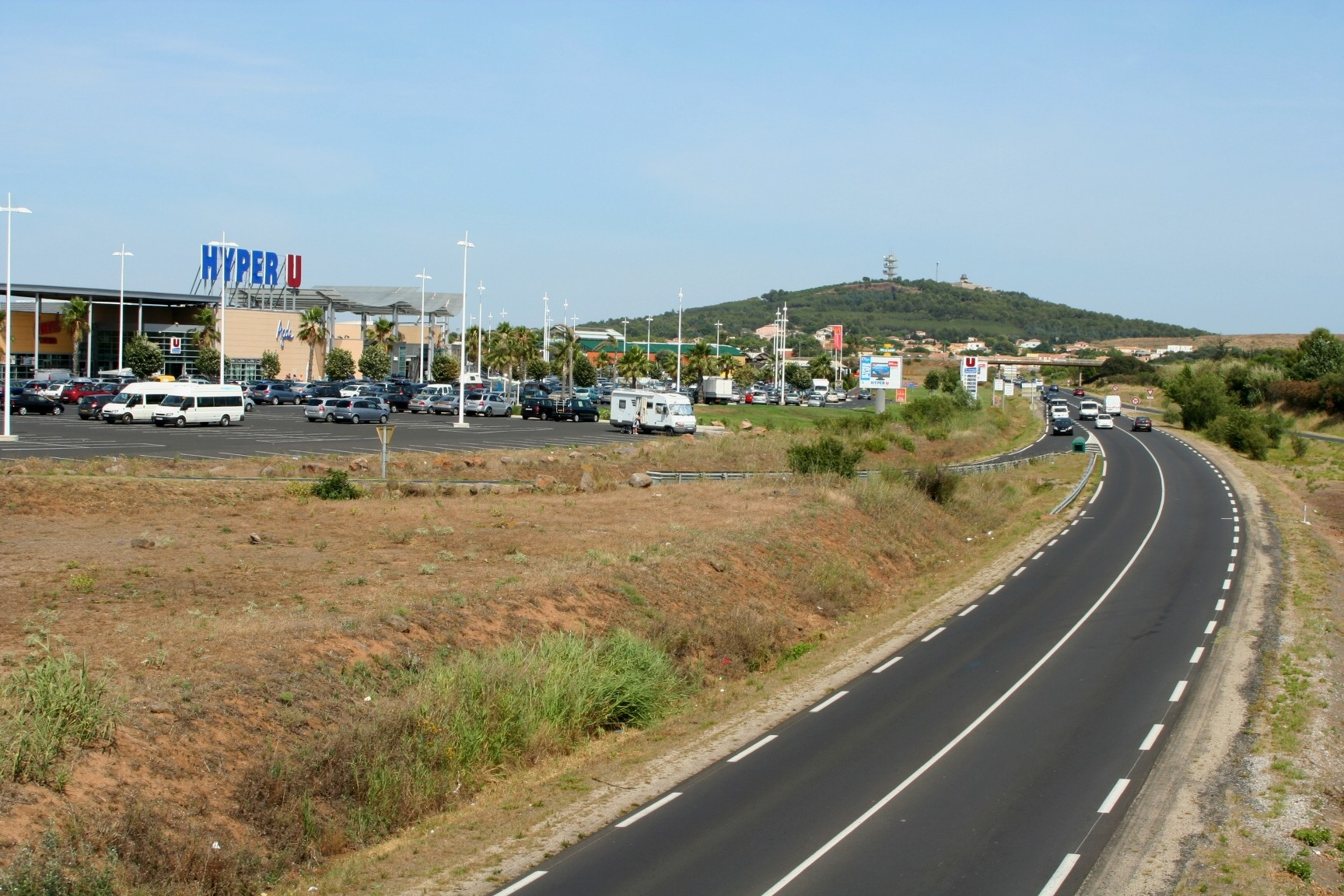
Hypermarché Hyper U en bordure de la rocade

Au 31 décembre 2006, Agde comptait 838 entreprises du secteur « commerce et réparations », dont les deux tiers sans aucun salarié. Ce secteur employait 1 416 salariés, soit un cinquième des emplois salariés de la commune. Seules deux entreprises comptaient plus de 50 salariés. La commune compte 30 établissements de type GMS (grandes et moyennes surfaces) pour 52 500 m² de surface de vente.
Le commerce à Agde se compose de trois secteurs contrastés. Le commerce de centre-ville est vieillissant et en perte de vitesse, en particulier pour le commerce anomal et le haut de gamme, pour lesquels il est concurrencé par le commerce de périphérie et les villes voisines (notamment Béziers).
Le projet « Agde Cœur de Ville » prévoit notamment une action de modernisation et de diversification de l’offre commerciale.
Le commerce de périphérie s'est développé autour de deux pôles situés route de Sète d'une part et dans le secteur des Cayrets en bordure de la rocade d'autre part, autour de deux hypermarchés de taille moyenne, respectivement de 4 500 m2 (Intermarché) et 6 400 m2 (Hyper U). Sur le littoral, les stations du Cap-d'Agde et du Grau d'Agde disposent d'un commerce de type touristique, dont beaucoup de boutiques ouvertes seulement en saison d'été.

## Culture locale et patrimoine

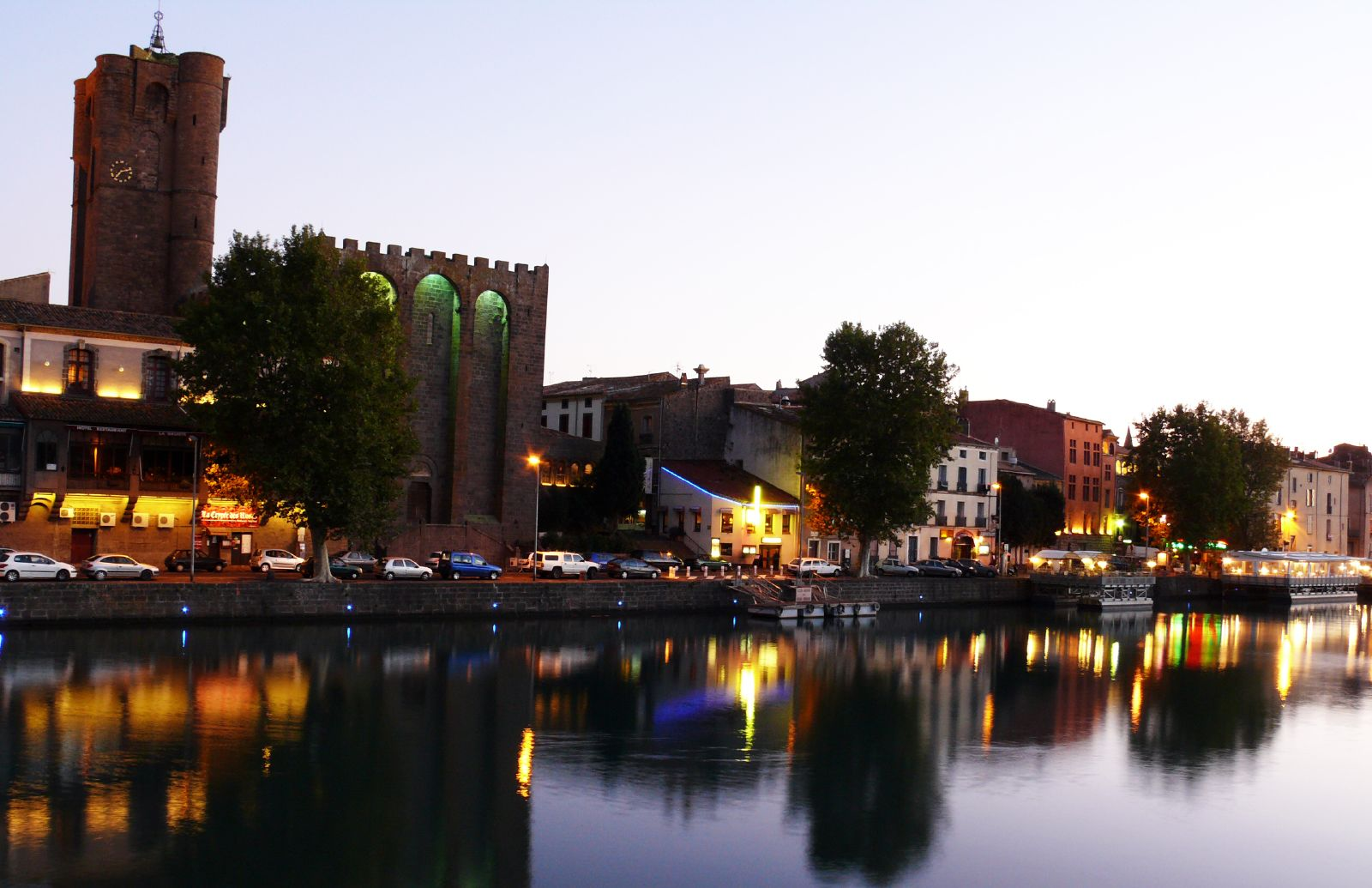
Quais de l'Hérault de nuit
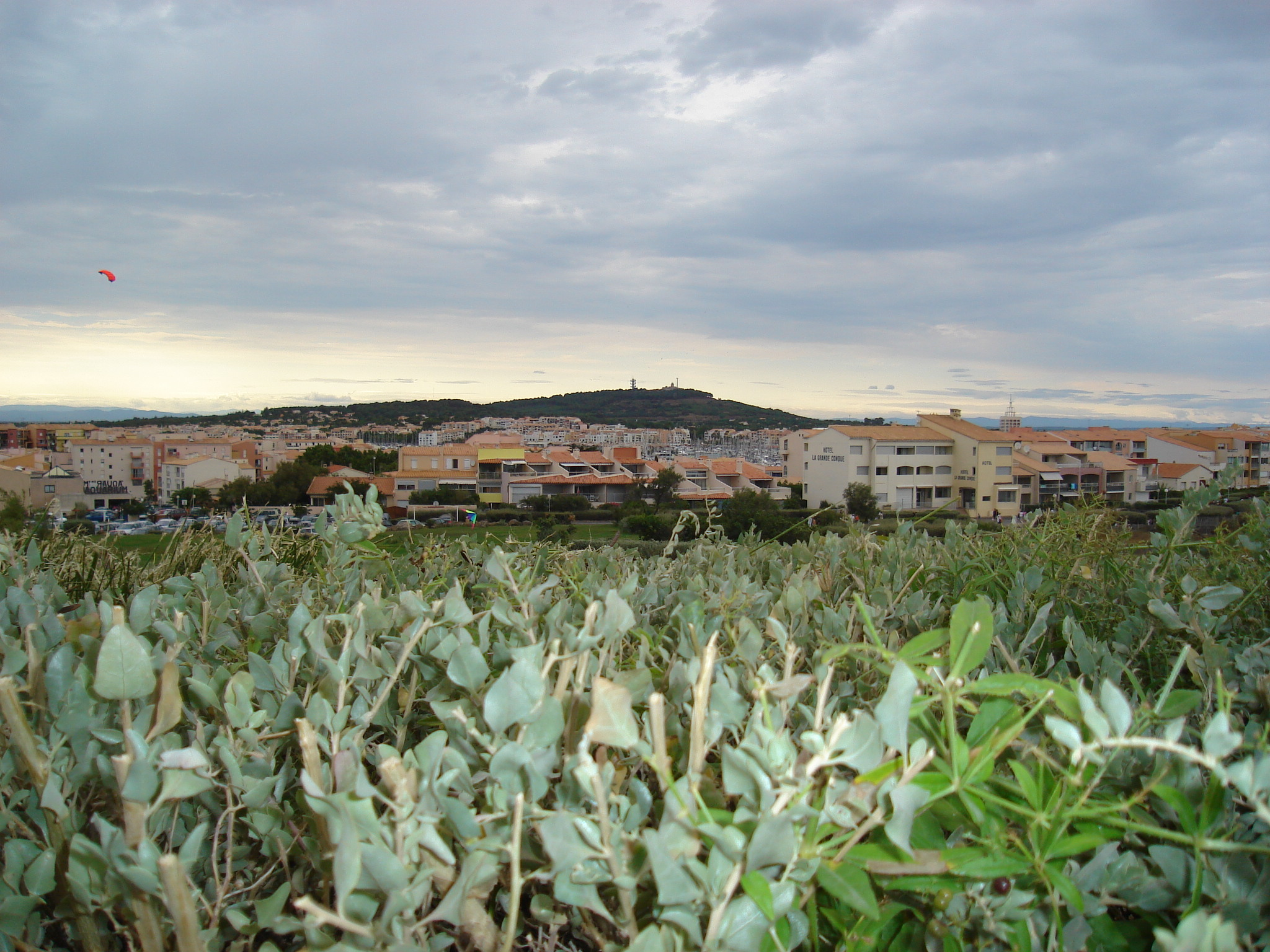
Le Cap d'Agde
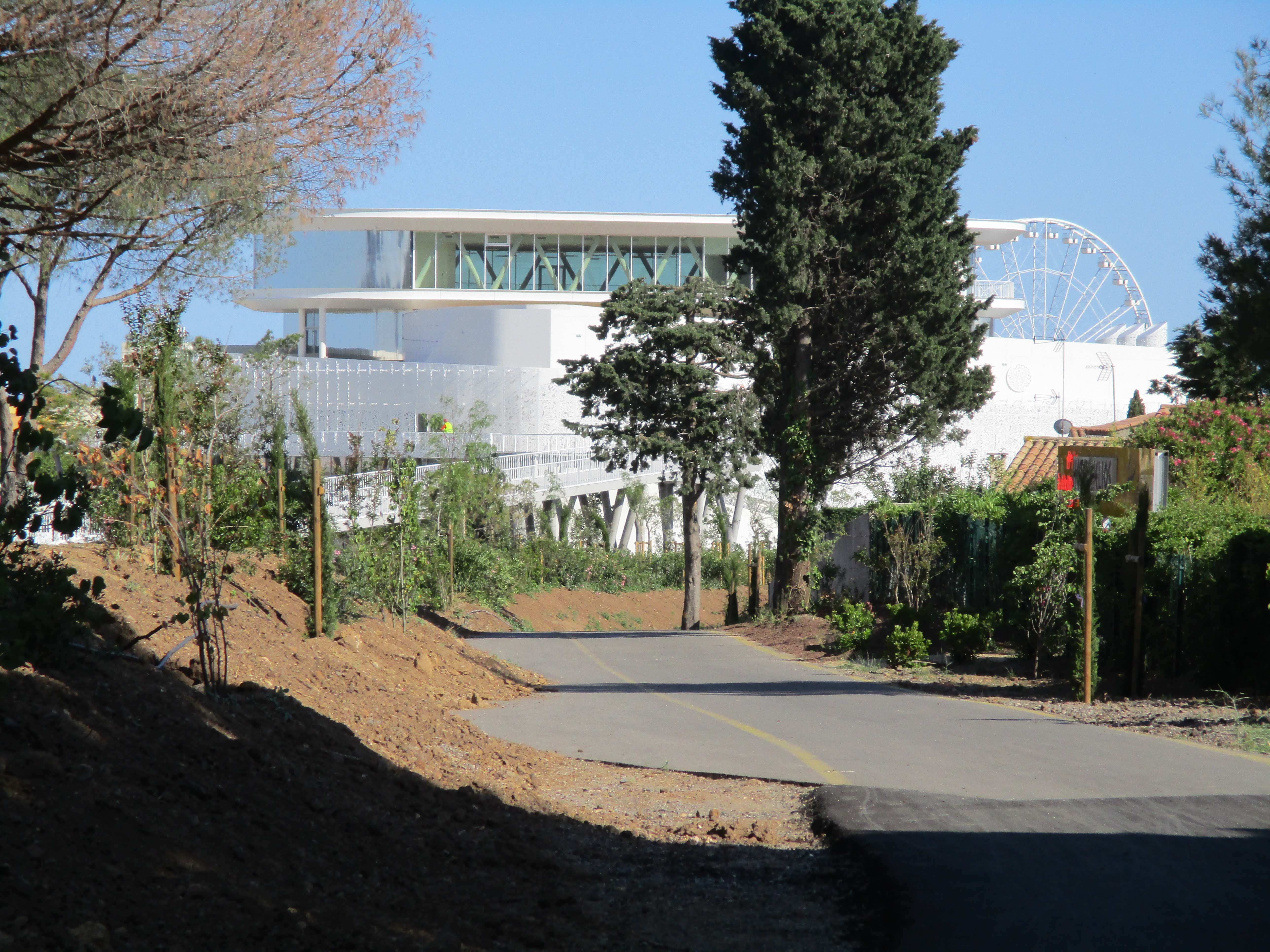
Le nouveau Palais des Congrès correspondant au plan d'urbanisme de piétonisation (accessible aux PMR avec passerelles). Le Belvedère. 2019.

### Lieux et monuments

#### Architecture religieuse
- La cathédrale Saint-Étienne, classée monument historique en 1840[205], est le principal monument de la ville. C'est une église fortifiée de style roman très austère, construite au XIIe siècle, entièrement en lave basaltique de couleur noire. Le clocher, en forme de donjon, haut de 35 mètres, date du XIVe siècle. Elle fut consacrée cathédrale en 1453. Elle contient un retable[206] en marbre de Caunes du XVIIIe siècle placé derrière le maître-autel et une chaire[207] en marbre également du XVIIIe siècle, tous les deux classés en 1840. Les évêques d'Agde ainsi que le corsaire Claude Terrisse y ont été inhumés.
- L'église Saint-André, classée monument historique en 1984[208], construite au Ve siècle, a été profondément remaniée depuis. Elle fut le siège du concile d'Agde en 506.
- L'église Saint-Sever, dite des pêcheurs, est de style gothique méridional. Elle a été construite en 1499 sur l'emplacement d'une église romane dont certains éléments sont encore visibles. Cette église a été restaurée et très modifiée en 1953 à la suite de l'écroulement de la voûte survenu en 1922. Elle contient une statue du Saint-Christ en bois polychrome datant du XVIe siècle, classée au titre objet en 1911[209].
- L'église Notre-Dame-du-Grau se trouve au Grau-d'Agde, près des berges de l'Hérault, à deux kilomètres au sud d'Agde. Elle a été construite en 1584, ainsi qu'un couvent de capucins, par le connétable Henri Ier de Montmorency par agrandissement d'une ancienne chapelle du Ve siècle.
- La chapelle de l'Agenouillade, située aussi au Grau-d'Agde, à proximité de la précédente, a également été construite par le connétable de Montmorency. Cette petite chapelle abrite un rocher qui, selon la légende, porte la marque des genoux de la Vierge dont l'apparition agenouillée aurait fait reculer les flots qui menaçaient la ville au Ve siècle. Elle abrite une statue de la Vierge à l'enfant en marbre blanc classée au titre objet en 2001[210].

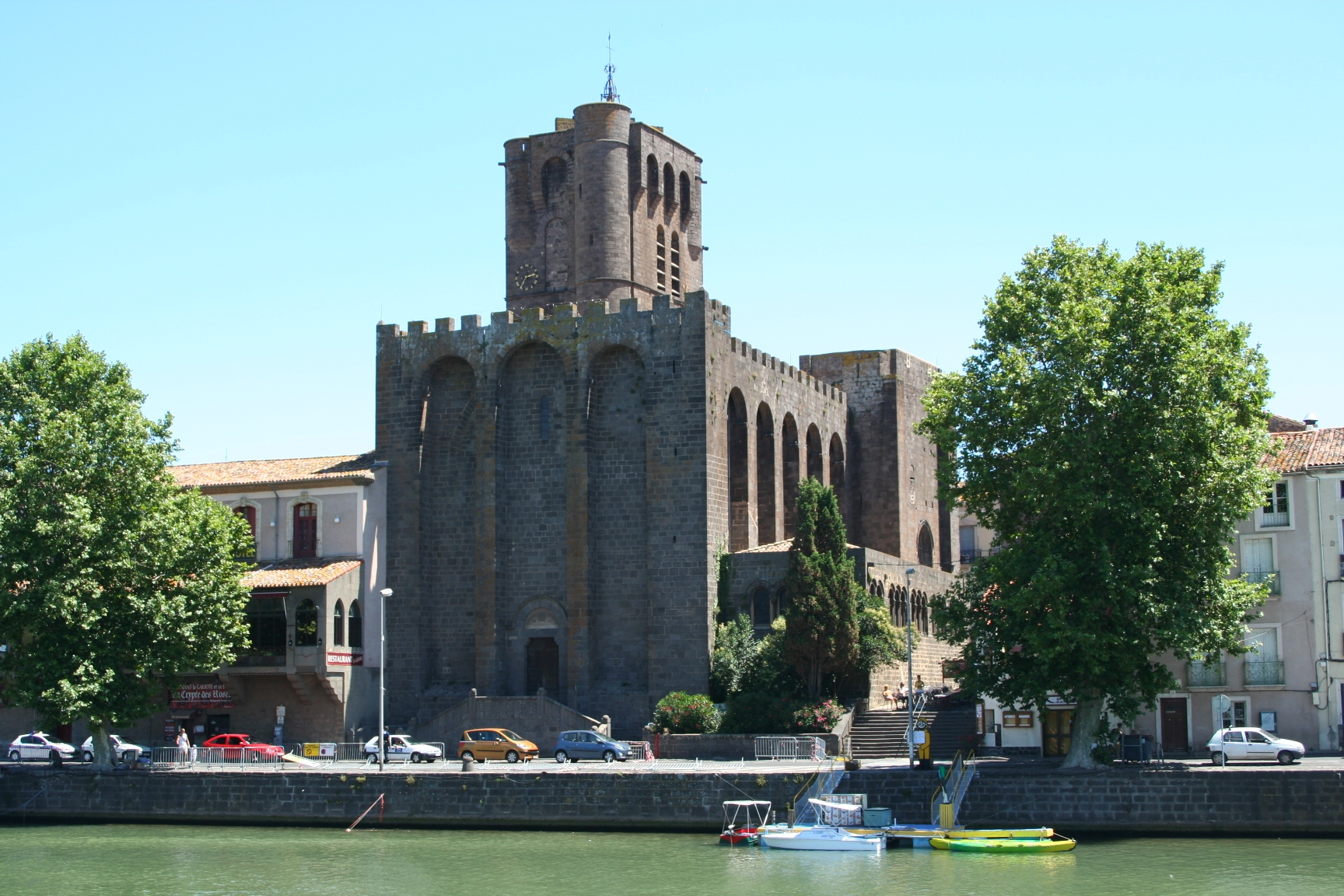
Cathédrale Saint-Étienne.
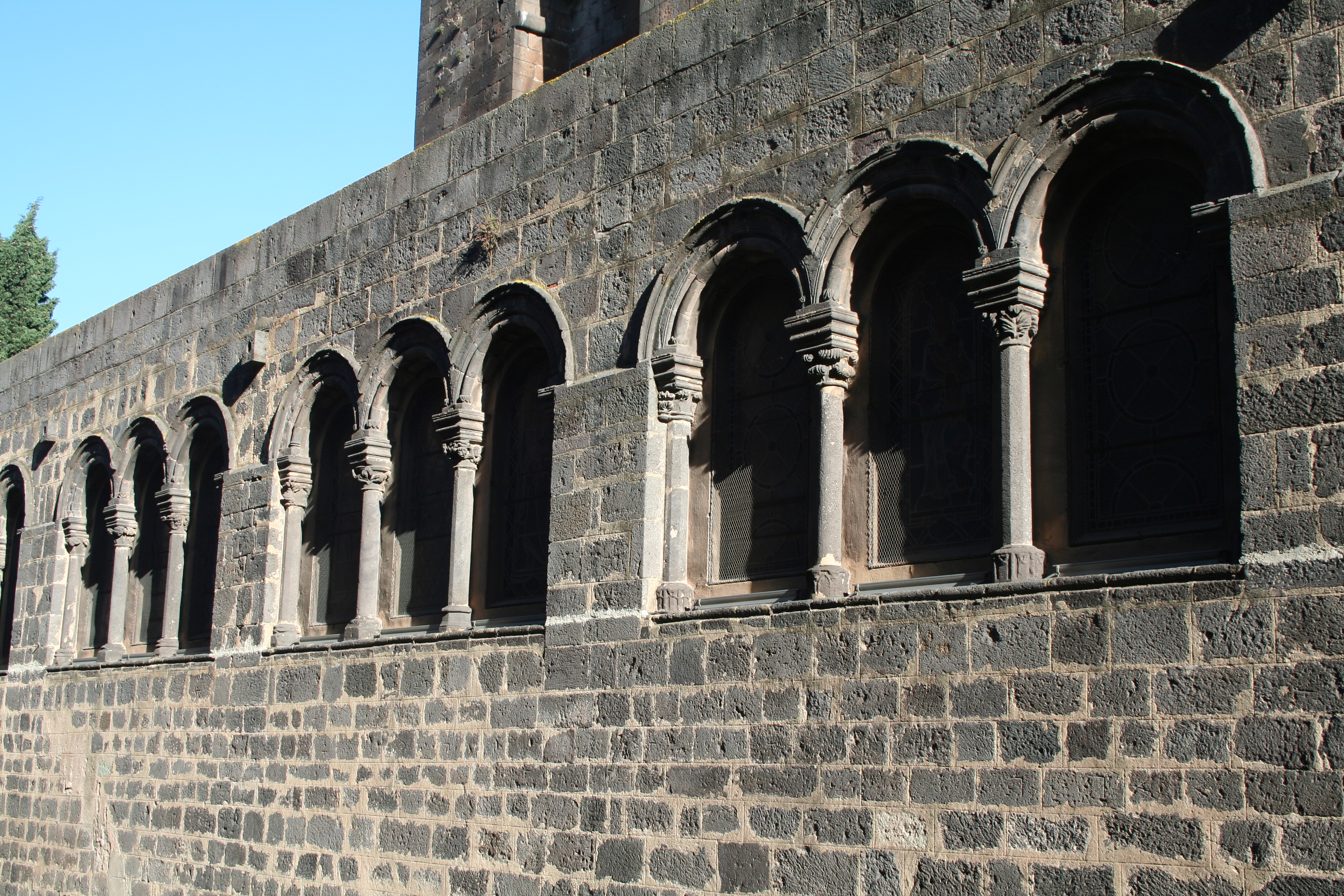
Agde, cathédrale Saint-Étienne, arcades du cloître.
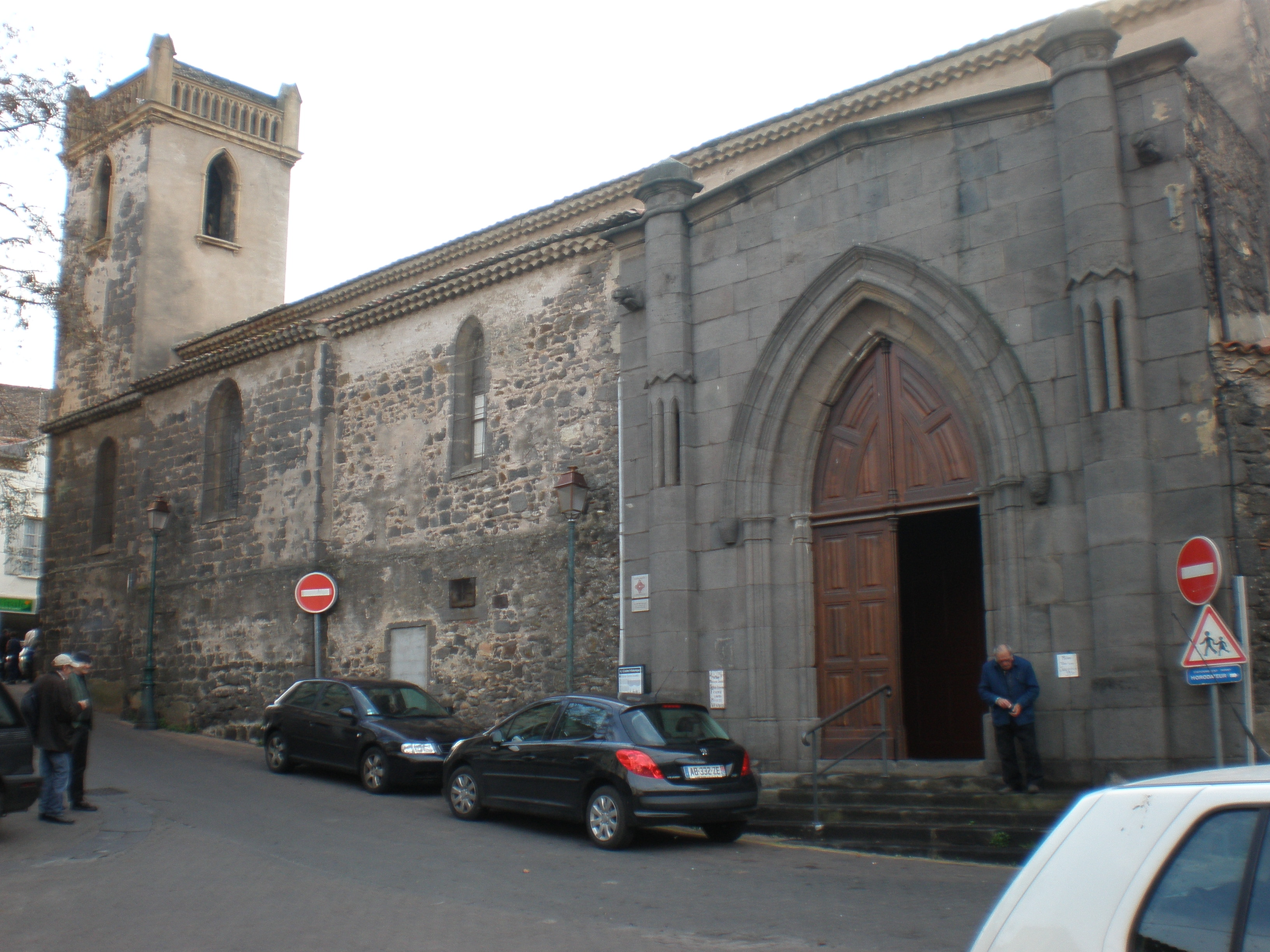
L'église Saint-André.
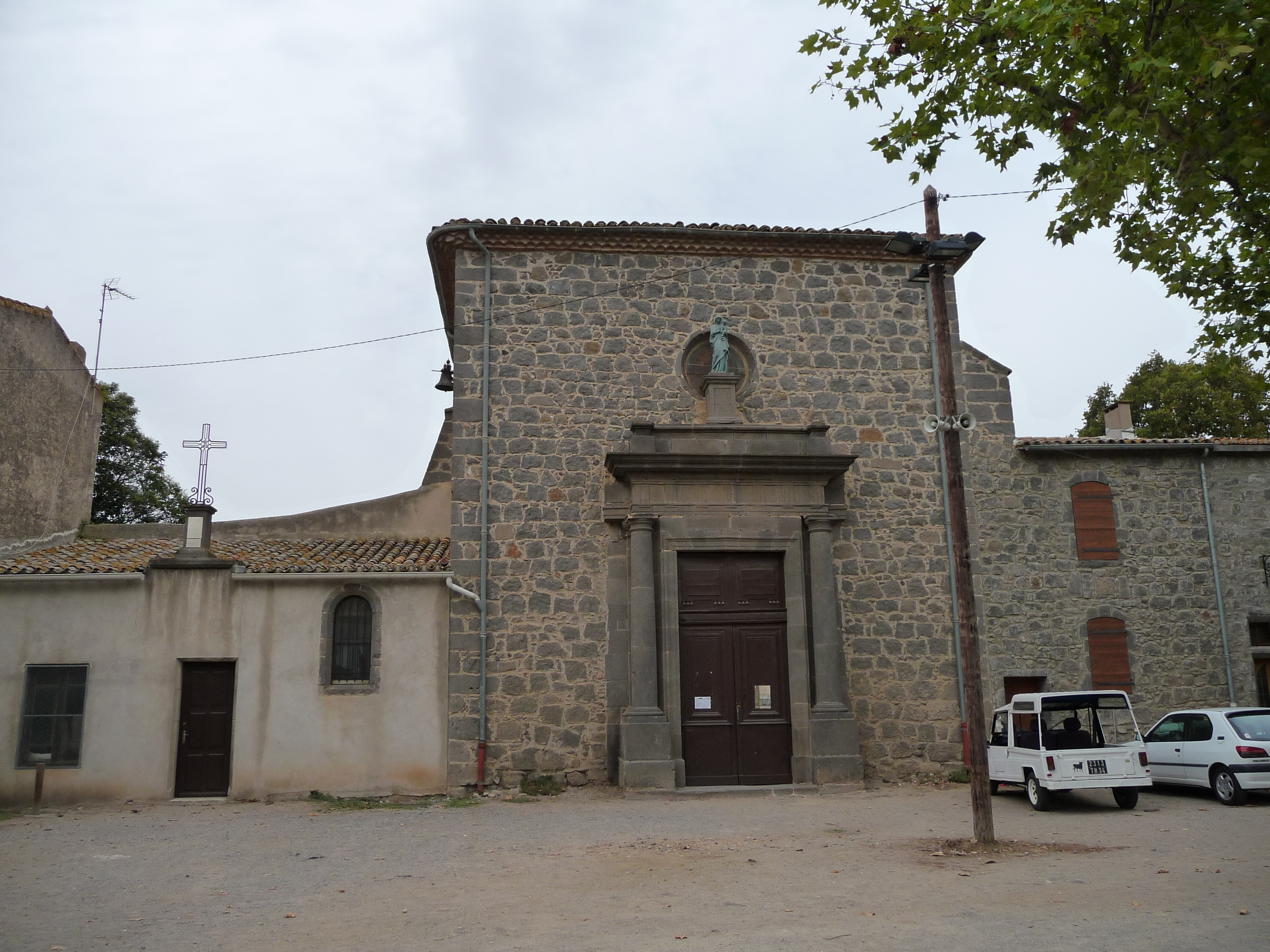
L'église Notre-Dame-du-Grau.

Plusieurs édifices religieux ont été désaffectés ou détruits. Situées place Molière, deux chapelles de l'ancien couvent Notre-Dame construit vers 1630, dont les religieuses ont été chassées à la Révolution, d'abord converties en casernement pour l'armée, ont connu depuis diverses vicissitudes : la grande chapelle, restaurée en 1983, est devenue une salle d'expositions municipale (l'« Espace Molière »), tandis que la petite chapelle adjacente abritait jusqu'en 2008 l'office de tourisme. La chapelle du pensionnat des Dames de la Nativité, transformé par la municipalité en école de filles (école Anatole France), sert également de salle d'exposition ; elle fut construite en 1883 dans un style néogothique. L'ancienne chapelle du canal du Midi, construite en 1773 près de l'hôtel Riquet, est aujourd'hui une habitation privée. De la chapelle des Pénitents Gris, construite en 1608 près de la place du Jeu de Ballon, on peut encore apercevoir quelques éléments architecturaux dans les immeubles actuellement occupés par des commerces.
- Église du Sacré-Cœur du Grau d'Agde
- Église Saint-Benoît du Cap d'Agde.
- Chapelle de la Charité du pensionnat Notre-Dame d'Agde.
- Ancienne chapelle du couvent des Sœurs de Sainte-Marie d'Agde.
- Chapelle du Sacré-Cœur d'Agde.
- Ancienne chapelle du pensionnat des Dames de la Nativité d'Agde.
- Chapelle du centre hospitalier d'Agde.

#### Architecture civile

##### Centre-ville
Le centre historique d'Agde compte de nombreuses maisons des XVIIe et XVIIIe siècles, voire une maison datée de 1500, inscrite en 1937 à l'inventaire des monuments historiques.
L'hôtel Malaval, construit au XVIIe siècle et l'hôtel de Viguier-Guérin, construit aux XVIe et XVIIe siècles, ont été inscrits à l'inventaire des monuments historiques en 1965.
La maison du « Cœur de Ville », ancien siège de la mairie, est l'ancienne maison consulaire bâtie au XVIIe siècle et agrandie en 1782. Le rez-de-chaussée, ouvert par des arcades sur trois côtés, a abrité autrefois un marché couvert. Cette construction de deux étages, entièrement de basalte noir, a été inscrite monument historique par arrêté du 1er avril 1935.
L'ancien palais épiscopal, classé monument historique en 1984, a été construit aux XIIe et XVIe siècles. Ce long bâtiment, éclairé par deux rangées de fenêtres hautes, s'étirait le long du quai de l'Hérault entre la cathédrale et le pont actuel. En 1863 il fut coupé en deux pour permettre le passage du pont suspendu construit dans l'axe de l'avenue qui mène à la gare. Seuls subsistent les soubassements côté quai et la partie adjacente à la cathédrale, en partie remaniée dans un style pseudo-médiéval, qui abrite l'hôtel-restaurant de la Galiote. La partie opposée, qui a abrité un temps le tribunal de commerce a été démolie en 1982. Des mascarons qui ornaient les fenêtres ont été réemployés sur une façade du musée de l'Éphèbe.
Deux glacières, sur les trois recensées dans la ville, sont inscrites à l'inventaire des monuments historiques en 1995. Édifiées au XVIIe siècle, elles se présentent sous la forme de silos cylindriques souterrains en maçonnerie, dans lesquels les pains de glace étaient introduits par une trappe circulaire située au sommet. La plus récente (1680), située place de la Glacière dans la partie haute de la vieille ville, a 6,8 mètres de diamètre et 8 mètres de haut. Elle est ouverte à la visite et a fait l'objet d'une restauration en 2009.

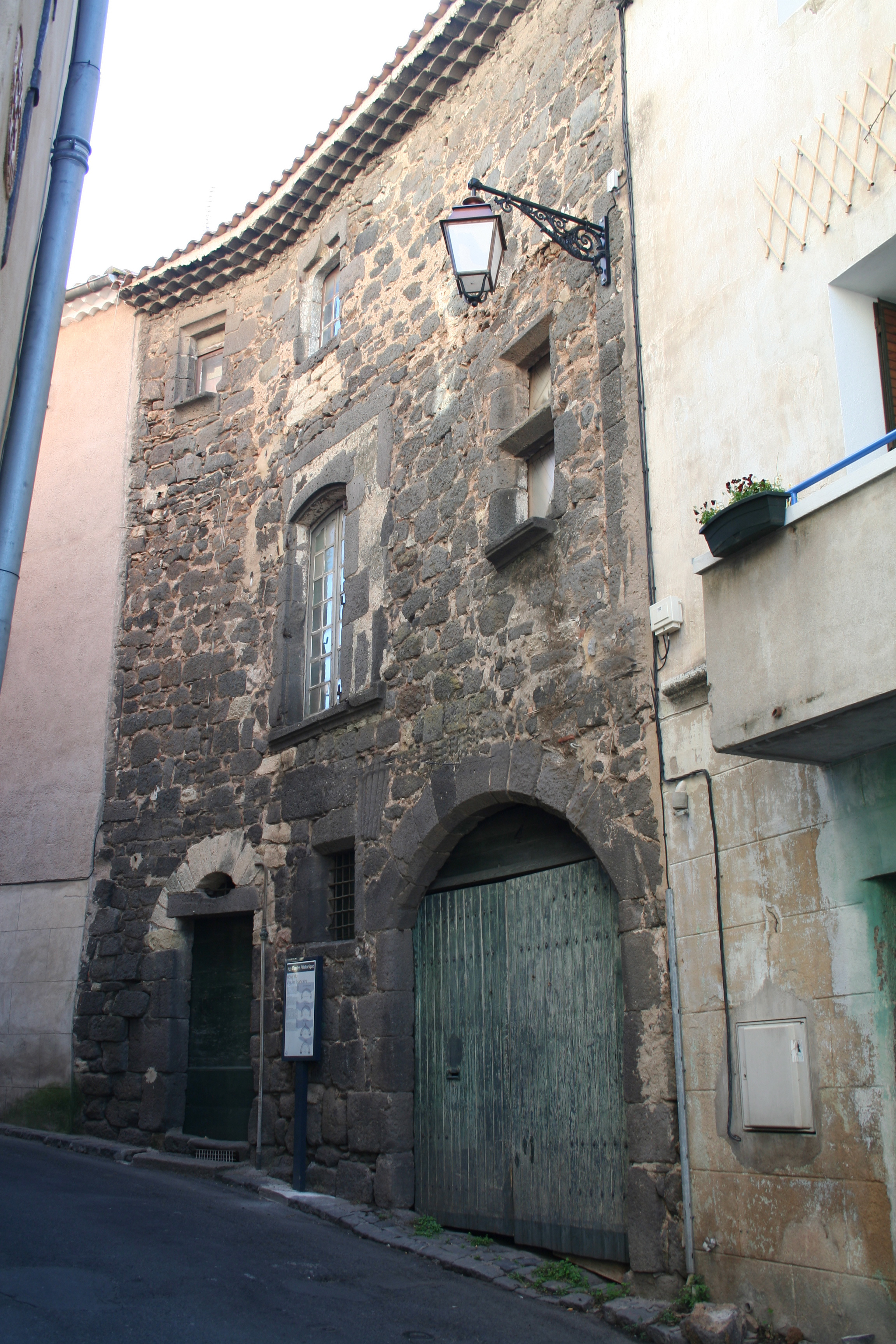
Hôtel du viguier Trancaire, rue de la Placette
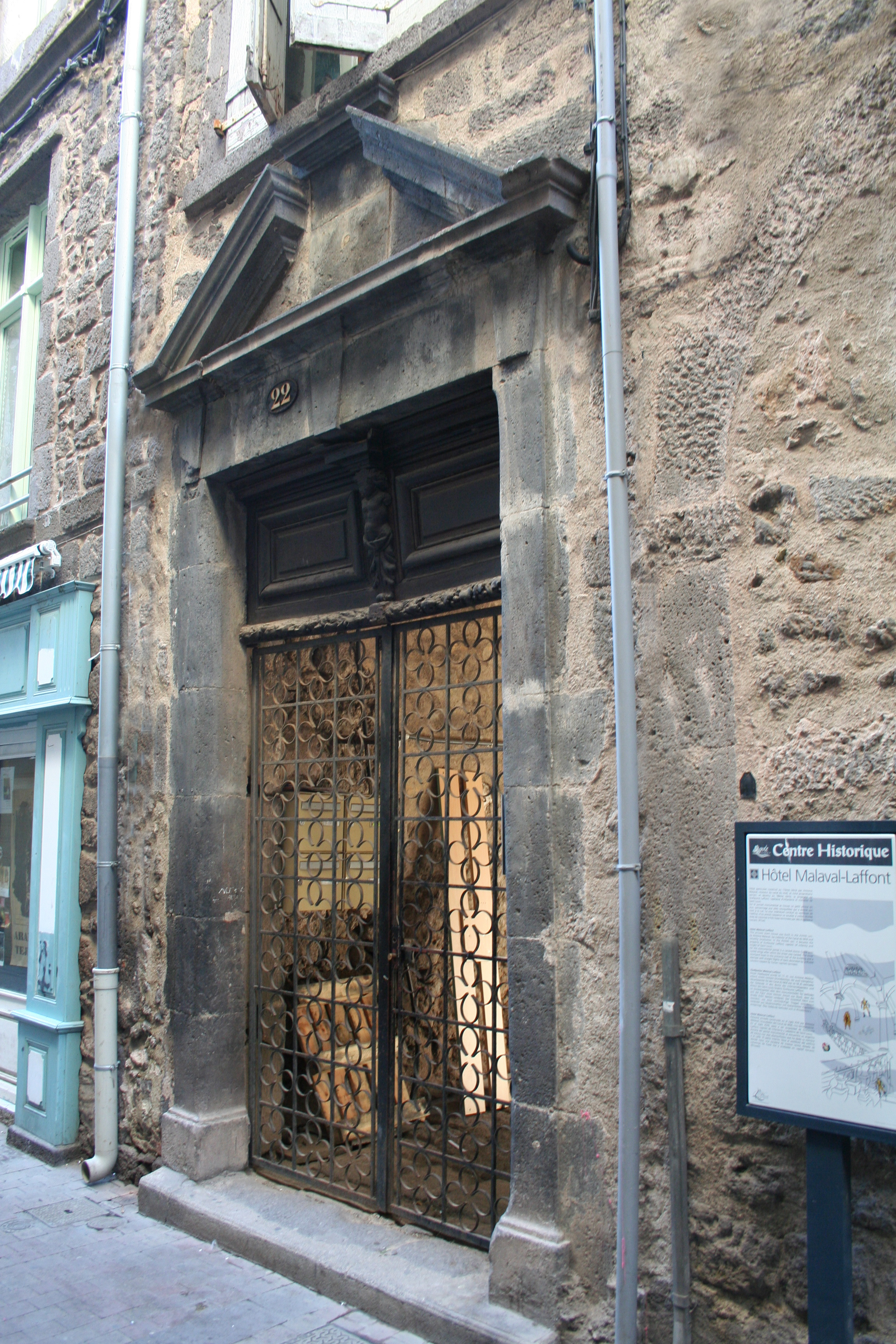
Hôtel Malaval-Laffont, rue de l'Amour
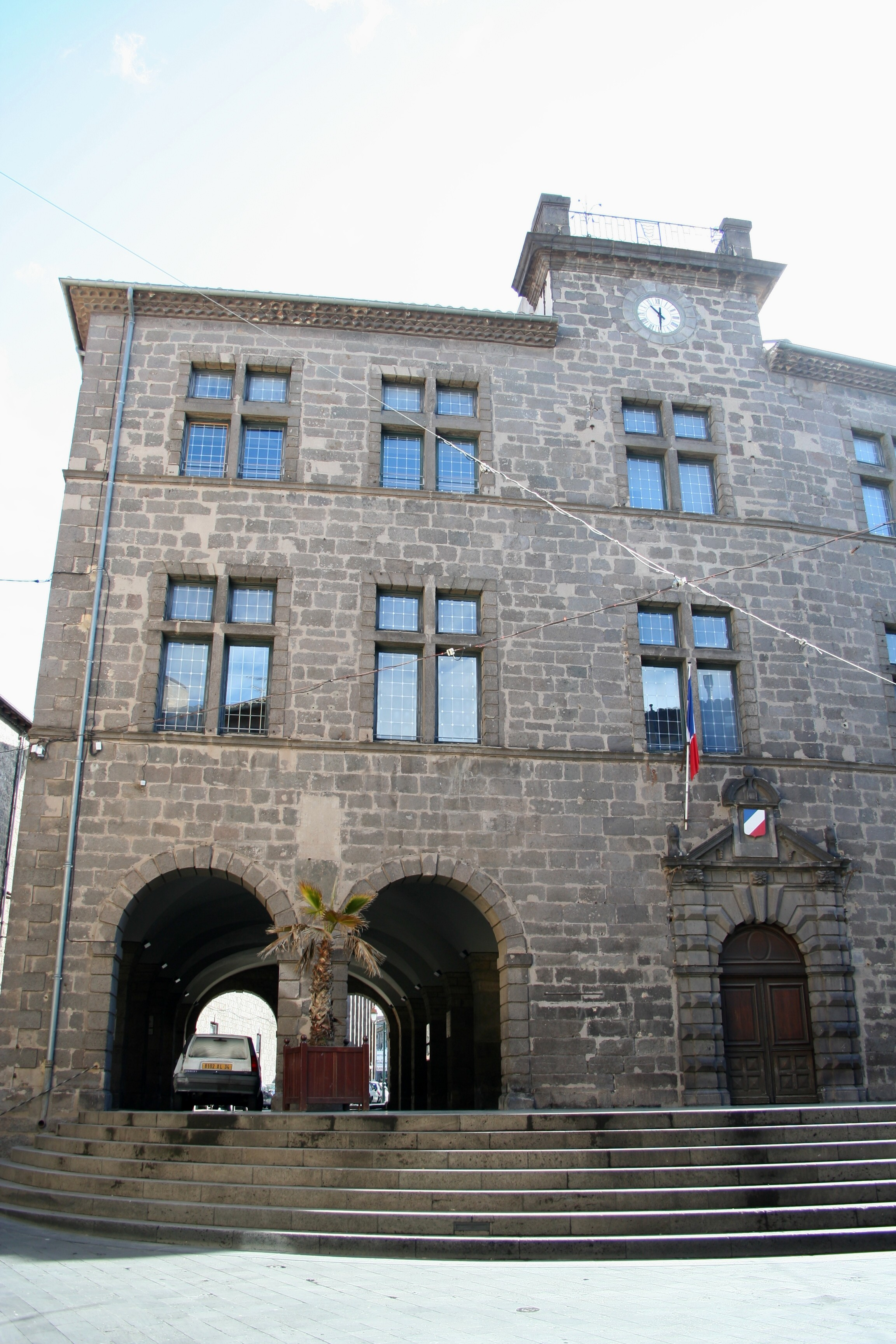
Maison du Cœur de Ville
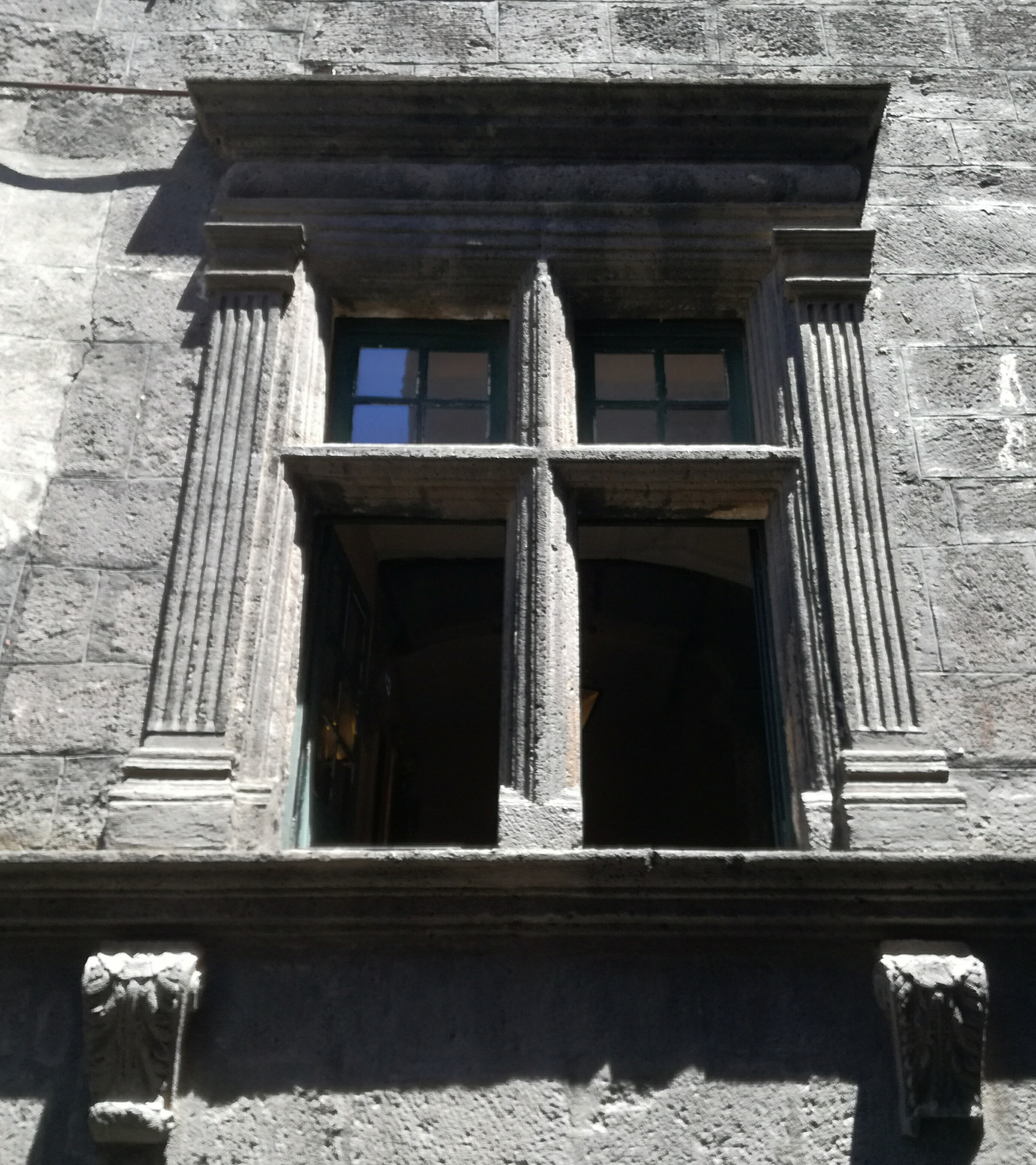
Baie de l'Hôtel de la Charité (16e s), actuellement Musée Agathois Jules Baudou
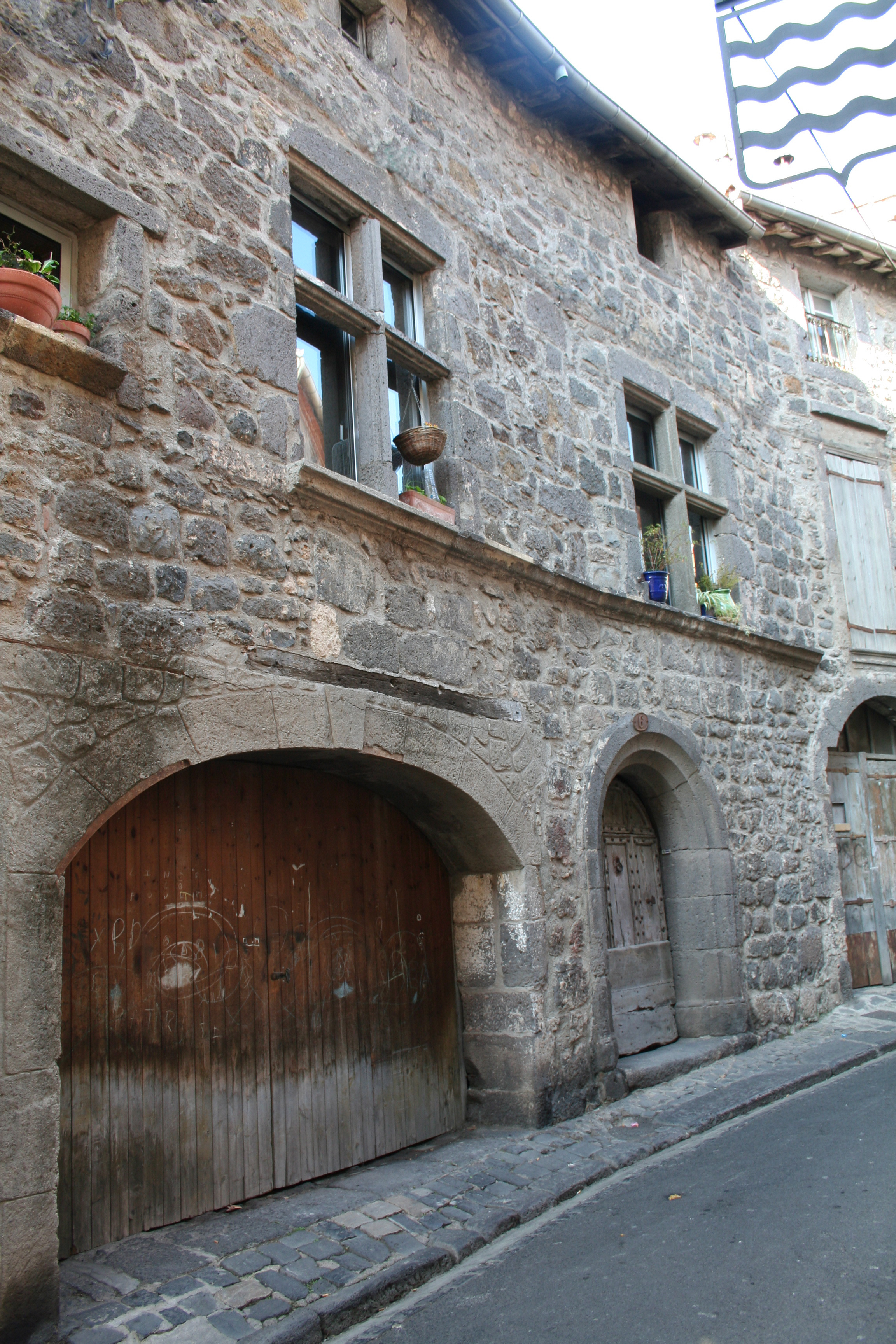
Rue de la Fraternité
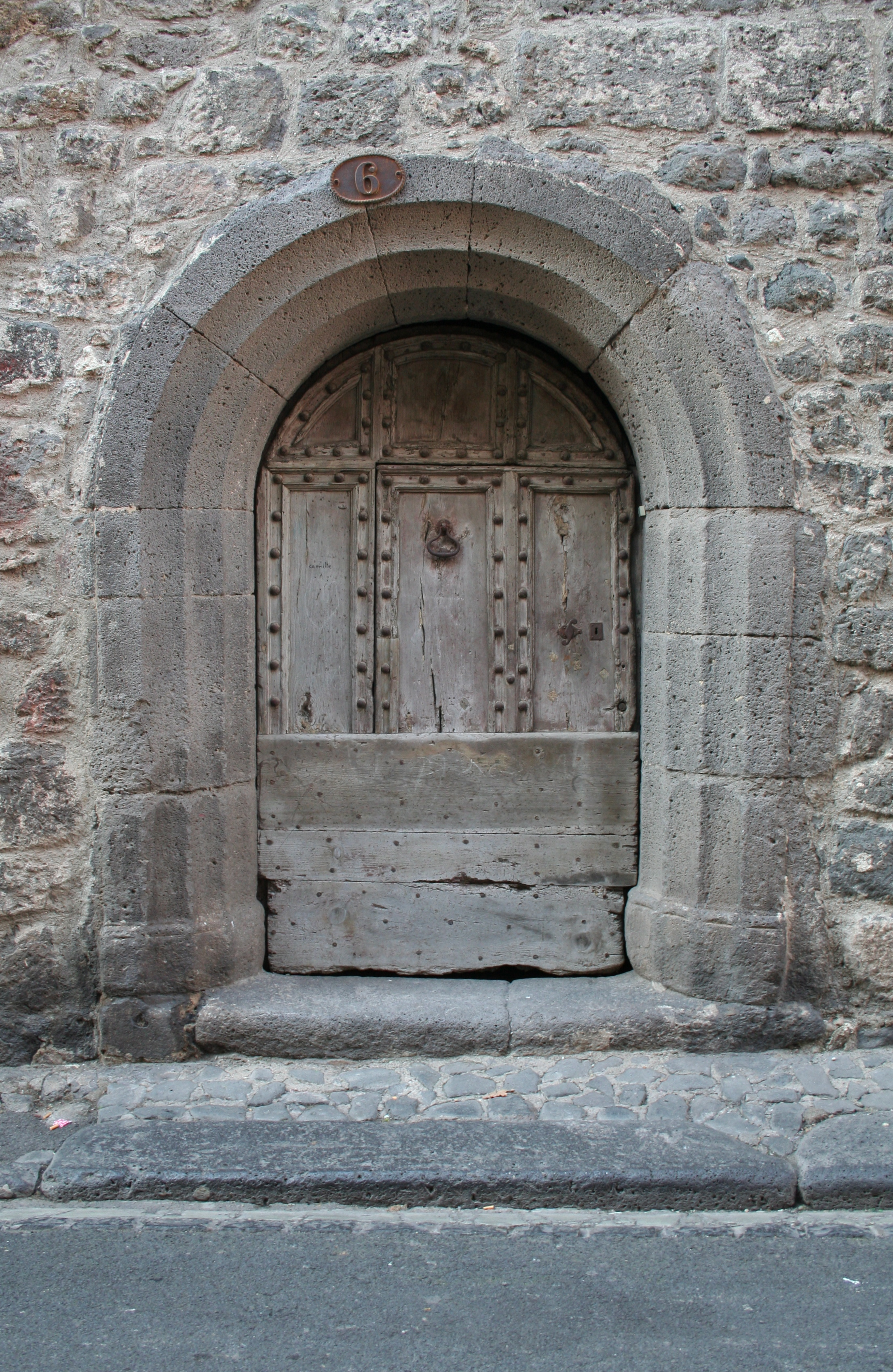
Porte rue porte d'une maison ancienne, rue de la Fraternité.

##### Extérieur
Le canal du Midi, lui-même classé au patrimoine mondial de l'humanité, compte à Agde trois éléments remarquables :

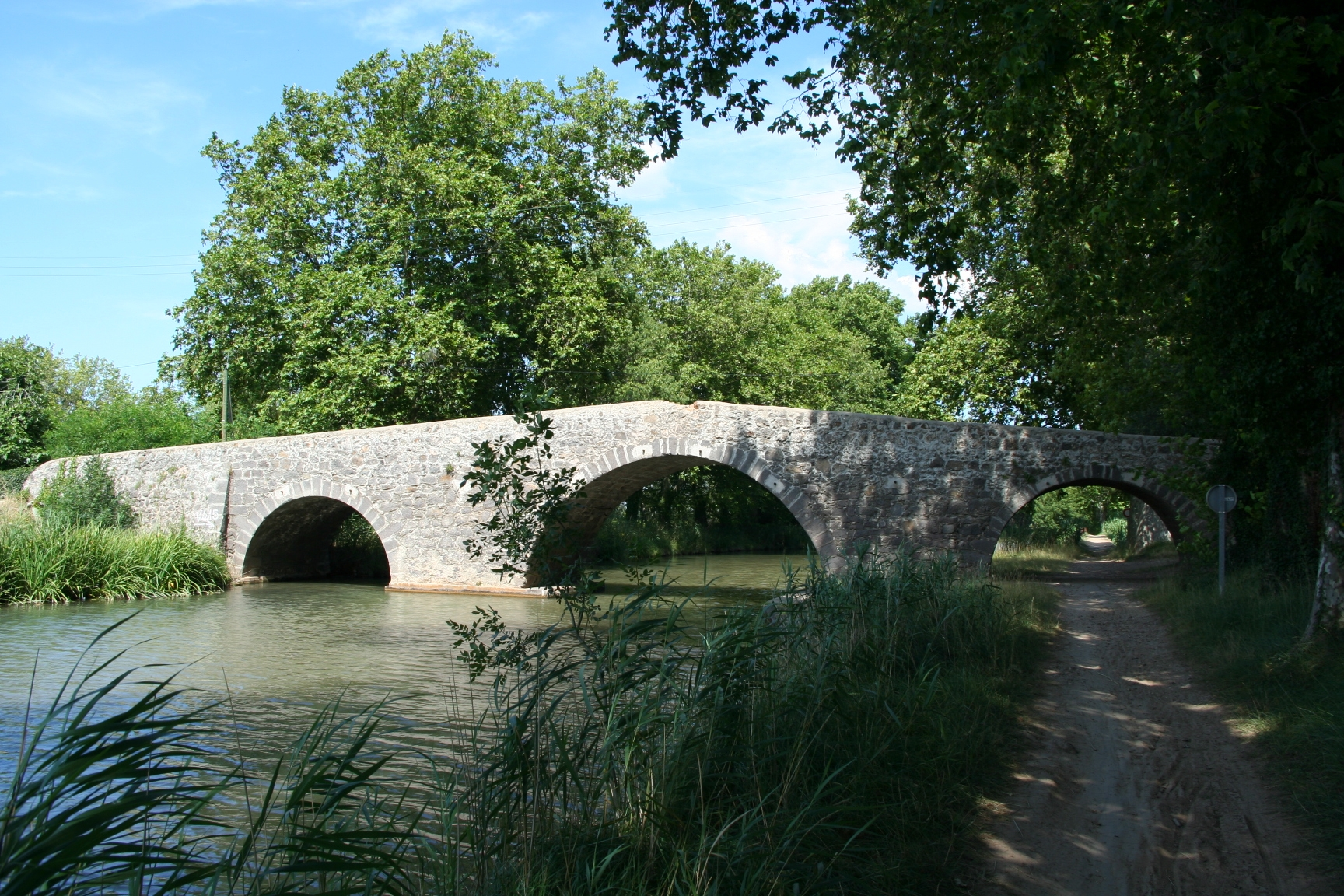
Pont Saint-Joseph dont l'une des piles divise en deux le chenal navigable

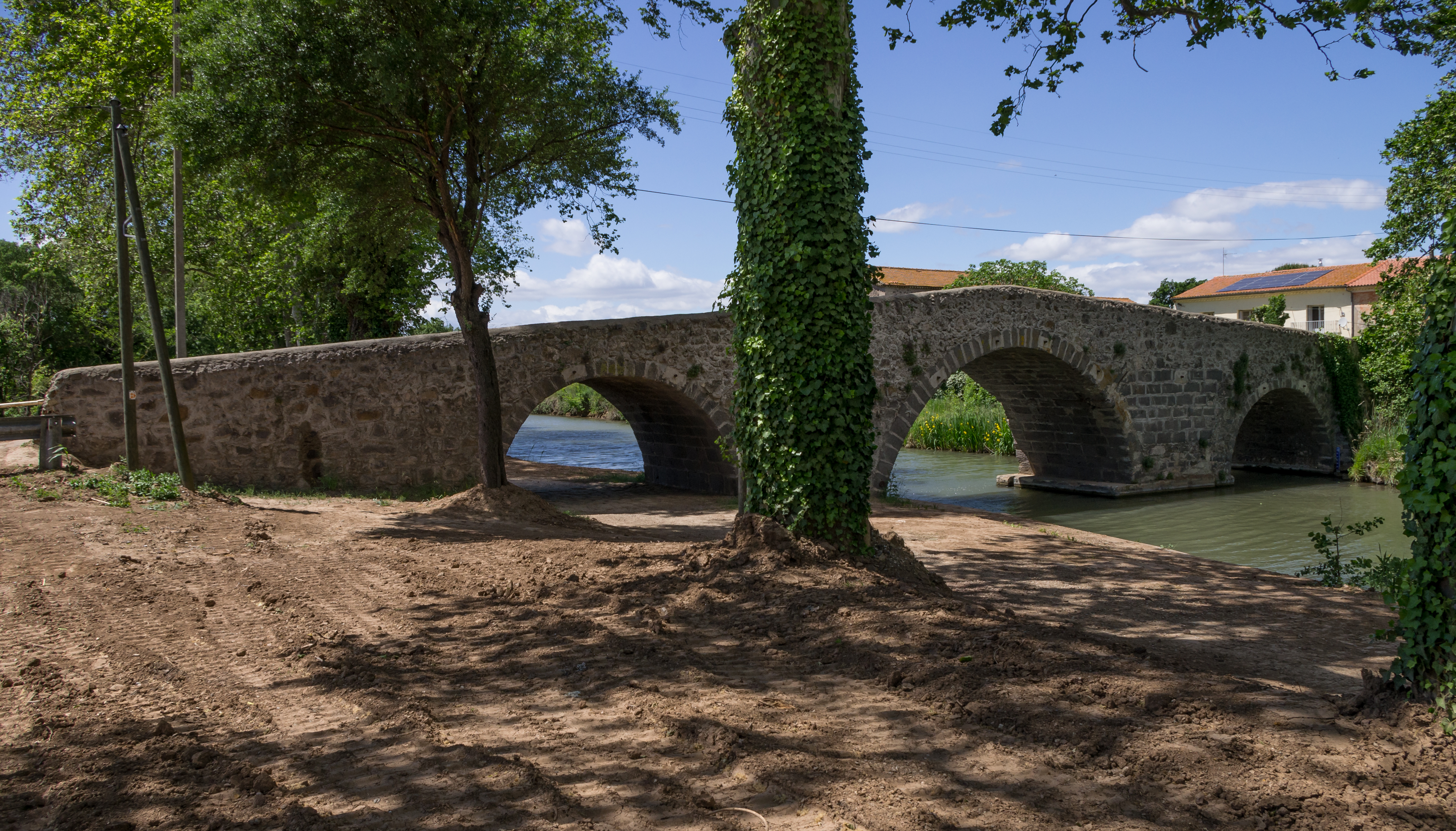
Pont Saint-Joseph au-dessus du Canal du Midi

- l'écluse ronde du canal du Midi inscrite à l'inventaire des monuments historiques en 1996[220]. Cette écluse bâtie en basalte, autrefois parfaitement circulaire d'un diamètre de 29,90 m, permet aux bateaux de prendre trois directions, à trois niveaux différents : la branche ouest du canal vers Béziers, la branche est du canal vers l'étang de Thau par le bief amont de l'Hérault, la mer Méditerranée par le « canalet » qui rejoint le bief aval du fleuve. Pour que les bateliers, ou barquiers, continuent de faire leur métier, cette écluse a été partiellement agrandie dans les années 1970 pour l'adapter au gabarit Freycinet et rendre possible le passage des péniches de 36 m, supprimant la symétrie d'origine de l'ouvrage ;
- le pont Saint-Joseph inscrit à l'inventaire des monuments historiques en 1997[221], pont à trois arches situé à environ 1,5 km à l'est de l'écluse ronde ;
- l'hôtel Riquet, ancien bâtiment d'administration du canal, situé devant le bassin du port fluvial tout près de l'écluse ronde.

Les vestiges des anciens remparts, visibles en bas de la promenade (rue du 4 septembre), ont été classés monument historique par arrêté du 21 décembre 1984. On peut voir à leur base l'appareillage à gros blocs de basalte datant de l'époque grecque. Il n'en subsiste qu'une cinquantaine de mètres alors qu'autrefois ils entouraient complètement la cité d'Agde et le bourg adjacent. Les dernières tours qui subsistaient au XIXe siècle ont été détruites en 1850.

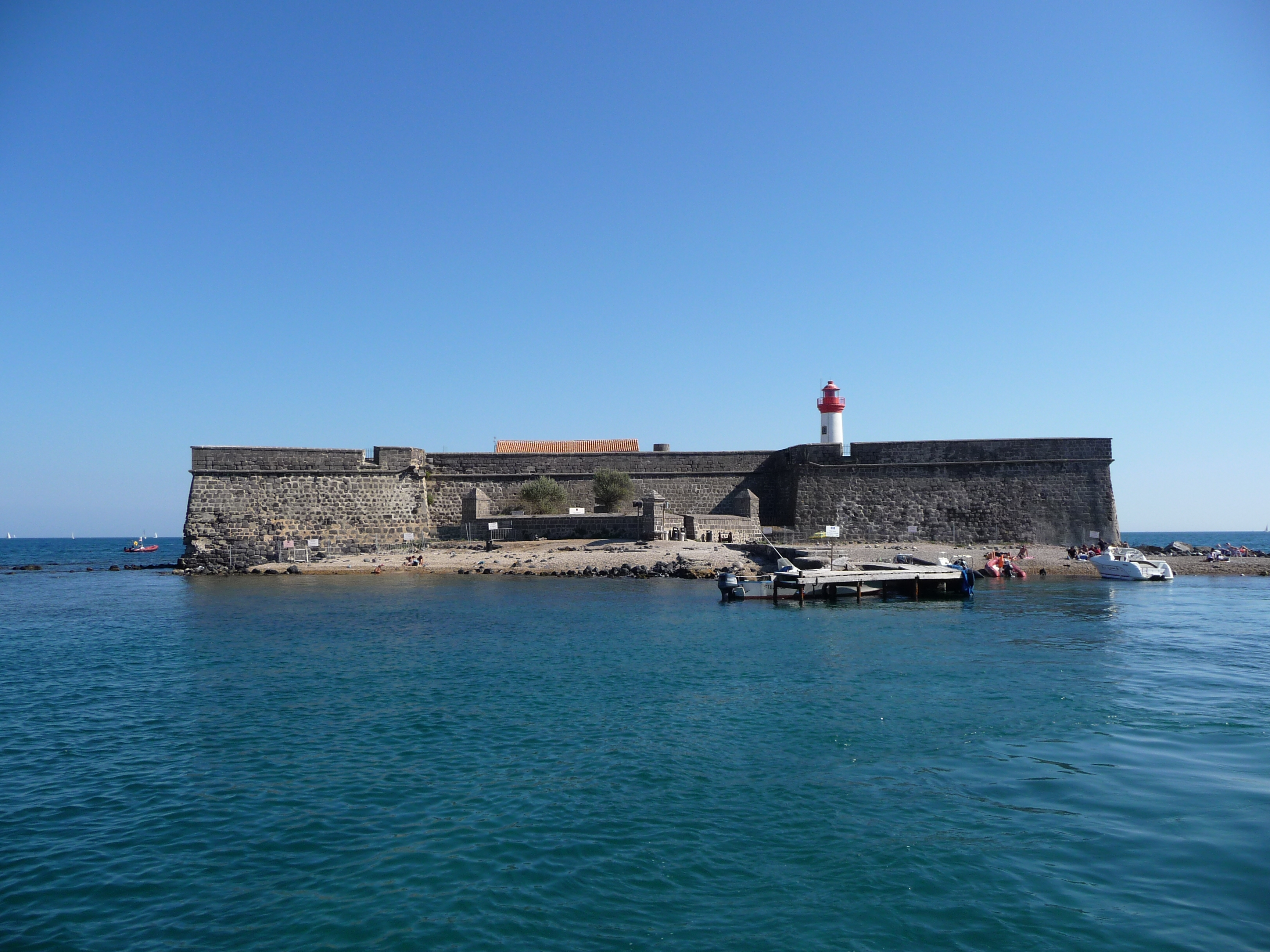
Façade occidentale du fort de Brescou, avec le débarcadère et la poterne d'entrée

La Villa Laurens édifice éclectique construit à partir de 1898 où se conjuguent l'Art Nouveau, l'Orientalisme, le néogrec, est un témoignage majeur de l'architecture et des arts décoratifs à la jonction des 19e et 20e s dans le Sud de la France. Acquis par la ville en 1994, il a été classé monument historique en 1996. L'édifice ouvrira au public dans le dernier trimestre de l'année 2020[Passage à actualiser].

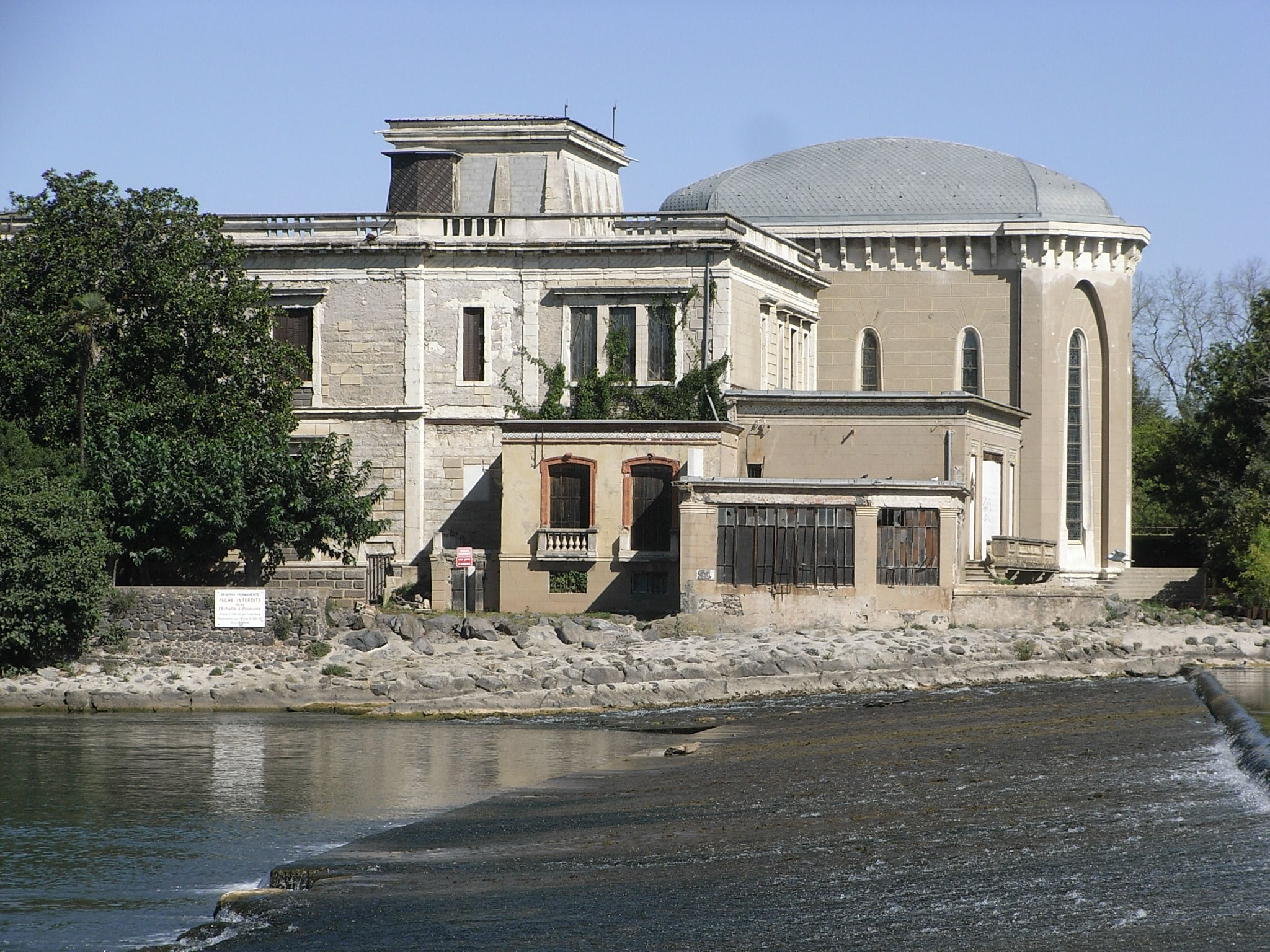
La Villa Laurens vue depuis les berges de l'Hérault.

La « Tour des Anglais » inscrite à l'inventaire des monuments historiques en 1939 est une tour de défense côtière, crénelée, datant du XVIIIe siècle, située sur le versant sud du mont Saint-Loup. Une tour similaire, la tour du Castellas, se trouve à quelques kilomètres plus à l'est, dans la commune de Sète, sur le lido séparant l'étang de Thau de la mer.
Le fort de Brescou inscrit à l'inventaire des monuments historiques en 1996, sur l'îlot du même nom, situé devant l'entrée du port de plaisance du Cap-d'Agde, remonte en partie au dernier quart du XVIIe siècle et est généralement attribué à Vauban. Il succède à un premier fort construit en 1586 par le vicomte de Joyeuse dans sa lutte contre les Protestants.

#### Statues et fontaines
Plusieurs statues et fontaines (XIXe) ornent le centre-ville, notamment :
- « la Belle Agathoise », fontaine située au bas de la promenade devant les anciens remparts, datant de 1858, dominée par la statue en marbre de Carrare d'une jeune fille symbolisant la ville « Agathé », due au sculpteur Auguste Baussan, accompagnée de trois lions en marbre blanc ;
- « la Gloire de la République », statue ornant un bassin en haut de la promenade, copie d'une première statue en bronze due au sculpteur Jacques Villeneuve, érigée en 1909 et fondue en 1941 sous le régime de Vichy, remplacée à l'identique en 1995 ;
- « Amphitrite », déesse de la navigation, érigée sur un globe terrestre au centre de la place de la Marine, cette statue, réalisée par le sculpteur Chervet pour le palais du Trocadéro fut donnée à la ville d'Agde en 1937[226] ;
- la « fontaine Napoléon », en bas de la rue Jean Roger, érigée en 1802 (an X) en l'honneur de l'empereur, qui cependant ne passa jamais par Agde[227].

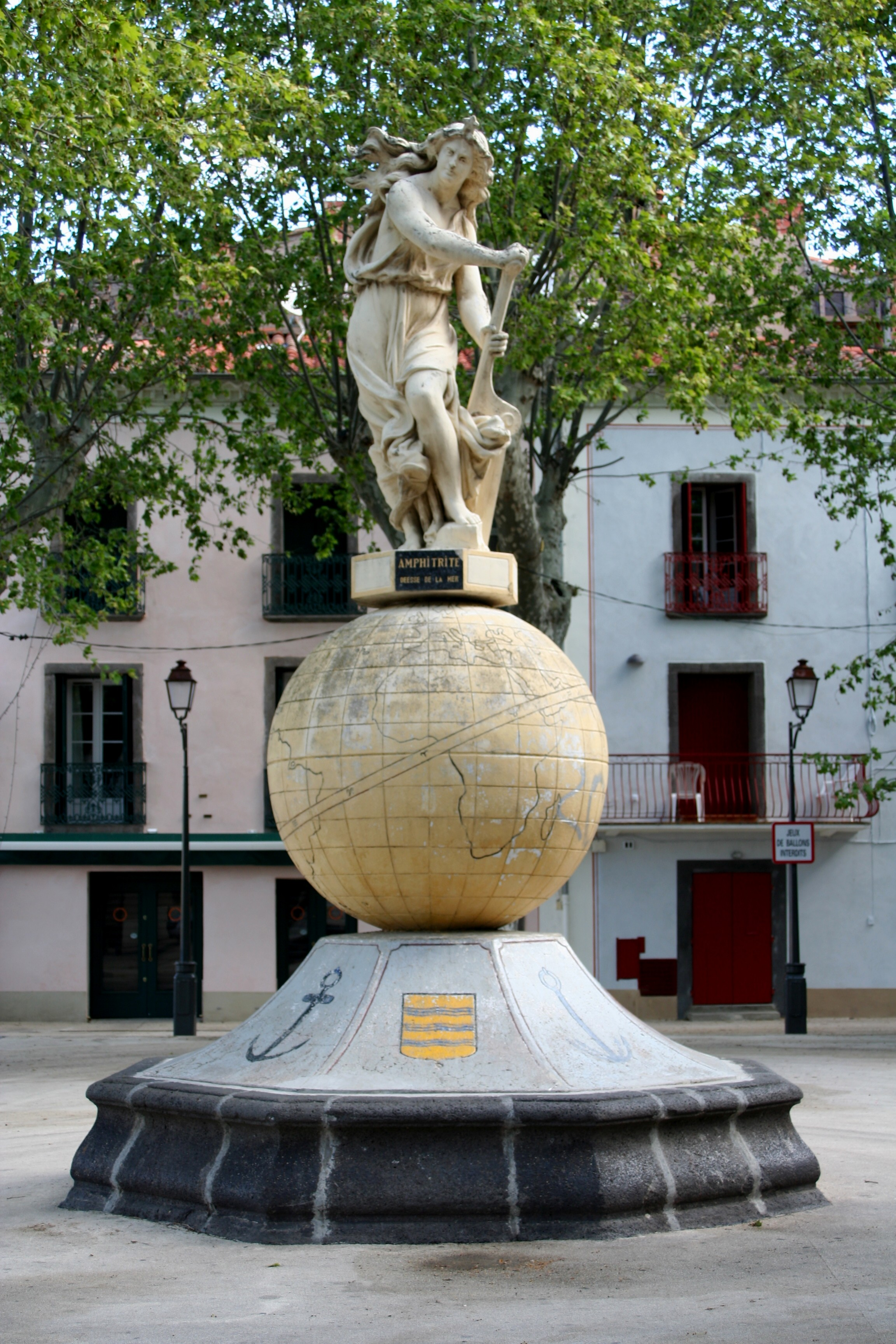
Statue d'Amphitrite, place de la Marine.
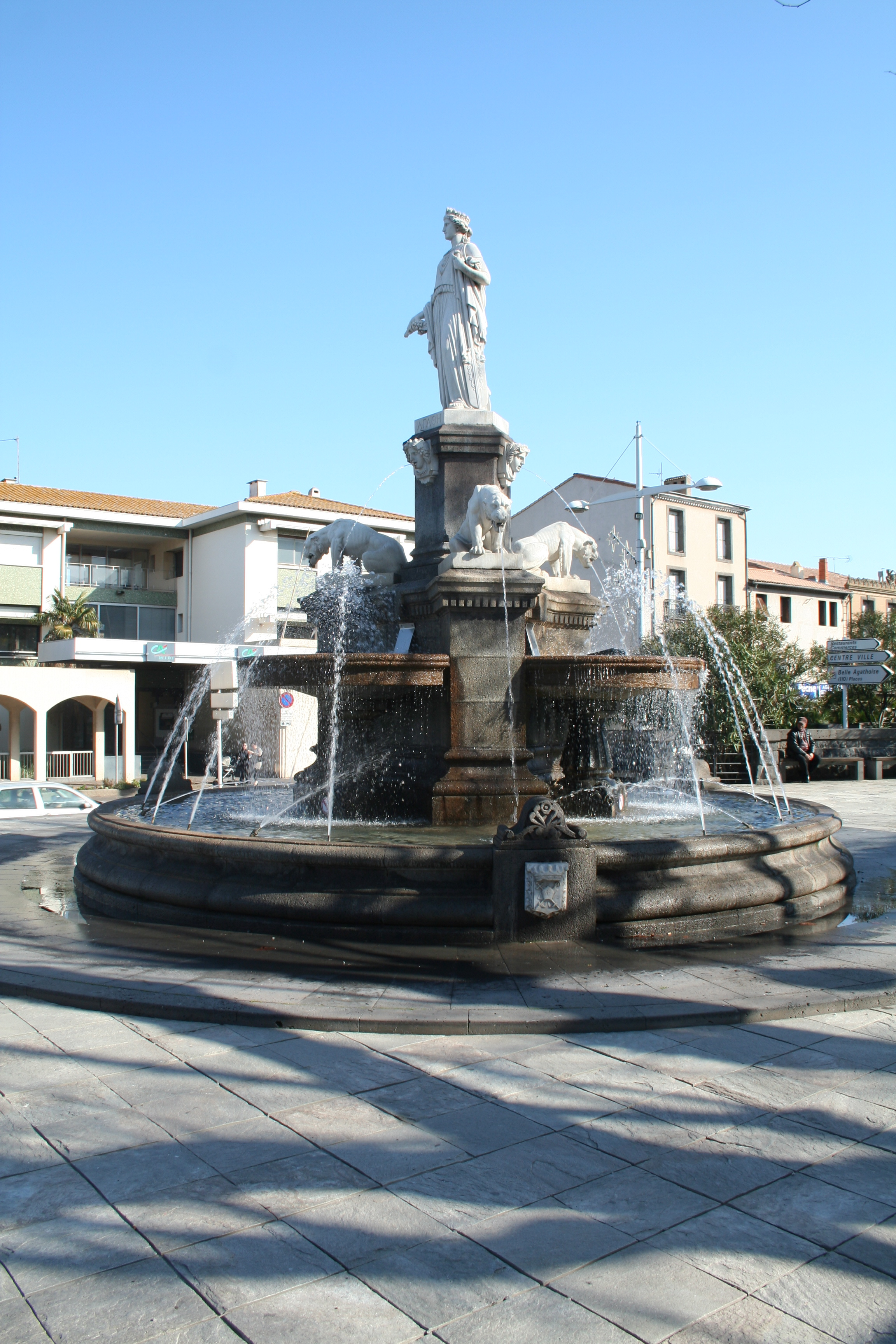
La Belle Agathoise, bas de l'Esplanade.
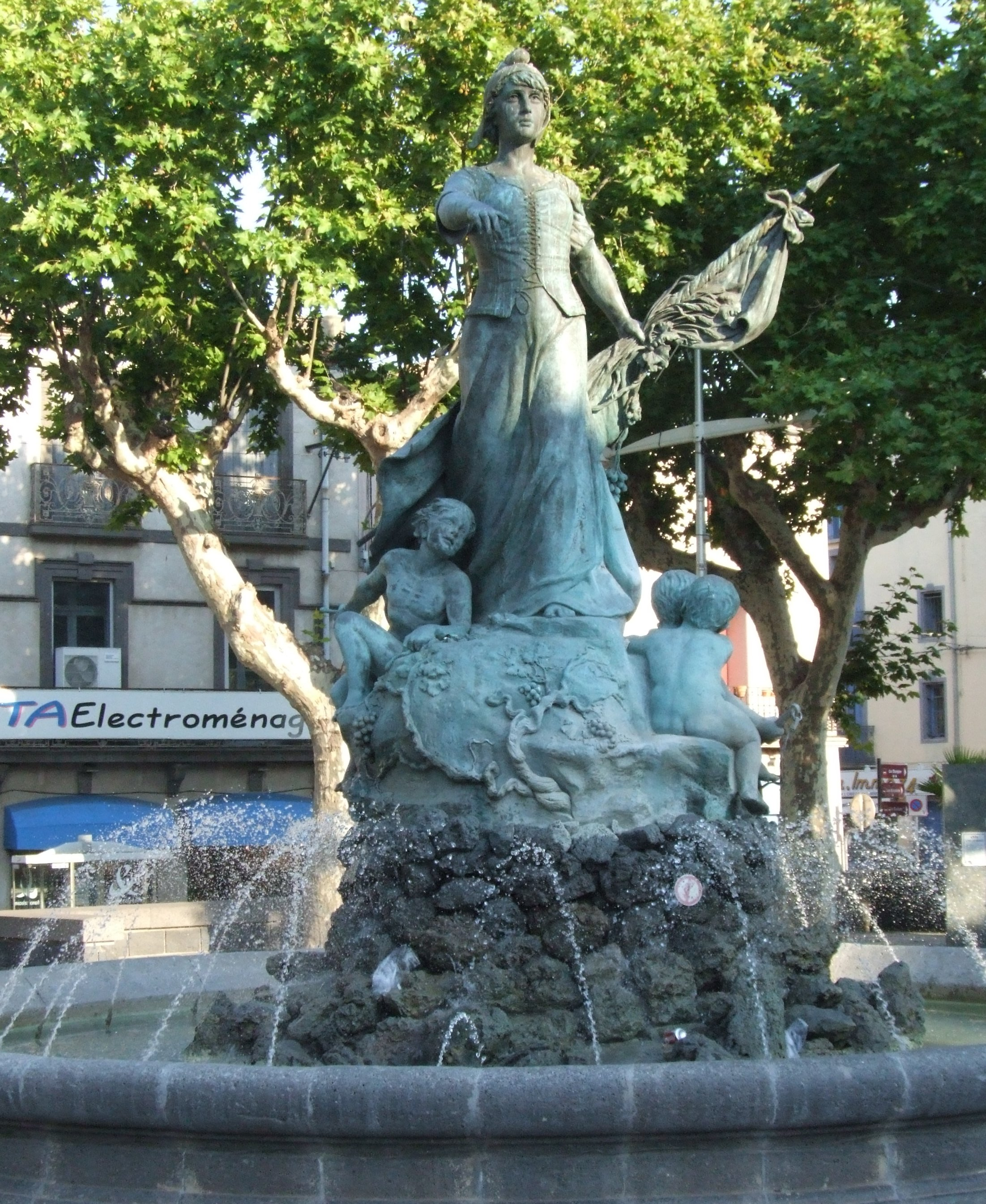
Fontaine de la République, haut de l'Esplanade.
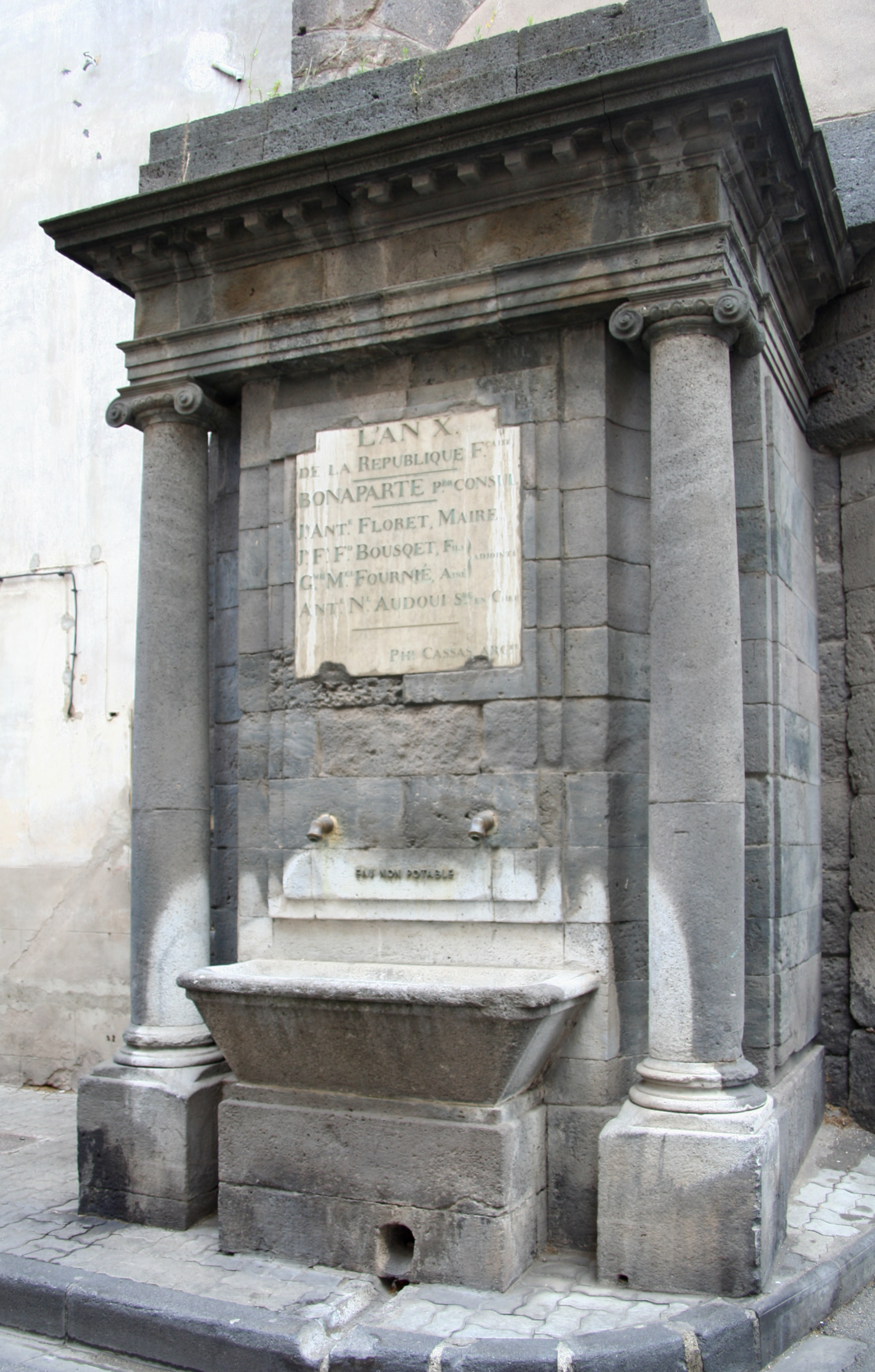
Fontaine Napoléon, rue Chassefière.

Au Cap-d'Agde, une œuvre du sculpteur François Stahly, la tour de la vigie, érigée en 1984, couronne l'immeuble le plus élevé de la station.
Une œuvre du sculpteur russe Zourab Tsereteli, don de la fédération de Russie, a été érigée en 2004 au Cap-d'Agde devant le palais des congrès. Elle représente, environné de monuments parisiens, l'écrivain Honoré de Balzac, qui n'a pourtant aucun lien particulier avec la commune d'Agde.
L'Éphèbe d'Agde reste un emblème de la ville. Cette statue antique en bronze, de 1,4 m de haut, datée du IIe siècle av. J.-C., a été trouvée dans le lit de l'Hérault en 1964 et est revenue à Agde en 1987, après avoir été exposée au musée du Louvre pendant plus de vingt ans. Elle évoque le style du sculpteur Lysippe de Sicyone et pourrait représenter l'empereur Alexandre le Grand. Elle est conservée au Musée de l'Ephèbe, construit spécialement à cet effet, qui fut alors inauguré par le ministre de la Culture de l'époque, François Léotard.

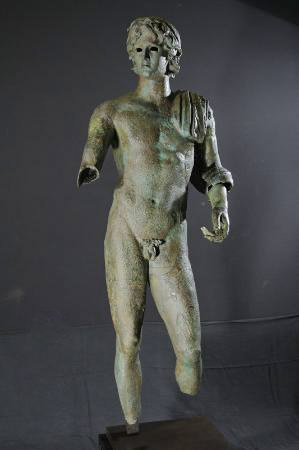
L'Ephèbe d'Agde (IIe siècle av. J.-C.), découvert dans le fleuve en 1964.

### Patrimoine naturel et espaces verts
Outre le canal du Midi, site classé au patrimoine mondial de l'Unesco, la commune d'Agde possède plusieurs sites inscrits pour leur intérêt du point de vue scientifique, pittoresque et artistique, historique ou légendaire (loi du 2 mai 1930) : le bois de la Tamarissière et les dunes (19,62 ha), le cap d'Agde, la conque et ses abords (17,4 ha), la chapelle Notre-Dame-du-Grau et ses abords (9,96 ha), le fort de Brescou (0,5 ha), l'ensemble formé par l'Hérault, le canal du Midi et le Canalet (36,86 ha), la place de la Marine et le quai du commandant Mages (0,68 ha).

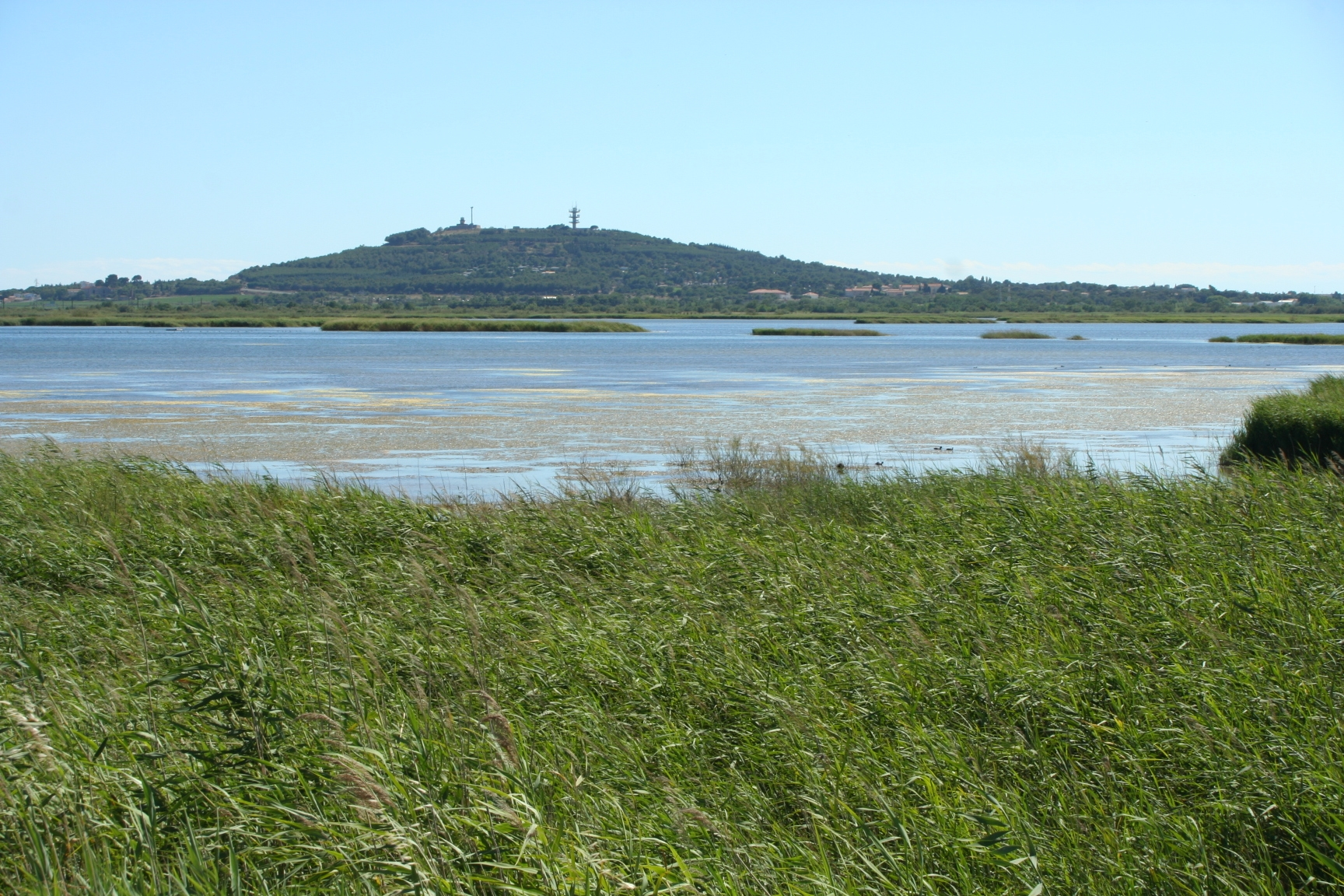
L'étang du Grand Bagnas, au fond le mont Saint-Loup

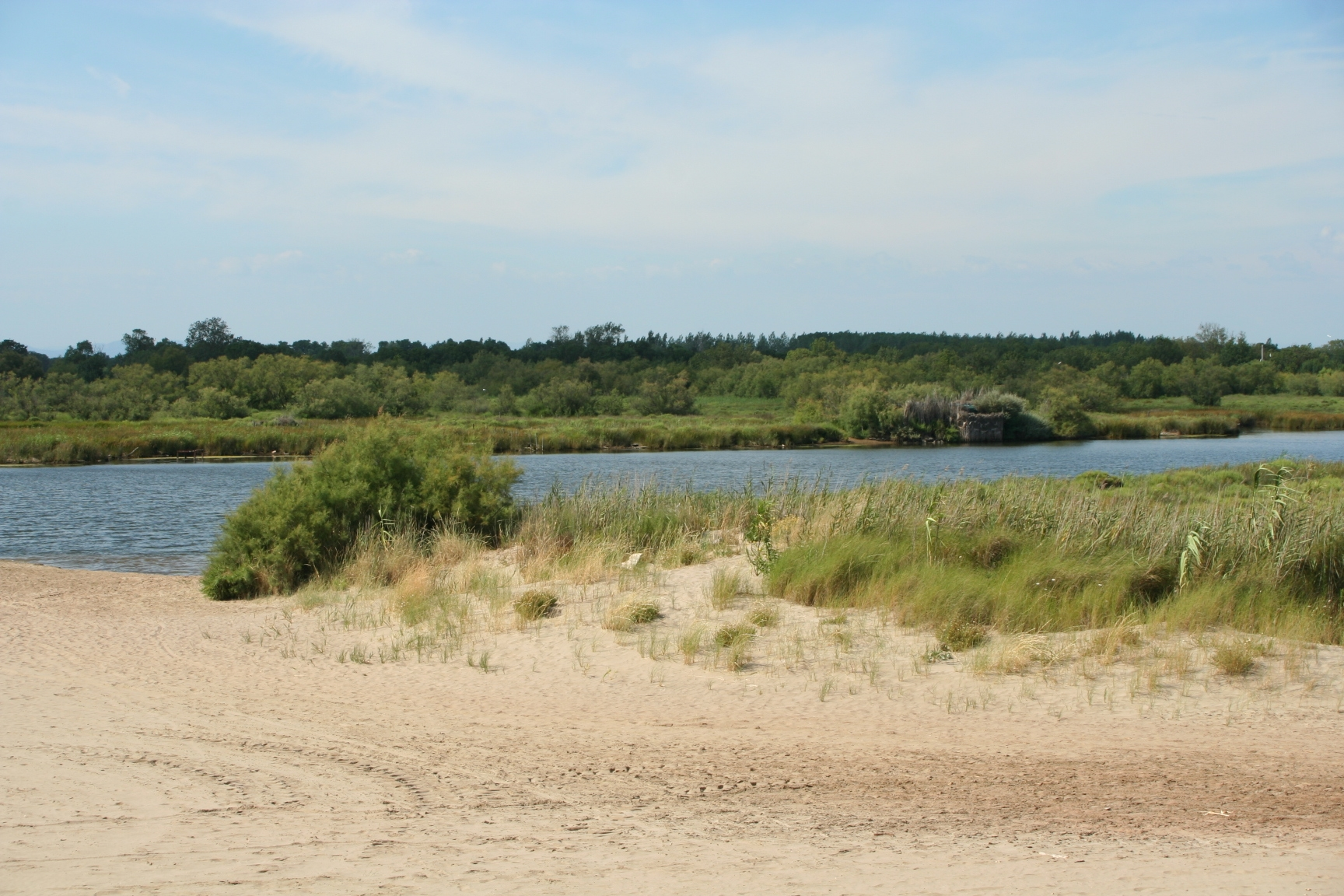
Vue de l'étang du Clôt de Vias

#### Sites naturels protégés
Plusieurs sites naturels, le plus souvent des zones humides sont protégés à divers titres eu égard à leur richesse faunistique et floristique.
La réserve naturelle nationale du Bagnas s'étend sur 561 hectares. C'est une zone humide qui comprend les étangs du Petit Bagnas, marais à sansouïres à sec en été, et du Grand Bagnas, grand étang d'eau douce à roselières. Classée réserve nationale en 1983, cette zone recèle une avifaune très riche avec près de 240 espèces d'oiseaux.
Sa gestion est assurée par l'association de défense de l’environnement et de la nature des pays d’Agde (ADENA).

Sites Natura 2000 à Agde

Plusieurs sites de la commune sont inclus dans le réseau Natura 2000. Il s'agit de l'étang du Bagnas, déjà cité, du cours inférieur de l'Hérault, qui abrite notamment deux espèces de poissons d'intérêt, l'Alose feinte (Alosa fallax), espèce vulnérable, et le Toxostome (Chondrostoma toxostoma), de la partie nord-ouest de la commune, appartenant à la plaine du Bitterois, aux nombreuses espèces d'oiseaux à forte valeur patrimoniale, et des herbiers de posidonies (Posidonia oceanica) sur 2 317 hectares au large du Cap d'Agde, à la riche faune - présence de la Grande nacre (Pinna nobilis),.
Près de Notre-Dame-du-Grau, des mares méditerranéennes, installées dans d'anciennes carrières de basalte, temporairement asséchées durant les mois d'été, recèlent une flore et une faune particulière, comme le triton marbré et le triton palmé, et ont été proposées au réseau Natura 2000.
Le Conservatoire du littoral a acquis, entre 1991 et 2006, plus de 700 hectares dans la commune (dont 673 ha dans le secteur du Bagnas)
Depuis 1995, un « sentier sous-marin » a été aménagé sur 300 mètres le long de la falaise du Cap-d'Agde, entre la plagette et les rochers volcaniques du cap, permettant de découvrir jusqu'à cinq mètres de profondeur sept biotopes sous-marins balisés par des bouées. L'animation est assurée par l'ADENA

#### Espaces verts

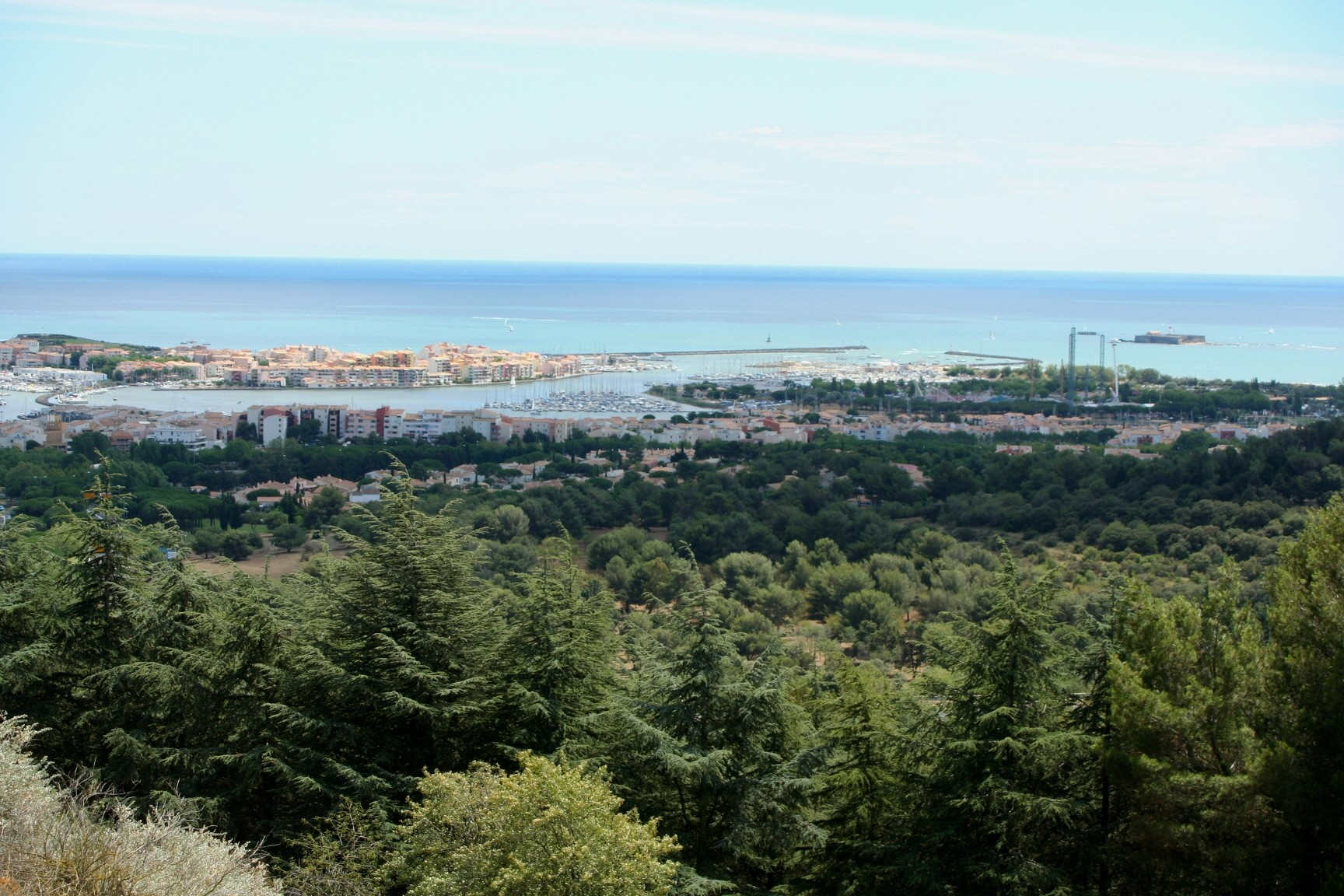
Le Cap-d'Agde vu du mont Saint-Loup

Agde a obtenu en 2007 le label « ville fleurie », avec deux fleurs, attribué par le « Conseil national des villes et villages fleuris de France » au concours des villes et villages fleuris.
La commune dispose de 130 hectares d'espaces verts et de nombreuses plantations intégrées dans les aménagements routiers. Les plus importants, à l'exception du parc de Belle-Isle proche du centre-ville sur la rive droite de l'Hérault, se trouvent au Cap-d'Agde. Il s'agit en particulier des pinèdes du mont Saint-Loup et du mont Saint-Martin, ainsi que du massif du mas de la Clape qui entoure le musée de l'Éphèbe. Ces trois espaces ont été acquis par le Conservatoire du littoral.

#### Quelques espèces végétales caractéristiques des paysages de la commune
- Le pin maritime (Pinus pinaster) et le pin parasol (Pinus pinea) forment les pinèdes du mont Saint-Loup et de la Tamarissière.
- La vigne (Vitis vinifera) couvre la plus grande partie de la moitié septentrionale de la commune.
- Les platanes (Platanus ×hispanica) sont visibles en alignement notamment le long du canal du Midi et sur la « Promenade ».
- Le mûrier à feuilles de platane (Morus bombycis) est souvent employé pour ombrager les parcs de stationnement.
- Le laurier rose (Nerium oleander) est très planté dans les espaces verts du Cap-d'Agde.
- Le roseau commun (Phragmites australis) forme des roselières étendues près des étangs.

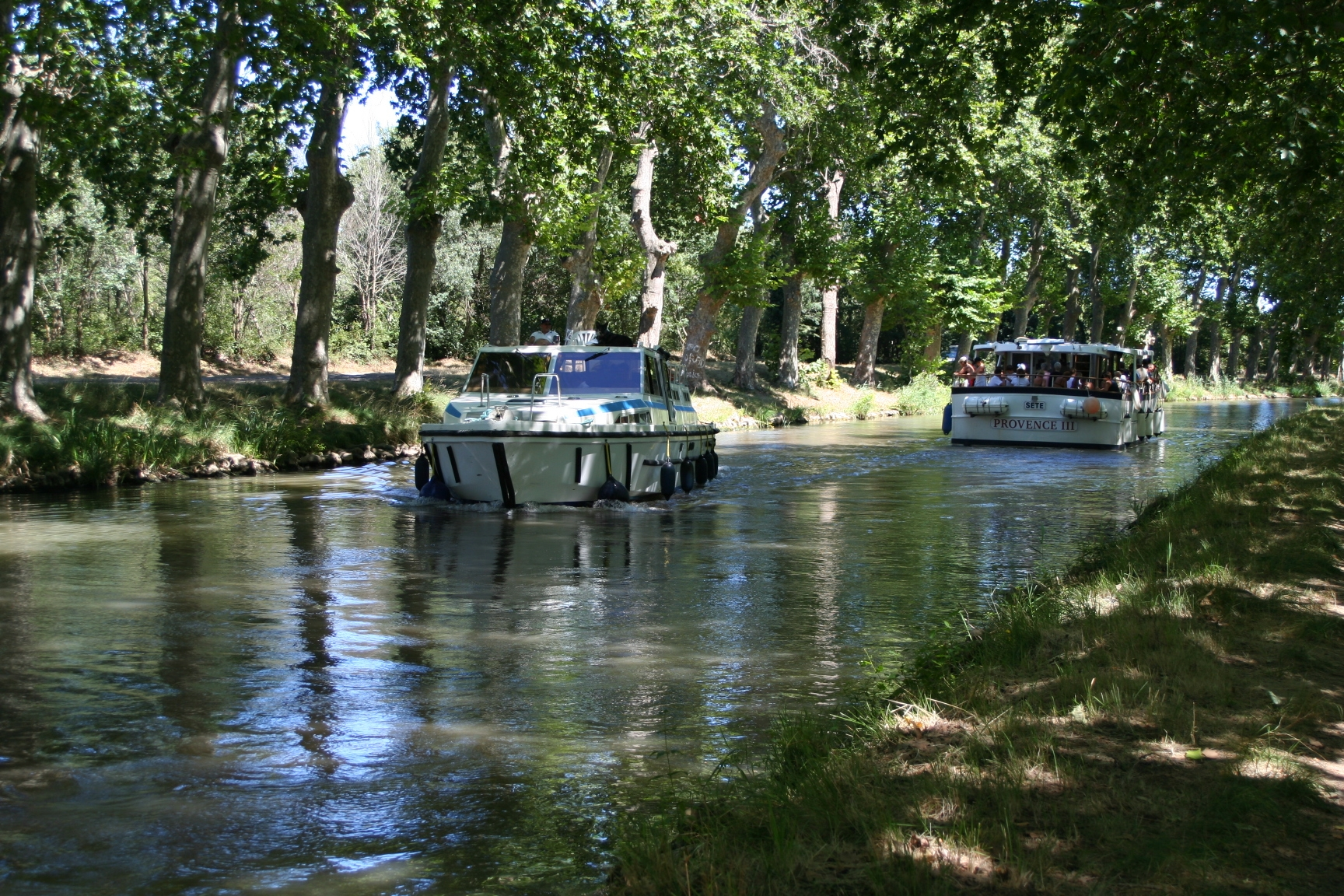
Platanes le long du canal du Midi.
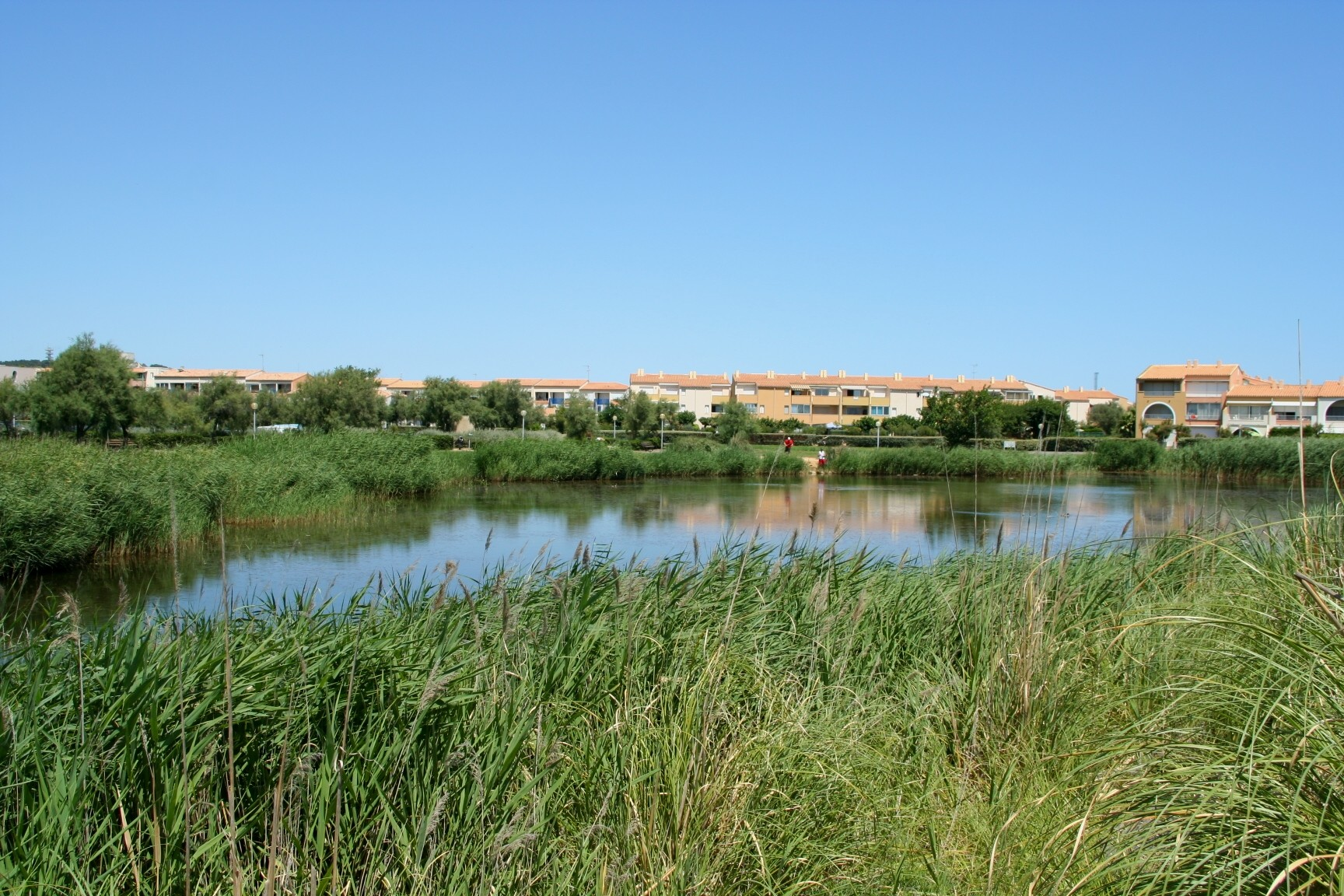
Roseaux autour d'un plan d'eau à Rochelongue.
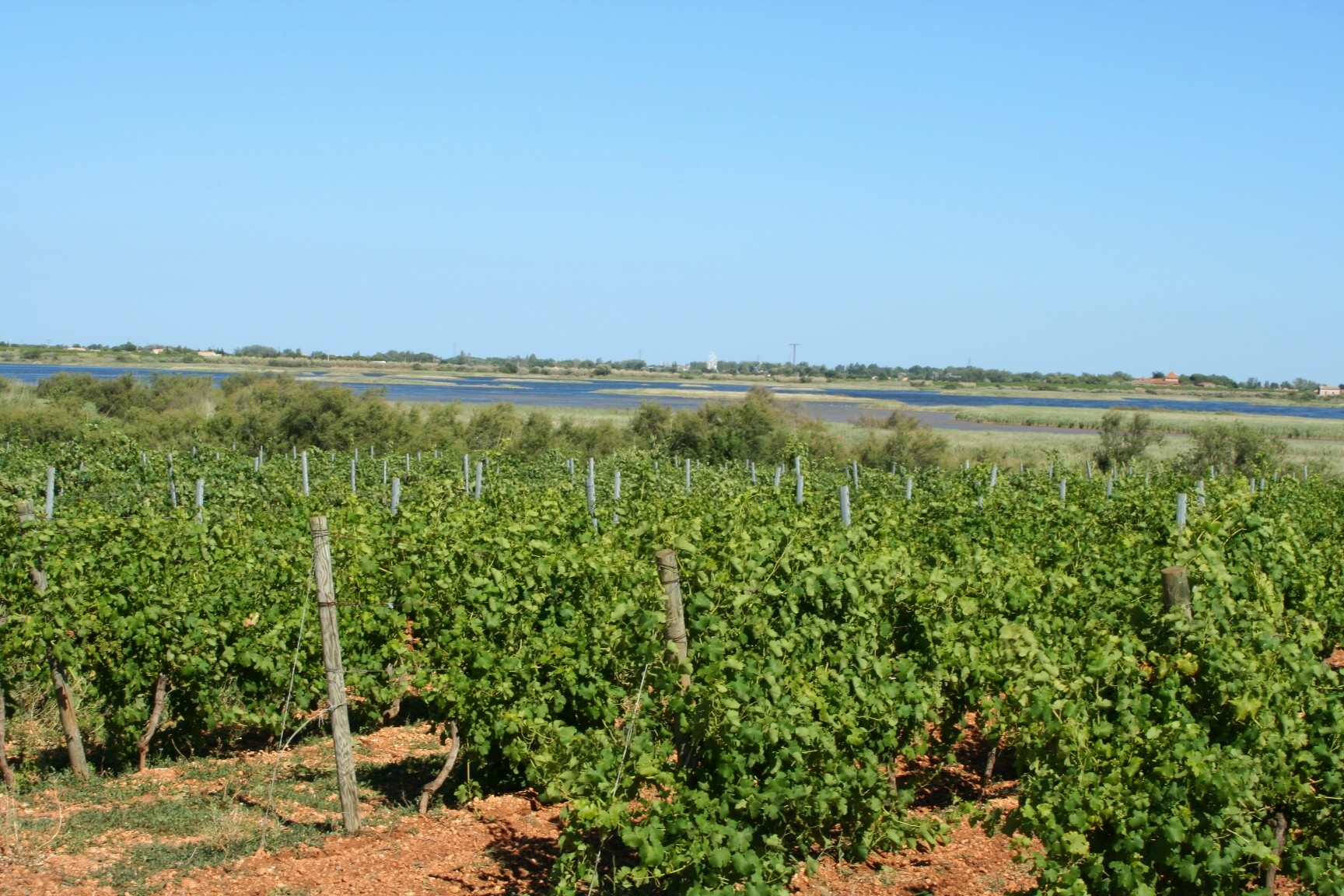
Vignoble près de l'étang du Bagnas.
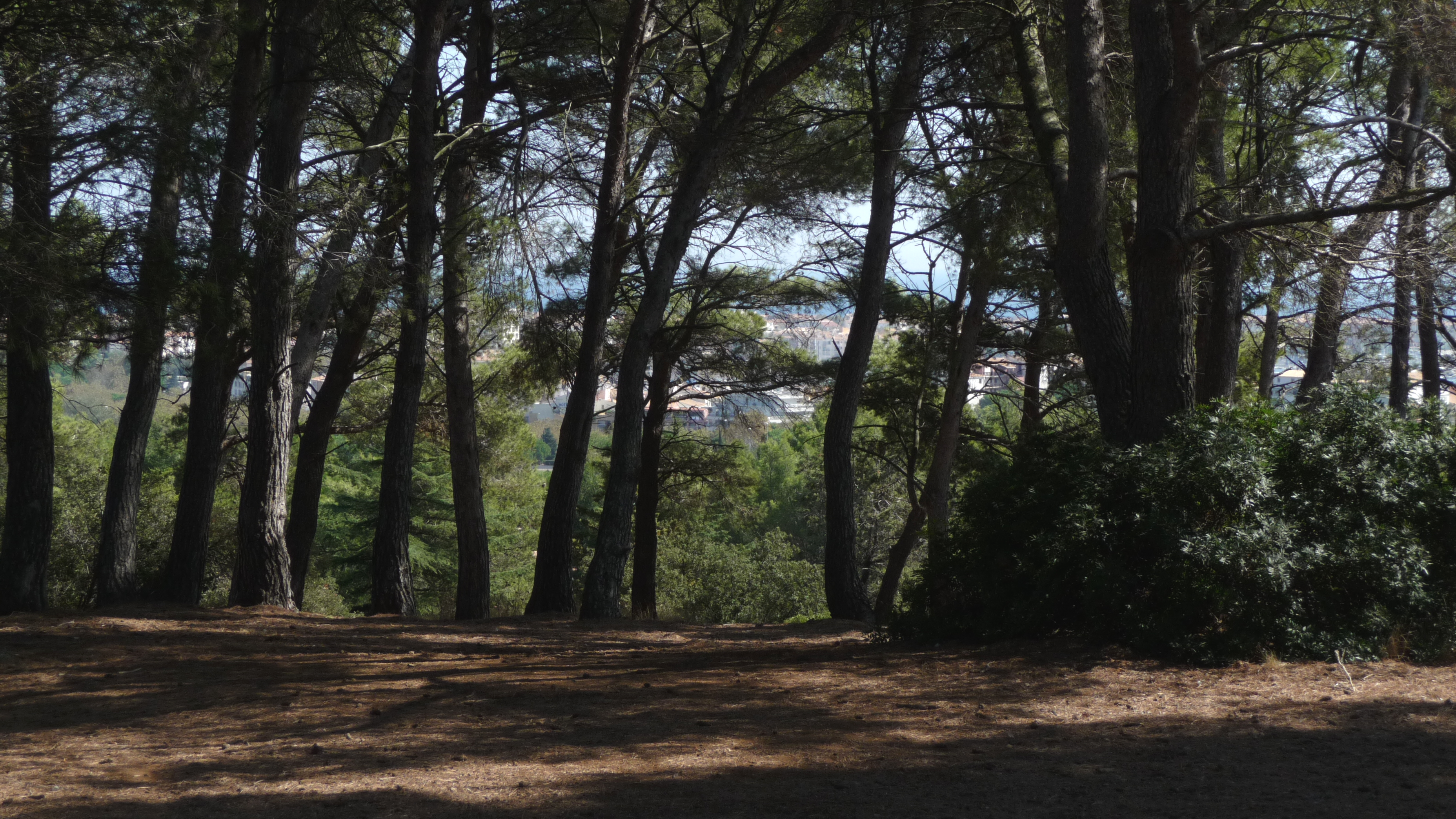
Vue de la pinède au mont Saint-Martin.

### Patrimoine culturel

#### Musées
Il existe deux musées à Agde :

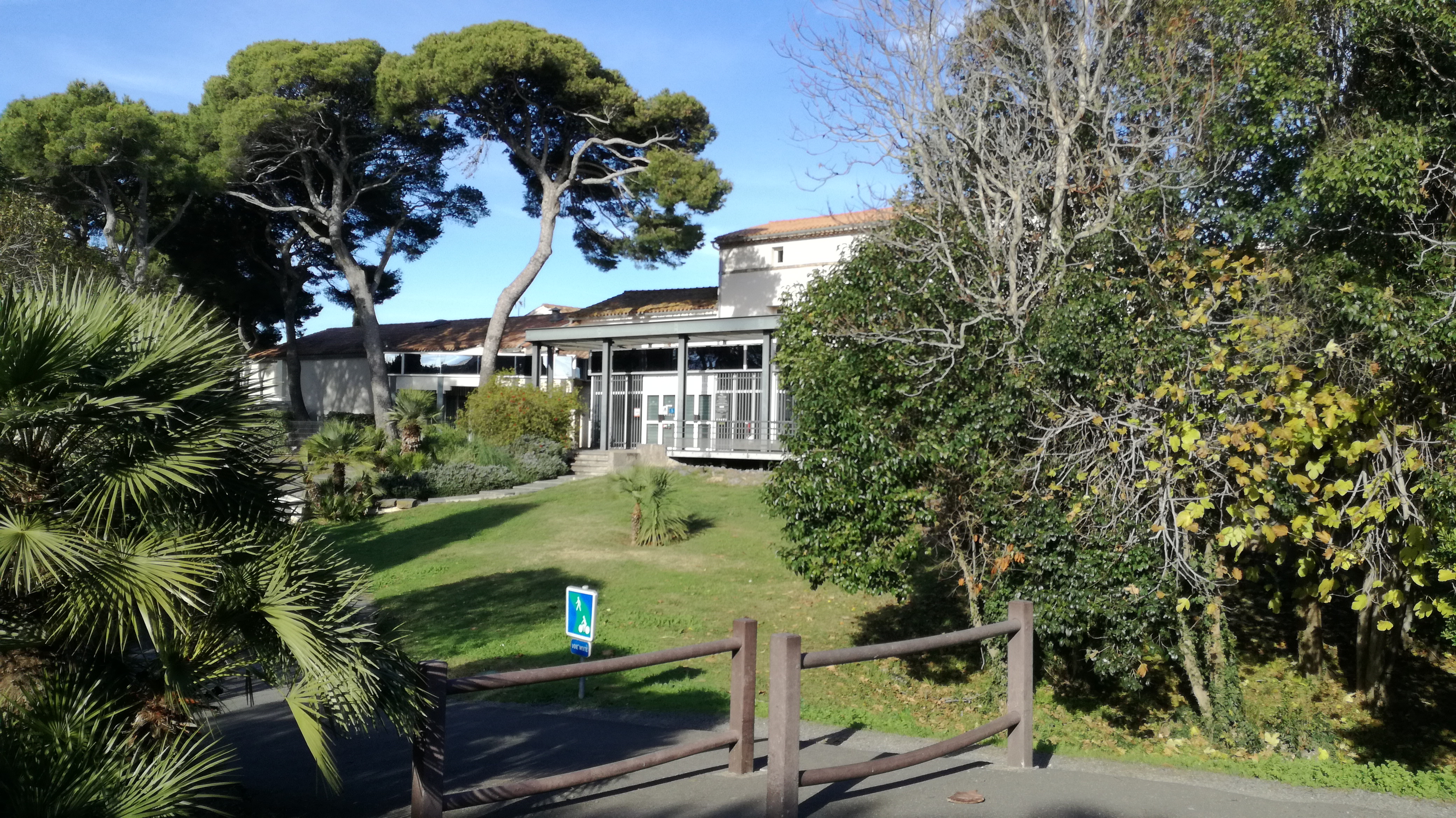
Musée de l'Éphèbe.

- le Musée agathois Jules Baudou est un musée municipal d'arts et traditions populaires, créé en 1932. Il a été labellisé musée de France en 2002[241] ;
- le Musée de l'Éphèbe, musée d'archéologie sous-marine (Le Cap-d'Agde), inauguré en 1985, a été construit pour accueillir et présenter au public l'Éphèbe d'Agde. Le musée présente le résultat de près de 60 ans de découvertes archéologiques dans le fleuve, la mer ou l'étang de Thau.

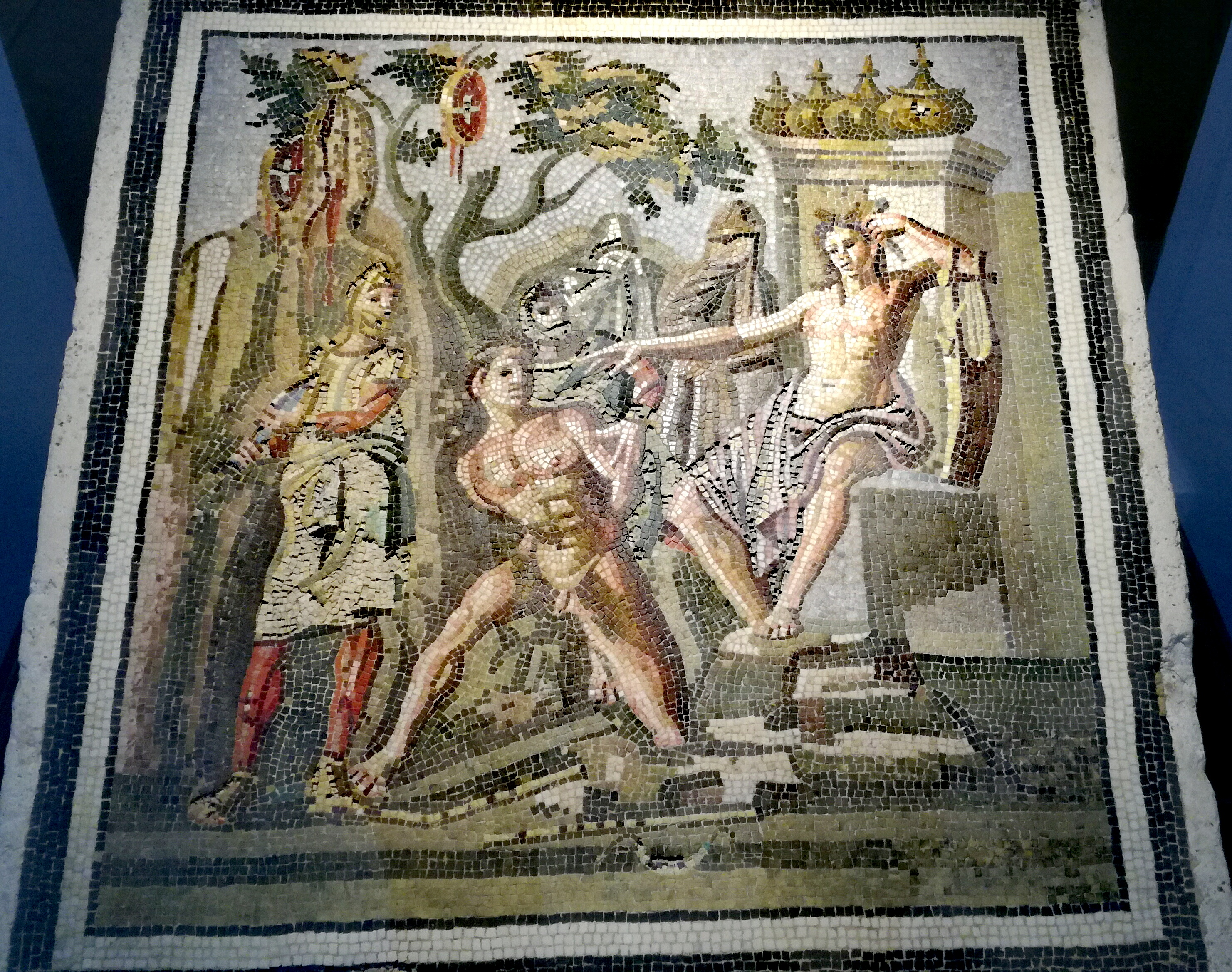
Musée de l'Ephèbe : emblema de mosaïque antique : Le supplice de Marsyas.

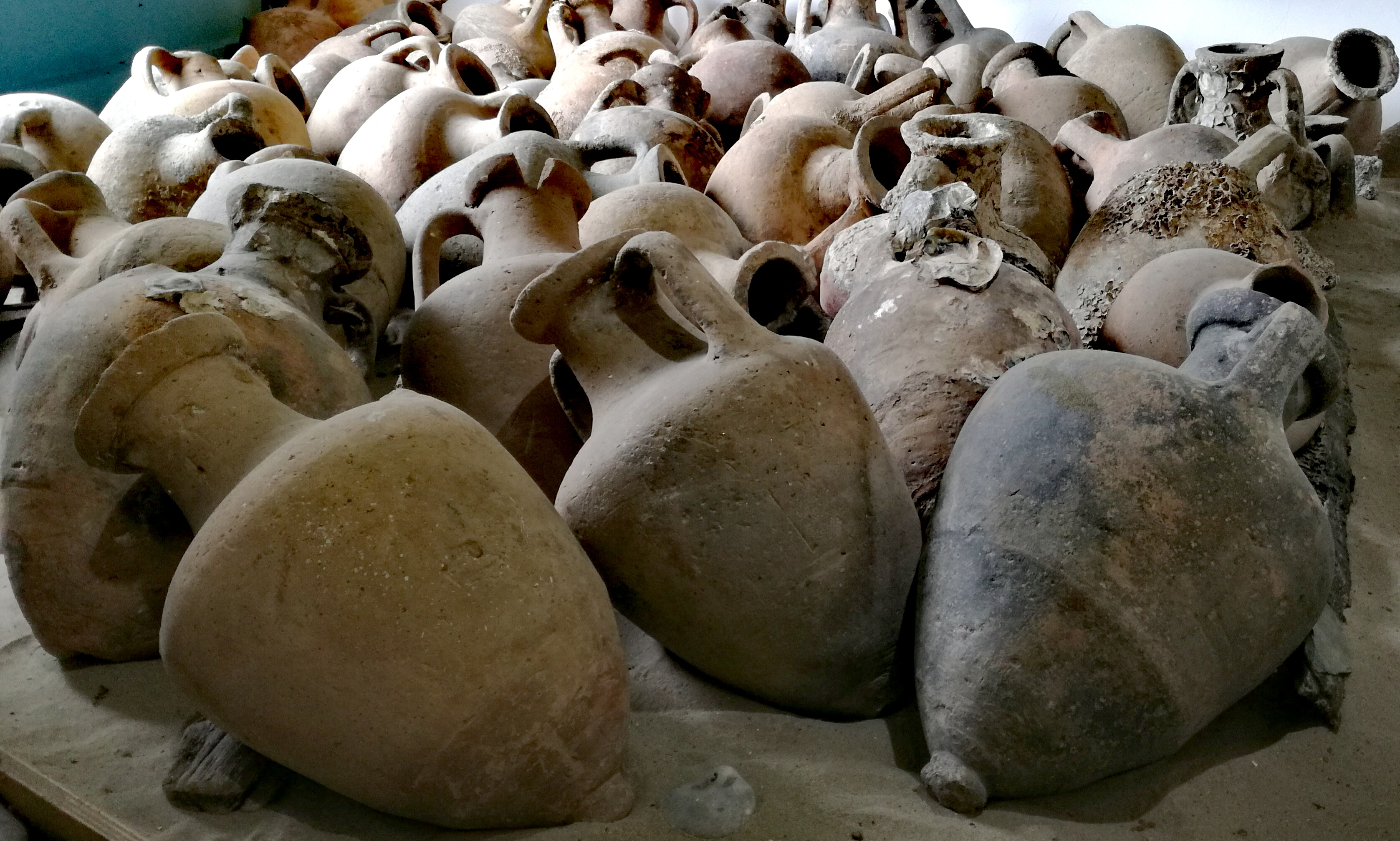
Musée de l'Ephèbe : cargaison d'amphores massaliètes.

#### Autres équipements culturels

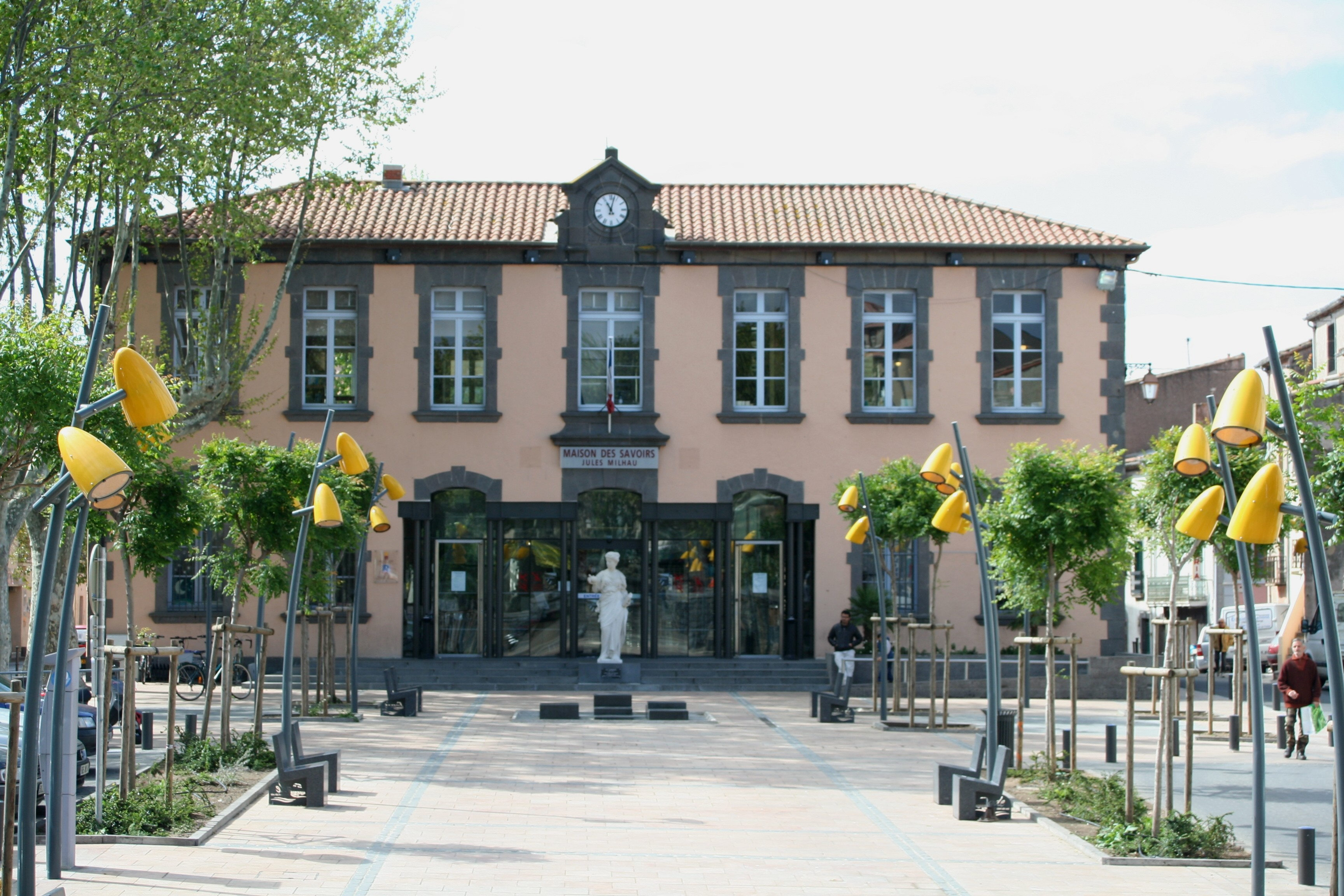
Maison des Savoirs Jules Milhau.

La « Maison des Savoirs Jules Milhau » est installée depuis l'an 2000 dans le bâtiment de l'ancien lycée. Cet organisme regroupe différents équipements : médiathèque, ludothèque, centre de documentation, centre de formation… et s'appuie sur l'utilisation des technologies de l’information et de la communication.
Le « Palais des congrès », installé au centre du Cap d'Agde, accueille, outre des congrès et colloques, diverses manifestations culturelles : expositions, spectacles, concerts…
L'« Espace Molière » est une salle d'exposition installée dans la chapelle d'un ancien couvent.
La « Maison des jeunes et de la culture », créée en 1965, est installée dans l'espace Malraux.
La commune dispose d´un complexe de cinéma, « Le Travelling » (quatre salles) construit en 2002 sur le site de l'ancien stade Jean Roger.
Les arènes du Cap-d'Agde (4 000 places) permettent l'organisation de divers spectacles en saison estivale.
L'« école municipale de musique Barthélémy Rigal » s'adresse aux enfants à partir de sept ans.

#### Traditions et gastronomie

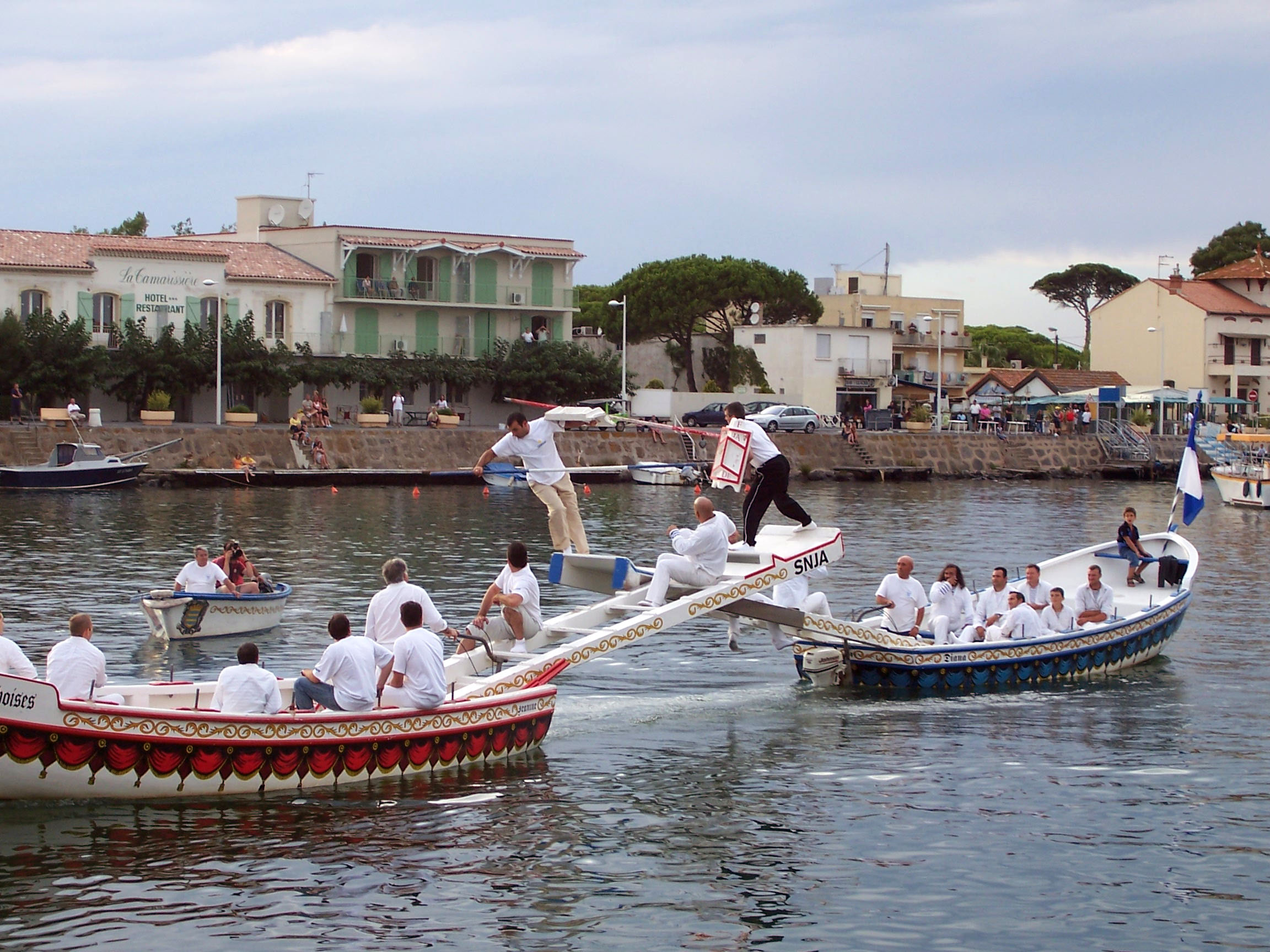
Joutes traditionnelles sur l'Hérault.

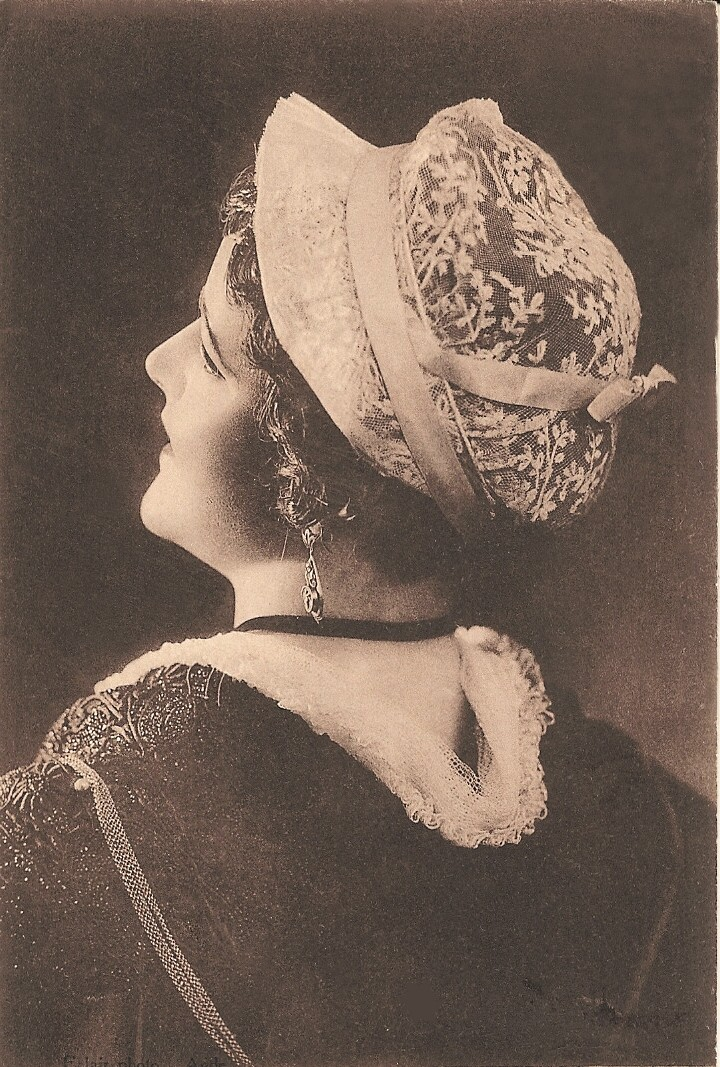
Le sarret, coiffe traditionnelle des Agathoises.

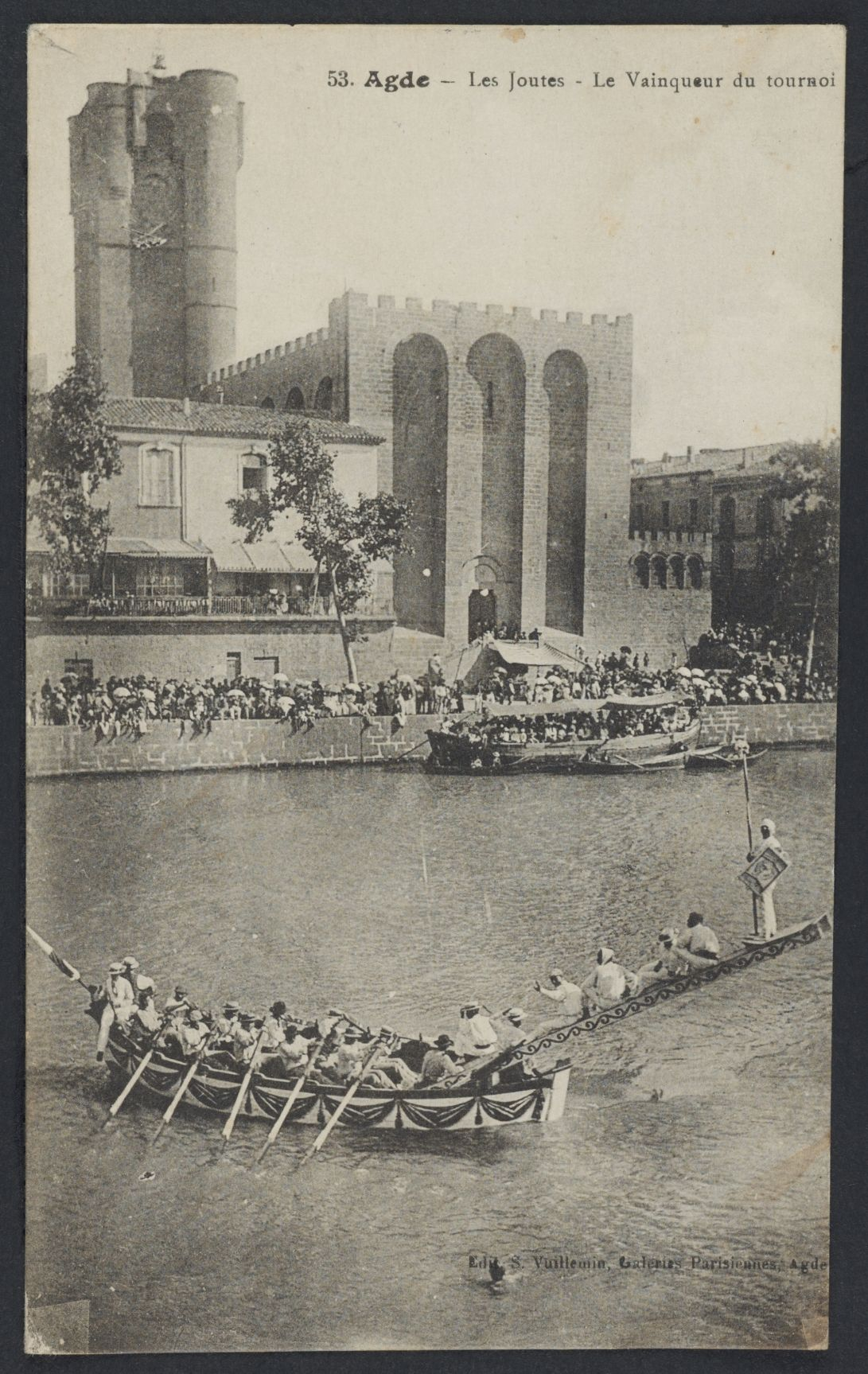
Agde. Les joutes.

Agde est l'une des villes du Languedoc où se pratiquent de longue date les joutes languedociennes. Pratiquées principalement sur l'Hérault, devant la cathédrale ou au Grau-d'Agde, leur usage est attesté depuis 1601, lors d'une manifestation en l'honneur du duc de Montmorency. Il existe dans la commune deux sociétés de joutes : la « Société nautique des jouteurs agathois » (SNJA), créée en 1903, et le « Pavois agathois ».
Agde a son hymne traditionnel, la Dagdenca [daˈteŋk -ɔ] (l'Agathoise), composé en 1934 par Barthélémy Rigal, musicien agathois dont le nom a été donné à l'École municipale de musique, et Jean Bédos, médecin et poète, qui fut maire d'Agde de 1900 à 1919.
Le « sarret », coiffe de dentelle, est, avec la « coulane », grand sautoir de chaînes d’or, et le châle orné de perles de jais, un élément du costume traditionnel des Agathoises, porté autrefois lors des grandes occasions. Il a donné son nom à l'association L'escolo dau Sarret.
La cuisine traditionnelle agathoise est essentiellement à base de poissons, avec des recettes telles que la lotte à l'agathoise, la bourride à l'agathoise… Elle a été illustrée par le chef Nicolas Albano (1938-2005) qui officia à l'hôtel-restaurant « La Tamarissière », au lieu-dit du même nom, qu'il dirigea entre 1976 et 2004.

#### Agde et le cinéma
Parmi les films tournés entièrement ou en partie à Agde figurent :
- Le Bénévole de Jean-Pierre Mocky en 2006 ;
- Les Textiles de Franck Landron en 2004[245].

#### Agde et la philatélie
- Le 17 mai 1982, a été émis un timbre postal représentant l'éphèbe d'Agde, d'une valeur de 4,00 F[246].
- Le 15 mai 1993, a été émis un timbre postal à l'occasion des Jeux méditerranéens, d'une valeur de 2,50 F[247].

#### Occitan
Agde se trouve dans l'aire linguistique de l'occitan et plus particulièrement de sa variante languedocienne. Deux écrivains agathois sont connus localement pour leurs œuvres en occitan : Balthazar Floret (1791-1871), dont les écrits ont été publiés en 1866 dans la Bourrido agatenco, et Jean Bédos (1871-1951), qui fut aussi maire d'Agde, auteur de poèmes et des paroles de l'hymne agathois, La Dagtenca.
De nos jours la diffusion de l'occitan s'est réduite, cependant la langue est enseignée aux enfants dans une école Calandreta, école privée gérée par une association, la Calandreta dagtenca. Les adultes peuvent suivre les cours dispensés par le Cercle Occitan Dagtenc à la MJC d'Agde.
L'occitan se retrouve dans la toponymie de nombreux lieux-dits de la commune, et influence le français parlé localement à travers diverses expressions.

### Personnalités liées à la commune
- saint Modeste - Chrétien martyrisé à Agde, en Gaule narbonnaise, pendant la persécution de l'empereur Dioclétien, au début du IVe siècle.
- saint Thibéry - Chrétien martyrisé à Agde, en Gaule narbonnaise, pendant la persécution de l'empereur Dioclétien, au début du IVe siècle.
- sainte Florence d'Agde - Chrétienne martyrisée à Agde, en Gaule narbonnaise, pendant la persécution de l'empereur Dioclétien, au début du IVe siècle.
- saint Vénuste, ou Venustus - Premier évêque d'Agde, fut martyrisé par les Alamans, probablement en l'an 408 de notre ère.
- saint Sever, venu de Syrie vers l'an 456 - Converti au catholicisme, il fonda un monastère et fit preuve d'une grande charité envers la ville. Il est mort en 500.
- saint Maxence, ou Maixent (447-515) - Né à Agde, disciple de saint Sever, se retira dans le Poitou[248]. Ses reliques sont conservées dans l'abbatiale de Saint-Maixent-l'École.
- saint Étienne d'Agde (975-1046) - Né à Agde, évêque d'Apt de 1010 à sa mort.

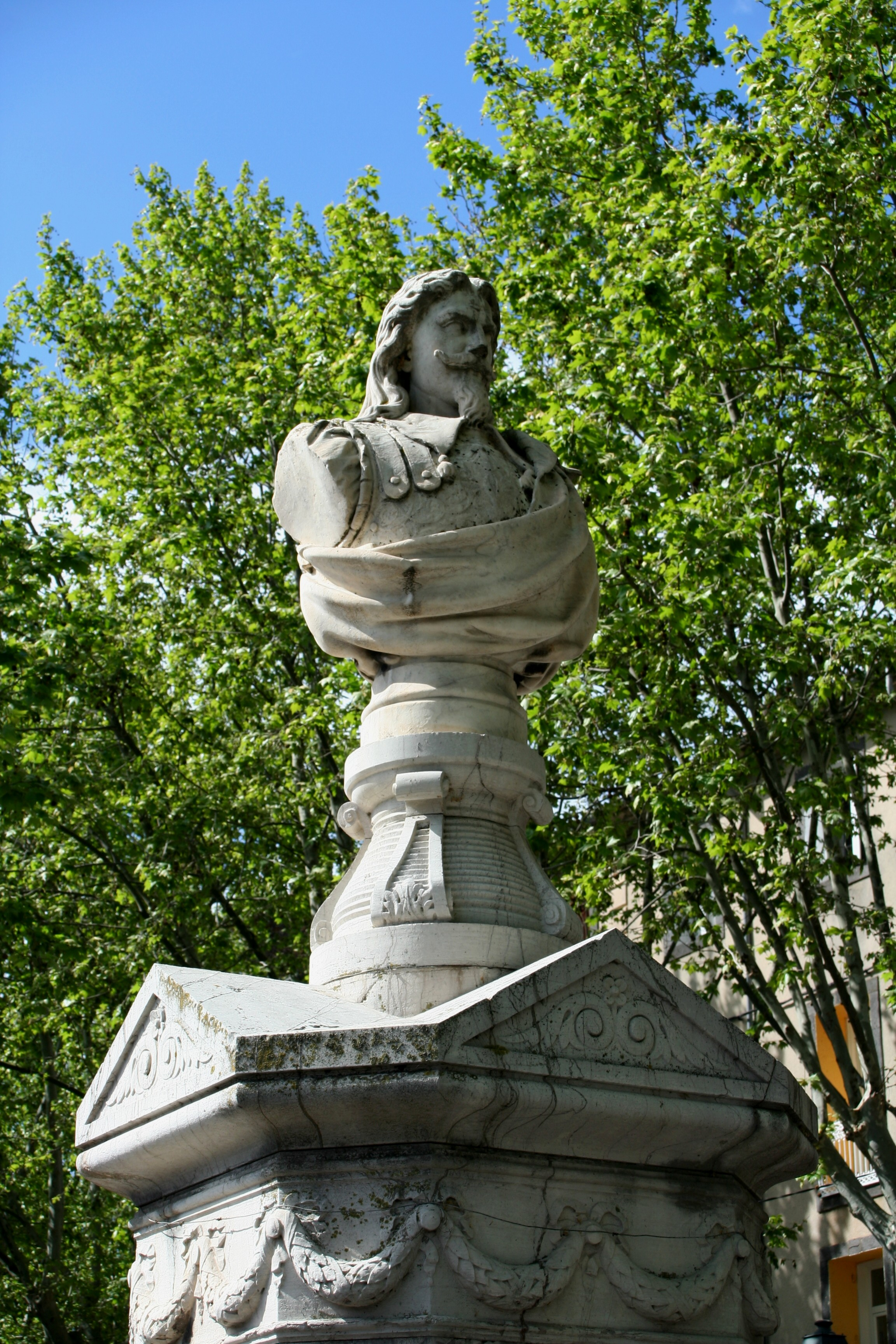
Buste de Claude Terrisse, Agde.

- Bernard Aton VI Trencavel (1159-ap. 1214) - Dernier vicomte d'Agde.
- Henri Ier de Montmorency (1534-1614) - Gouverneur du Languedoc pendant 51 ans, on lui doit la construction de l'église Notre-Dame du Grau, où il fut inhumé, et de la chapelle de l'Agenouillade.
- Claude Terrisse (1598-1673) - Corsaire du roi sous Louis XIII et Louis XIV.
- François Fouquet (1611-1673) - Frère du surintendant Nicolas Fouquet, évêque-comte d'Agde de 1644 à 1656.
- Louis Fouquet (1633-1702) - Frère du précédent auquel il succéda comme évêque-comte d'Agde de 1657 à 1702.
- Charles Dellon (1650-1710) - Né à Agde, médecin et écrivain, auteur de la Relation de l'lnquisition de Goa publiée en 1687.
- Louis Charles Armand Fouquet de Belle-Isle (1693-1747) - Né à Agde, lieutenant-général des armées du roi de France et diplomate, mort à la bataille d'Assietta.
- Charles-François de Saint-Simon Sandricourt (1727-1794) - Dernier évêque d'Agde, fut guillotiné sous la Terreur le 8 Thermidor an 2 (25 juillet 1794) pour s'être opposé à la constitution civile du clergé.
- Jean Joseph Louis Autesserre (1757-1819), colonel français de la Révolution et de l'Empire, mort à Agde.
- Hilaire Benoît Reynaud (1772-1855), général français de la Révolution et de l’Empire y est né.
- Madame Saqui (1786-1866) - Célèbre acrobate et danseuse de corde du xixe siècle, née Marguerite-Antoinette Lalanne à Agde le 26 février 1786 et morte à Neuilly-sur-Seine le 21 janvier 1866.
- Balthazar Floret (1791-1871) - Poète et linguiste né à Agde, participa au mouvement du Félibrige pour le renouveau de la langue d'oc. Ses œuvres sont parues dans La Bourrido Agatenco publiée en 1866 à Montpellier[249].
- Gustave de Girard (1805-1863), homme politique né à Agde, député de l'Hérault de 1849 à 1851.
- Les frères Azéma, Auguste Raymond (1868-1948), Marius Ernest Joseph (1876 - 1963) et Louis (1876 - 1963) - Artistes peintres et sculpteurs nés à Agde[250]. Une partie de leurs œuvres sont exposées au musée agathois.
- Jean Bédos (1871-1951) - Médecin, maire d'Agde de 1900 à 1919, conseiller général, écrivain il est l'auteur de nombreux poèmes en français et en occitan dont La Dagtenco (1934), hymne agathois.
- Jean Félix (1885-1968) - Maire d'Agde de 1919 à 1944, fut aussi député de l'Hérault de 1918 à 1928 et de 1932 à 1936.
- Émile Carbon (1898-1988), écrivain, poète et juriste, défenseur de la littérature et de la culture occitane.
- Jules Milhau (1903-1972) - Originaire de Causses-et-Veyran, agrégé d’économie politique, professeur à l’Université de Montpellier, membre du Conseil économique et social, a résidé de 1930 à 1945 à Agde où il a enseigné au Collège d'Agde et fut élu au conseil municipal. Son nom a été donné à la « Maison des Savoirs ».
- Albert Dubout (1905-1976) - Dessinateur humoriste, possédait une résidence au cap d'Agde dans les années 1950 et y séjournait une partie de l'été[75].
- Simone Jouglas (1907-2001) - Santonnière.
- André Chassefière (1908-1942) - Une rue porte le nom de ce résistant communiste fusillé au Mont-Valérien.
- Auguste-Louis Loubatières (1912-1977) - Né à Agde, médecin. endocrinologue. Il a participé à la mise au point des médicaments antidiabétiques de type sulfamidé. Le lycée d'Agde porte son nom.
- Paul Laurent Vibert (1912-1970) - Officier de marine, Compagnon de la Libération.
- Jean Le Couteur (1916-2010) - Architecte en chef de la station touristique du Cap-d'Agde.
- Yves Noé (1921-2002), Joueur de rugby à XV français.
- Pierre Leroy-Beaulieu (1928-2006) - Maire d'Agde de 1971 à 1989, il a été député de l'Hérault de 1968 à 1973.
- Jean Miquel (1934-1985) - En tant que directeur de la SEBLI, il fut le maître d'œuvre de la construction du Cap-d'Agde. Son nom a été donné au quai d'honneur de la station.
- Pierre Barthès (1941) - Ancien joueur de tennis professionnel, fondateur du « Club Pierre Barthes » au Cap-d'Agde en 1972, devenu depuis sa reprise par la municipalité en 1994, le « Centre international du tennis »[251].
- Les frères Pourcel (1964) - Nés à Agde, chefs cuisiniers du restaurant « Le jardin des sens » à Montpellier.
- Laeticia Boudou Hallyday (1975) - Dernière épouse de Johnny Hallyday, a vécu son enfance au Cap-d'Agde où son père gérait une boîte de nuit.
- Yannick Nyanga (1983) - Joueur de rugby à XV international français, a grandi à Agde.

### Héraldique, logotype et devise
Les armes d'Agde se blasonnent ainsi :
| Armes d'Agde | D'or à trois fasces ondées d'azur. | Enseigne du musée agathois |

Ces armes ont été enregistrées le 2 août 1697 dans l'armorial général de France de Charles d'Hozier. Le brevet d'enregistrement est conservé par les archives communales d'Agde.
Les trois fasces ondées d'azur symbolisent la triple union des eaux de la mer, du fleuve et du canal du Midi.
La ville d'Agde a des armoiries depuis au moins le milieu du XVIe siècle, mais à l'origine le nombre de fasces n'était pas fixé. Un écusson sculpté sur une pierre des remparts montre quatre fasces ondées.